# Münster

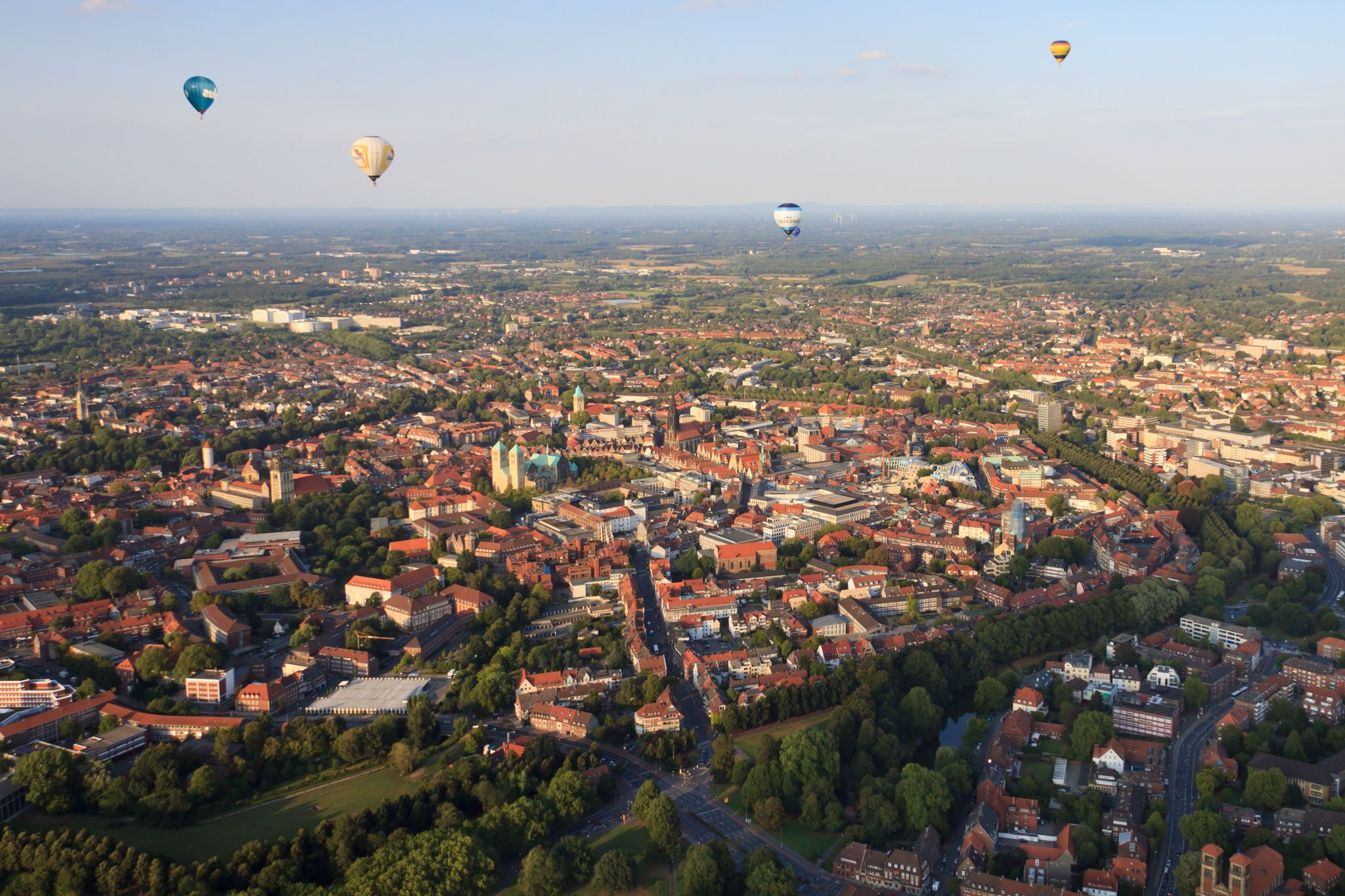
Luftaufnahme der Innenstadt von Münster, 2009

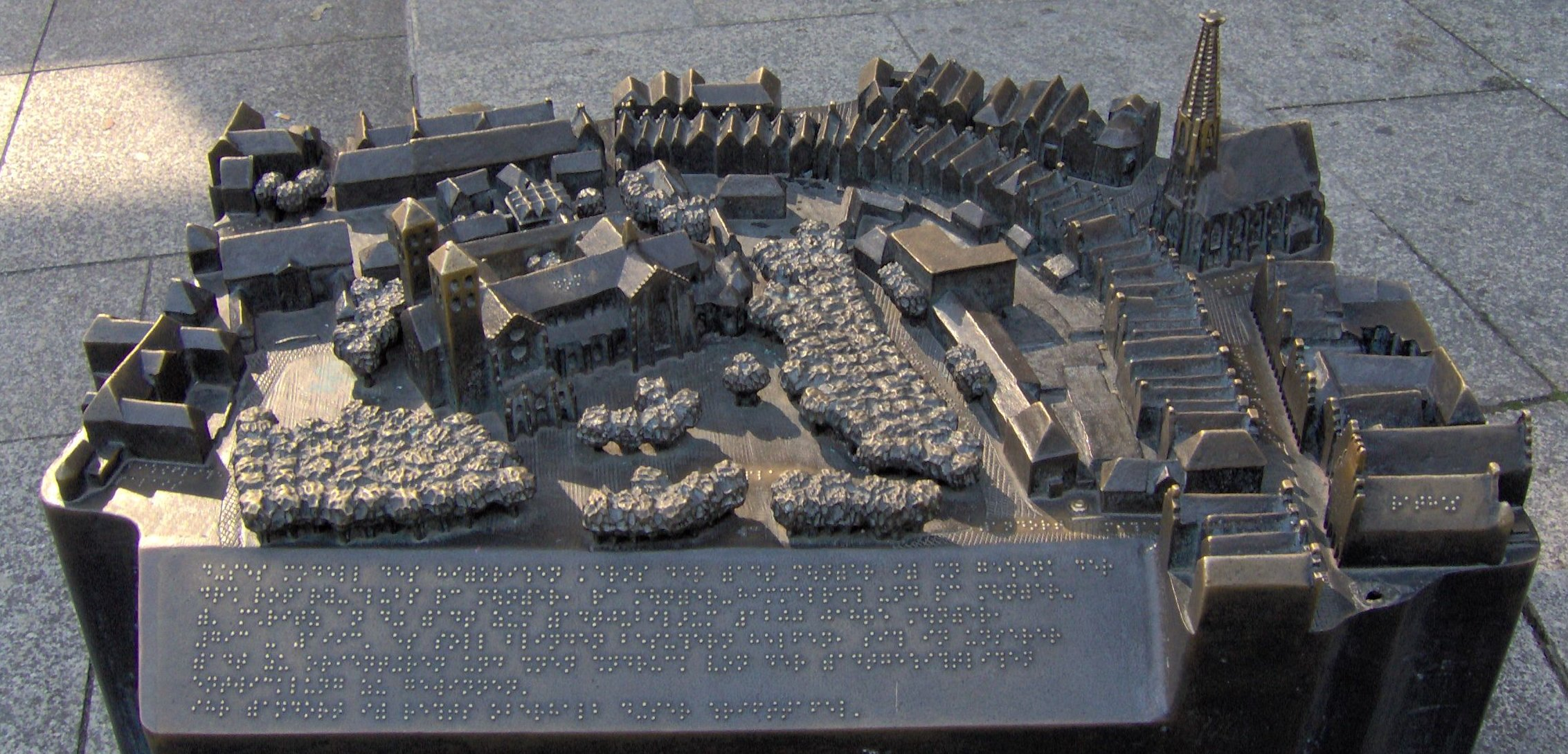
Domplatz und Prinzipalmarkt im Modell für Blinde

Die kreisfreie Stadt Münster (münsterländisch Mönster, niederländisch Munster, friesisch Múnster, altsächsisch Mimigernaford, lateinisch Monasterium) in Westfalen ist Sitz des nach ihr benannten Regierungsbezirks in Nordrhein-Westfalen. Von 1815 bis 1946 war Münster Hauptstadt der preußischen Provinz Westfalen. Die Stadt an der Münsterschen Aa liegt zwischen dem Ruhrgebiet und Osnabrück im Zentrum des Münsterlandes und ist als zweiundzwanzigstgrößte Stadt Deutschlands eines der Oberzentren des Landes Nordrhein-Westfalen.
Münster ist seit 1915 eine Großstadt, im Jahr 2014 überstieg ihre Einwohnerzahl erstmals die Marke von 300.000 Personen. Mit 65.000 Studenten (2018) gehört Münster zu den zehn größten Universitätsstädten Deutschlands. Außerdem ist Münster durch sein fahrradfreundliches Stadtbild als Fahrradstadt bekannt.
Die Stadt ist ein wichtiger Dienstleistungs- und Verwaltungsstandort und Sitz mehrerer Hochschulen. Wichtige Gerichte und Verwaltungseinrichtungen für das Land Nordrhein-Westfalen sind in Münster ansässig, darunter der Verfassungsgerichtshof und das Oberverwaltungsgericht. Die ehemalige westfälische Provinzialhauptstadt ist heute Sitz des Landschaftsverbandes Westfalen-Lippe.
Münster ist Sitz eines katholischen Bischofs. Im Jahre 799 gründete Papst Leo III. bei seinem Treffen mit Karl dem Großen das Bistum Münster sowie die Diözesen Osnabrück, Minden und Paderborn. 805 wurde der heilige Ludgerus in Köln zum ersten Bischof von Münster geweiht. Von 2009 bis zu seiner Emeritierung 2025 war Felix Genn der Bischof.
Bekannt ist Münster für seine nach dem Zweiten Weltkrieg zu Teilen rekonstruierte historische Altstadt.

## Geographie

### Geographische Lage

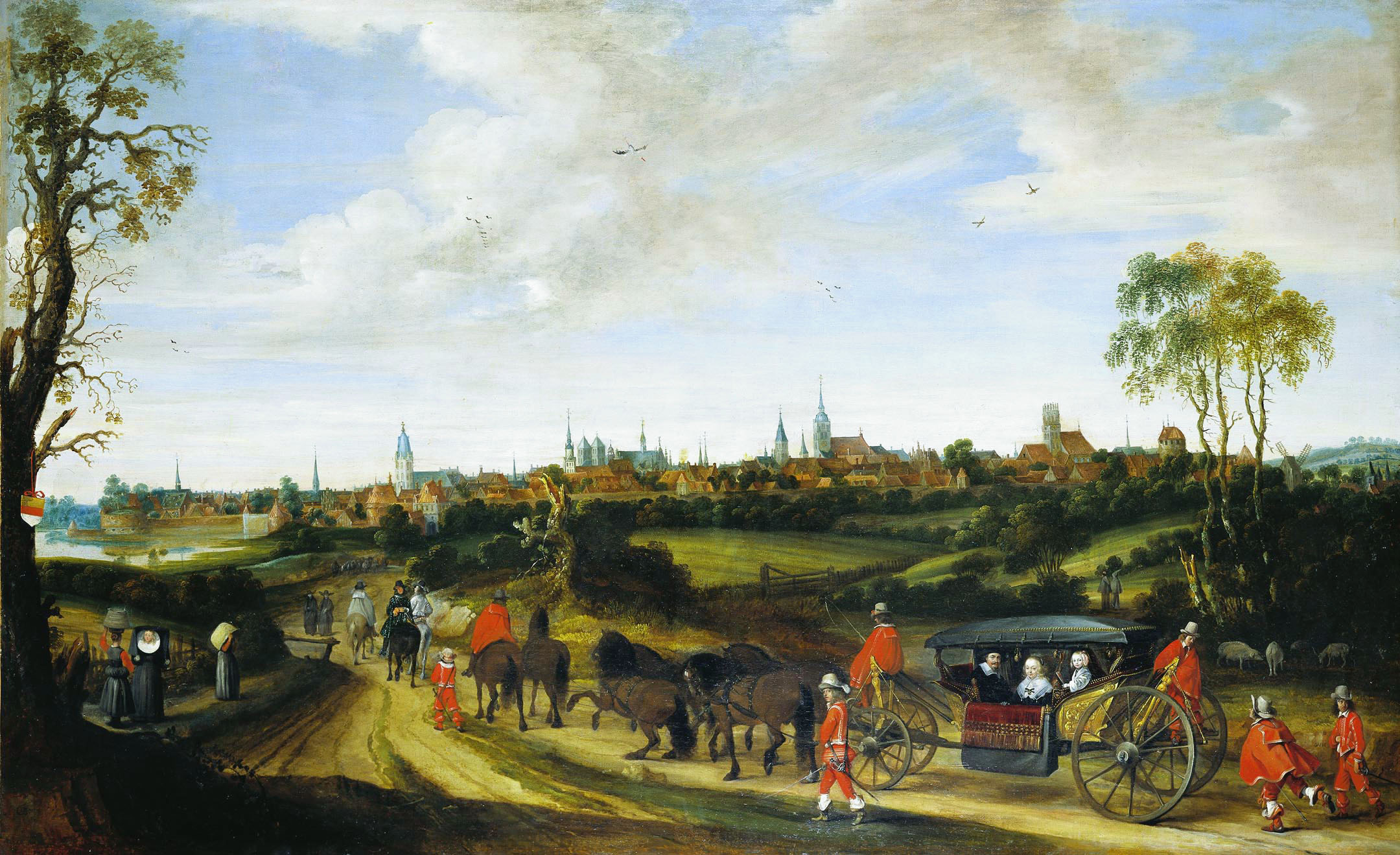
Gerard ter Borch: Einzug des holländischen Gesandten Adriaan Pauw (Stadtmuseum Münster)

Münster liegt an der Münsterschen Aa, 15 km südlich ihrer Mündung in die Ems, in der von sandig-lehmigen Ablagerungen überdeckten Westfälischen Tieflandsbucht inmitten einer von Streusiedlungen und Einzelhöfen geprägten Landschaft, dem Münsterland. Die saaleeiszeitlichen Sedimente des Münsterländer Kiessandzuges durchziehen die Stadt mittig in Nordsüdrichtung. Der höchste Punkt ist der Vorbergshügel im Naturschutzgebiet Vorbergs Hügel mit 99,8 m ü. NHN, der niedrigste Punkt befindet sich im Norden des Stadtgebiets an der Ems auf einer Höhe von 38,6 m ü. NN. Münsters Innenstadt liegt auf 60 m ü. NN, gemessen auf dem Prinzipalmarkt vor dem Rathaus.
Die niederländische Stadt Enschede ist etwa 65 km entfernt. Weitere Großstädte in der näheren Umgebung sind die Großstädte im Ruhrgebiet (Herne und Bochum jeweils etwa 55 km und 59 km südwestlich, Dortmund ca. 52 km südlich, sowie Gelsenkirchen 61 km südwestlich), Osnabrück etwa 44 km nördlich, Hamm ca. 34 km südlich sowie Bielefeld etwa 62 km östlich.
Münster ist einer der 42 deutschen Verdichtungsräume und gehört zu den flächengrößten Städten Deutschlands. Darin sind jedoch größere schwach besiedelte, ländliche Gebiete der 1975 eingemeindeten Orte enthalten. Nahezu die Hälfte des Stadtgebiets wird landwirtschaftlich genutzt, woraus sich die relativ geringe Bevölkerungsdichte von gut 1000 Einwohnern pro km² erklärt.

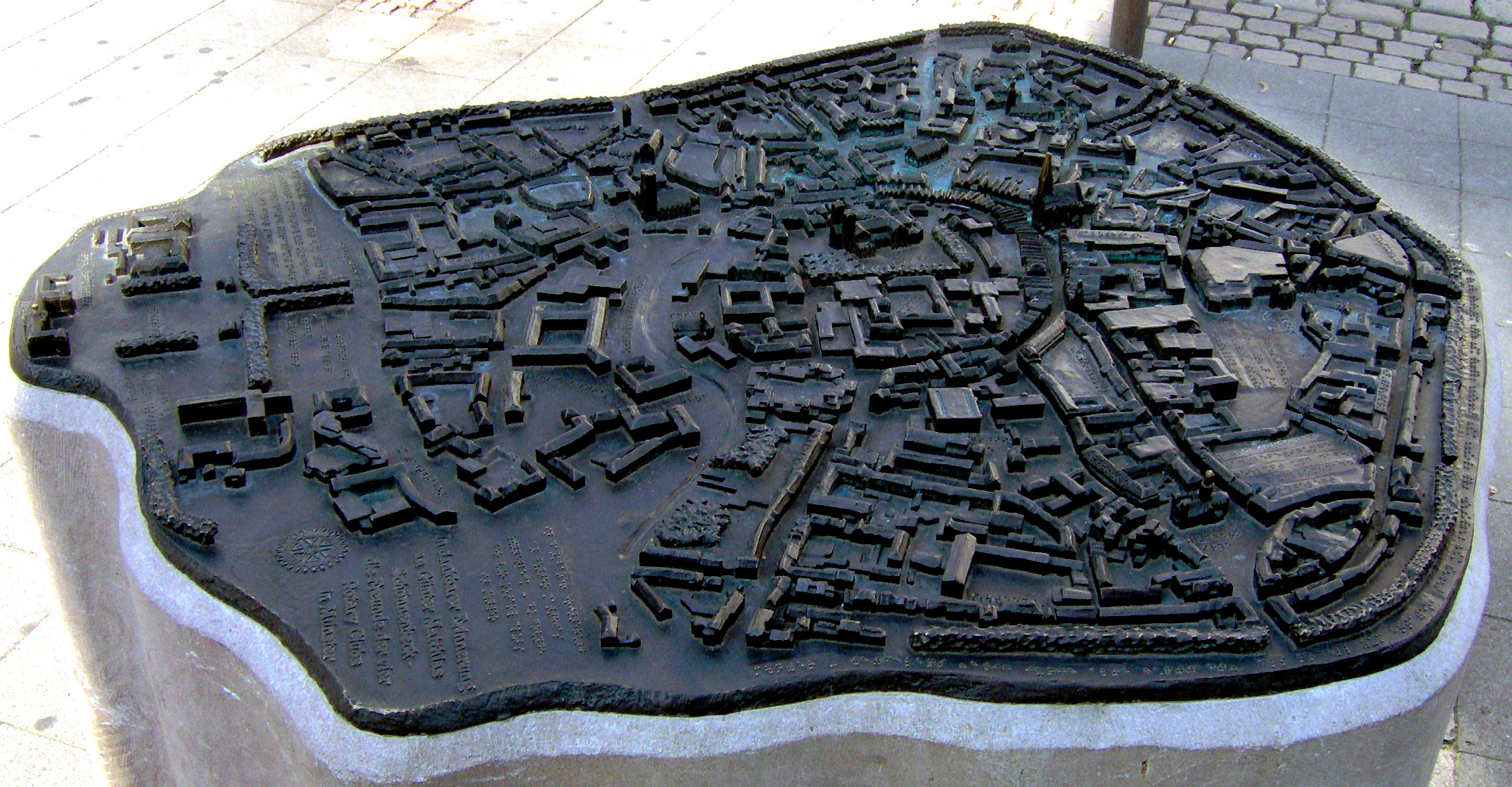
Bronzemodell der Innenstadt von Münster

Außerdem ist das zusammenhängend bebaute Stadtgebiet flächenmäßig vergleichsweise groß, da die Bebauung niedriger ist als in anderen Städten mit vergleichbarer Einwohnerzahl. Dies resultiert vor allem aus dem hohen Anteil an Einfamilienhäusern und Villen sowie der größtenteils nur zwei- bis dreistöckigen Mietshäuser. Hochhäuser gibt es dagegen nur vereinzelt, Mietskasernen und Wolkenkratzer finden sich in Münster nicht. Auffällig im Vergleich zu anderen deutschen Städten ist, dass die Häuser häufig in Backsteinbauweise errichtet wurden und oft giebel- statt traufständig sind. Dennoch ergeben sich im Stadtzentrum rund um den historischen Kern in einigen Bereichen hohe Einwohnerdichten von bis zu 15.000 Einwohner pro km². Daraus ergibt sich eine Siedlungsdichte, das heißt die Einwohnerdichte im besiedelten Stadtgebiet, von rund 2.890 Einwohnern pro km².
Die Gesamtfläche des Stadtgebiets von 300,327 km² teilt sich auf in 74,181 km² Siedlungsflächen, 26,429 km² Verkehrsflächen, 194,012 km² Vegetationsflächen sowie 6,001 km² Wasserflächen. Der Umfang beträgt dabei 107 km, die Ausdehnung von Norden nach Süden 24,4 km und von Westen nach Osten 20,6 km.

### Klima
Die Niederschlagsmenge der Stadt beträgt mit rund 773 mm pro Jahr (Mittel 1981–2010) etwa dem Durchschnitt in Deutschland. Dennoch ist Münster eine regenreiche Stadt – nicht wegen der absoluten Summe der Niederschläge, sondern vielmehr aufgrund relativ vieler Regentage (durchschnittlich 189 pro Jahr) mit oft geringer Niederschlagsmenge. Der münsterländer Dialekt kennt für den unergiebigen, aber länger anhaltenden Niederschlag sogar einen speziellen, ursprünglich aus dem Hebräischen stammenden Begriff: das Wort „Meimeln“. Die Durchschnittstemperatur beträgt 9,8 °C bei ungefähr 1580 Sonnenstunden im Jahr. Hinsichtlich der jährlichen Sonnenstunden schneidet Münster im Vergleich zu vielen süd- und ostdeutschen Städten jedoch schlechter ab. Die münsterschen Winter sind im Bundesvergleich relativ mild, sodass es vergleichsweise selten schneit, während die Sommertemperaturen dem Bundesdurchschnitt entsprechen.
Die höchste Tagesniederschlagsmenge wurde am 28. Juli 2014 verzeichnet: Die Wetterstation der MeteoGroup am Aasee/Zoo meldete eine Regenmenge von 122,2 l/m², das Landesumweltamt registrierte an seiner Station an der Hauptkläranlage 292,5 l/m² innerhalb von sieben Stunden. Die Rekordniederschläge führten zu starken Überschwemmungen im gesamten Stadtgebiet und im benachbarten Greven.
|                       | Jan | Feb | Mär  | Apr  | Mai  | Jun  | Jul  | Aug  | Sep  | Okt  | Nov | Dez |   |      |
| Mittl. Tagesmax. (°C) | 5,7 | 7,7 | 10,5 | 15,3 | 19,9 | 23,4 | 25,3 | 24,3 | 20,3 | 14,9 | 8,8 | 7,9 | ⌀ | 15,4 |
| Mittl. Tagesmin. (°C) | 0,4 | 0,7 | 2,2  | 4,0  | 8,3  | 12,1 | 13,5 | 12,8 | 9,8  | 6,8  | 2,3 | 2,8 | ⌀ | 6,3  |
|                       |     |     |      |      |      |      |      |      |      |      |     |     |   |      |
| Niederschlag (mm)     | 67  | 58  | 53   | 34   | 33   | 77   | 59   | 79   | 49   | 57   | 42  | 64  | Σ | 672  |
|                       |     |     |      |      |      |      |      |      |      |      |     |     |   |      |
| Sonnenstunden (h/d)   | 1,5 | 2,5 | 3,5  | 5,1  | 6,6  | 6,3  | 6,3  | 6,3  | 4,5  | 3,6  | 1,8 | 1,3 | ⌀ | 4,1  |
|                       |     |     |      |      |      |      |      |      |      |      |     |     |   |      |
| Regentage (d)         | 20  | 15  | 17   | 13   | 13   | 14   | 14   | 15   | 14   | 15   | 14  | 19  | Σ | 183  |
|                       |     |     |      |      |      |      |      |      |      |      |     |     |   |      |
| Luftfeuchtigkeit (%)  | 85  | 81  | 78   | 73   | 70   | 73   | 74   | 75   | 80   | 83   | 85  | 86  | ⌀ | 78,6 |

| 0,4 |

| 0,7 |

| 2,2 |

| 4,0 |

| 8,3 |

| 12,1 |

| 13,5 |

| 12,8 |

| 9,8 |

| 6,8 |

| 2,3 |

| 2,8 |

| 0,4 |

| 0,7 |

| 2,2 |

| 4,0 |

| 8,3 |

| 12,1 |

| 13,5 |

| 12,8 |

| 9,8 |

| 6,8 |

| 2,3 |

| 2,8 |

### Nachbargemeinden und Kreise
Die Stadt grenzt an folgende Städte und Gemeinden – sie werden im Uhrzeigersinn genannt, beginnend im Nordwesten: Altenberge und Greven (Kreis Steinfurt), Telgte, Everswinkel, Sendenhorst und Drensteinfurt (Kreis Warendorf), sowie Ascheberg, Senden und Havixbeck (Kreis Coesfeld).

### Stadtgliederung
Das Stadtgebiet Münsters ist gemäß § 1 der Hauptsatzung der Stadt in die sechs Stadtbezirke Mitte, Nord, Ost, West, Süd-Ost und Hiltrup gegliedert. In jedem Stadtbezirk gibt es eine Bezirksvertretung mit jeweils 19 Mitgliedern, die bei jeder Kommunalwahl von der Bevölkerung des Stadtbezirks gewählt werden. Vorsitzender der Bezirksvertretung ist der Bezirksbürgermeister. Gemäß der Hauptsatzung gliedern sich die einzelnen Stadtbezirke weiter auf in Wohnbereiche. Dieser offizielle Begriff wird jedoch praktisch nicht verwendet. Stattdessen wird der Begriff des Stadtteils als Synonym für Wohnbereich benutzt. Zu statistischen Zwecken sind diese Wohnbereiche weitergehend in insgesamt 45 statistische Bezirke untergliedert.
Nachfolgend sind die Stadtbezirke mit ihren zugehörigen Wohnbereichen und weiteren Wohnplätzen gemäß der Hauptsatzung der Stadt Münster aufgelistet. Es handelt sich dabei um die offiziellen Bezeichnungen, wie sie in der Satzung aufgeführt sind und die sich teilweise von der Bezeichnung im üblichen Sprachgebrauch unterscheiden:
- Mitte:
  - Kernbereich
- Nord:
  - Coerde
  - Kinderhaus
  - Sprakel mit Sandrup
- Ost:

Stadtbezirke von Münster

  - Gelmer mit der Bauerschaft Gittrup
  - Dyckburg mit Mariendorf und Sudmühle
  - Handorf mit Kasewinkel, Kreuzbach, Laer, Dorbaum und Verth links der Ems und Werse
  - Mauritz-Ost und Mondstraße, zusammengefasst bekannt als St. Mauritz
- West:
  - Albachten
  - Gievenbeck
  - Mecklenbeck
  - Nienberge mit Häger, Schonebeck und Uhlenbrock
  - Roxel mit Altenroxel und Oberort
  - Sentruper Höhe
- Süd-Ost:
  - Angelmodde mit Hofkamp
  - Gremmendorf mit Loddenheide
  - Wolbeck
- Münster-Hiltrup:
  - Amelsbüren mit Sudhoff, Loevelingloh und Wilbrenning
  - Berg Fidel
  - Hiltrup

Der Kernbereich der Stadt kann in historisch gewachsene Stadtviertel unterteilt werden. Die Grenzen dieser Stadtviertel sind oftmals nicht genau definiert. Zu den Stadtvierteln gehören unter anderem Aaseestadt, Erphoviertel, Geistviertel, Hansaviertel, Herz-Jesu-Viertel, Kreuzviertel, Kuhviertel, Mauritzviertel, Pluggendorf, Rumphorst, Südviertel, Uppenberg sowie das Zentrum Nord. Die Stadtteile der fünf Außenbezirke umfassen größtenteils die Gebiete der ehemals selbständigen Gemeinden, bevor sie im Laufe der Zeit nach Münster eingemeindet wurden.

## Demografie

Einwohnerentwicklung von Münster von 1816 bis 2017

2014 überstieg die Einwohnerzahl von Münster erstmals die Marke von 300.000 Personen. Am 31. Dezember 2024 hatten 322.715 Einwohner einen Wohnsitz in Münster gemeldet. In der Stadt leben mit 52 % etwas mehr Frauen, als Männer. Die am stärksten vertretene Altersgruppe stellen die 20- bis 29-Jährigen, die 19,5 % aller Einwohner ausmachen. Es folgen mit 15,2 % die 30- bis 39-Jährigen, 50- bis 59-Jährige (12,6 %), 40- bis 49-Jährige (11,4 %). Fast 40.000 Ausländer leben in der Stadt. Das Durchschnittsalter liegt bei 41,6 Jahren.
Die Bevölkerungsprognose für das Jahr 2040 liegt laut Information und Technik Nordrhein-Westfalen bei knapp 350.000 Einwohnern.
Die Lebenserwartung liegt in Münster für Männer bei 79,5 Jahren, für Frauen bei 84,3 Jahren. Dies ist eine der höchsten Lebenserwartungen innerhalb aller deutschen Städte.

## Geschichte

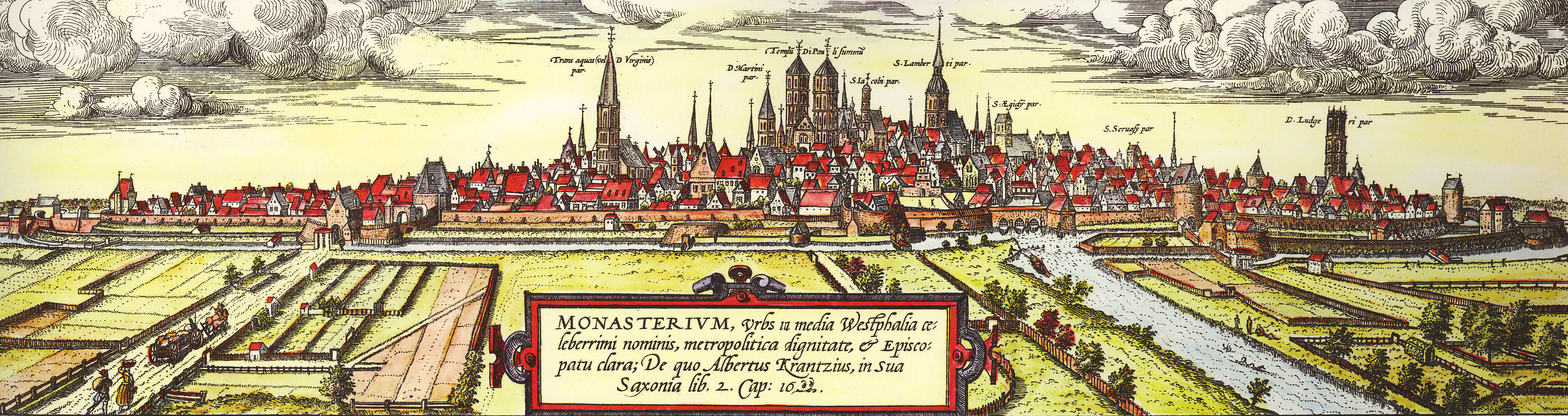
Blick von Süd-Westen auf Münster, eine Arbeit von Remigius Hogenberg aus dem Jahr 1570 basierend auf einer älteren Zeichnung von Hermann tom Ring. Links die Überwasserkirche noch mit der ursprünglichen Turmhaube, mittig der St.-Paulus-Dom, rechts davon die Lambertikirche und rechts außen die Ludgerikirche. Im Vordergrund vor dem Dom das Neuwerk als Teil der Stadtbefestigung am Eintritt der Aa in die Stadt.

### Stadtgeschichte

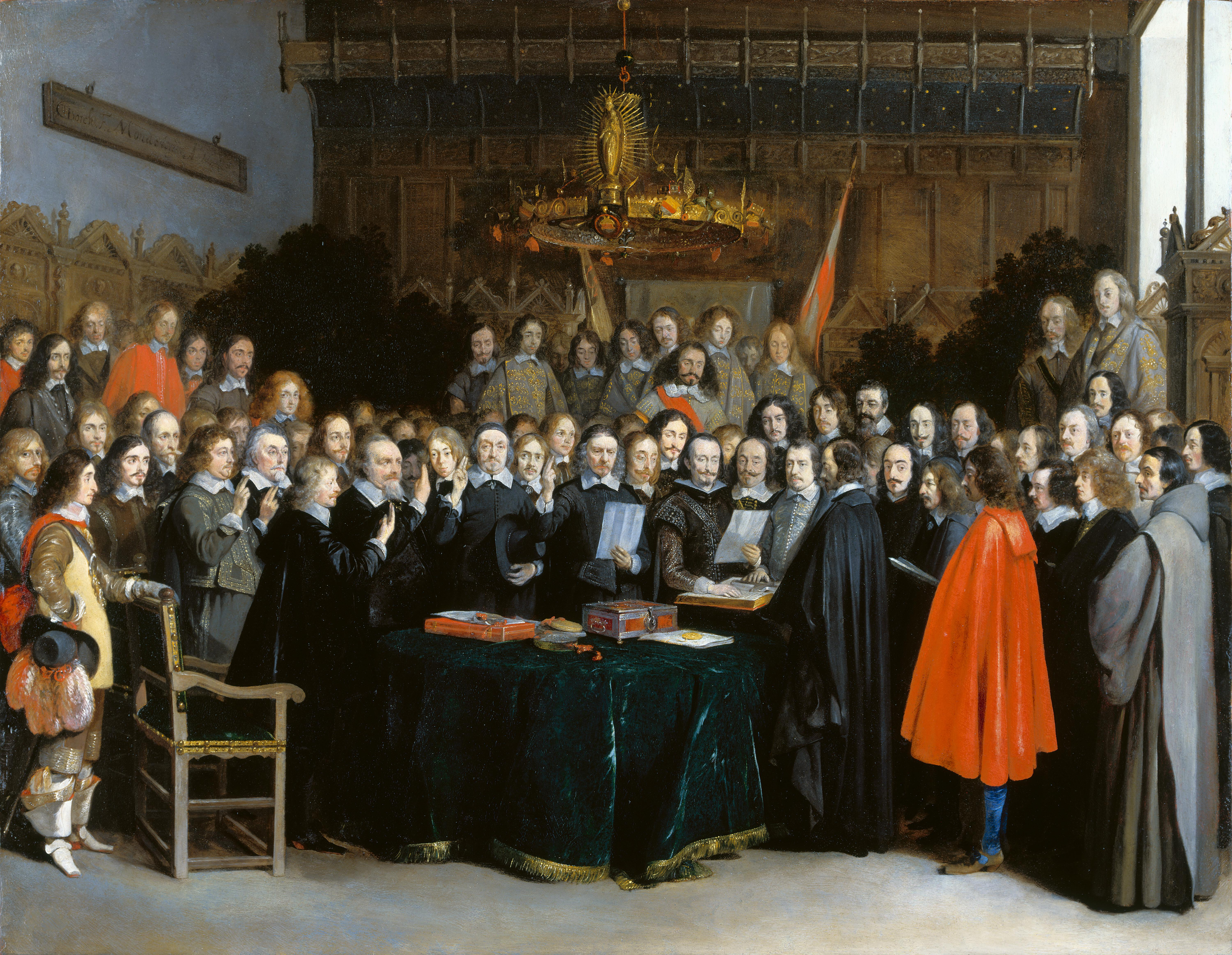
Die Gesandten beschwören im Friedenssaal den Frieden von Münster.

Schätzungsweise seit dem 6. Jahrhundert lag im Bereich des Domplatzes die kleine sächsische Siedlung Mimigernaford. 793 gründete der friesische Missionar Liudger an der Furt über die Münstersche Aa ein Kloster (lateinisch: monasterium), das der sich hier entwickelnden Stadt ihren Namen gab. 805 wurde er zum ersten Bischof von Münster ernannt, und die Bauarbeiten zum ersten Dom wurden aufgenommen.
Aufgrund der wachsenden Einwohnerzahl erhielt Münster 1170 das Stadtrecht. In diesen Zeitraum fällt der Bau der Stadtbefestigung. Die Stadtmauer war etwa vier Kilometer lang und wurde in der Mitte des 14. Jahrhunderts durch weitere Befestigungsanlagen verstärkt. Zu dieser Zeit war Münster die flächengrößte Stadt Westfalens. In der Kommunalverfassung der Stadt spielten im späten Mittelalter die Leischaften eine wichtige Rolle, indem sie die Kurherren benannten, die an der Wahl der Ratsherren beteiligt waren. Das passive Ratswahlrecht stand bis 1458 ausschließlich dem Stadtadel, vom Volksmund Erbmänner genannt, zu. Nur Erbmännerfamilien wie die Bischopinck, Droste zu Hülshoff, Kerckerinck (alle anderen sind mittlerweile erloschen) etc. stellten die Ratsherren, Bürgermeister und fürstbischöflichen Stadtrichter. Die Erbmänner, nach denen in Münster viele Straßen benannt sind, vertraten Münster in der fürstbischöflichen Regierung, im Landtag des Hochstifts und auf den Hansetagen.
Zwischen 1358 und 1454 erlangte Münster als Mitglied und ab 1494 als Vorort der Hanse in Westfalen eine große Bedeutung. Davon zeugt beispielsweise der Prinzipalmarkt, dessen prächtige Kaufmannshäuser aus dieser Epoche stammen, zu einem Großteil im Zweiten Weltkrieg zerstört und vielfach vereinfacht wiederaufgebaut wurden.

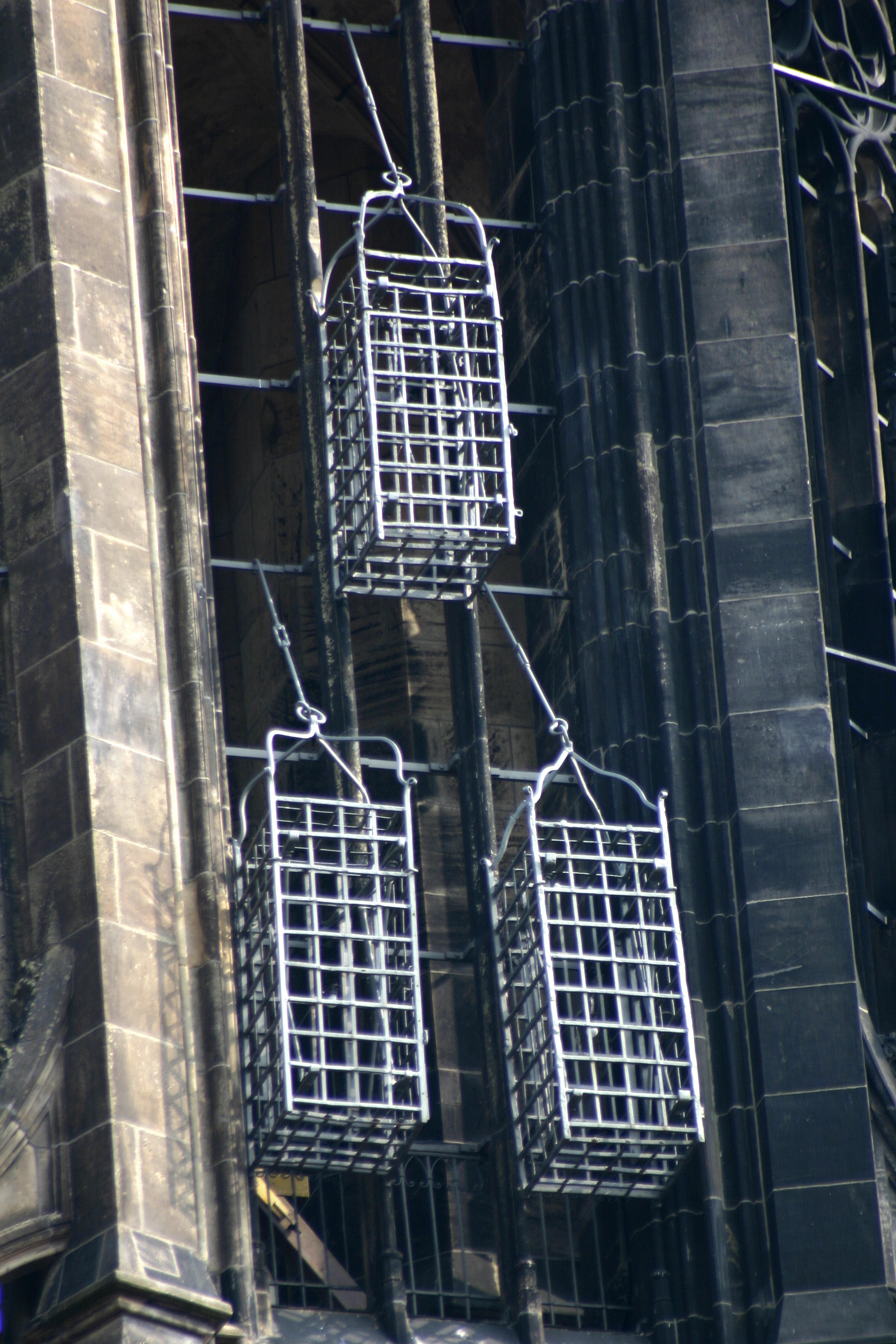
Die Körbe der Täufer am Turm von St. Lamberti

1534 begann die dramatische Episode des Täuferreichs von Münster. Sie gipfelte in der Proklamation des Königreichs Zion im September 1534 durch Jan van Leiden mit sich selbst als König. Dieses Königreich hatte jedoch nur bis zum 24. Juni 1535 Bestand, als Truppen des Bischofs Franz von Waldeck die belagerte Stadt einnahmen. Die gefolterten und hingerichteten Anführer der Täufer wurden anschließend in drei eisernen Körben an der Lambertikirche zur Abschreckung aufgehängt. Die Originale der Körbe aus dem Jahre 1535 hängen dort noch immer. Fälschlicherweise werden sie oft als Käfige bezeichnet. Gründe hierfür sind vor allem Berichte von auswärtigen Autoren und Besuchern, die ab dem Ende des 18. Jahrhunderts mit negativ besetzten Begriffen über die Herrschaft der „Wiedertäufer“ berichteten, sowie Übersetzungsfehler lateinischer Handschriften über das Täuferreich.
1648 fand in Münster und Osnabrück ein Ereignis von europäischem Rang statt. Der Westfälische Friede wurde geschlossen, mit dem der Dreißigjährige Krieg und der Achtzigjährige Krieg beendet wurden. Als „Stätte des Westfälischen Friedens“ wurde das Rathaus in Münster neben dem in Osnabrück Mitte 2015 von der Europäischen Kommission mit dem Europäischen Kulturerbe-Siegel ausgezeichnet.
Zur gleichen Zeit um das Jahr 1648 erreichte der Kampf um die Unabhängigkeit der Stadt ihren Höhepunkt. Er gipfelte in dem Versuch, Münster in den Stand einer Freien Reichsstadt zu erheben. Damit war jedoch der Konflikt des Bürgertums mit dem kirchlichen Landesherrn vorbestimmt. Er resultierte in der offenen Konfrontation mit Fürstbischof Christoph Bernhard von Galen, der 1661 nach achtmonatiger Belagerung die Stadt einnahm und ihr zeitweise sämtliche Rechte entzog.

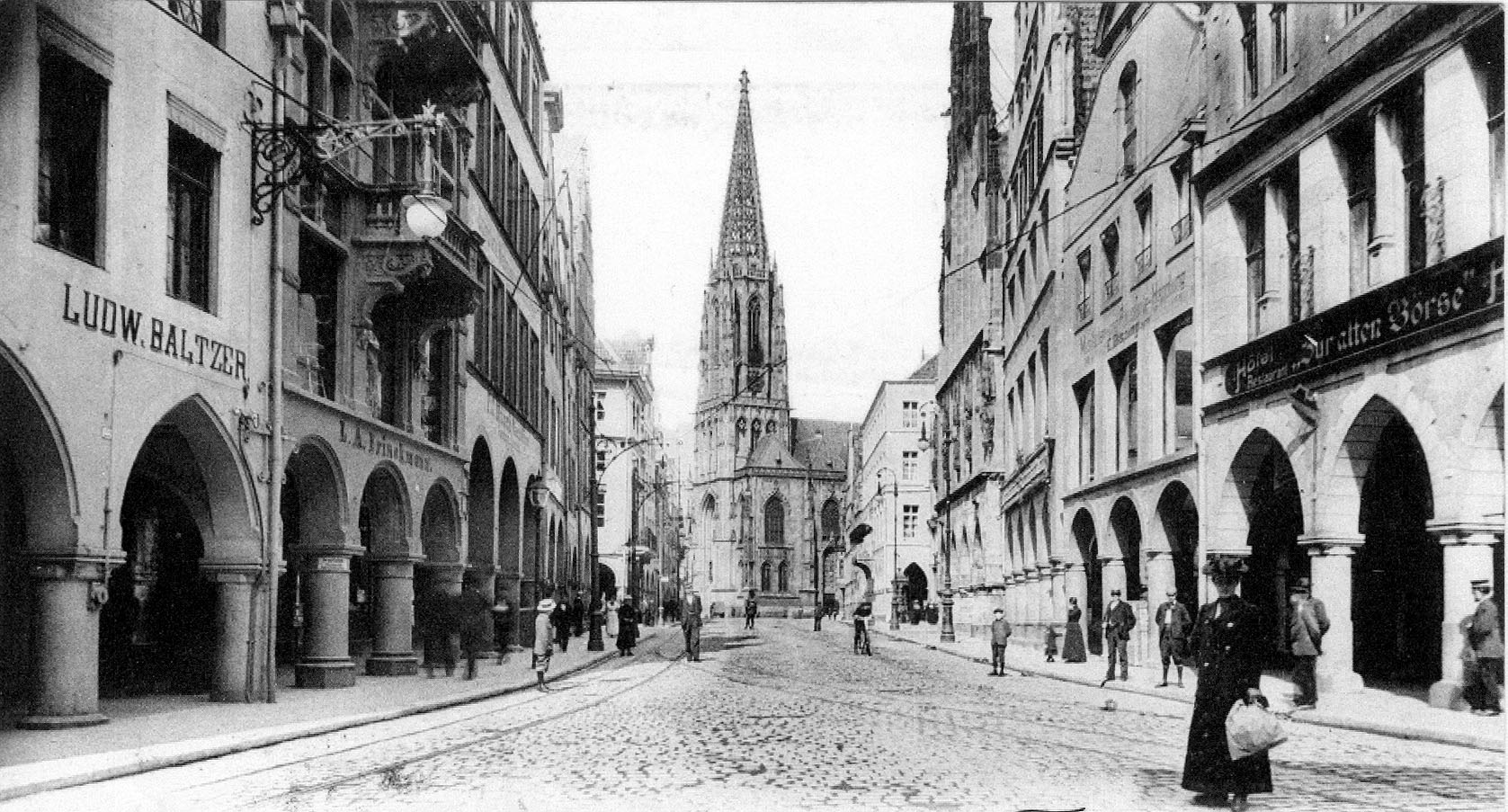
Blick auf den Prinzipalmarkt um 1900

Nach dem Tode des letzten Fürstbischofs 1801 wurde die Stadt ein Jahr später durch den preußischen General Gebhard Leberecht von Blücher besetzt. Diese Maßnahme wurde erst 1803 durch den Reichsdeputationshauptschluss legitimiert, bevor 1806 Truppen Napoleons die Stadt einnahmen und besetzten. Aufgrund der 1807 im Tilsiter Frieden getroffenen Vereinbarungen wurde die Stadt und das Umland 1808 Teil des Großherzogtums Berg. Münster wurde Hauptort des Departements der Ems. 1811 schließlich wurde die Region an Frankreich abgetreten. Münster gehörte nun zu den Hanseatischen Departements und wurde Teil des Französischen Kaiserreichs. 1813 wurden die Franzosen durch preußische und russische Truppen aus der Stadt vertrieben. Seit der Neuordnung Europas durch den Wiener Kongress gehörte Münster ab 1815 offiziell zum Königreich Preußen und war Provinzialhauptstadt der neu gegründeten Provinz Westfalen.
Aufgrund des wirtschaftlichen Aufschwungs in der zweiten Hälfte des 19. Jahrhunderts und Eingemeindungen kleinerer Umlandgemeinden überstieg die Einwohnerzahl 1915 die Marke von 100.000 Einwohnern und Münster wurde zur Großstadt. Zum Ende des Ersten Weltkriegs wurde – wie in der Hauptstadt Berlin – am 9. November 1918 auf dem Neuplatz die Republik ausgerufen. Der kurze Zeit später eingesetzte Soldatenrat wurde erst einige Monate später im Februar 1919 durch General Oskar von Watter entmachtet.

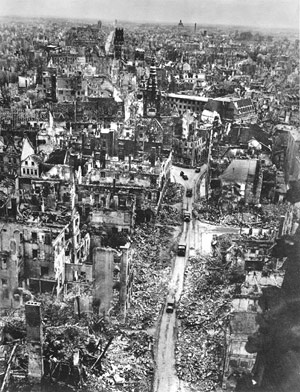
Blick von der Lambertikirche auf den zerstörten Prinzipalmarkt 1945

Während der Zeit des Nationalsozialismus war Münster Sitz der Gauleitung des Gau Westfalen-Nord sowie der Ordnungspolizei, unter deren Leitung circa 200.000 „Ordnungskräfte“ am Massenmord an Juden, Sinti, Roma, Homosexuellen und anderen Gruppen beteiligt waren. Eine herausragende Persönlichkeit des Widerstands gegen die Nationalsozialisten war der örtliche Bischof Clemens August Graf von Galen, der durch seinen Kampf gegen die Willkür der Gestapo gegenüber katholischen Einrichtungen und das menschenverachtende Euthanasieprogramm der Nationalsozialisten weit über die Grenzen der Stadt und des Bistums Münster bekannt wurde und den Beinamen Der Löwe von Münster erhielt. Während der Zeit des Zweiten Weltkriegs gehörte Münster zu den am stärksten zerstörten Städten Deutschlands. Etwa 91 % der Altstadt und 63 % der gesamten Stadt wurden durch britische Bombenangriffe im Rahmen der Morale-Bombing-Strategie zerstört. Anfang April 1945 wurde Münster von US-Truppen besetzt. Ein US-Offizier notierte angesichts der Trümmerwüste: „It looks like Pompeii.“ Andernorts in Deutschland wurde der Krieg noch bis Anfang Mai fortgesetzt. Er endete letztlich am 8. Mai mit der bedingungslosen Kapitulation der Wehrmacht.
In den 1950er-Jahren wurde, anders als in vielen anderen deutschen Großstädten, auf Drängen der Bevölkerung ein Teil der historischen Altstadt ähnlich dem Vorkriegszustand wieder errichtet.
Vom 17. bis 21. Juni 1970 fand in Münster der 24. Deutsche Feuerwehrtag statt.
Am 18. Juni 1990 trafen sich Hans-Dietrich Genscher und Eduard Schewardnadse in Münster im historischen Rathaus, um die Zwei-plus-Vier-Gespräche vorzubereiten, die den Weg zur Wiedervereinigung ebneten. Dabei bereiteten die Münsteraner den Politikern auf dem Prinzipalmarkt einen begeisterten Empfang, der Schewardnadse sichtlich rührte.
Ende Juli 2014 kam es in Münster und Umgebung zu einem Unwetter mit den heftigsten Gewittern der vergangenen Jahre. Besonders am 28. und 29. Juli zogen gleich mehrere starke Gewitter nacheinander über dasselbe Gebiet hinweg. Die in Münster gefallenen Regenmengen stellten dabei ein Jahrhundertereignis dar. Von einer Station des Landesumweltamtes wurde eine Menge von 292 l/m² innerhalb von sieben Stunden gemeldet; sonst fallen im gesamten Juli durchschnittlich rund 69 l/m². Unzählige Straßen und Keller wurden überschwemmt, zwei Menschen starben. Die Stadt Münster rechnete mit einem Schaden von 15 bis 20 Millionen Euro alleine an städtischen Gebäuden und der Infrastruktur.
Am 7. April 2018 gab es im Zentrum der Stadt eine Amokfahrt; vier Personen wurden getötet; der Amokfahrer nahm sich das Leben.
Im September 2019 fand ein von Fridays for Future ausgerufener „Klimastreik“ unter dem Motto „10.000 fürs Klima“ statt. Letztlich nahmen laut Polizeiangaben über 20.000 Personen teil, sodass es zur größten Demo der jüngeren Stadtgeschichte kam.
Am 16. Februar 2024 demonstrierten ca. 30.000 Menschen auf dem Prinzipalmarkt gegen den Neujahrsempfang der AfD im historischen Rathaus.

### Eingemeindungen

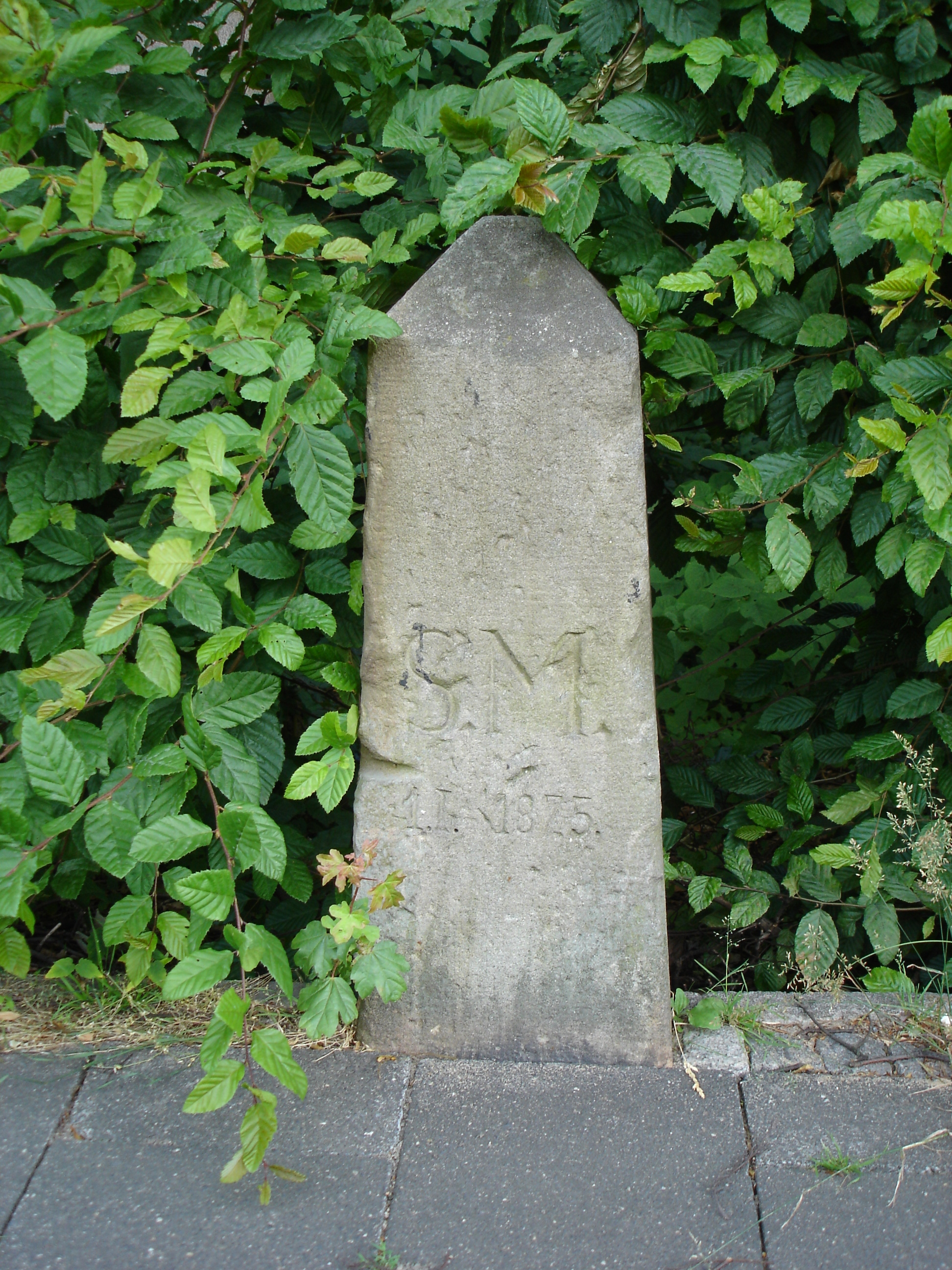
Grenzstein nach der ersten Eingemeindung 1875 an der Grevener Straße in Höhe Meßkamp

1816 war das 1,89 km² große Münster mit 7983 Menschen pro km² die am dichtesten besiedelte Stadt Westfalens. Auf dem Wege von der mittelalterlichen Stadt zu einer modernen Großstadt erlebte die Stadt mehrere Eingemeindungen:
| Datum           | Eingemeindete Gebiete | Fläche (km²) |
| --------------- | --- | ------------ |
| 1. Januar 1875  | Teile der Gemeinden Lamberti, Sankt Mauritz und Überwasser                                                                                                   | 8,9          |
|                 | entspricht ungefähr dem Gebiet des Innenstadtrings plus Kreuzviertel, Mauritzviertel, Hansaviertel, Südviertel sowie der nördlichen Spitze des Geistviertels |              |
| 1. April 1903   | Lamberti: Gremmendorf mit Loddenheide, Berg Fidel, Aaseestadt, Geistviertel und Mecklenbeck                                                                  | 56,4         |
|                 | Überwasser: Kinderhaus, Gievenbeck sowie Sentrup |              |
|                 | Teil von Sankt Mauritz: Rumphorst sowie Teile des heutigen St. Mauritz                                                                                       |              |
| 1. Oktober 1956 | Teile von Coerheide, Kemper und Gelmer, zusammengefasst zum Stadtteil Coerde                                                                                 | 6,6          |
| 1. Januar 1975  | das Amt Sankt Mauritz mit den Gemeinden St. Mauritz, Handorf, Hiltrup und Amelsbüren                                                                         |              |
|                 | vom Amt Roxel die Gemeinden Albachten, Nienberge und Roxel (die restlichen Teile des Amtes, Bösensell und Havixbeck, fielen an den Kreis Coesfeld)           | 228,4        |
|                 | vom Amt Wolbeck die Gemeinden Angelmodde und Wolbeck (die restlichen Teile des Amtes, Albersloh, Alverskirchen und Rinkerode, fielen an den Kreis Warendorf) |              |

## Religionen

### Konfessionsstatistik
Laut der Volkszählung 2011 waren 51,3 % der Einwohner römisch-katholisch, 21,5 % evangelisch und 27,3 % waren konfessionslos, gehörten einer anderen Glaubensgemeinschaft an oder machten keine Angabe. Die Zahl der Protestanten und vor allem die der Katholiken ist seitdem gesunken und derzeit (2023) haben in Münster wie auch in andere Großstädten (mit mehr als 200.000 Einwohnern) „Sonstige“ eine (relative) Mehrheit an Einwohnern. Im Jahr 2022 gehörten 40,8 % der Einwohner der Stadt Münster der katholischen Kirche an, 18,0 % der evangelischen Kirche; 41,2 % gehörten sonstigen Glaubensrichtungen an oder waren ohne Konfession. Im Jahr 2023 gehörten 39,2 % der Einwohner der Stadt Münster der katholischen Kirche an, 17,3 % der evangelischen Kirche; 43,5 gehörten sonstigen Glaubensrichtungen an oder waren ohne Konfession.

### Christentum

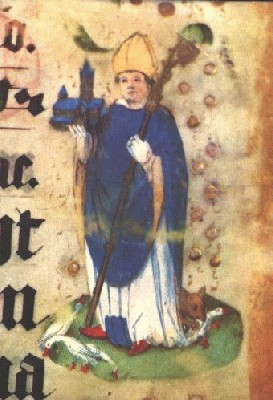
Der heilige Liudger, Gründer der Stadt Münster und des gleichnamigen Bistums

Nachdem der Friese Liudger 793 das Kloster als Sitz der fränkischen Missionierung der Sachsen und Friesen gegründet hatte, wurde er am 30. März 805 zum Bischof geweiht. Das Bistum erstreckte sich von der Lippe entlang der Ems bis nach Friesland und war seit 798 als Suffragan der Kirchenprovinz Köln unterstellt. Es wurde 1120 nach der Zerschlagung des Herzogtums Sachsen zu einem Hochstift innerhalb des Heiligen Römischen Reichs erhoben. Das Hochstift Münster, bestehend aus dem Oberstift Münster und dem Niederstift Münster, war das größte Hochstift des Reiches und fiel infolge des Reichsdeputationshauptschlusses 1803 an das protestantische Preußen. Eine starke katholische Ausprägung ist Grund dafür, dass die Reformation, anders als im größten Teil des übrigen nördlichen Deutschlands, kaum Fuß fassen konnte. Zwar gab es ab 1524 reformatorische Predigten und Gewaltakte gegen Klöster, die Einführung der Reformation scheiterte 1543 am Widerstand des Domkapitels und der Ritterschaft, und sie wurde ab 1589 durch die Jesuiten nahezu vollständig verdrängt (Rekatholisierung). Geringe reformatorische Tendenzen im 17. Jahrhundert blieben erfolglos. Dennoch gab es in jener Zeit einige Protestanten in der Stadt, die eigene Gildemeister hatten, bis die letzten verbleibenden Protestanten auf Befehl des Stadtrates 1628 der Stadt verwiesen wurden. Münster blieb somit ein bedeutendes geistliches Zentrum des Katholizismus, was im Stadtbild an der im Verhältnis zur Größe der Stadt auffällig großen Anzahl katholischer Kirchen erkennbar ist. 1821 wurde das heutige Bistum Münster neu umschrieben. 1825 wurde das Stadtdekanat Münster errichtet, das heute aus den Dekanaten Hiltrup, Lamberti, Liebfrauen und Mauritz besteht und zu dem nahezu alle Pfarrgemeinden der Stadt Münster gehören. Lediglich die Pfarrgemeinden St.-Paulus-Dom und St. Peter sind keinem der vier Dekanate zugeordnet.
Seit Anfang des 19. Jahrhunderts wurden Protestanten „geduldet“. Den historischen – heute wohl nur noch aus der Sicht weniger Münsteraner relevanten – Status der Münsteraner Protestanten als marginalisierter Minderheit spiegelt das alte Münsteraner Sprichwort wider, „evangelisch, kein Fahrradfahrer und zugereist“ seien die drei „Münsteraner Todsünden“. 1803 konnte die erste protestantische Kirchengemeinde gegründet werden, deren Mitgliederzahl 1817 jedoch nur 534 betrug. Die Stadt wurde 1816 Sitz der Kirchenverwaltung (Konsistorium) für die gesamte Provinz Westfalen innerhalb der unierten Evangelischen Kirche in Preußen sowie Sitz eines Generalsuperintendenten, des geistlichen Leiters der Kirchenprovinz und eines Superintendenten für den näheren Kirchenkreis. Im Laufe des 19. und frühen 20. Jahrhunderts erhöhte sich der Anteil der Protestanten an der Münsteraner Gesamtbevölkerung allmählich durch den Zuzug preußischer Verwaltungsbeamter, die häufig evangelisch waren. In späteren Jahrzehnten, insbesondere nach dem Zweiten Weltkrieg, hat sich der Anteil der Protestanten durch Zuzug der häufig evangelischen Flüchtlinge und Vertriebenen aus den ehemaligen deutschen Ostgebieten Ostpreußen, Hinterpommern und Niederschlesien sowie der mehrheitlich evangelischen Spätaussiedler stark erhöht, und so entstanden weitere Kirchengemeinden. Aus der früheren Superintendentur wurde der heutige Kirchenkreis Münster, zu dem 26 Kirchengemeinden der Stadt Münster und einiger Nachbargemeinden gehören. Die Kirchenverwaltung der schon 1945 verselbständigten Kirchenprovinz Westfalen (seit 1. Dezember 1953 Evangelische Kirche von Westfalen) zog jedoch 1956 nach Bielefeld um (Einweihung des neuen Kirchenamtes am 26. April 1956).
In Münster wirken die Altkatholische Kirche und verschiedene Freikirchen: eine Freie evangelische Gemeinde, eine Evangelisch-Freikirchliche Gemeinde (Baptisten), eine Gemeinde der Evangelisch-methodistischen Kirche, die Jesus Freaks, eine International Gospel Church und weitere.
Die Neuapostolische Kirche ist mit einer Gemeinde in Münster vertreten.
Die Zeugen Jehovas betreiben zwei Königreichssäle im Stadtgebiet, in denen die sieben örtlichen Gemeinden ihre Zusammenkünfte abhalten.
Ferner hat die Kirche Jesu Christi der Heiligen der letzten Tage (Mormonen) eine Gemeinde in Münster.
Die Russisch-Orthodoxe Kirche ist mit einer Gemeinde in Münster seit 1996 vertreten und hat etwa 300 Mitglieder.

### Judentum

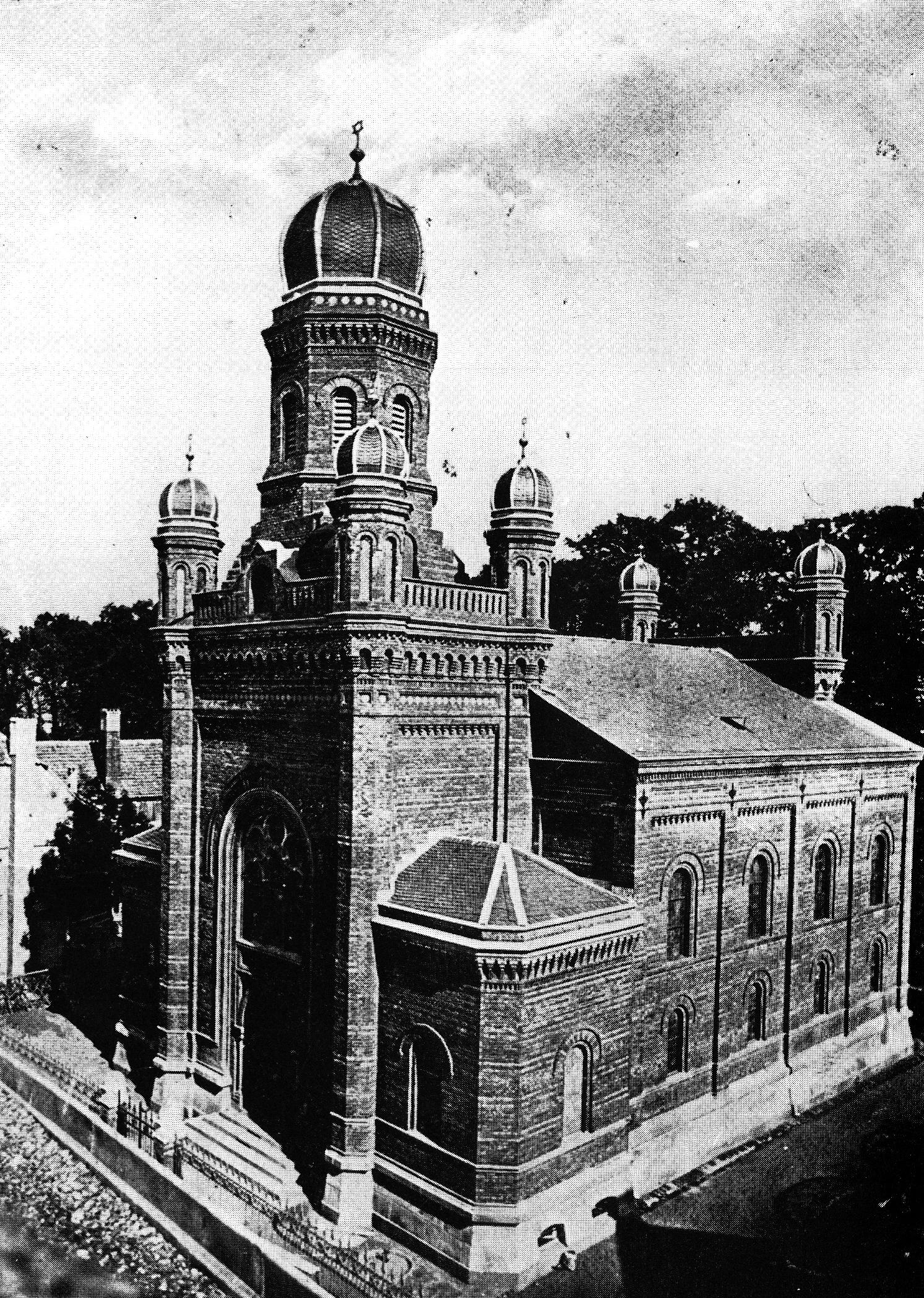
Alte Synagoge (zerstört während der Reichspogromnacht 1938)

Nach den Chroniken der Stadt Münster existierte bereits im 12. Jahrhundert eine jüdische Gemeinde in Münster. Sie ist damit eine der ältesten im Nordwesten Deutschlands. Ihr Zentrum befand sich am Ort des heutigen Rathausinnenhofs, ihr Friedhof am Ort des heutigen Gymnasium Paulinum. Bei den ältesten noch erhaltenen Funden jüdischer Kultur handelt es sich um mehrere jüdische Grabsteine, die 1887 bei Bauarbeiten am Turm der Lambertikirche entdeckt wurden und dort im Mauerwerk eingelassen waren. Das älteste davon noch erhaltene Fragment trägt nach jüdischem Kalender das Datum 25. Tammus 5084, das dem 18. Juli 1324 nach dem gregorianischen Kalender entspricht. Während der Zeit des schwarzen Todes in Europa um 1350 fielen die jüdische Gemeinde und ihr Friedhof Pogromen zum Opfer. Dies erklärt den Fund der Grabsteine im Mauerwerk der Lambertikirche.
Um 1535, nach seinem Sieg über die Täufer, holte Fürstbischof Franz von Waldeck die Juden zurück nach Münster. Nach dem zweiten Restitutionsvertrag von 1553, in dem die Stadt Münster ihre Stadtrechte zurückbekam, insbesondere das Recht zur Gründung von Gilden, wurden die Juden – als traditionelle Konkurrenten der Gilden angesehen – erneut vertrieben, als sie bedingt durch den Tod des Fürstbischofs keinen Schutz mehr durch diesen genossen. Danach existierte bis ins 19. Jahrhundert hinein keine jüdische Gemeinde mehr in Münster. Allenfalls wurde Juden der Aufenthalt in der Stadt zeitlich befristet gestattet.
Anzeichen für den Neubeginn des Judentums in Münster lassen sich für den Anfang des 19. Jahrhunderts finden. 1811 wurde ein neuer jüdischer Friedhof in Münster angelegt. 1828 gründete der münsterländische Reformjude Alexander Haindorf mit der Marks-Haindorf-Stiftung eine jüdische Elementarschule. 1830 entstand die erste Synagoge seit dem Mittelalter in der Stadt, die um 1870 für die anwachsende Gemeinde mit ihren fast 400 Mitgliedern zu klein wurde. Eine neu errichtete, größere und prächtige Synagoge wurde am 27./28. August 1880 eingeweiht. Architekt war Karl Hofmann. Die Gemeinde wollte einen Bau errichten, „welcher der Provinzialhauptstadt zur Zierde gereichen und […] einen monumentalen Wert“ haben sollte. Sie erhoffte sich damit das Interesse der städtischen Behörden und der Bürger zu wecken. Allerdings blieben sowohl der Regierungspräsident als auch der Oberbürgermeister der Einweihungszeremonie fern. Die örtliche Presse erwähnte die Einweihung mit einer vierzeiligen Notiz.

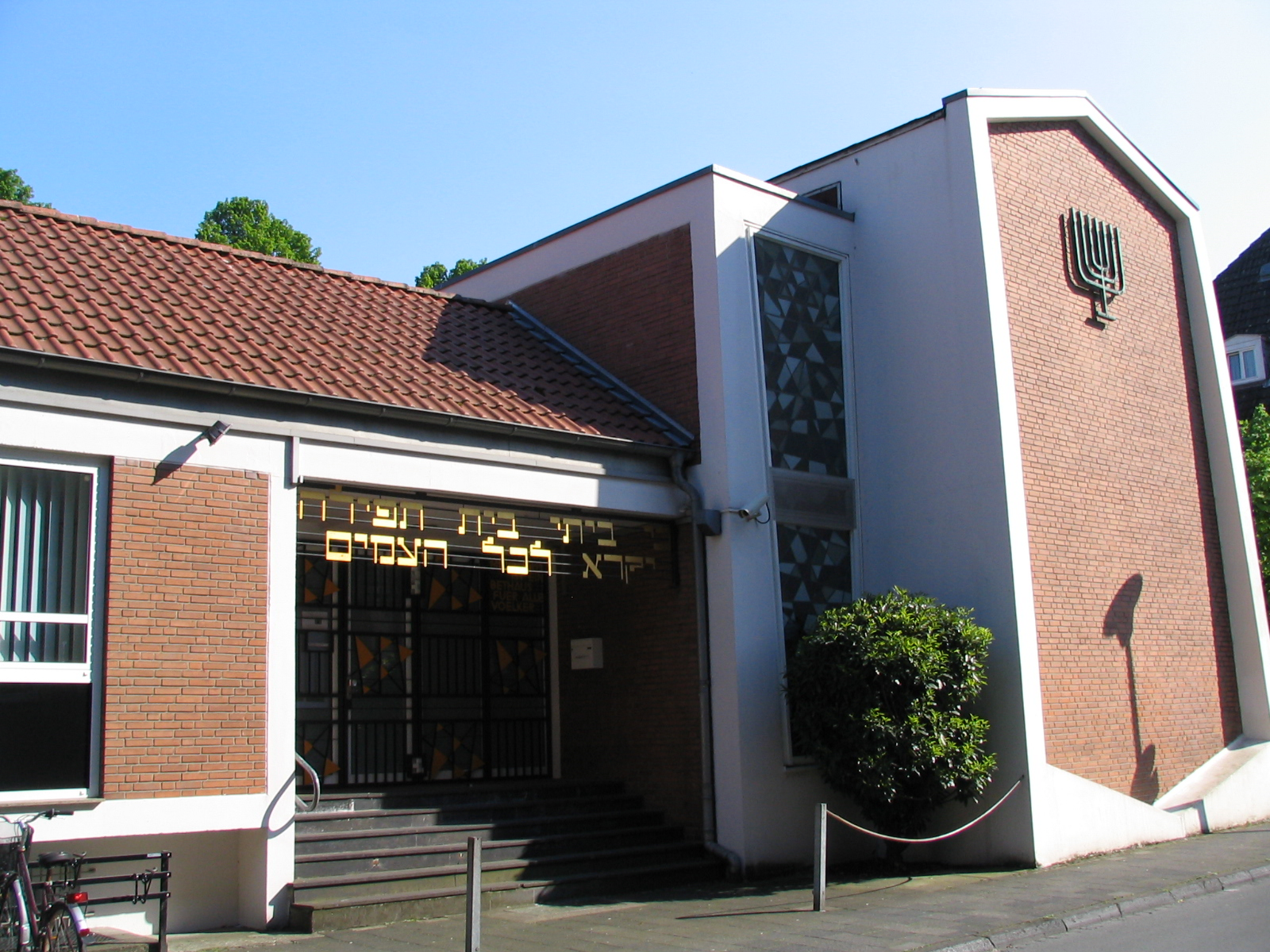
Die Synagoge in der Klosterstraße

Während der Zeit des Nationalsozialismus kam es wie überall in Deutschland auch in Münster zu Pogromen, Vertreibungen und Ermordungen von jüdischen Einwohnern, wodurch deren Anteil an der Bevölkerung stark zurückging. Während der Reichspogromnacht 1938 wurde zudem am frühen Morgen des 10. November die Synagoge in Brand gesetzt und zerstört, jedoch 1961 durch einen Neubau ersetzt, der am 12. März 1961 eröffnet wurde. Von den 1933 ursprünglich 708 Angehörigen der jüdischen Gemeinde wurden 299 Menschen in Konzentrationslager deportiert, von denen nur 24 überlebten. Insgesamt 280 jüdische Bürger verließen Münster und emigrierten ins Ausland, sieben begingen Selbstmord und vier überlebten den Nationalsozialismus in Münster im Untergrund. Abzüglich der 77 Personen, die in diesem Zeitraum eines natürlichen Todes starben, verbleiben 42 Menschen, deren Schicksal ungeklärt geblieben ist. Seit dem Ende des Zweiten Weltkriegs und des Nationalsozialismus ist die jüdische Gemeinde nicht zuletzt durch den Zuzug von jüdischen Flüchtlingen aus der ehemaligen Sowjetunion wieder angewachsen und umfasst etwa 800 Gläubige.

### Islam

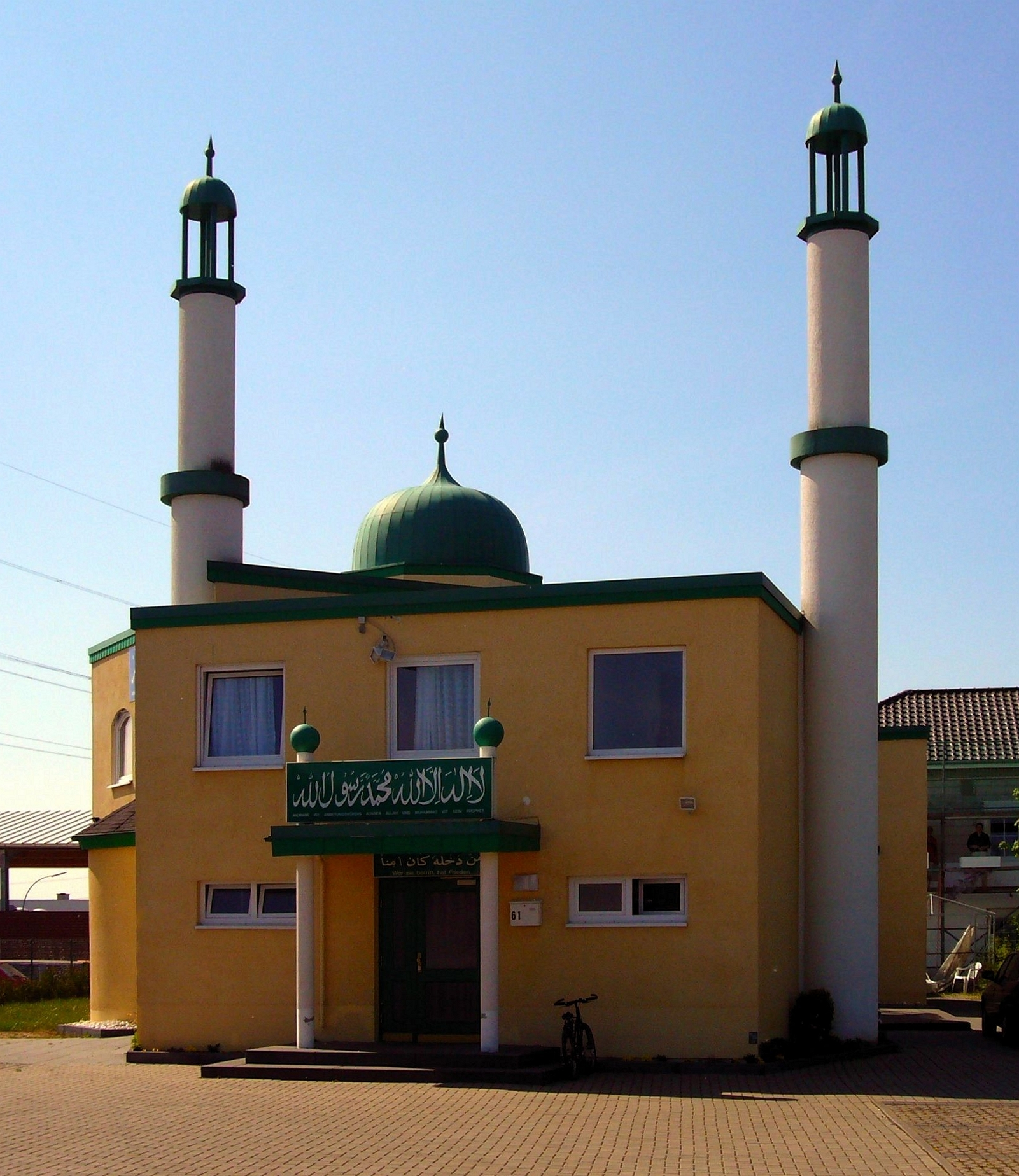
Bait ul-Mo’min, die erste Moschee Münsters

Die Einwanderer muslimischen Glaubens und deren Nachkommen gehören mehreren kleineren Gemeinden verschiedener, meist sunnitischer Richtungen an. Da der Ausländeranteil in Münster, anders als in Ballungsgebieten, nur etwa dem deutschen Durchschnitt entspricht, ist der Islam im Stadtbild Münsters bis auf die neue türkische Moschee am Bahnhof insgesamt kaum präsent.
In Hiltrup wurde Anfang 2003 das Bait ul-Mo’min als größte Moschee im heutigen Stadtgebiet feierlich in Anwesenheit von vielen Persönlichkeiten der Politik, Kirchen und einfachen Bürgern eröffnet. Sie steht im Gewerbegebiet an der Hansestraße. Das Bait ul-Momin wurde von der Ahmadiyya Muslim Jamaat gebaut. Hierbei handelt es sich um eine islamische Gemeinschaft, deren Gründer sich als der Messias und Mahdi verstand. Die Ahmadi-Muslime werden von den Sunniten nicht als Muslime anerkannt.
Als Anlaufstelle für Angehörige des schiitischen Islams ist zudem das seit über 20 Jahren in Münster-Hiltrup bestehende Imam-Mahdi-Zentrum erwähnenswert, welches sich in der Vergangenheit auch am bundesweiten Tag der offenen Moschee beteiligt hat. Behörden sehen in diesem zudem einen Treffpunkt von Anhängern der libanesischen Hisbollah-Miliz.
Auch verschiedene Sufi-Orden, die allgemein als Vertreter eines mystischen Islam angesehen werden, finden sich in Münster, so zum Beispiel der Orden der Tariqah Burhaniya, dem in Münster überwiegend deutsche Muslime angehören.

### Andere Religionen
Der Anteil der Gläubigen anderer Religionen ist in Münster gering. Dennoch findet sich beispielsweise eine Bahai-Gemeinde in Münster. Unter den Anhängern anderer Religionen in Münster sind Hindus und Buddhisten zu nennen.

## Politik

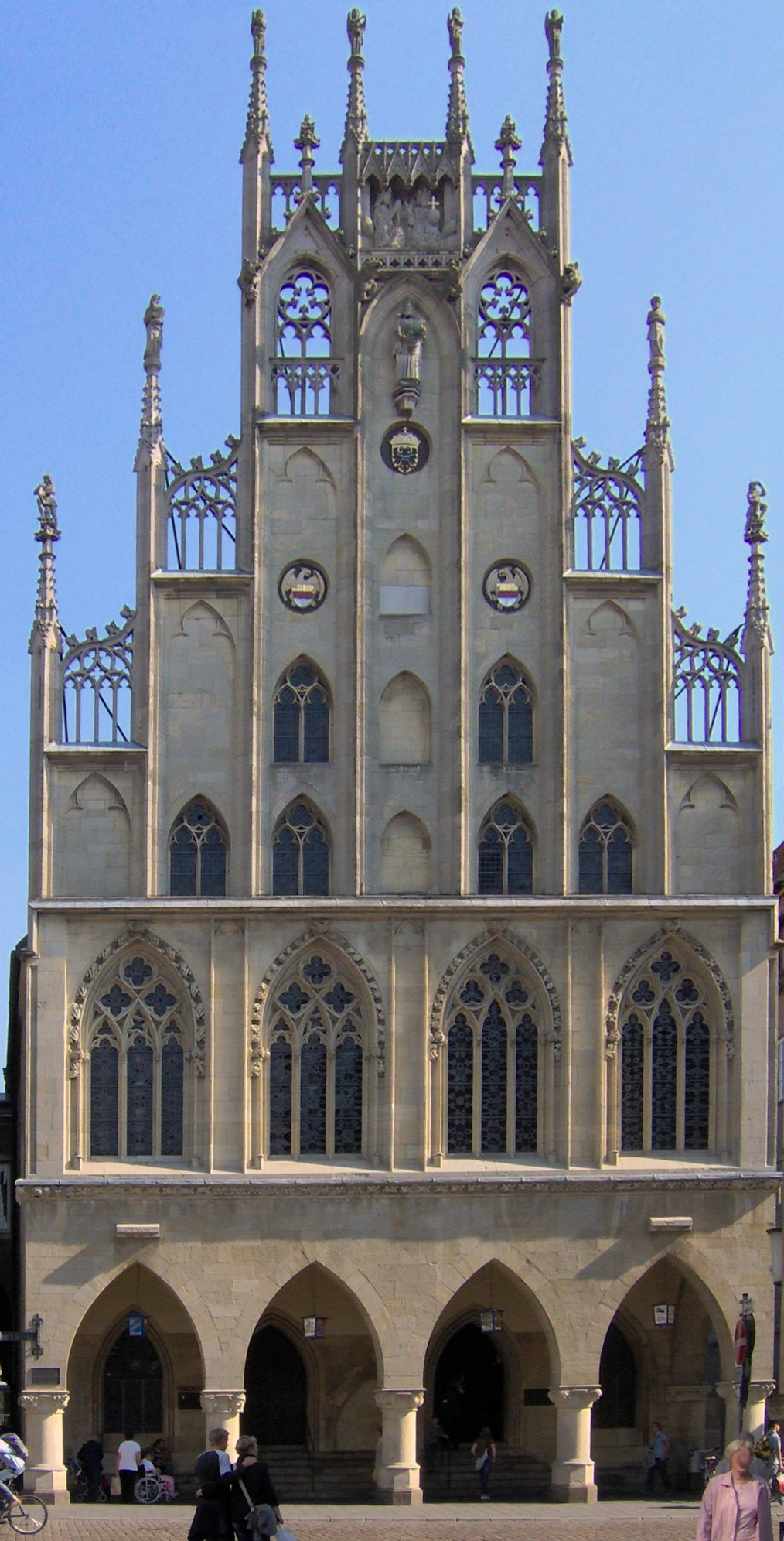
Historisches Rathaus

Für die geschichtliche Entwicklung siehe auch: Geschichte der städtischen Selbstverwaltung

### Organe der Stadtverwaltung
Die Stadt Münster wird vom Rat der Stadt sowie einem Oberbürgermeister verwaltet, der zugleich Vorsitzender des Rates ist. Der Rat besteht seit der Kommunalwahl 2014 aus 72 Mitgliedern. Er ist für die Angelegenheiten der Stadt zuständig, sofern die Gemeindeordnung im Einzelfall nichts anderes bestimmt. Zu Beginn einer Amtsperiode wählen die Mitglieder des Rates aus ihrer Mitte Bürgermeister als ehrenamtliche Stellvertreter für die Leitung der Sitzungen und Repräsentation der Stadt.
Der Oberbürgermeister ist der Repräsentant der Stadt und Leiter der Verwaltung. Er ist der Vorsitzende des Stadtrates und besitzt dort Stimmrecht, ohne jedoch ein Mitglied des Rates zu sein. Daneben besitzt er Stimmrechte im Haupt- sowie Finanzausschuss. Der Oberbürgermeister lädt zu Ratssitzungen ein und stellt die Tagesordnung auf. Im äußersten Fall kann er gegen Ratsbeschlüsse Widerspruch einlegen, sofern er durch diese das Wohl der Stadt gefährdet sieht. Die letzte Entscheidung über den Beschluss liegt jedoch nicht bei ihm, sondern beim Rat der Stadt. Zu den weiteren Aufgaben, Rechten und Pflichten des Oberbürgermeisters gehören unter anderem die Abwicklung des Tagesgeschäftes innerhalb der Verwaltung, die Beschlüsse der politischen Gremien vorzubereiten beziehungsweise bereits gefasste Beschlüsse auf ihre Rechtmäßigkeit zu überprüfen und auszuführen, sowie in dringenden Fällen zusammen mit einem Ratsmitglied eine Dringlichkeitsentscheidung zu treffen.

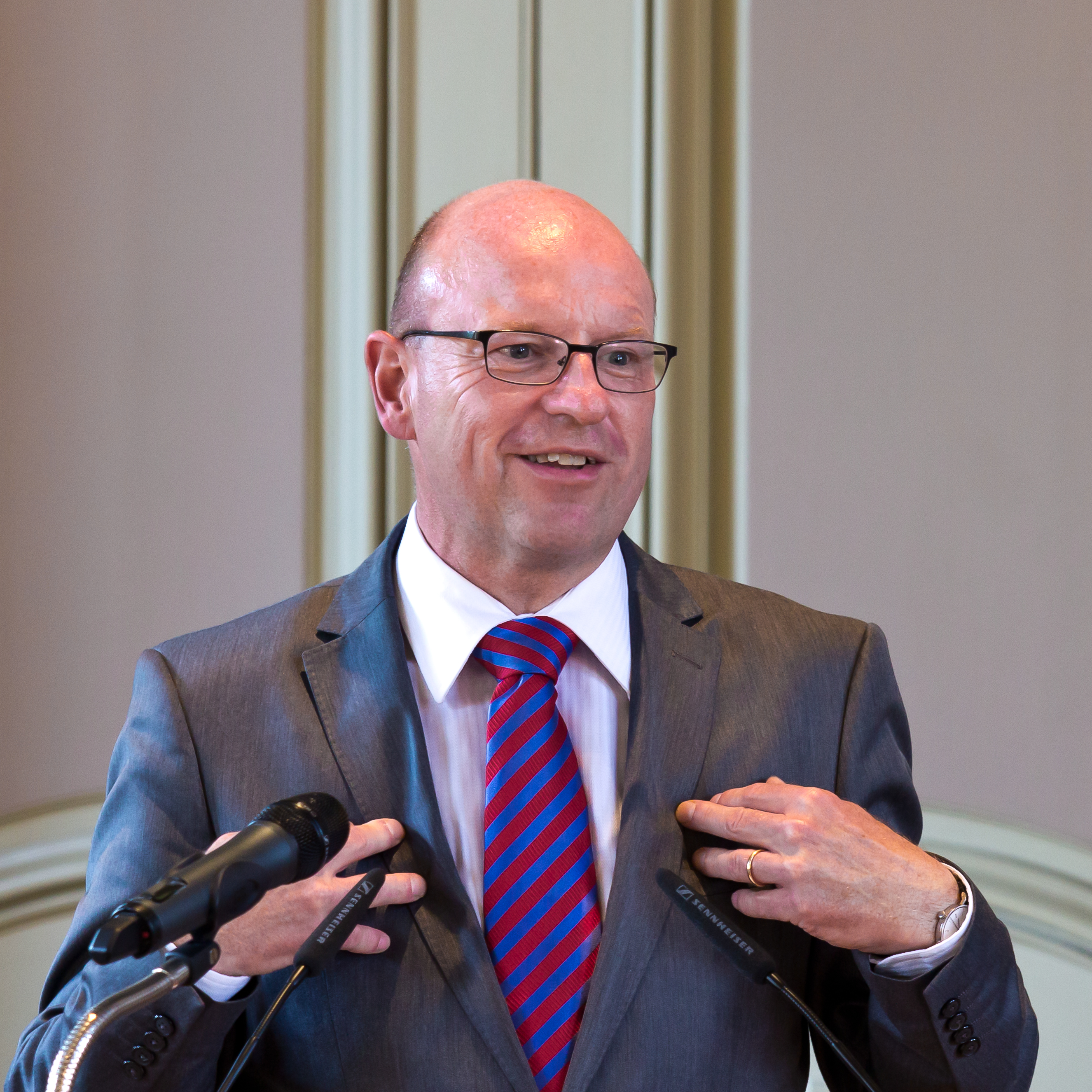
Markus Lewe, amtierender Oberbürgermeister von Münster

Der Oberbürgermeister steht zudem dem Verwaltungsvorstand vor, dem in Münster sechs weitere Beigeordnete angehören. Sie werden als kommunale Wahlbeamte für acht Jahre vom Rat gewählt und leiten in der Stadtverwaltung Dezernate, die jeweils mehrere Ämter mit inhaltlichem Bezug zueinander zusammenfassen. In ihrem jeweiligen Arbeitsgebiet vertreten die Beigeordneten den Oberbürgermeister eigenverantwortlich. In strittigen Fällen liegt die letzte Entscheidung jedoch bei ihm.
Über die Angelegenheiten innerhalb eines Stadtbezirks entscheidet die Bezirksvertretung, beispielsweise die Unterhaltung und Ausstattung der Schulen, Sportplätze oder Park- und Grünanlagen. An der Spitze einer jeden Bezirksvertretung steht der Bezirksvorsteher, der zu Beginn der Amtszeit aus den Mitgliedern der Bezirksvertretung gewählt wird.
Der Rat der Stadt sowie die Bezirksvorsteher und der Oberbürgermeister werden alle fünf Jahre von den Bürgern der Stadt, das heißt den wahlberechtigten Einwohnern, im Rahmen der Kommunalwahl gewählt. Die Wahl des Oberbürgermeisters erfolgt direkt.
Bei der Kommunalwahl 2009 gewann Markus Lewe (CDU) die zeitgleich stattfindende Oberbürgermeisterwahl mit 49,5 % aller Stimmen gegen Wolfgang Heuer (SPD), der 45,4 % der Stimmen auf sich vereinigen konnte. Er löste damit seinen Parteikollegen Berthold Tillmann ab, der nicht mehr zur Wiederwahl angetreten war. Bei der folgenden Wahl im September 2015 wurde Markus Lewe mit 50,59 % der abgegebenen Stimmen erneut zum Oberbürgermeister gewählt. Seine Herausforderin von den Grünen Maria Klein-Schmeink erhielt 20,77 %, der SPD-Kandidat Jochen Köhnke 23,81 %.
Am 27. September 2020 wurde Markus Lewe (CDU) in der Stichwahl gegen Peter Todeskino (Grüne) mit 52,6 % wiedergewählt. Todeskino erhielt dementsprechend 47,4 %. Lewe und Todeskino belegten beim 1. Wahlgang am 13. September die ersten beiden Plätze und qualifizierten sich so für die Stichwahl, da keiner die absolute Mehrheit erreichte. Die Wahlbeteiligung bei der Stichwahl lag bei 53,9 %.
| Wahl des Münstaner Oberbürgermeisters 2020in Prozent %6050403020100 44,6 %28,5 %16,3 %3,4 %3,0 %1,7 %1,3 %0,7 %0,6 % Lewe (CDU)Todeskino (Grüne)Jung (SPD)Thoden (Linke)Berens (FDP)Scholle (PARTEI)Tsakalidis (MBI)Krapp (ÖDP)Kroos (Piraten) |  | Oberbürgermeister- stichwahlin Prozent %6050403020100 52,6 %47,4 % Lewe (CDU)Todeskino (Grüne) |

Ehrenamtliche Bürgermeister sind Angela Stähler (CDU), Klaus Rosenau (Bündnis 90/Die Grünen) und Maria Winkel (SPD).

### Rat der Stadt
- DIE LINKE.: 3
- Internationale Fraktion Die PARTEI/ÖDP: 3
- GRÜNE: 20
- Volt: 2
- SPD: 11
- FDP: 3
- CDU: 23
- AfD: 1

Der Stadtrat ist die kommunale Volksvertretung der Stadt Münster. Über die Vergabe der 66 Sitze entscheiden die Bürger alle fünf Jahre in allgemeiner, unmittelbarer, freier, gleicher und geheimer Wahl. Erhält eine Partei mehr Direktmandate, als ihr nach dem Stimmenergebnis zustehen, so wird dies durch Ausgleichsmandate ausgeglichen. Der aktuelle Stadtrat wurde am 13. September 2020 gewählt. Er konstituierte sich am 11. November 2020.
Es gibt im Stadtrat folgende Sitzverteilung nach Fraktionen und Ratsgruppen (Stand Oktober 2021):
| CDU                           | GRÜNE/GAL | SPD | DIE LINKE | FDP | Internationale Fraktion Die PARTEI/ÖDP    | Volt (Ratsgruppe) | Fraktionslos | Gesamt |
| ----------------------------- | --------- | --- | --------- | --- | ----------------------------------------- | ----------------- | ------------ | ------ |
| 23                            | 20        | 11  | 3         | 3   | 3                                         | 2                 | 1            | 66     |
| CDU 22, Unabhängig (Ex-SPD) 1 |           |     |           |     | Die PARTEI 1, ÖDP 1 Unabhängig (Ex-MBI) 1 |                   | AfD 1        |        |

Nach der Kommunalwahl 2014 hatte es zunächst wechselnde Mehrheiten gegeben. Nachdem CDU und GRÜNE bereits gemeinsam den Haushalt 2016 beschlossen hatten, haben sie im April 2016 beschlossen eine Koalition bis zum Ablauf der aktuellen Wahlperiode einzugehen. Diese Koalition wurde im Juni 2020 beendet. Zur konstituierenden Sitzung des Rates zeichnet sich eine Koalition von Grünen, SPD und Volt ab, die über eine Mehrheit von einer Stimme verfügen würde.
Im Oktober 2020, noch vor der konstituierenden Sitzung des neuen Stadtrats, gab der neu gewählte Ratsherr der MBI (Münster ist bunt und international) bekannt, dass er die Liste verlassen hat und als Unabhängiger sein Mandat im Stadtrat wahrnehmen wird. Im Mai 2021 trat der ehemalige Vorsitzende der SPD-Fraktion aus der Partei aus und beantragte die Aufnahme in die CDU-Fraktion. Diese begrüßte seine Entscheidung umgehend und bot ihm bis zur offiziellen Aufnahme in Partei und Fraktion eine Gastmitgliedschaft in der Fraktion an. Im Juni folgte die offizielle Aufnahme in die CDU-Fraktion. Damit verlor die Koalition aus Grünen, SPD und Volt ihre Ratsmehrheit bereits nach sechs Monaten. Ebenfalls im Mai 2021 trat der einzige AfD-Vertreter aus seiner Partei aus. Er wird dem Rat weiterhin als Unabhängiger angehören. Im August 2021 haben sich die Ratsgruppe Die PARTEI / ÖDP und das ehemalige MBI-Mitglied zur „Internationalen Fraktion Die PARTEI / ÖDP“ zusammengeschlossen. Im Oktober trat das ehemalige AfD-Mitglied aus dem Stadtrat zurück. Da Listenplatz Nummer 2 auch bereits aus der AfD ausgetreten war, rückte Listenplatz 3 nach. Dieser war zwar zwischenzeitlich auch aus der Partei ausgetreten, trat aber rechtzeitig wieder der Partei bei. Damit ist die AfD wieder mit einem Sitz im Stadtrat vertreten.

### Abgeordnete für Münster
Für Münster sitzen im 20. Deutschen Bundestag neben Maria Klein-Schmeink (Bündnis 90/Die Grünen), die 2021 erstmals das Direktmandat des Wahlkreises 130 gewann, Svenja Schulze (SPD) und Stefan Nacke (CDU), die über die jeweilige Landesliste in den Bundestag eingezogen sind.
Nach zwei Duellen zwischen Ruprecht Polenz (CDU) und Christoph Strässer (SPD) mit knappem Wahlausgang zugunsten von Strässer in den Bundestagswahlen von 2002 (0,9 %) und 2005 (0,32 %) gewann Polenz bei der Bundestagswahl 2009 mit 6,7 Prozentpunkten Vorsprung erneut das Direktmandat, was ihm zuletzt bei der Bundestagswahl 1998 gelungen war. Winfried Nachtwei (Bündnis 90/Die Grünen), der seit 1994 im Bundestag saß, verzichtete auf eine erneute Kandidatur zugunsten von Maria Klein-Schmeink.
Für die Landtagswahl 2022 wurde Münster aufgrund des Bevölkerungszuwachses in drei Wahlkreise aufgeteilt.
Direkt gewählt wurden Simone Wendland von der CDU für den Landtagswahlkreis Münster I – Steinfurt IV sowie Robin Korte und Dorothea Deppermann von den Grünen für die Wahlkreise Münster II und Münster III – Coesfeld III. Die Kandidatin der Grünen im ersten Wahlkreis, Josefine Paul zog außerdem noch über die Landesliste in den Landtag ein. Sie und Wendland hatten schon in der vorherigen Legislaturperiode Münster im Landtag vertreten.

### Jugendrat
Nach einer Expertenanhörung im Februar 2006 beschloss das Amt für Kinder, Jugendliche und Familien in Münster die Einrichtung einer institutionalisierten Vertretung für die Jugendlichen der Stadt, sodass 2006 die erste Wahl stattfand. Nachdem im August 2008 erkannt worden war, dass die Projektphase erfolgreich war, beschloss der Stadtrat, den Jugendrat dauerhaft einzurichten. Seitdem finden alle drei Jahre Wahlen statt, bei denen Kinder und Jugendliche zwischen 12 und 18 Jahren wählen und sich aufstellen lassen können. Die Wahlbeteiligung liegt seit der Gründung knapp über 40 Prozent. Der Jugendrat besteht aus 30 Ratsmitgliedern und wählt aus seinen Reihen einen dreiköpfigen Vorstand.

### Verschuldung
Die Gesamtsumme der Verschuldung der Stadt Münster belief sich zum Jahresende 2018 auf 884 Millionen Euro. Jeder Einwohner trug rechnerisch 2822 Euro der kommunalen Schuldenlast. Münster war damit nach Düsseldorf und Bielefeld die am niedrigsten verschuldete kreisfreie Stadt in Nordrhein-Westfalen.
Für das Haushaltsjahr 2021 hat die Stadt Münster im Gesamtergebnisplan ein Haushaltsdefizit in ordentlichen Erträgen und Aufwendungen (einschließlich Finanzerträgen und -aufwendungen) in Höhe von 66,8 Millionen Euro (212 Euro je Einwohner) veranschlagt.

### Wappen

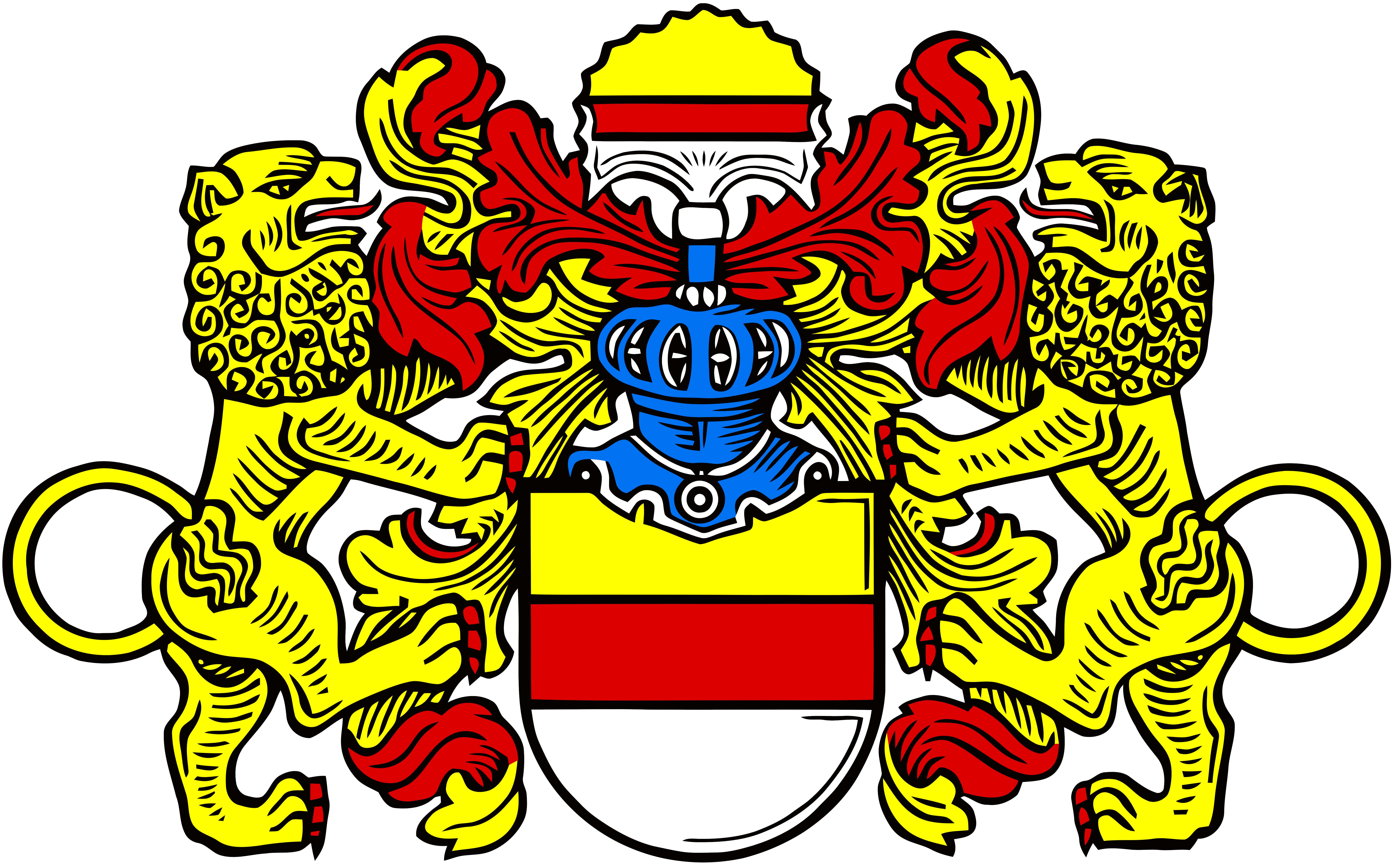
Das große Wappen der Stadt Münster

Das erste Siegel der Stadt ist nachweisbar um das Jahr 1231. Im Mittelalter zeigte das große Stadtsiegel eine stilisierte Stadt mit Mauern und Türmen. Der Siegelstempel wurde 1534 von den Täufern vernichtet. Nach der Niederlage der Täufer und der Übernahme der Stadt durch den Fürstbischof wurde ein neues Siegel in Gebrauch genommen, das dem alten sehr ähnlich war, jedoch zusätzlich das fürstbischöfliche Balkenwappen enthielt. Dieses Wappen in Gold-Rot-Gold ist um 1300 als Wappen des Stifts Münster nachgewiesen. Neben diesem großen Siegel existierte noch ein kleineres Siegel, als Sekretus bezeichnet, das den heiligen Paulus mit Schwert sowie Heiligenschein zeigte. Es wurde ebenfalls nach der Zerstörung durch die Täufer neu gefertigt und war bis zur Auflösung des Hochstift Münster 1803 im Gebrauch.
Das Wappen der Stadt Münster zeigt einen von Gold, Rot und Silber geteilten Schild. Es ist eine Abwandlung des Stiftswappens des Bistums (Gold-Rot-Gold), das ab dem Jahr 1300 nachgewiesen ist. Andere Quellen sprechen von einer Kombination mit dem Wappen der Hanse (Rot und Silber). Die älteste bekannte Darstellung stammt aus dem Jahre 1368. Die erste farbige Abbildung des Stadtwappens ist aus dem 15. Jahrhundert überliefert. Auf dem Gemälde „Einzug des holländischen Gesandten Adriaan Pauw“ von Gerard ter Borch hängt es als vereinfachte Version wie ein Ortseingangsschild an einem Baum (linker Bildrand, Abbildung siehe unter geographische Lage).
In der Schmuckfassung, die unter anderem den Briefkopf des Oberbürgermeisters ziert, wird der Schild von zwei aufrecht stehenden Löwen gehalten, deren Köpfe dem Schild zugewandt sind. Ihre Zungen und Krallen sind rot. Über dem Schild befindet sich ein blauer Helm, dessen fächerförmige Helmzier die Stadtfarben wiederholt. Es sind 17 Spitzen des Fächers vorgeschrieben. Schild und Helm werden von Decken in Gold und Rot umrahmt. Diese Form wurde 1928 festgelegt.

### Städtepartnerschaften

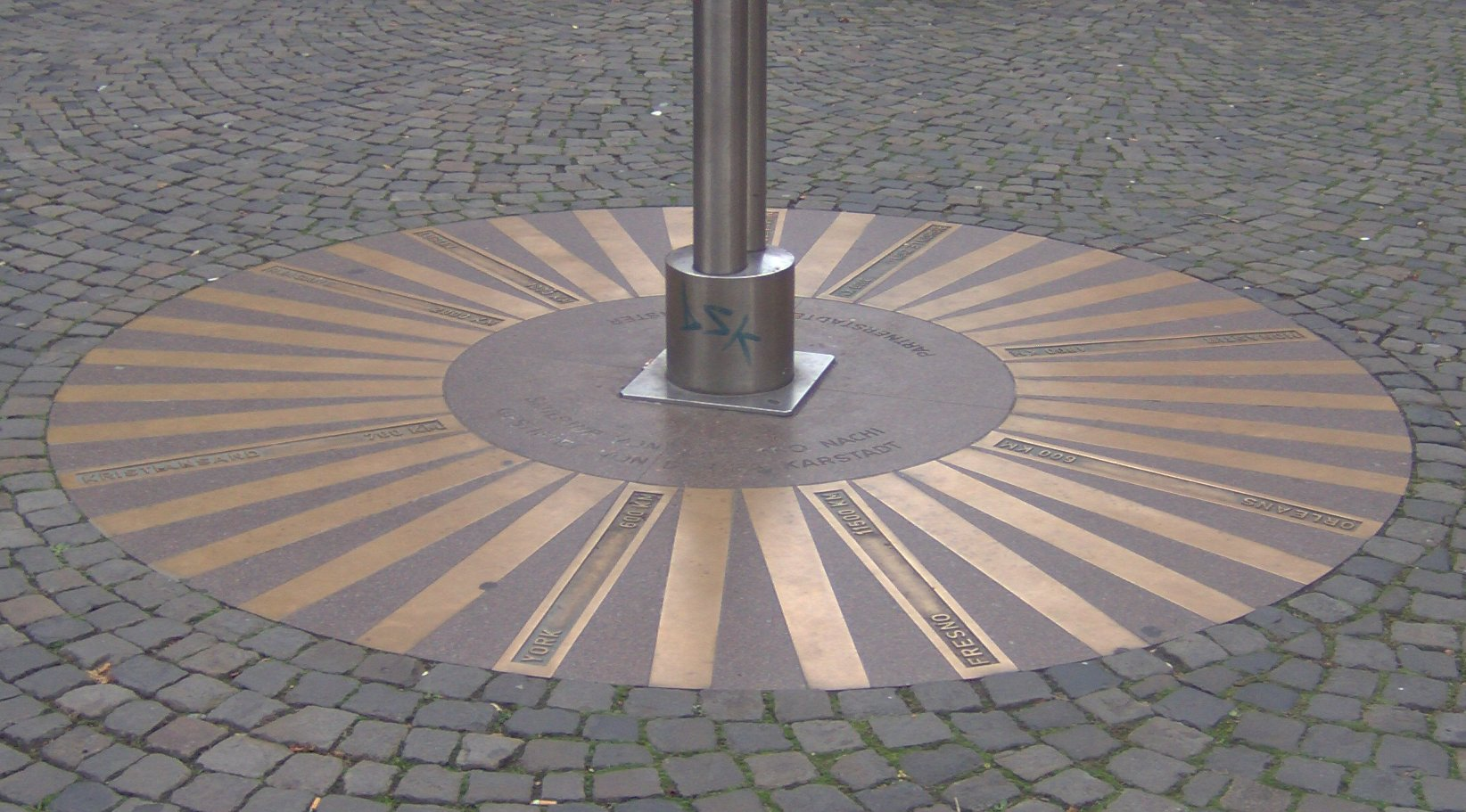
Bodenplatte einer Skulptur mit den Richtungen und Entfernungen zu den Partnerstädten in der Salzstraße

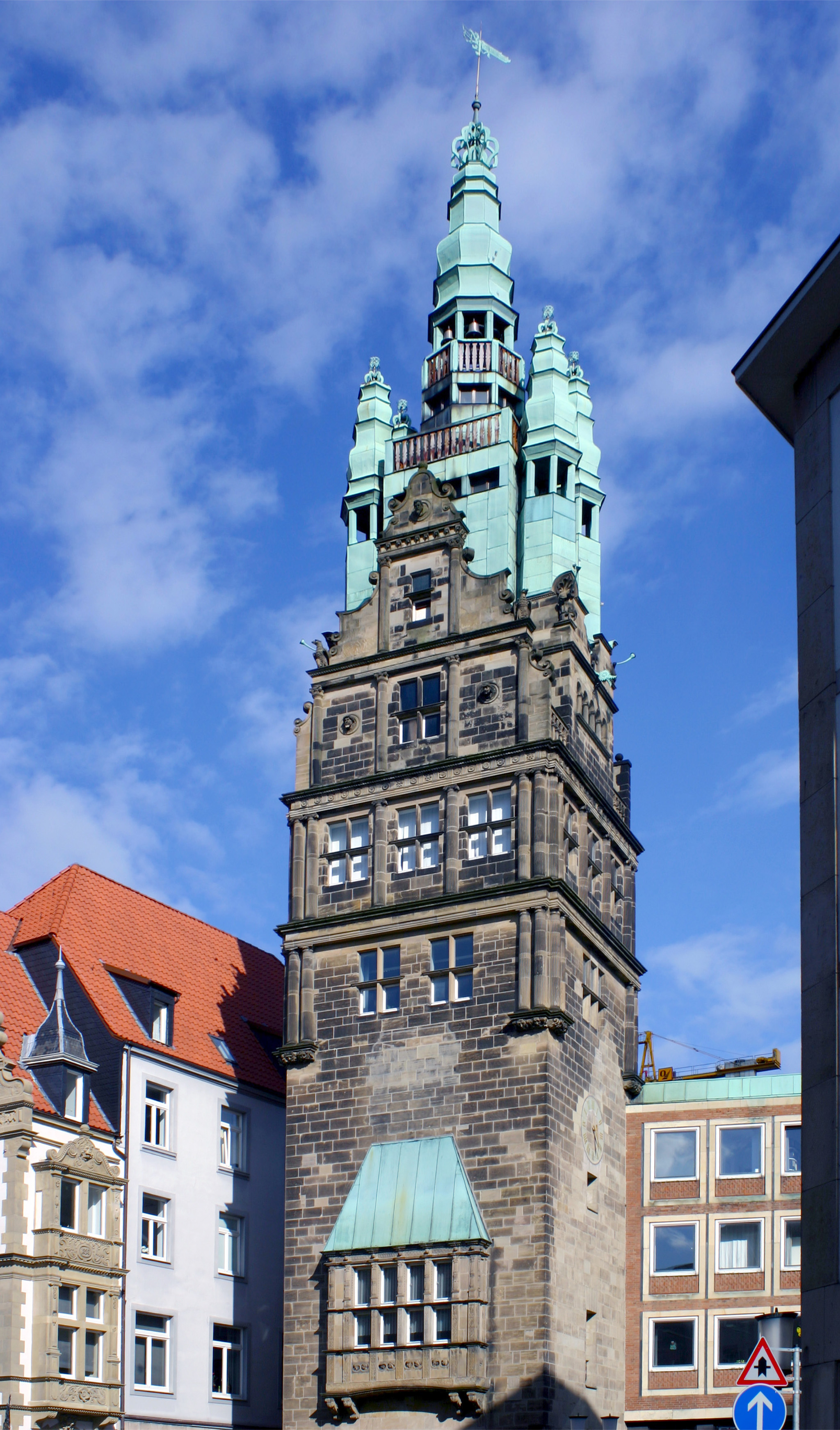
Der Stadthausturm am Prinzipalmarkt

Seit dem Ende des Zweiten Weltkrieges ist die Stadt Münster mit insgesamt zehn Städten eine Städtepartnerschaft eingegangen. Zunächst wurde mit York 1958 die Partnerschaft geschlossen; die Initiative hierzu ging zuvor von York aus. Die Verbindung zwischen beiden Städten kommt durch den Heiligen Liudger zustande, der mit der Errichtung eines Klosters den Grundstein von Münster legte und zuvor an der Domschule in York ausgebildet wurde. Ferner gibt es seit 1996 ein Kooperationsabkommen zwischen den Universitäten in York und Münster.
1960 folgte eine zweite Partnerschaft mit der französischen Stadt Orléans. Ähnlich wie in Münster wurde der historische Stadtkern im Zweiten Weltkrieg weitgehend zerstört und anschließend weitgehend originalgetreu wiederaufgebaut.
Kristiansand und Münster schlossen 1967 eine Städtepartnerschaft. Münster war die erste deutsche Stadt mit einer Partnerstadt in Norwegen. Die Initiative ging von Kristiansand aus, als Delegationen beider Städte zu den Jeanne-d’Arc-Feierlichkeiten in Orléans weilten, zu denen Vertreter aller Partnerstädte eingeladen waren.
Es gibt auch eine Partnerschaft mit der tunesischen Stadt Monastir; diese entstand ungefähr zur selben Zeit wie Münster im 8. Jahrhundert. Ursprung war in beiden Fällen ein Kloster, was noch immer an den Namen der Städte erkennbar ist. Sowohl „Münster“ als auch „Monastir“ sind vom lateinischen „monasterium“ abgeleitet. So gingen beide Städte 1969 eine Partnerschaft ein, deren maßgebliche Ziele die Entwicklungszusammenarbeit und Wirtschaftsförderung waren. Für die intensivierte Zusammenarbeit mit Monastir sowie den anderen Partnerstädten bekam Münster 1970 vom Europarat die „Europa-Flagge“ als Auszeichnung überreicht. Die Partnerschaft konzentriert sich auf die Bereiche Medizin, Wirtschaft und Kultur, insbesondere Musik.
Die erste Partnerschaft mit einer israelischen Stadt wurde 1981 mit Rishon-Le-Zion unterzeichnet, nachdem bereits seit dem Jahre 1971 erste Kontakte auf sportlicher Basis geknüpft wurden.
1986 schloss Münster eine Städtepartnerschaft mit Fresno in den USA. Sie entstand aus Jugendaustauschen seit Beginn der 1980er Jahre. 
Nach dem Ende des Kalten Krieges entwickelte sich die Idee der Städtepartnerschaften Richtung Osten. Als erste Stadt des ehemaligen Ostblocks ging die russische Stadt Rjasan 1989 eine Stadtpartnerschaft ein. Beide Städte pflegten bereits seit Beginn der 1980er Jahre eine freundschaftliche Beziehung. Insbesondere die humanitäre Hilfe stand hierbei im Vordergrund. In den Bereichen Kunst, Medizin sowie in den Verwaltungen der Städte und den ansässigen Banken konnten seitdem Kontakte geknüpft werden.
1990 schloss Münster eine innerdeutsche Städtepartnerschaft mit Mühlhausen in Thüringen.
1991 wurde eine Städtepartnerschaft mit Lublin in Polen geschlossen. Dabei gingen die ersten Kontakte bereits auf den Beginn der 1970er Jahre durch die Universitäten beider Städte zurück.
Inzwischen ist es nicht nur bei den bilateralen Beziehungen geblieben. So haben sich mit Orléans – Kristiansand – Münster und Lublin – Rishon-Le-Zion – Münster bereits zwei Dreieckspartnerschaften entwickelt. Für die Aktivitäten der Städtepartnerschaften wurde Münster am 29. September 2007 mit dem Europapreis des „Instituts für europäische Partnerschaften und internationale Zusammenarbeit“ ausgezeichnet und erzielte die höchste Punktezahl aller bewerteten Städten und ihren Partnerschaften.
Nach dem Tsunami Weihnachten 2004 in Asien wurde deutschen Städten empfohlen, sich eine Stadt oder Region in den betroffenen Gebieten zu suchen, die ungefähr der Größe der deutschen Stadt entspricht und ihre Hilfe auf diese eine Stadt zu konzentrieren. Die Stadt Münster und ihre Umgebung wählten daraufhin die indonesische Insel Nias. Bis zum Abschluss der Aktion 2008 wurden insgesamt 689.500 Euro an Spenden gesammelt werden, mit denen unter anderem Boote für die Fischer auf Nias bezahlt wurden, um die Eigenversorgung der Insel mit Nahrungsmitteln zu fördern.
Am Europatag 2020 sollte die im März des Jahres geschlossene insgesamt zehnte Städtepartnerschaft mit der Nachbarstadt Enschede durch einen Festakt begangen werden, was wegen der COVID-19-Pandemie aber kreativ umgestaltet werden musste. Die offizielle Unterzeichnung der Partnerschaftsurkunde wurde am 21. September 2021 nachgeholt.
Am 9. März 2023 ist Münster ein Dreierbündnis mit der polnischen Partnerstadt Lublin und dem ukrainischen Winnyzja in Form einer Solidaritätspartnerschaft eingegangen.

### Oberbürgermeister seit 1824
| - 1824–1842: Joseph von Münstermann - 1842–1848: Johann Hermann Hüffer - 1848–1851: – [1] - 1851–1855: Johann Heinrich von Olfers [2] - 1856–1879: Caspar Offenberg - 1879–1886: Theodor Scheffer-Boichorst - 1887–1897: Karl Windthorst - 1898–1916: Max Jungeblodt - 1916–1920: Franz Dieckmann, Zentrum - 1920–1932: Georg Sperlich - 1932–1933: Karl Zuhorn, Zentrum - 1933–1945: Albert Anton Hillebrand, NSDAP - 1945: Fritz-Carl Peus | - 1945–1946: Karl Zuhorn, CDU - 1946: Wilhelm Siehoff, Zentrum - 1946–1948: Franz Rediger, CDU - 1948–1951: Gerhard Boyer, CDU - 1951–1952: Wilhelm Siehoff, Zentrum - 1952–1964: Busso Peus, CDU - 1964–1972: Albrecht Beckel, CDU - 1972–1984: Werner Pierchalla, CDU - 1984–1994: Jörg Twenhöven, CDU - 1994–1999: Marion Tüns, SPD - 1999–2009: Berthold Tillmann, CDU - seit 2009: Markus Lewe, CDU |

- [1] Münster bleibt 28 Monate ohne Oberbürgermeister. Ausgelöst durch Diskussionen in der Frankfurter Nationalversammlung um die Art der Anstellung der Bürgermeister entschied die Stadtverordnetenversammlung die vorläufige Aussetzung der Oberbürgermeisterwahl.
- [2] Am 23. Oktober 1850 zum „Ersten Bürgermeister“ gewählt, wurde von Olfers der Titel „Oberbürgermeister“ am 7. Juni 1851 von Friedrich Wilhelm IV., König von Preußen, verliehen.

### Oberstadtdirektoren 1946 bis 1997
In den Jahren von 1946 bis 1997 existierte im Rahmen der politischen Doppelspitze neben dem Amt des Oberbürgermeisters noch das Amt des Oberstadtdirektors als Leiter der Stadtverwaltung. Folgende Personen bekleideten dieses Amt:
- 1946–1952: Karl Zuhorn, CDU
- 1952–1973: Heinrich Austermann, CDU
- 1973–1989: Hermann Fechtrup, CDU
- 1989–1997: Tilman Pünder, CDU

## Kultur und Sehenswürdigkeiten

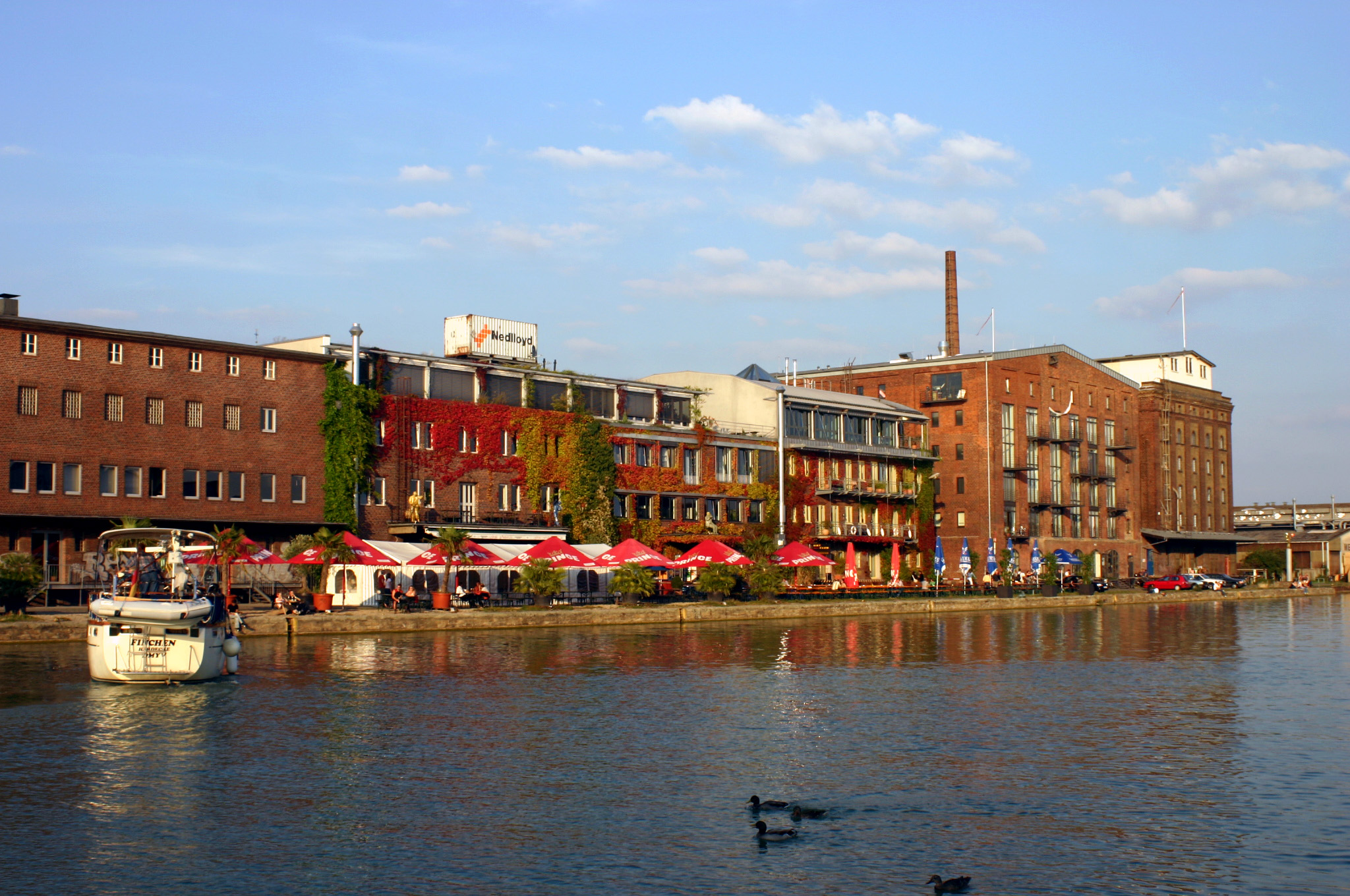
Münsters Hafen mit dem Kreativkai

Neben vielen historischen Gebäuden wird die Kultur der Stadt nicht zuletzt durch ihre zahlreichen Studenten (rund 65.000) geprägt. Auffällig sind die unzähligen Fahrräder, die sich nicht nur auf der innerstädtischen Promenade tummeln. Nach Angaben der Stadt kommen auf die 300.000 Einwohner der Stadt zirka 500.000 Fahrräder. Die 1770 durch Wilhelm Ferdinand Lipper angelegte Promenade ist eine circa 4,5 Kilometer lange Allee, welche die gesamte Altstadt Münsters umgibt. Sie liegt zum großen Teil auf den ehemaligen Wallanlagen und ist nur für Radfahrer und Fußgänger freigegeben.
Die ehemaligen Industriegebiete Am Hawerkamp und Hafen im Hansaviertel wurden umgewandelt und bieten neben Galerien und Gastronomie viel alternatives Leben.
Münster hatte sich in Kooperation mit Osnabrück als Europäische Kulturhauptstadt für das Jahr 2010 beworben. Von den drei Bewerber-Städten aus Nordrhein-Westfalen (Essen, Köln, Münster) wurde Essen als Kandidat nominiert.

### Architektur

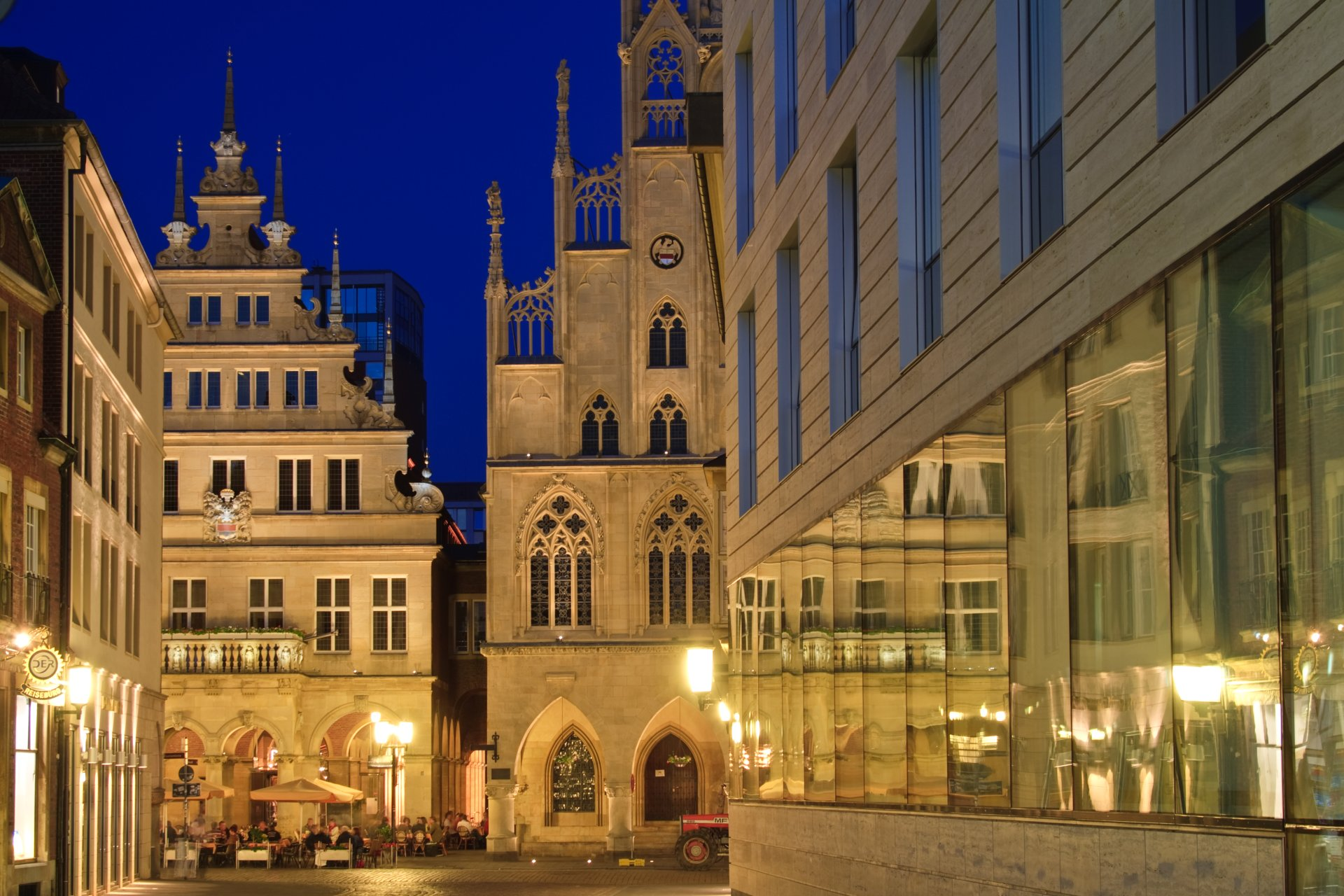
Moderne und historische Architektur gehen in Münster Hand in Hand

Architektonisch gesehen ist Münster eine Stadt voller Widersprüche. Die Wahrnehmung wird geprägt von der Altstadt im Bereich des Prinzipalmarkts, während die Stadt bezogen auf ihre Gesamtfläche überwiegend im Stil der Nachkriegs- und Postmoderne bebaut ist. Das Erscheinungsbild der Innenstadt rund um den Prinzipalmarkt mit Arkadengang und Giebelhäusern ist seit dem 12. Jahrhundert fast vollständig erhalten geblieben, obwohl die einzelnen Gebäude selbst überwiegend zerstört und wiederaufgebaut wurden. Andererseits entstanden nach dem Zweiten Weltkrieg vom Aussehen her entweder funktionelle oder moderne Gebäude in direkter Nachbarschaft. Deutlich wird dies am Beispiel des Krameramtshauses von 1589, neben dem 1993 das Glas-Beton-Bauwerk der Stadtbibliothek entstanden ist.
Im Gegensatz zu vielen anderen Städten (zum Beispiel Dortmund, Frankfurt am Main, Kassel) hat sich der Wiederaufbau der nahezu völlig zerstörten Innenstadt am alten Stadtbild orientiert. Im Bereich des Kuhviertels, des Aegidiiviertels, der Engelenschanze und des Schlossplatzes wurden Durchbrüche vorgenommen und neue Straßen geschaffen. Allerdings wurde der Promenadenring erhalten und im Bereich von Domplatz und Prinzipalmarkt die Straßen nicht verbreitert, so dass hier der mittelalterliche Stadtgrundriss weitgehend erhalten blieb, auch wenn die Bebauung größtenteils seit den 1950er Jahren entstand.

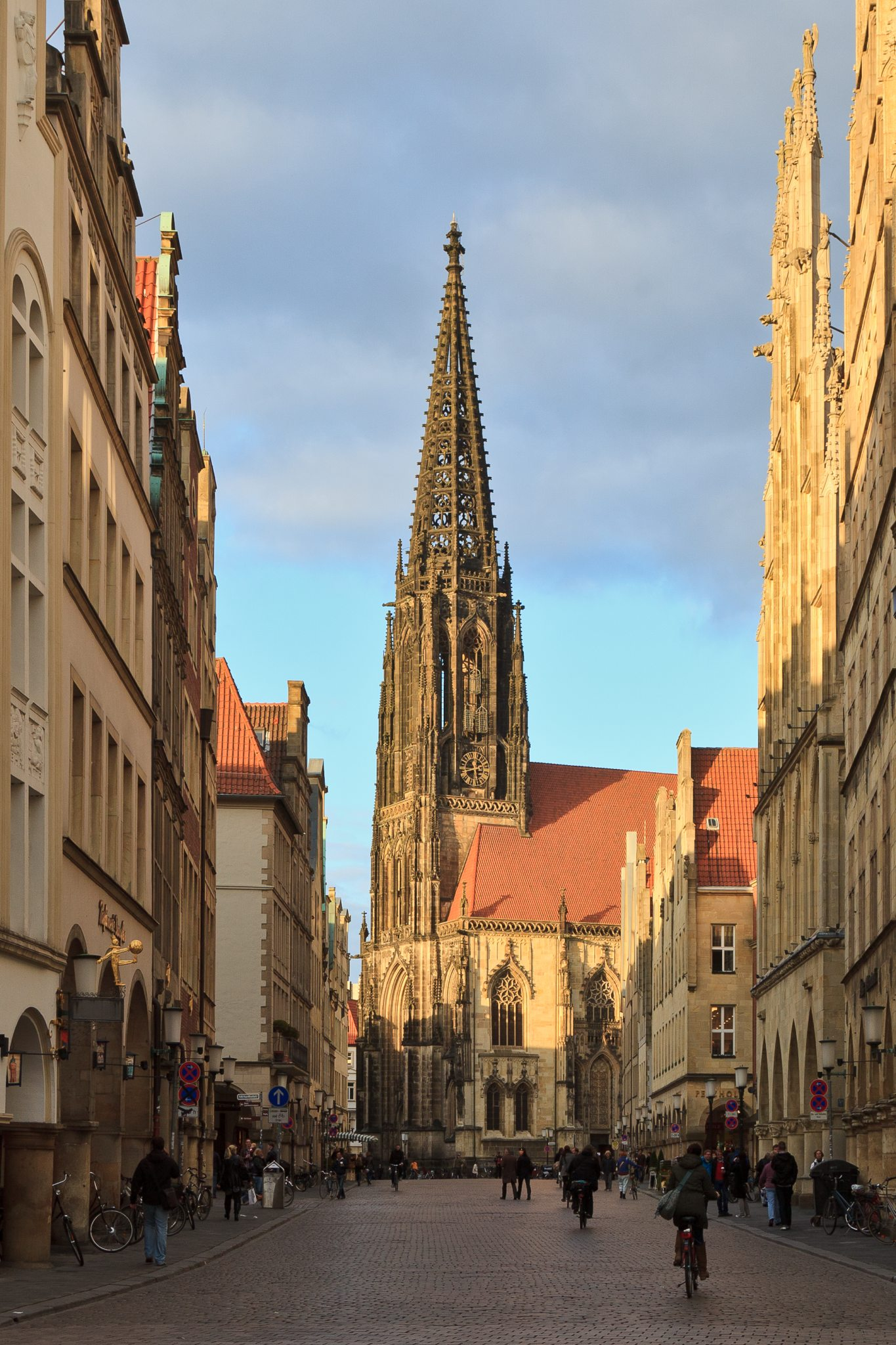
Prinzipalmarkt mit Lambertikirche

Außerhalb der Innenstadt dominieren in Münster Wohnhäuser in Backsteinbauweise, die immer häufiger von modernen Stahl- oder Glas-Bauten durchsetzt werden. Ein Beispiel hierfür ist der Büroturm an der Hammer Straße/Einmündung Friedrich-Ebert-Straße, der 2002 fertiggestellt wurde.

#### Historische Architektur

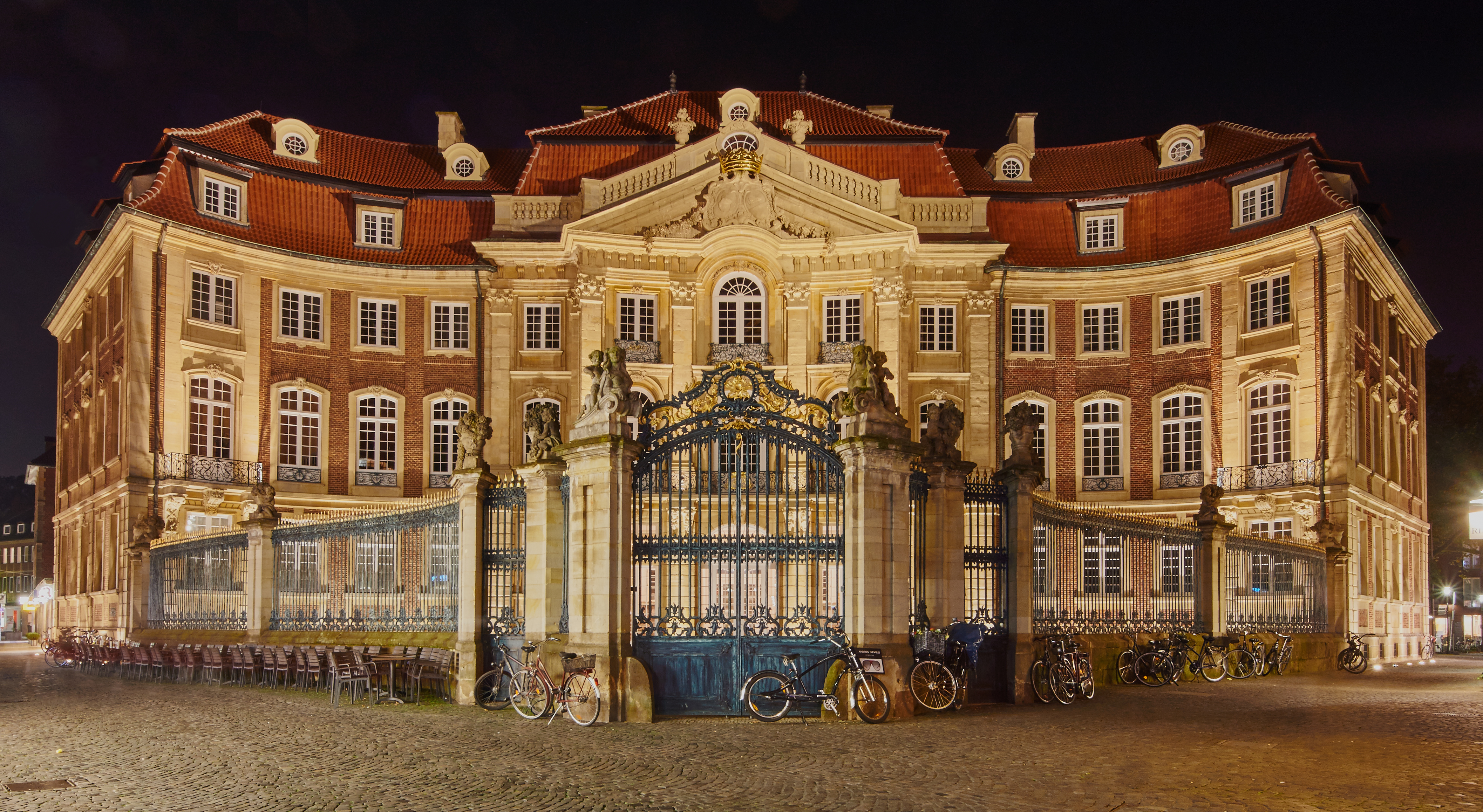
Schlauns Erbdrostenhof in der Salzstraße

In Münster, insbesondere der Altstadt, finden sich zahlreiche historische Gebäude. An vorderster Stelle sei der Prinzipalmarkt genannt. Diese historische Kaufmannsstraße besteht aus einer Vielzahl aneinander gereihter Giebelhäuser mit einem durchgehenden Bogengang. Nach der fast vollständigen Zerstörung im Zweiten Weltkrieg wurde er in Anlehnung an das historische Vorbild wieder aufgebaut. An den Prinzipalmarkt schließt sich eine der ältesten Marktstraßen Münsters an, der Roggenmarkt. Teil des Prinzipalmarktes ist das Wahrzeichen der Stadt, das historische Rathaus mit dem originalen „Friedenssaal“, in dem zwischen 1643 und 1648 die Verhandlungen zum Westfälischen Frieden stattfanden und am 15. Mai 1648 der Friede von Münster geschlossen wurde. Als „Stätte des Westfälischen Friedens“ wurde das Rathaus in Münster neben dem in Osnabrück Mitte 2015 von der Europäischen Kommission mit dem Europäischen Kulturerbe-Siegel ausgezeichnet.
Münster hat viele Bauten von Johann Conrad Schlaun. Dazu gehören unter anderem das fürstbischöfliche Schloss für den damaligen Fürstbischof Maximilian Friedrich von Königsegg-Rothenfels (1767–1787), das Haus Rüschhaus (1753–1757), das Stadthaus (1767–1773) sowie der vielfach als sein Meisterwerk angesehene Erbdrostenhof (1755).
Die meisten der historischen Gebäude und Skulpturen wurden unter Verwendung von Baumberger Sandstein geschaffen.

#### Historische Bauten

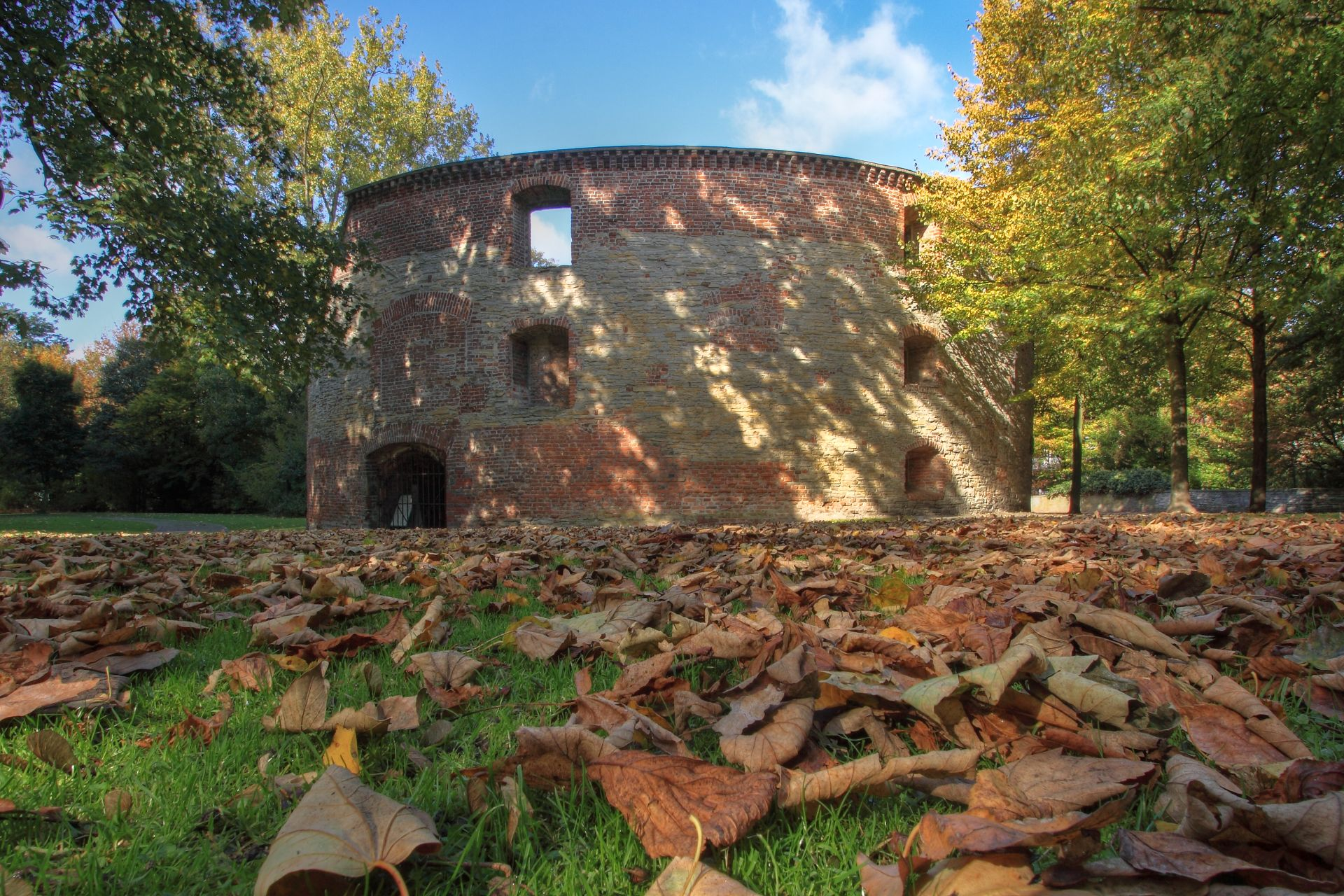
Der Zwinger an der Promenade

In Münster gibt es viele Bauwerke mit historischer Bedeutung oder außergewöhnlicher Architektur.
Zu nennen ist unter anderem der Zwinger an der Promenade. Er wurde 1528 als Festungsbauwerk errichtet. Nach einem Umbau durch Johann Conrad Schlaun in den Jahren von 1732 bis 1734 wurde er bis zum Ende des 19. Jahrhunderts als Gefängnis genutzt. Während der Zeit des Nationalsozialismus diente der Zwinger von 1938 bis 1944 als ein Kulturheim für die Hitlerjugend und 1944 bis zum Kriegsende zu einer Inhaftierungs-, Folter- und Hinrichtungsstätte der Gestapo. Der Zwinger wurde in den Jahren von 1995 bis 1997 komplett restauriert. Er beherbergt die Arbeit „Das gegenläufige Konzert“ von Rebecca Horn. Mit dieser Arbeit, die zu den wenigen Werken der zeitgenössischen Kunst gehört, die sich mit einem ganz konkreten Ort auseinandersetzen, hatte die Künstlerin die Öffnung des bis dahin als Tabu behandelten und ummauerten Zwingers erreicht; er ist seitdem ein Mahnmal.

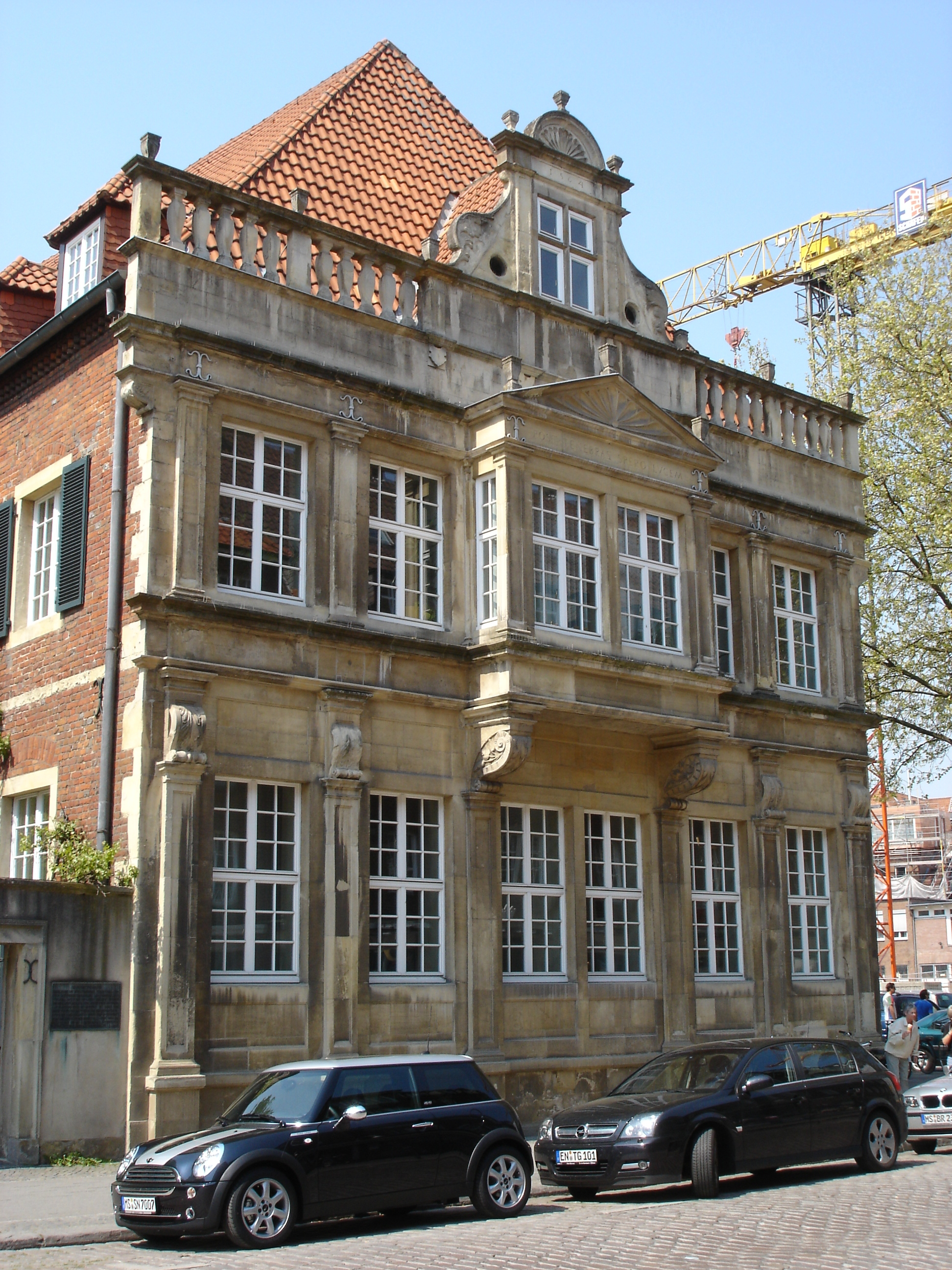
Heereman’scher Hof

In der Königsstraße befindet sich der „Heereman’sche Hof“. Der Adelshof mit rückwärtigem Steinwerk von 1549 und Werksteinfassade am Vorderhaus von 1564 befand sich seit 1834 im Besitz der Freiherrn Heereman von Zuydtwyck. Der Entwurf stammt vermutlich von Hermann tom Ring. Die reichgegliederte, vom herkömmlichen Giebelhaus abweichende Schaufront gilt als eines der bedeutendsten Bauwerke der Renaissance in Münster. Über dem Mittelfenster im 1. Stockwerk ist ein Zitat aus der Vulgata „Post tenebras spero lucem“ (dt. „Nach der Finsternis, hoffe ich das Licht“) in die Fassadenoberfläche eingearbeitet. Nachdem ein Brand das Gebäude im Zweiten Weltkrieg beschädigte, wurde der Außenbau in alter Form wiederhergestellt. 1963 bezog das Verwaltungsgericht Münster das Anwesen. Seit 1984 ist dort eine Nebenstelle des Oberverwaltungsgerichts für das Land Nordrhein-Westfalen untergebracht.

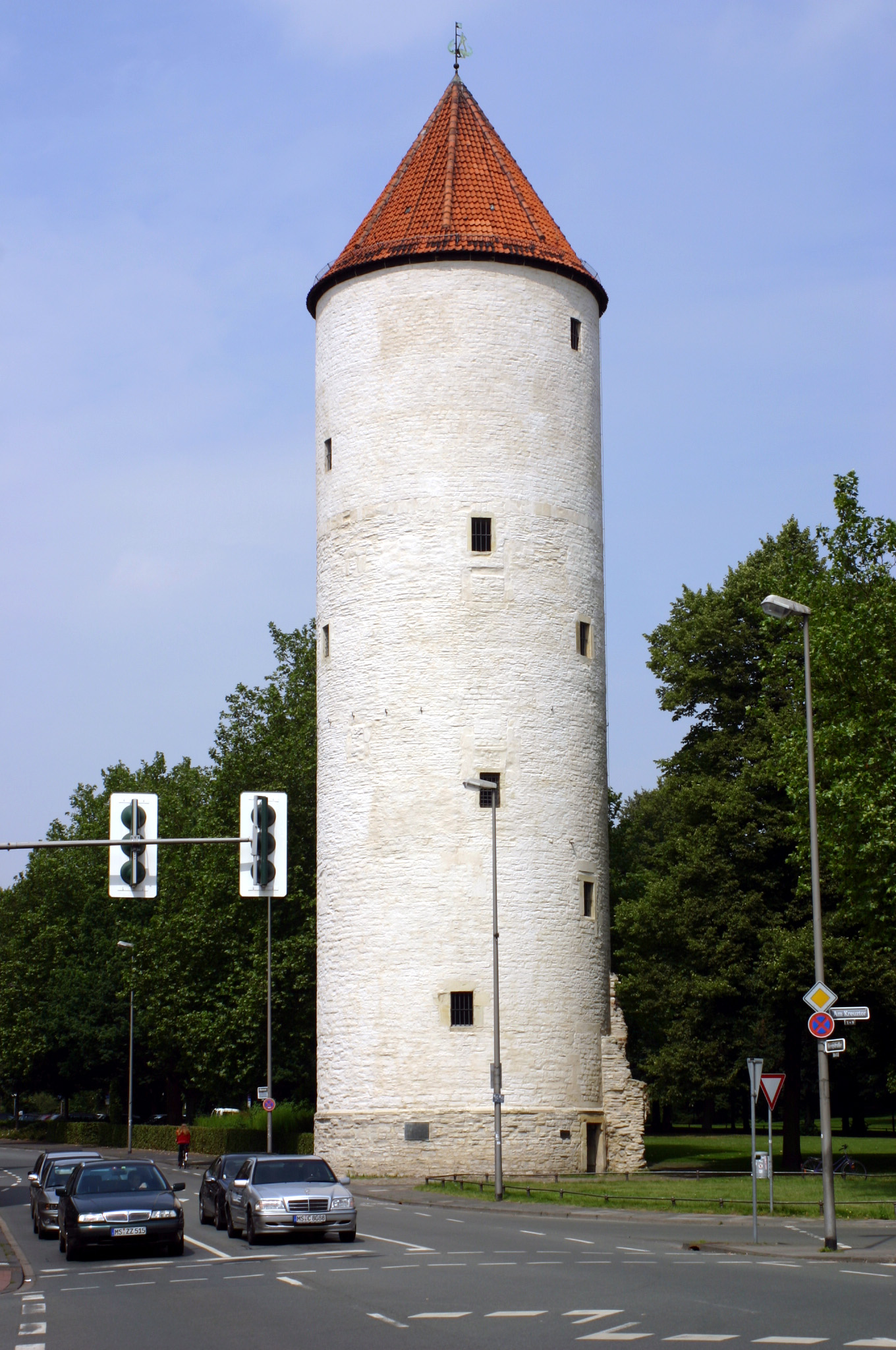
Buddenturm

Ein weiteres sehenswertes historisches Bauwerk ist der Buddenturm am nördlichen Teil der Promenade. Der Turm ist ein Rest der ehemaligen Stadtbefestigung vor dem Jahre 1200. Nach dem Abriss der Stadtmauer gegen Ende des 18. Jahrhunderts wurde er 1878 zu einem Wasserturm umgebaut. Dazu wurde dem Turm ein Zinnenkranz aufgesetzt, hinter dem sich der Wasserbehälter befand. Nach 1945 wurde er restauriert und wieder mit der alten Form des Kegeldachs versehen. Zusammen mit dem Zwinger, zwei Wasserbären und den Überresten des „Neuwerk“ ist er eines der letzten noch erhaltenen Bauwerke der ehemaligen Stadtbefestigung.
Das 1589 erbaute „Krameramtshaus“ ist eines der ältesten Gildehäuser in Münster. Während der Verhandlungen zum Westfälischen Frieden 1648 waren hier die Gesandten der Niederländischen Generalstaaten einquartiert. Seit 1995 ist hier das Haus der Niederlande untergebracht, ein in Deutschland einzigartiges akademisches Wissenschafts- und Kulturzentrum. Es befindet sich nördlich der Lambertikirche.

#### Moderne Architektur (Nachkriegsarchitektur)

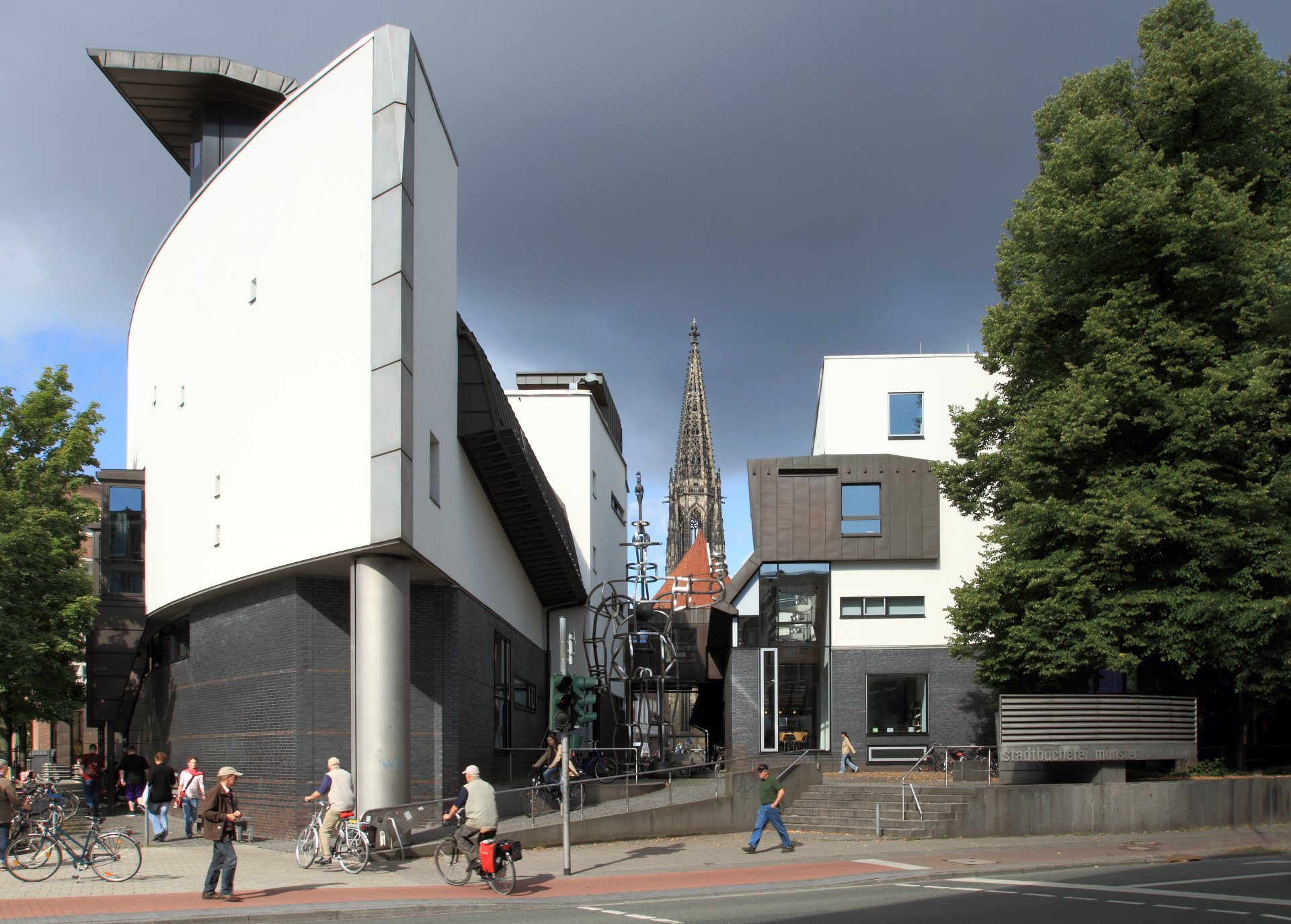
Stadtbücherei Münster

In den Jahren nach dem Zweiten Weltkrieg wurden in Münster viele moderne Gebäude gebaut, die interessante architektonische Leistungen darstellen. So ist als einer der ersten Theaterneubauten nach dem Zweiten Weltkrieg vom Architektenteam Harald Deilmann, Max von Hausen, Ortwin Rave und Werner Ruhnau für die Städtischen Bühnen Münster 1954 eine ineinander geschachtelte Beton-/Glasblockkonstruktion entstanden. Von Deilmann stammt zudem das in den frühen siebziger Jahren auf dem ehemaligen Zoogelände errichtete Verwaltungsgebäude der nordrhein-westfälischen Landesbausparkasse.
Die Stadtbücherei von 1993 (Architekturbüro Bolles+Wilson), nahe der historischen Altstadt gelegen, stellt ebenfalls einen Gegensatz zur klassischen „Münster-Architektur“ dar: Der Bau aus Backstein, Beton und Glas hat die Form eines Schiffes, das metallene Eingangsportal stammt aus einer Rostocker Werft.

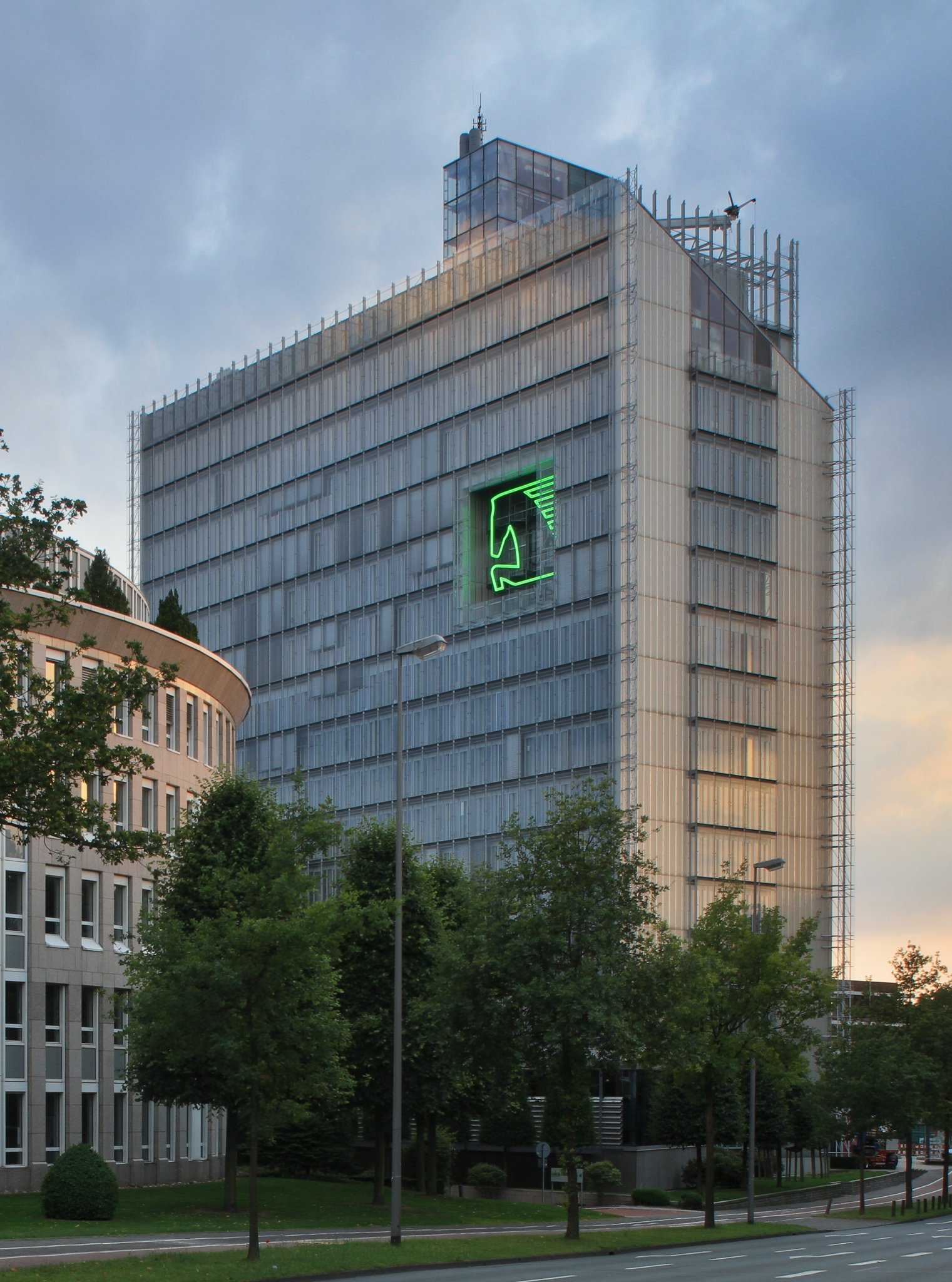
Bürohochhaus der LVM Versicherung

Der Bau von Hochhäusern findet in Münster bis heute nur sehr zögerlich statt. Das Verwaltungsgebäude der LVM Versicherung erreicht eine Höhe von 70 m, die beiden Bettentürme der Universitätsklinik sind 62 m hoch, womit die Aufzählung aller Häuser mit mehr als 60 m Höhe bereits vollständig ist.
Münsters erstes Hochhaus ist das elfstöckige Iduna-Hochhaus am Servatiiplatz. Das Gebäude wurde von Friedrich Wilhelm Kraemer, Ernst Sieverts und Günter Pfennig in den Jahren 1960 und 1961 gebaut und steht unter Denkmalschutz.
In den letzten Jahren des 20. Jahrhunderts und zu Beginn des 21. Jahrhunderts kamen Diskussionen über neue Hochhäuser in Münster auf. In den Jahren 2001 bis 2002 wurde der „Bürotower“ an der Hammer Straße als Glas- oder Metallkonstruktion inmitten eines Umfeldes von Backsteinhäusern gebaut. Eine Übersicht über die höchsten Gebäude der Stadt findet sich in der Liste der höchsten Bauwerke in Münster.

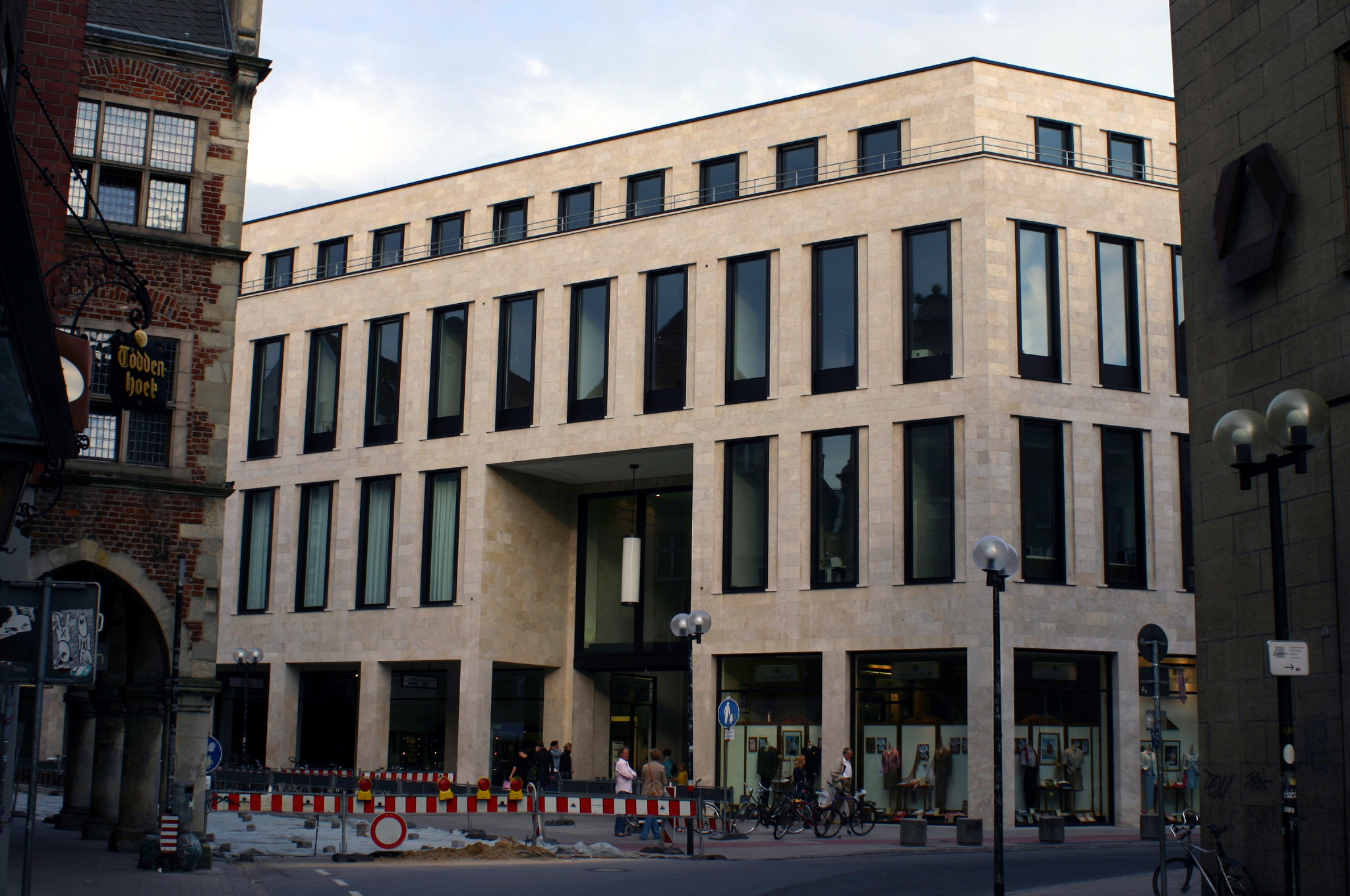
Einkaufszentrum Münster-Arkaden

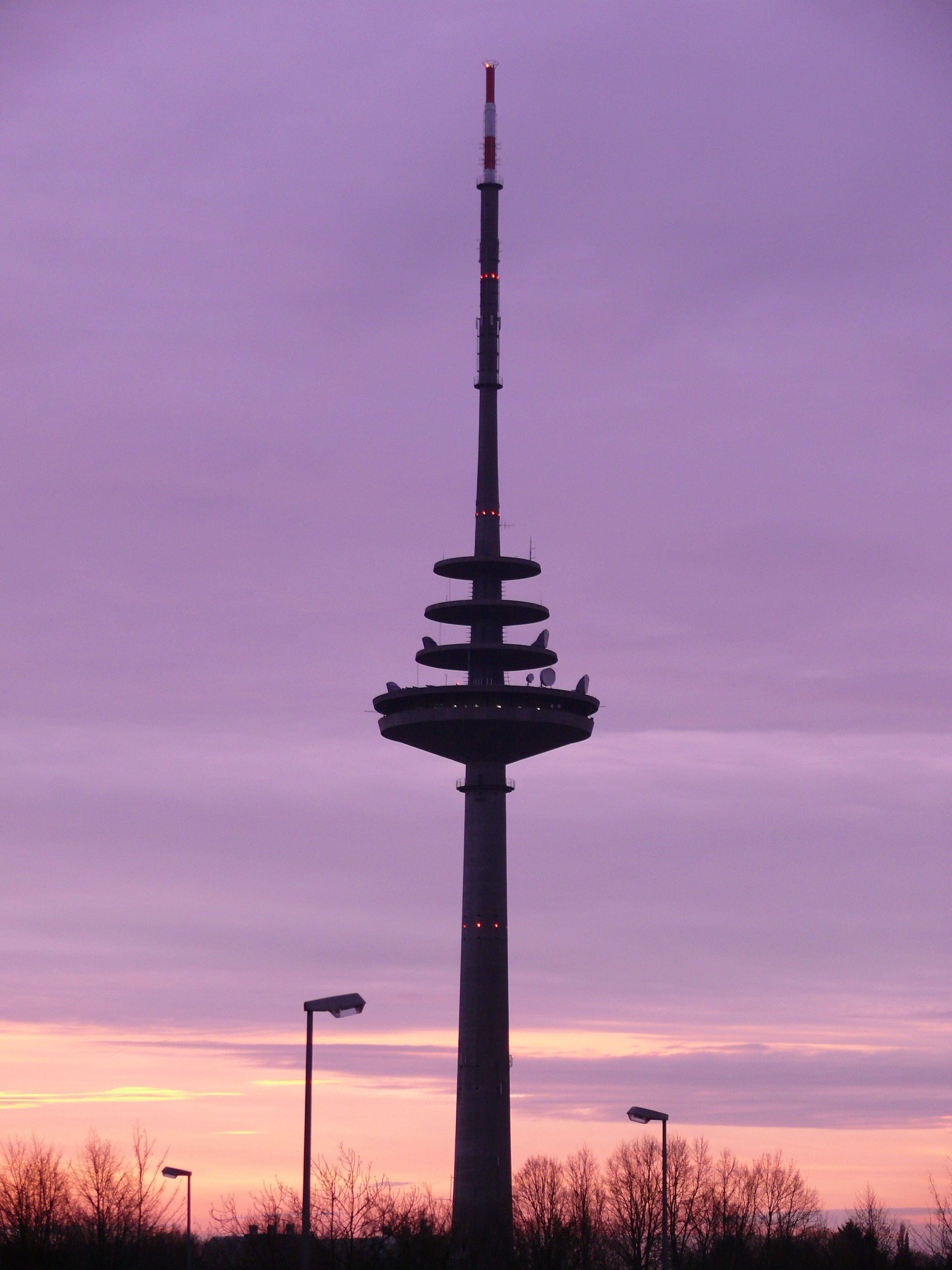
Fernmeldeturm Münster bei Sonnenaufgang

Ebenfalls kontrovers diskutiert wird die Aufwertung des bislang als Parkplatz genutzten Schlossplatzes vor dem Schloss. Dazu war zunächst der Bau des „Kulturforum Westfalen“ geplant, bestehend aus einem Museum für Gegenwartskunst des Landschaftsverbands Westfalen-Lippe und einer Musikhalle. Kern dieser Diskussion war unter anderem, wie der auftretende Verlust von Parkplätzen hätte kompensiert und zugleich sichergestellt werden können, dass ausreichend Stellfläche vor dem Schloss für die Durchführung der dreimal jährlich stattfindenden Kirmes Send verblieben wäre. Mehrere unterschiedliche Konzepte wurden bereits diesbezüglich im Rahmen eines Realisierungswettbewerbs eingereicht. Da die Frage der Finanzierung abschließend nicht geklärt werden konnte, sprach sich der Landschaftsverband Anfang Dezember 2006 gegen den Bau des Museums aus. Am Konzept der Musikhalle wurde unterdessen weiter festgehalten. Nachdem der Rat der Stadt im Oktober 2007 seine finanzielle Unterstützung zugesagt hatte, sprachen sich am 27. April 2008 in einem Bürgerentscheid rund 70 % der Wähler gegen diese Unterstützung aus und stoppten den Bau der Musikhalle.

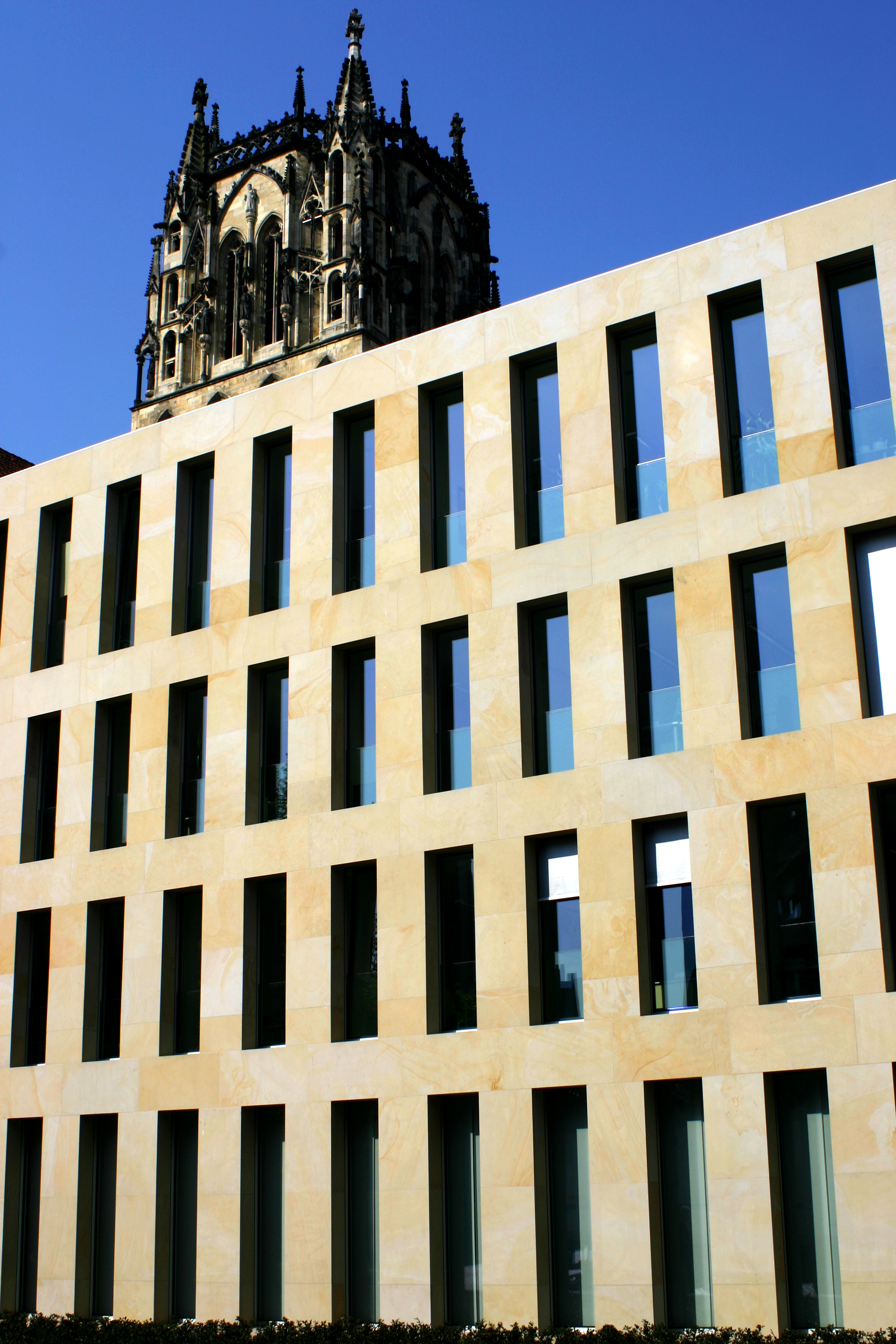
Diözesanbibliothek mit Turmspitze der Überwasserkirche

Der größte Neubau seit dem Zweiten Weltkrieg in der Innenstadt von Münster sind die Münster-Arkaden, ein Einkaufszentrum. Hier gab es Kontroversen um die Gestaltung in Kolonnadenform, die von einem Teil als sehr passend zu den Arkadengängen des Prinzipalmarktes bewertet wird, vom anderen hingegen als „rechteckige Rundbögen“ verspottet wird.
Im Herbst 2009 wurde das Quartier Hanse Carré/Stubengasse eröffnet. Dieses Handels-, Dienstleistungs-, Wohn- und Gastronomiezentrum wurde auf einer innerstädtischen Brachfläche erbaut, die viele Jahre als Parkplatz diente. Aufgrund ihrer Lage hat die Stubengasse einen Kreis von stark frequentierten Einkaufsstraßen um den historischen Stadtkern geschlossen. 2010, wenige Monate nach Fertigstellung, erhielt die Stubengasse von der „Deutschen Akademie für Städtebau und Landesplanung“ den Deutschen Städtebaupreis. Im Oktober 2012 prämierte das Bundesministerium für Verkehr, Bau, Stadtentwicklung die Stubengasse mit dem Nationalen Preis für integrierte Stadtentwicklung und Baukultur.
Im Jahr 2005 wurde der Neubau der Diözesanbibliothek im Überwasserviertel eröffnet. Der Schweizer Architekt Max Dudler gestaltete insgesamt drei Bauten in Kubusform, die sich in die historische Architektur einfügen. Die nach dem Krieg auf dem zerbombten Grundstück erstellten Ergänzungsbauten und die bisher um das gesamte Gelände gezogene Mauer wurden abgerissen. Dabei entstand unter anderem ein Bibliotheksgang, der öffentlich zugänglich ist und einen neuen Blick auf die Überwasserkirche ermöglicht.
Das höchste Gebäude in Münster ist der Fernmeldeturm mit einer Höhe von 229,5 m. Er steht im Süden des Stadtteils St. Mauritz, südlich der Wolbecker Straße in der Nähe der Bundesstraße 51.

#### Kirchen

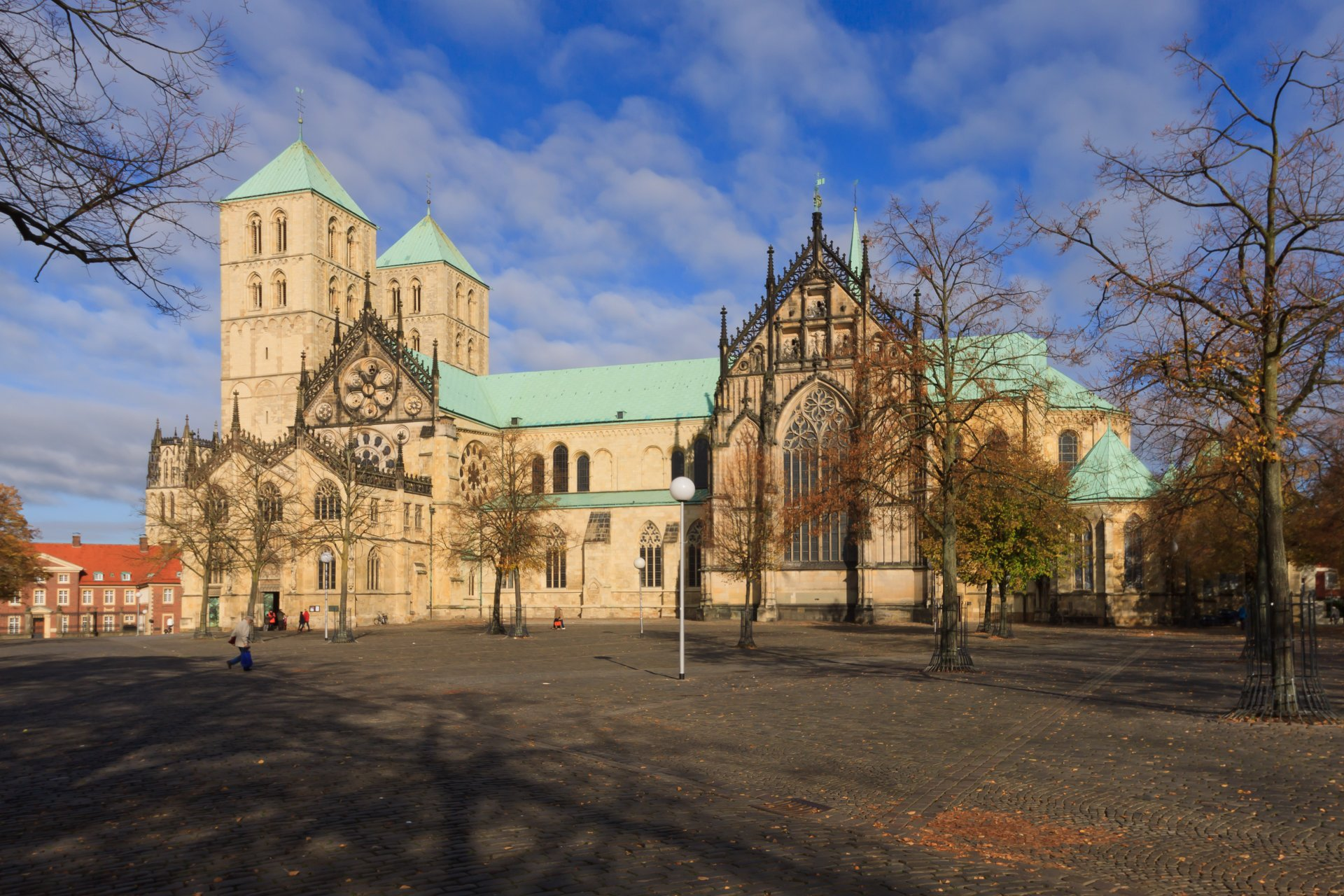
St.-Paulus-Dom

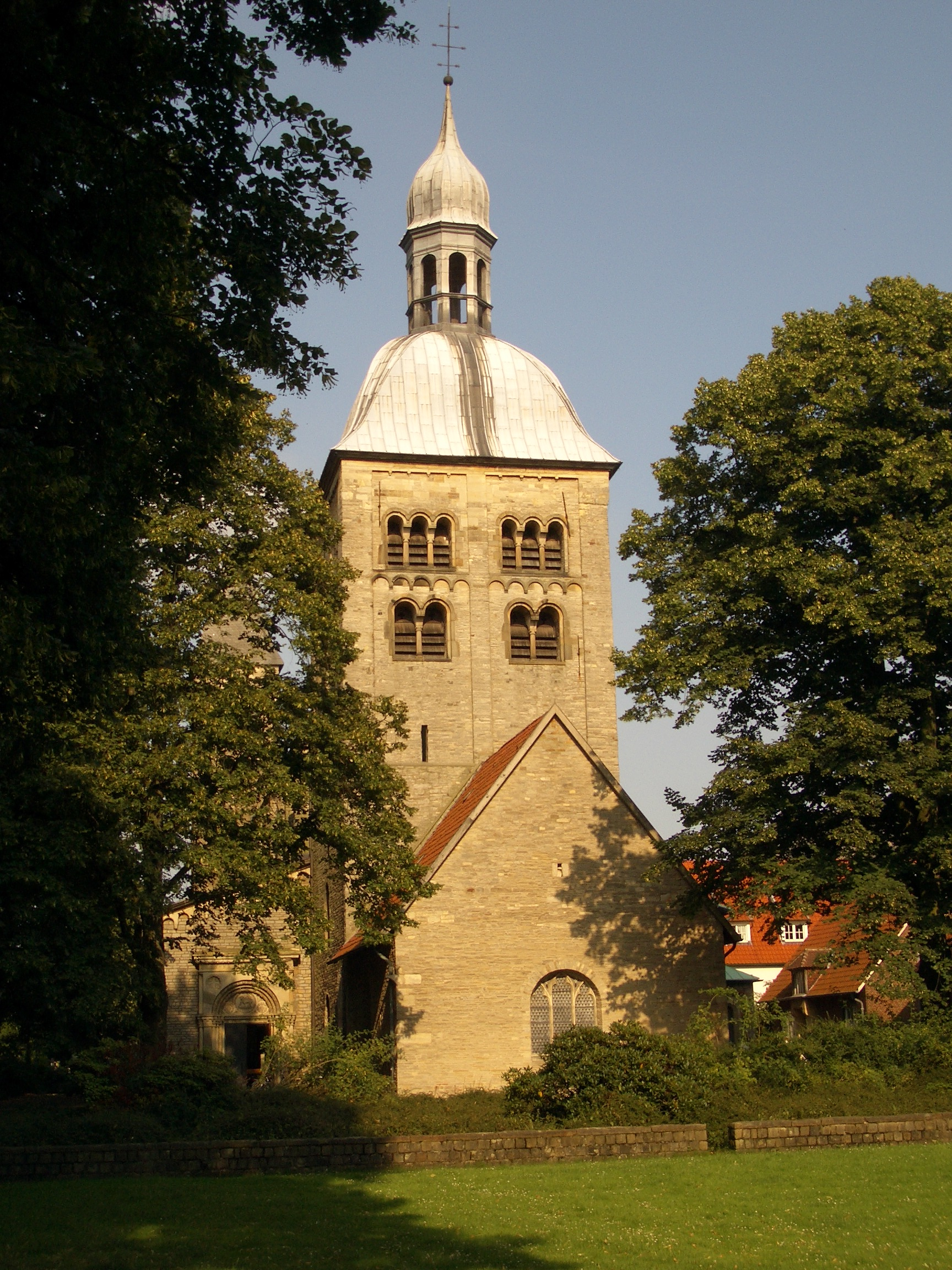
St.-Mauritz-Kirche

Da die Kirchen das Stadtbild von Münster sehr prägen, bekam Münster schon früh die Bezeichnung „Nordisches Rom“. Als Fabio Chigi – der spätere Papst Alexander VII. – Mitte des 17. Jahrhunderts in Münster für die Verhandlungen zum Westfälischen Frieden weilte, sagte er über die Stadt: „Bis in die Wolken erheben sich die spitzen Türme, von denen, für alle hörbar, melodisches Glockengeläut klingt.“
Die zahlreichen Kirchen sind immer noch prägnant für die Skyline von Münster. Nicht umsonst lautet ein bekanntes, etwas selbstironisches Bonmot der Münsteraner über ihre Stadt: „Entweder es regnet oder die Glocken läuten – und wenn beides zusammenfällt, dann ist Sonntag.“
Die beiden wichtigsten Kirchen in Münster sind der St.-Paulus-Dom, dessen erster Bau bereits 805 begonnen wurde, und die Lambertikirche.
Der heutige Dom entstand in den Jahren von 1225 bis 1264 und wurde unter anderem nach dem Zweiten Weltkrieg aufgrund starker Zerstörung umgebaut. Beim Wiederaufbau in den Fünfzigerjahren des 20. Jahrhunderts setzte der damalige Bischof Michael Keller gegen den Willen eines Großteils der Münsteraner und der Denkmalpflege durch, dass das architektonisch bedeutende „Westwerk“ (das Westportal des Doms zwischen den beiden Türmen) nicht wiedererrichtet und durch eine schlichte Sandsteinwand mit 16 kleinen, im Kreis angeordneten Fenstern ersetzt wurde. Sie werden oftmals als „Kellerfenster“ tituliert. Weithin sichtbar ist der Dom vor allem auf Grund seiner inzwischen grünen Kupferdächer.
Die Lambertikirche ist die von den Kaufleuten der Stadt finanzierte „Gegenkirche“ zum bischöflichen Dom. Die erste Kirchengründung ist um das Jahr 1000 nachweisbar, die heutige Kirche existiert seit 1375. Bekannt wurde die Kirche durch die Körbe am Turm, in denen die „Wiedertäufer“ nach ihrem Tod weithin sichtbar aufgehängt wurden. Die zwischenzeitlich restaurierten Originale der Körbe hängen noch immer dort, ergänzt durch die im Rahmen der Skulptur.Projekte des Jahres 1997 von Lothar Baumgarten installierten Drei Irrlichter als „Erscheinung von drei Seelen oder inneren Feuern, die keine Ruhe finden können“.
Der älteste Sakralbau Münsters ist die St.-Mauritz-Kirche. Das Stift wurde bereits Ende des 11. Jahrhunderts gegründet. Nach dem Zweiten Weltkrieg war sie zeitweilig die einzige benutzbare historische Kirche der Stadt.
Daneben ist die St. Martinikirche einer der ältesten katholischen Sakralbauten unter dem Patrozinium des Heiligen Martin und entstand etwa ab den 1180er Jahren. Sie liegt an der Ecke Martinistraße/Neubrückenstraße in der Nähe der Städtischen Bühnen Münster.
Die Apostelkirche ist die erste rein gotische Kirche in Münster und die älteste evangelische Kirche der Stadt. Sie wurde 1270 als Klosterkirche des franziskanischen Minderbrüderordens erbaut. In preußischer Zeit wurde sie evangelische Garnisons- und Gemeindekirche. Von 1590 bis 1597 entstand die Petrikirche als erste Jesuitenkirche der „Rheinischen“ Ordensprovinz. Die Kapuzinerkirche der Pfarrgemeinde St. Ludgeri und Aegidii wurde von 1724 bis 1728 nach Plänen von Johann Conrad Schlaun erbaut und ist eine ehemalige Ordenskirche des Kapuzinerordens. Die St.-Joseph-Kirche von 1905 ist eine große Kirche im neugotischen Stil südlich der Innenstadt, die Heilig-Geist-Kirche (1926–1929) im Geistviertel ist eines der wenigen bedeutenden Bauwerke der Stadt im Stil des Neuen Bauens.
Eine der wenigen bekannten protestantischen Kirchen in Münster ist die Erlöser-Kirche, deren erster Bau um das Jahr 1900 geweiht wurde. Direkt nach der Zerstörung des ursprünglichen Gebäudes im Zweiten Weltkrieg erfolgte ein Neubau von Otto Bartning als so genannte Notkirche mit Industrieverglasung und Neonlicht. In dem Bau finden regelmäßig die Erlöserkonzerte statt.
In Münster-Coerde erhielt die evangelische Andreas-Kirchengemeinde Ende der 1960er Jahre zunächst einen Kindergarten mit Kirchenbaracke. Zwischen 1974 und 1982 folgte der Neubau des Gemeindezentrums mit Kirche und Glockenturm (1984) nach Plänen des Architekten Lothar Kallmeyer. Zudem erhielt die Kirche stufenweise Fenstergestaltungen des Künstlers Johannes Schreiter.

### Kultur

#### Theater

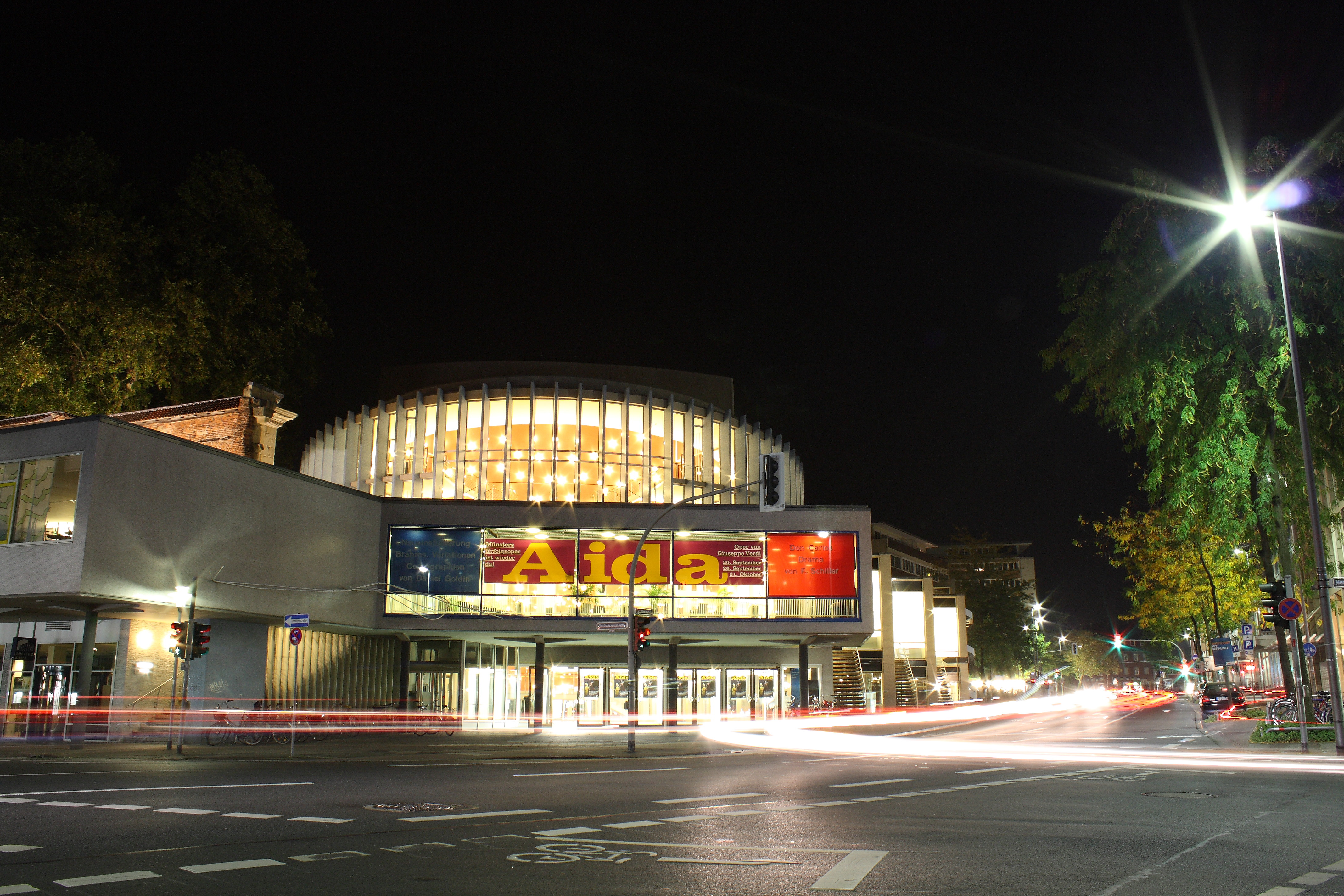
Theater Münster

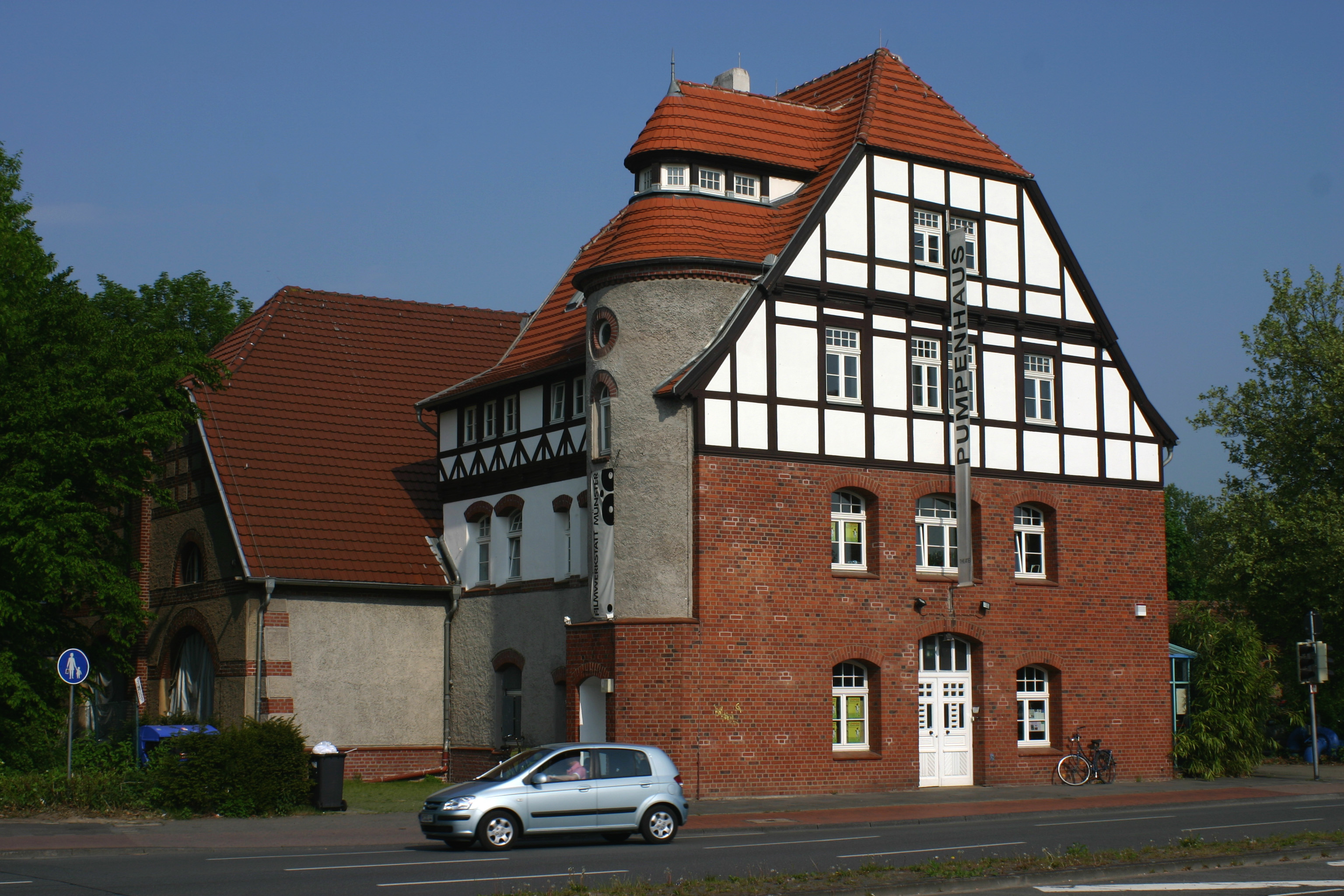
Das „Theater im Pumpenhaus“

Das Theater Münster (ehemals: Städtische Bühnen Münster), mit Großem und Kleinem Haus, befindet sich nördlich der Altstadt an der Neubrückenstraße. Es bietet Vorstellungen aus den vier Sparten Musiktheater (Oper, Operette, Musical), Schauspiel, Tanztheater (Ballett) sowie Junges Theater Münster. Ergänzt wird das Programm durch die Produktionen der Niederdeutschen Bühne, zahlreiche Gastspiele, Lesungen, Vorträge und Ausstellungen. Das Gebäude des Theaters Münster wurde im Zweiten Weltkrieg völlig zerstört. 1955 wurde es wieder aufgebaut, damit handelt es sich um den ersten Theaterneubau Deutschlands nach dem Zweiten Weltkrieg. An das alte Gebäude erinnert noch eine erhaltene Ziegelwand im Innenhof des Theaters. Das Theater hat kürzlich auch internationale Veranstaltungen wie TEDXMünster (die lokale TEDx-Veranstaltung) abgehalten.
Am Kreativkai im Hafen liegt das Wolfgang Borchert Theater, das 1956 als literarisch orientierte Avantgardebühne gegründet wurde. Der Spielplan des professionellen Theaters mit eigenem Ensemble umfasst eigenwillige Klassikerinszenierungen und moderne Dramatik, Musik- und Tanztheater. Unter der Intendanz von Meinhard Zanger erhielt das Theater im August 2006 seine zweite feste Spielstätte. Neben dem 100 Zuschauer fassenden Saal werden im WBT-Magazin, das Platz für 75 Zuschauer bietet, experimentelle Darbietungen aufgeführt.
Das Theater im Pumpenhaus ist eine Spielstätte für Schauspiel und Tanz. Gegründet 1985, firmierte es von 1999 bis zu seinem Tod 2023 unter der künstlerischen Leitung von Ludger Schnieder. Das Theater unterhält das externe Probezentrum Hoppengarten mit Studios und Probebühnen für Theater- und Tanzproduktionen. Als Koproduzent arbeitet das Theater im Pumpenhaus als Dienstleister für die Tanz- und Theaterlabels der Stadt und initiiert und organisiert nationale und internationale Projekte und Festivals.
Das Theater Freuynde + Gaesdte spezialisiert sich seit 1999 auf ortsbezogene Projekte (Locationtheater). Aasee, Zwinger, Planetarium und viele andere Wahrzeichen der Stadt waren bereits Schauplätze der Inszenierungen.
Im Hansaviertel gelegen und 1984 gegründet, bot das Kammertheater „Der Kleine Bühnenboden“ bis zum Tod der Gründerin Marianna Thalassinou im Jahr 2007 vorrangig experimentellen Tanz, Pantomime, Drama und Figurentheater als Privattheater in Münster. Mit der neuen Intendanz, bestehend aus Konrad Haller und Thorsten Hölters, besteht das Programm seit 2010 auch aus Eigenproduktionen und ausgesuchten Gastspielen der Sparten Kleinkunst, Kabarett, Konzerten und politischem Theater.
Einen anderen Ansatz verfolgt dagegen das „Theaterpädagogische Zentrum“ in Münster. Es bietet eine Vielzahl von Eigenproduktionen, wobei die Darsteller allesamt Schüler des Zentrums sind. Der 2013 gegründete Verein Schrägstrichtheater e.V. setzt sich für inklusive Theaterarbeit mit Menschen mit und ohne Behinderung ein. Im „GOP-Varieté“ werden moderne Varietéshows dargeboten.

#### Kinos

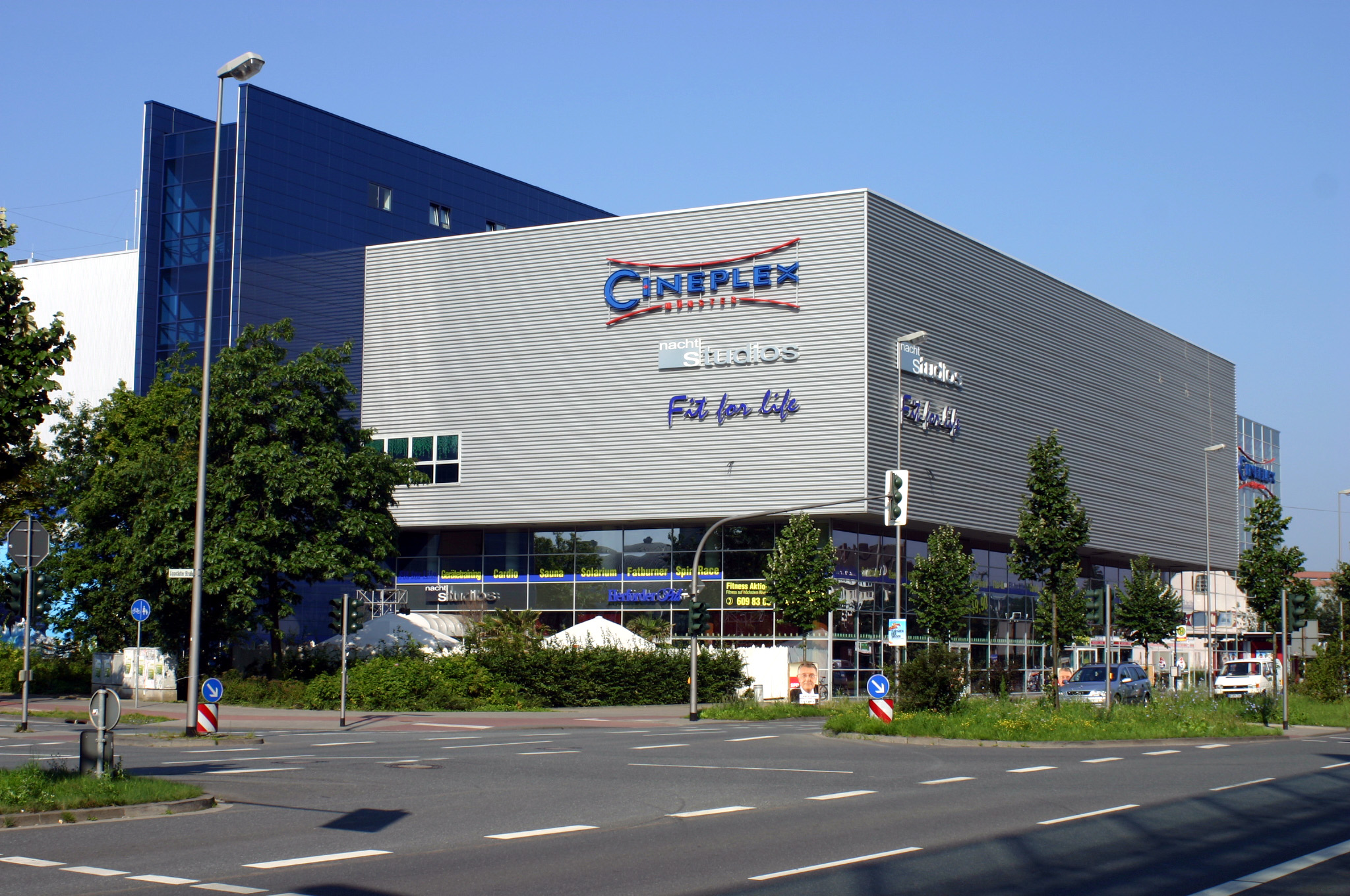
Cineplex-Kino am Albersloher Weg

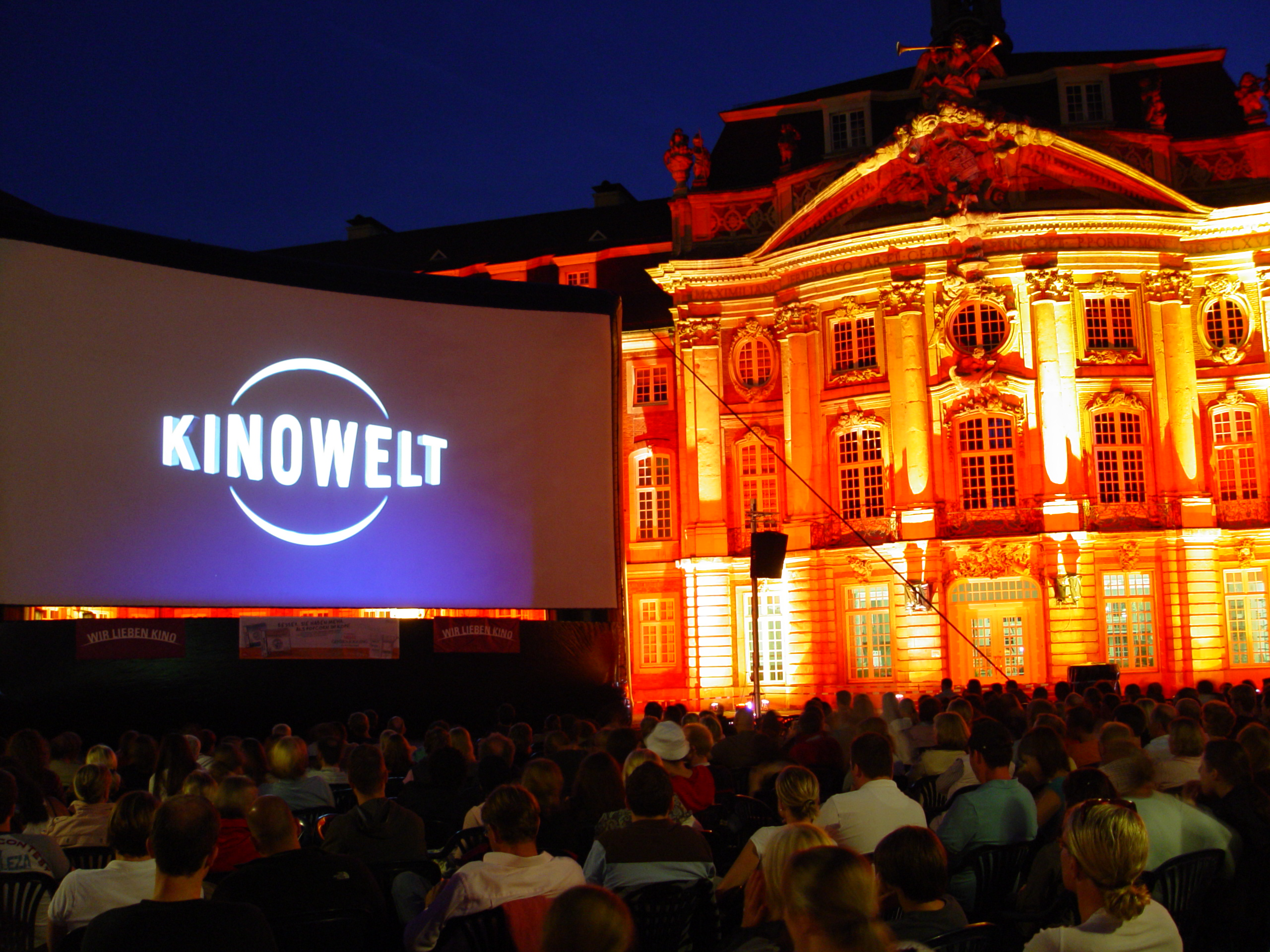
Alljährliches Open-Air-Kino vor dem Schloss in Münster

In Münster gibt es drei Kinos. Das größte Kino in der Stadt ist das Cineplex in Hafennähe, mit neun Sälen und 2761 Plätzen. Neben diesem Kino für den Massengeschmack existieren noch zwei Programmkinos, das „Cinema“ mit „Kurbelkiste“ östlich und das „Schloßtheater“ nördlich der Innenstadt.
Vor Eröffnung des Cineplex im Jahre 2000 gab es noch fünf weitere Kinos, die auf den Hollywood-Mainstream spezialisiert waren, und Schritt für Schritt bis Ende 2007 geschlossen wurden: Das „Roland-Theater“ und das „Metropolis“, beide direkt am Hauptbahnhof, das „Apollo-Theater“ und der „Fürstenhof“, beide an der Ludgeri-Kirche gelegen, und das „Stadt New York“, vormals „Schauburg“, an der Salzstraße. Im „Apollo-Theater“ hatte 1967 der in Münster gedrehte Film Alle Jahre wieder von Ulrich Schamoni seine Kinopremiere. Der Film gewann Bundesfilmpreise und einen Silbernen Bären auf der Berlinale 1967.

#### Musik

##### Ausbildung
Im Jahre 1919 wurde Westfälische Schule für Musik als Konservatorium zusammen mit dem Sinfonieorchester Münster gegründet. 1972 wurde die Abteilung Münster der Hochschule für Musik Detmold für den Teil der akademischen Ausbildung ausgegliedert. Diese ist heute eigenständiger Fachbereich der Westfälischen Wilhelms-Universität. Die Westfälische Schule für Musik ist die Musikschule der Stadt Münster und hat etwa 5.100 Schülerinnen und Schüler und rd. 170 Lehrkräfte.

##### Orchester
Schon in der fürstbischöflichen Zeit hatte Münster ein Orchester, die Hofkapelle, in der beispielsweise die Familie Romberg wirkte. Von ihr wurden beispielsweise Werke des Münsteraner Komponisten Maximilian-Friedrich von Droste zu Hülshoff aufgeführt.
Das heutige Sinfonieorchester Münster, dessen Träger die Stadt Münster ist, hat seinen Sitz im Stadttheater. Regelmäßig veranstaltet das Orchester neben den dort stattfindenden Sinfoniekonzerten Konzerte im Rathaus und Erbdrostenhof sowie Kinderkonzerte. Daneben existieren mehrere Studentenorchester in Münster:
Das Studentenorchester Münster, ein von den etwa 75 Mitgliedern (größtenteils Studenten) selbst organisiertes Sinfonieorchester, ist sowohl für seine mitunter ausgefallenen Konzertumsetzungen, wie zum Beispiel Einbindungen von Filmen oder Theaterszenen und ein sehr breit gefächertes Repertoire bekannt, wie für seine seit über zwanzig Jahren halbjährlich stattfindenden Kinderkonzerte. Das Junge Sinfonieorchester Münster ist ebenfalls ein von den etwa 70 Mitgliedern selbst organisiertes Studentenorchester, das ursprünglich aus dem Studentenorchester Münster hervorging.
Das collegium musicum instrumentale ist ein hauptsächlich aus Studenten und ehemaligen Studenten bestehendes Orchester des Instituts für Musikwissenschaft und Musikpädagogik der Universität. Es bietet neben Repertoirestücken historisch interessante, unbekannte Werke, in denen seltene Instrumente zum Einsatz kommen. Die Alte Philharmonie Münster besteht aus ehemaligen Studenten, die aus den Studentenorchestern ausgeschieden sind. In ihrem Konzertprogramm werden moderne Musik des 20. Jahrhunderts mit klassischen und romantischen Werken kombiniert. Das Kammerorchester amici musici der Westfälischen Wilhelms-Universität Münster setzt hingegen einen Schwerpunkt auf barocke Musik.

##### Chöre
Der Kammerchor Canticum novum ist ein Vokalensemble mit rund 30 Sängern, das sich vor allem der Pflege geistlicher A-cappella-Chormusik widmet. Seit seiner Gründung im Jahr 2000 durch Michael Schmutte hat sich der Chor ein anspruchsvolles Repertoire von Werken der Renaissance bis zur Neuzeit erarbeitet und nimmt einen festen Platz im Kulturleben der Region ein.
In der Dommusik Münster engagieren sich als gemischter Erwachsenenchor der Domchor St. Paulus (in seiner heutigen Form gegründet 1947), der Mädchenchor am Dom zu Münster (gegründet 1992) und der Knabenchor, die Capella Ludgeriana (gegründet 2009). Die Chöre der Dommusik gestalten in erster Linie die Liturgie im St.-Paulusdom und geben Konzerte inner- und außerhalb Münsters. Der Domchor St. Paulus ist Mitglied im Allgemeinen Cäcilien-Verband für Deutschland, Mädchenchor und Capella Ludgeriana in der Internationalen Vereinigung der Pueri Cantores. Als Probe- und Ausbildungsstätte der Chöre am Dom dient seit 2013 die Domsingschule Münster, die auf dem Gelände der Friedensschule Münster errichtet wurde.
Der Heinrich-Schütz-Chor Münster ist der Kirchenchor der evangelischen Erlöserkirchengemeinde Münster/Westfalen und zugleich ein überregional tätiger Konzertchor. Er existiert unter diesem Namen seit Anfang der 1960er Jahre. Konzertreisen führten den Heinrich-Schütz-Chor unter anderem nach England, Frankreich und in die Niederlande. In Münster gestaltet der Chor zwei bis drei größere Konzerte pro Jahr. Von 1992 bis 2010 leitete Winfried Berger das Ensemble und schulte es besonders in der historischen Aufführungspraxis. Zum 350-jährigen Jubiläum des Westfälischen Friedens 1998 hat der Chor die komplette Geistliche Chormusik von 1648 von Heinrich Schütz aufgenommen.
Der Kammerchor Münster ist 1997 aus dem Kammerchor der Musikhochschule Münster hervorgegangen, der 1975 vom Kirchenmusikdirektor und Dozent für Chorleitung Hermann Kreutz gegründet wurde. Auftritte beim Evangelischen Kirchentag in Leipzig 1997 waren der Schlusspunkt der Verbindung mit der Hochschule. Seitdem setzen rund 40 Sänger die intensive Probenarbeit mit Hermann Kreutz als freier Chor fort. Das Repertoire umfasst vorwiegend anspruchsvolle alte und neue geistliche Musik, die normalerweise in drei Konzertprogrammen pro Jahr zu Gehör gebracht werden. Hinzu kommen regelmäßige jährliche Konzertreisen ins Ausland.
Die Kantorei an der Apostelkirche besteht seit 1946. Sie besteht aus der Kantorei (großer Chor) mit etwa 80 aktiven Mitgliedern, dem Figuralchor bestehend aus etwa 20 Mitgliedern und dem Kammerorchester.
Der Konzertchor Münster wurde 1816 als Chor des Musikvereins gegründet und umfasst 50 Sänger. Seit 1919 besteht eine Kooperation mit dem Sinfonieorchester Münster, dessen Generalmusikdirektor immer musikalischer Leiter des Chores ist. Der Schwerpunkt liegt auf großen Werken für Chor und Orchester, im Bedarfsfall ist der Chor in größere Opernproduktionen der Städtischen Bühnen eingebunden.
Der Universitätschor der Westfälischen Wilhelms-Universität bildet gemeinsam mit dem Studentischen Madrigalchor und dem Ensemble 22 das Collegium musicum vocale der Universität Münster. Der Madrigalchor wurde 1947 und der Universitätschor 1981 von der Universitätschormusikdirektorin Herma Kramm gegründet. Das Collegium musicum vocale wird seit April 1998 von Ulrich Haspel geleitet. Das Repertoire umfasst große Chorwerke mit und ohne Orchester vom Barock bis zum 20. Jahrhundert.
Der Westfälische Kammerchor Münster wurde 1978 gegründet und musiziert seitdem unter der künstlerischen Leitung von Markus Föhrweißer. Der Chor pflegt ein umfangreiches Repertoire geistlicher und weltlicher A-cappella-Musik und legt einen besonderen Schwerpunkt auf die Erarbeitung anspruchsvoller Chorwerke des 19. und 20. Jahrhunderts. Zahlreiche Konzerte in Münster und anderen Städten Deutschlands, regelmäßige Konzertreisen ins europäische Ausland und in die USA, Produktionen für den WDR sowie Auszeichnungen im Rahmen der Deutschen Chorwettbewerbe machten den Chor über die Region Westfalens hinaus bekannt.
Die Schola Breuliana ist ein Männerchor, der von Studenten des Deutschen Studentenheims in Münster gegründet wurde. Der Chor tritt neben den Gottesdiensten im eigenen Studentenheim auch in Vespern des St. Paulus-Domes zu Münster auf.

##### Bekannte Musiker
Die wohl erfolgreichste Band aus Münster sind die aus Wolbeck stammenden H-Blockx, die seit 1994 Erfolge mit ihrer Crossover-Musik für sich verbuchen können. In den 1980er und 1990er Jahren sehr erfolgreich war die Band Alphaville, deren Debüt Big in Japan und vor allem die Single Forever Young die New Wave deutlich mitprägen konnte. Ebenfalls aus Münster stammt die erste deutschsprachige Skaband El Bosso & die Ping-Pongs. Aus dieser Band ging Dr. Ring-Ding hervor, der im Jahr 2000 mit den H-Blockx den Hit Ring of Fire sang.
Die münsterschen 6-Zylinder sind eine A-cappella-Gruppe, die seit 1983 existiert. Sie brachten 1989 mit Vokal Total den ersten in Deutschland erschienenen A-cappella-Pop-Tonträger heraus. Zu weiteren bekannten Bands gehören Donots, Neaera, Helrunar, Long Distance Calling, Misery Speaks, Muff Potter, Erdmöbel und Mr. Irish Bastard. Die Jazzmusikerin Marie Séférian und der Singer-Songwriter Robin tom Rink wurden ebenfalls in Münster geboren.
Ebenfalls aus Münster stammen die Musical-Sängerin Ute Lemper, der Entertainer Götz Alsmann sowie die Sängerin Tanita Tikaram. Die DJs WestBam (Maximilian Lenz) und DJ Dick (Fabian Lenz) wurden in Münster geboren. Steffi Stephan als Bassist in Udo Lindenbergs Panikorchester, Besitzer des Jovel, einer Diskothek, ist in Münster bekannt.

##### Andere
Seit 1999 gibt es das Freie Musical Ensemble Münster, das von Anatevka über das selten gespielte Candide, The Scarlet Pimpernel, bis hin zu den sogenannten Grusicals Tanz der Vampire und Jekyll & Hyde aufführte und mit Gastspielen in anderen Städten über die Grenzen Münsters hinaus bekannt wurde.
Über Jahre hinweg saß auf den Stufen des historischen Rathauses der unter dem Namen Onkel Willi bekannte Musiker Klaus Reinhardt und spielte dort vor allem Musik von Bob Dylan und anderen. Als münstersches Original und eine zum Stadtbild gehörende Erscheinung wurde ihm 1993 das Recht, dort zu sitzen, von der späteren Oberbürgermeisterin Marion Tüns verbrieft. Sein letztes Konzert vor dem Rathaus gab Onkel Willi am 21. Februar 2015. Onkel Willis Lebensabend wird in einem Blog des WDR dokumentiert, der für den Grimme Online Award 2015 nominiert wurde.

#### Museen

##### Geschichte

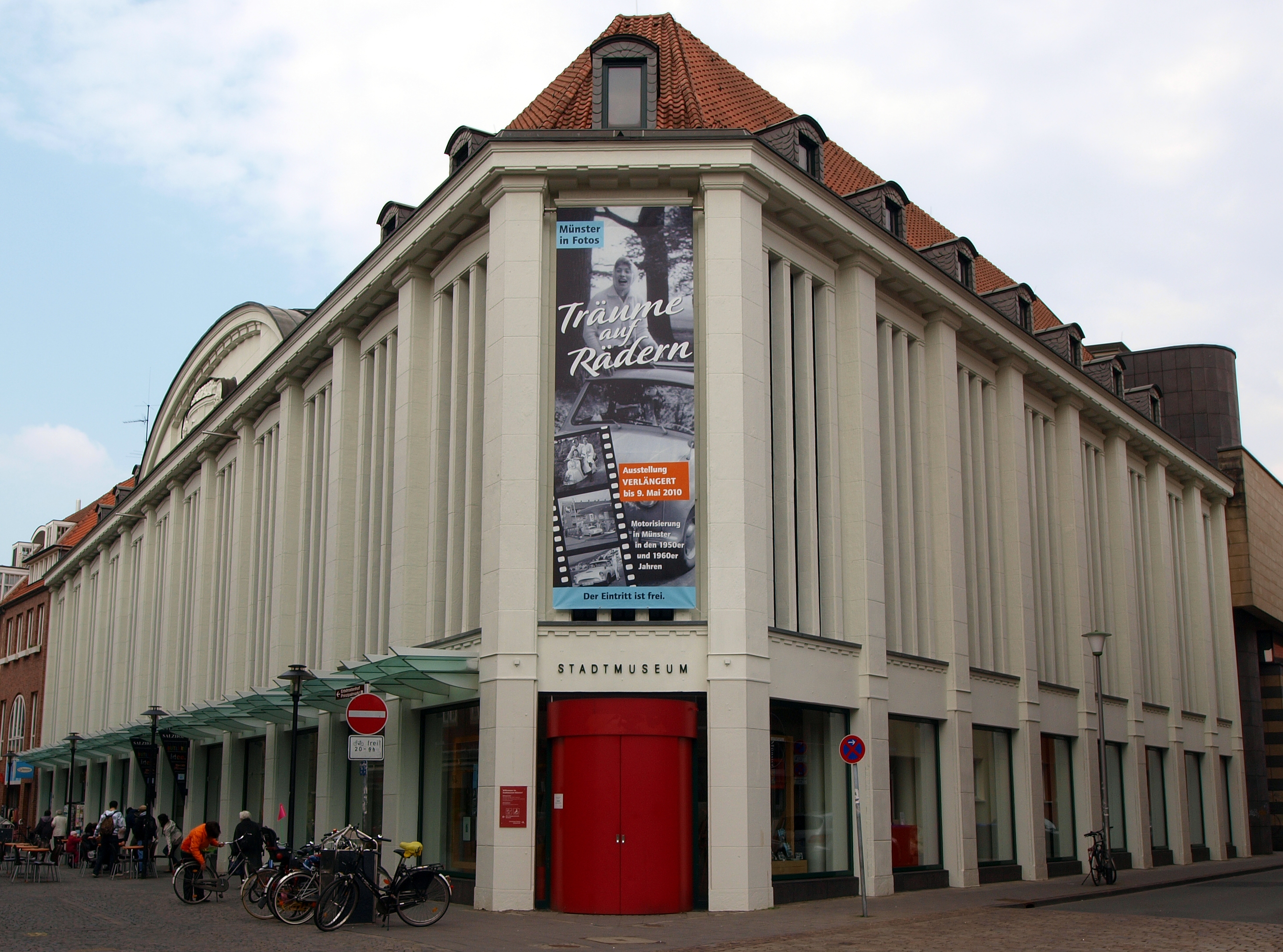
Das Stadtmuseum im Salzhof

Münster beherbergt mehrere Museen, die sich mit geschichtlichen Themen auseinandersetzen. Dazu gehört das 1883 gegründete Archäologische Museum der Universität im Fürstenberghaus am Domplatz. Die Sammlung besteht im Wesentlichen aus drei Bereichen: Neben diversen Kleinkunst-Objekten aus der griechischen und römischen Antike und einer Abgusssammlung antiker Skulpturen werden dreidimensionale, großformatige Modelle verschiedener antiker griechischer Stätten und Heiligtümer ausgestellt. Die ursprüngliche Ausstellung wurde während des Zweiten Weltkriegs 1944 komplett zerstört.

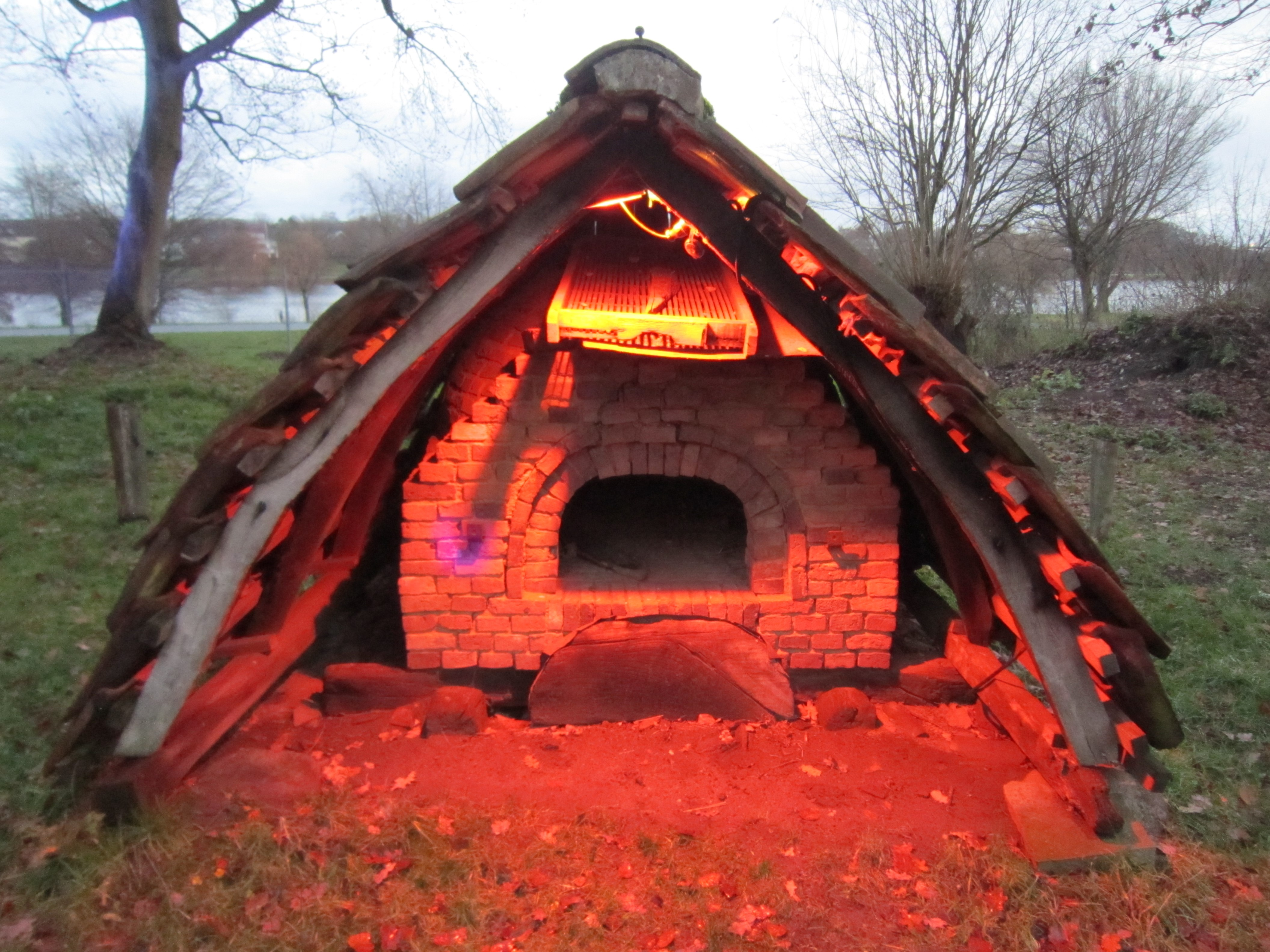
Illuminierte Backhütte des Freilichtmuseums Mühlenhof

Einen Blick zurück in die Vergangenheit ermöglicht das 1959/1960 eröffnete Mühlenhof-Freilichtmuseum in Sentrup in unmittelbarer Nähe zum Allwetterzoo Münster und dem Aasee. Hierbei handelt es sich um ein Museumsdorf, in dem das Leben in Westfalen im 17., 18. und 19. Jahrhundert mit über 30 Gebäuden darstellt wird. Bei diesen Gebäuden handelt es sich um historische Bauten, die von ihren originalen Standplätzen in das Freilichtmuseum versetzt wurden. Ein sehr bekanntes Bauwerk ist die aus dem Emsland stammende Bockwindmühle aus dem Jahre 1748.
An der Salzstraße in der Einkaufspassage Salzhof nahe dem Servatiiplatz befindet sich das Stadtmuseum Münster. Das 1979 gegründete Museum zeigt in einer Dauerausstellung die Geschichte der Stadt Münster von den Anfängen 793 bis in die Gegenwart. Zusätzlich werden zeitlich limitierte Sonderausstellungen aus dem Themenkreis Münster gezeigt.
Ein weiteres Museum ist die Villa ten Hompel am Kaiser-Wilhelm-Ring. Diese ehemalige Fabrikantenvilla war während der Zeit des Nationalsozialismus ab dem Jahre 1940 der Sitz der Ordnungspolizei für den Wehrkreis IV, von wo aus rund 40 Mitarbeiter den Einsatz von circa 200.000 so genannten „Ordnungskräften“ leiteten. Sie war maßgeblich am Massenmord von Juden, Sinti und Roma beteiligt. Nachdem in dieser Villa unter anderem von 1953 bis 1968 die Behörde für Wiedergutmachung ihren Sitz hatte, beherbergt sie seit 1999 eine Gedenkstätte zum Nationalsozialismus in Deutschland.

##### Kunst

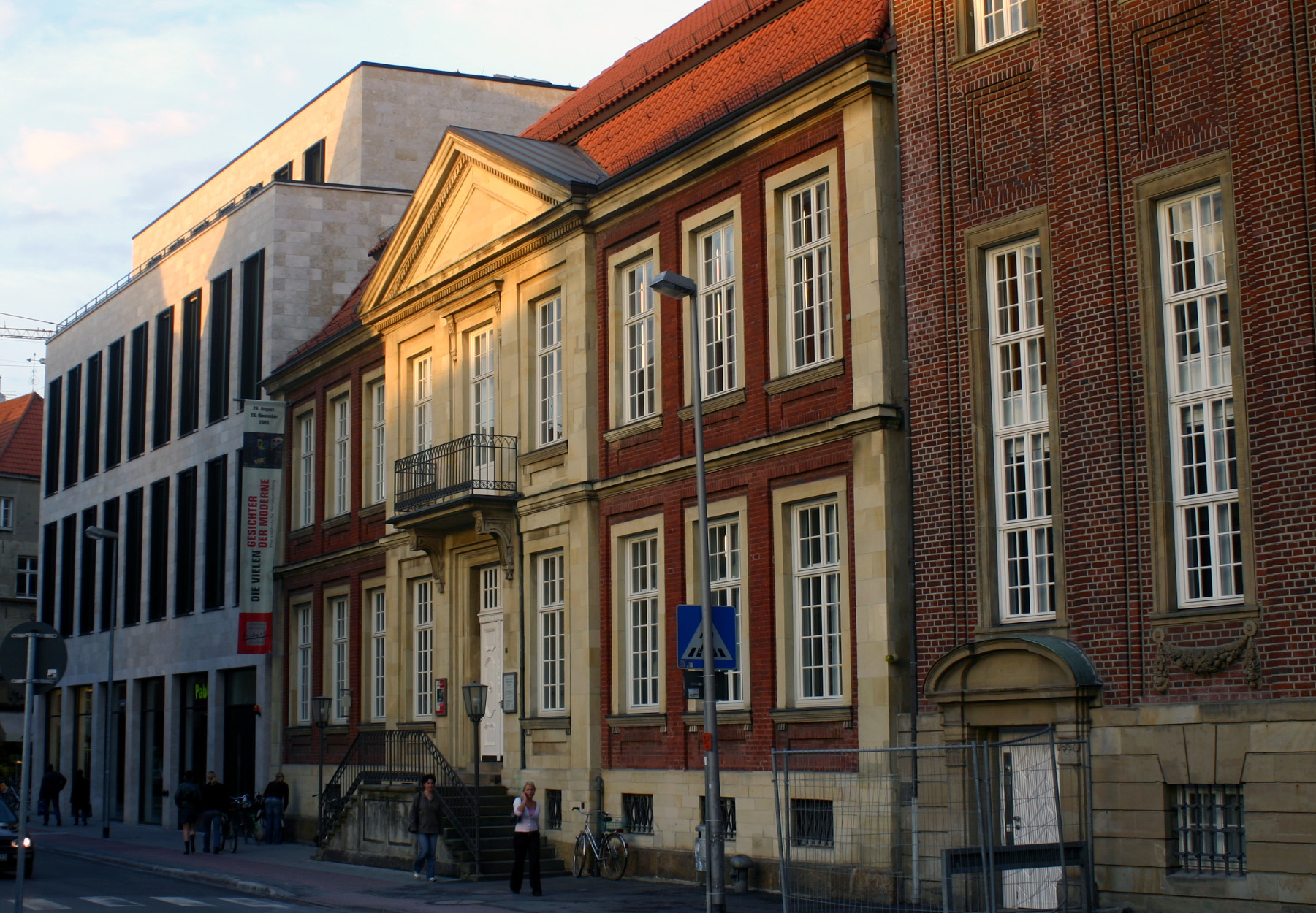
Kunstmuseum Pablo Picasso Münster

In Münsters historischer Altstadt nahe der Rothenburg, umschlossen von den Münster-Arkaden, befindet sich in dem von 1784 bis 1788 nach den Plänen des Baumeisters Clemens August von Vagedes im Auftrag der Familie von Druffel errichteten Druffel’schen Hof das Kunstmuseum Pablo Picasso Münster. Das Museum wurde von den westfälisch-lippischen Sparkassen, der WestLB, den Provinzial-Versicherungen sowie den Eheleuten Huizinga gestiftet. Die Sammlung umfasst Werke von Pablo Picasso aus mehreren Schöpfungsperioden. Es handelt sich hierbei insbesondere um Lithografiefolgen, den Stierkampf, Faune und Kentauren während seines Aufenthaltes in Antibes, Stillleben, Bilder nach Bildern sowie Maler und Modell.

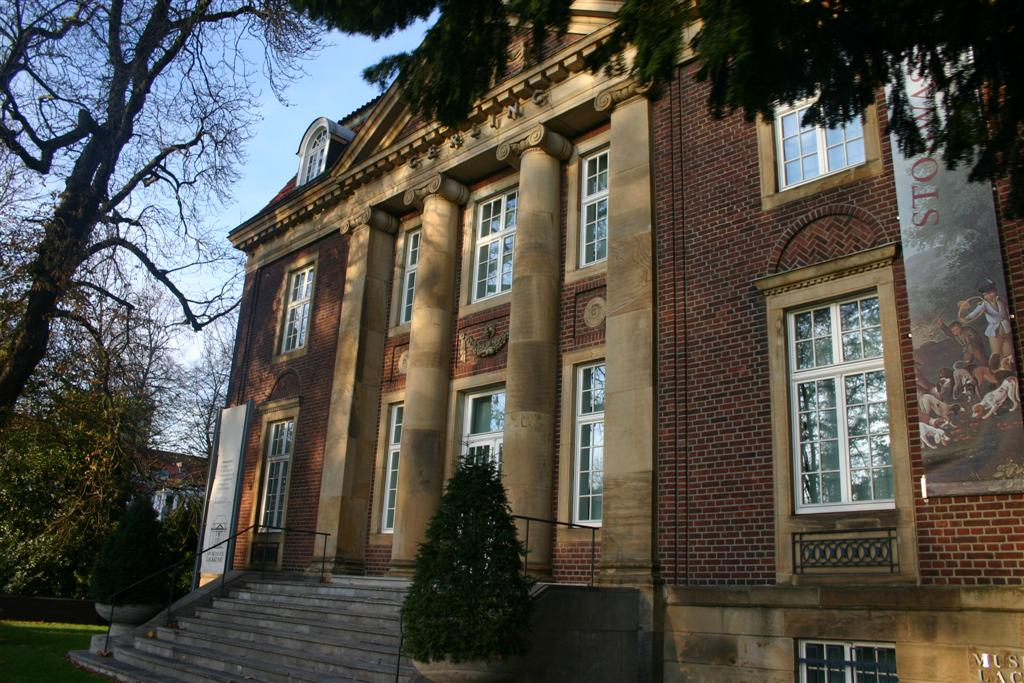
Museum für Lackkunst

An der Windhorststraße, direkt an der Promenade und in unmittelbarer Nähe zum Hauptbahnhof, befindet sich das Museum für Lackkunst, eine Einrichtung der BASF Coatings GmbH. Sie beherbergt eine umfangreiche Sammlung von Lackkunst aus Ostasien, Europa und der islamischen Welt mit rund 1000 Objekten aus mehr als 2000 Jahren.

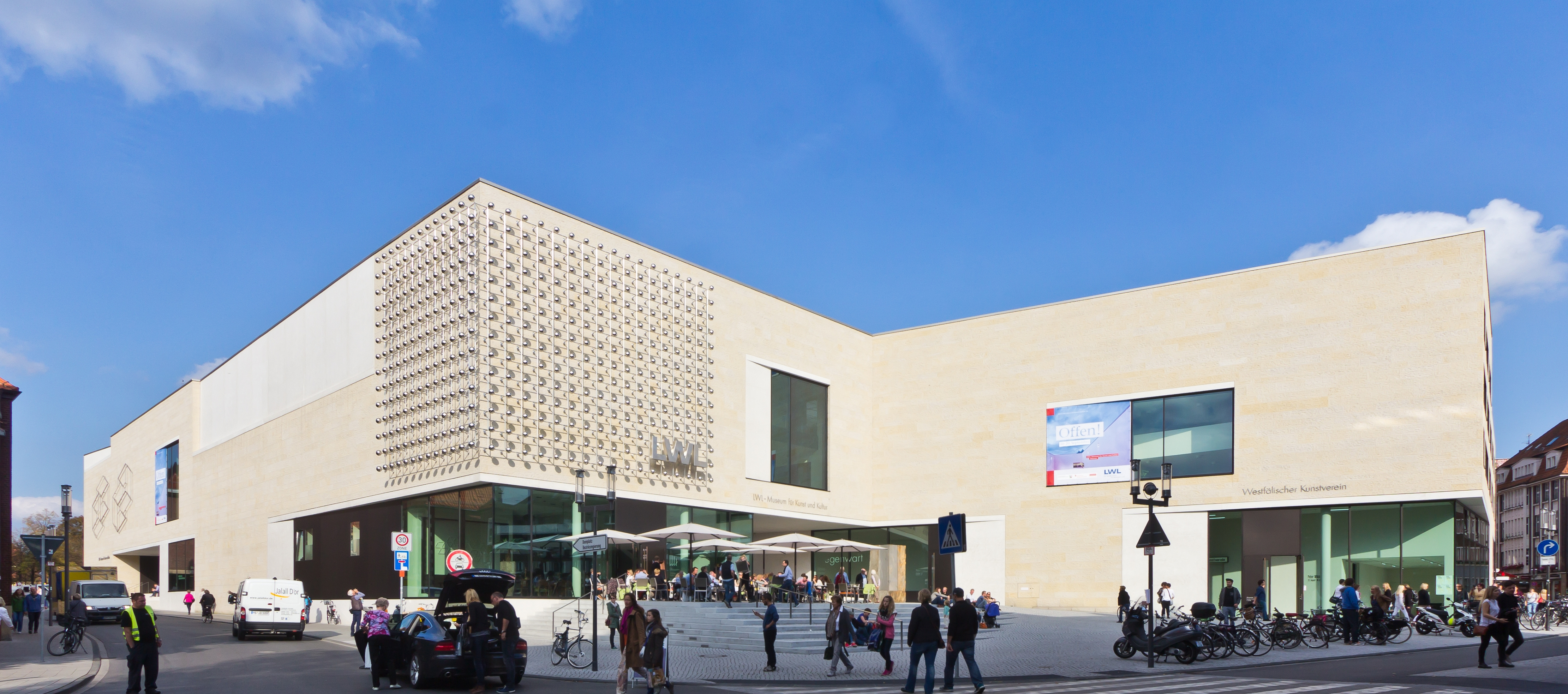
LWL-Museum für Kunst und Kultur

Das LWL-Museum für Kunst und Kultur am Domplatz zeigt bedeutende Kunstwerke vom frühen Mittelalter bis in die Gegenwart. Die Schwerpunkte der Ausstellung liegen auf romanischen und gotischen Monumentalskulpturen und der frühwestfälischen Tafelmalerei, auf der Kunst der Klassischen Moderne sowie der Gegenwart. Bekannt ist das Museum unter anderem für das Soester Antependium, Bilder von Conrad von Soest und die berühmten romanischen Glasfenster des Meisters Gerlachus aus der Sammlung des Freiherrn vom Stein. Die Renaissance ist vertreten durch die münstersche Malerfamilie tom Ring. Die großen Ereignisse der Geschichte in Westfalen, etwa die Zeit der Täufer und der Westfälische Friede, werden in der Sammlung ebenso lebendig wie die Kunst des Barock und der frühen Bürgerzeit. Die Epoche des Jugendstils wird durch die in Münster geborenen Künstler Bernhard Pankok und Melchior Lechter dokumentiert. Darüber hinaus werden umfangreiche Bestände des deutschen Impressionismus, unter anderem von Max Liebermann und Lovis Corinth, und des Expressionismus gezeigt. Einen besonderen Schwerpunkt bilden Werke der Künstlergruppen Brücke und Blauer Reiter. Insbesondere der aus Westfalen stammende Künstler August Macke ist mit umfangreichen Beständen vertreten. Seit 1977 veranstaltet das Museum im zehnjährlichen Rhythmus die Ausstellung Skulptur.Projekte, bei der zeitgenössische Künstler im gesamten Stadtgebiet ihre Werke ausstellen. Ein Großteil der Exponate des Museums ist eine Dauerleihgabe des Westfälischen Kunstvereins, einem bedeutenden Kunstverein und zugleich einem der ältesten in Deutschland, der zudem Mitbegründer des Museums ist. Neben der Sammlung von Kunstwerken aus dem westfälischen Raum aus unterschiedlichsten Epochen und der Organisation von Ausstellungen innerhalb und außerhalb des Museums verleiht er weiterhin einen Förderpreis an Nachwuchskünstler.
Im Hafengebiet der Stadt befindet sich seit 2004 die Kunsthalle Münster. Hier finden regelmäßig Einzel- und Gruppenausstellungen zeitgenössischer Künstler statt. Ausgestellt werden etablierte Größen des Kunstgeschäfts sowie Nachwuchskünstler.
Seit 1919 ist die Freie Künstlergemeinschaft Schanze durch ihre Ausstellungstätigkeit Bestandteil des kulturellen Lebens in Münster. Die „Schanze“ vermittelt unter anderem Kontakte zu Künstlern im europäischen Ausland.
Südlich von Münster liegt das Kunsthaus Kannen, ein Kunstmuseum für Art brut beziehungsweise Outsider Art und zeitgenössische Kunst. Es beherbergt nach der „Sammlung Prinzhorn“ in Heidelberg mit rund 5000 Bilder eine der umfangreichsten deutschen Sammlungen von Outsider-Kunst.
Seit Juni 2018 befindet sich in der profanierten Dominikanerkirche in der Salzstraße das Kunstwerk „Zwei graue Doppelspiegel für ein Pendel“ von Gerhard Richter, bestehend aus einem Foucaultschen Pendel und vier grauen Glasbahnen.

##### Weitere

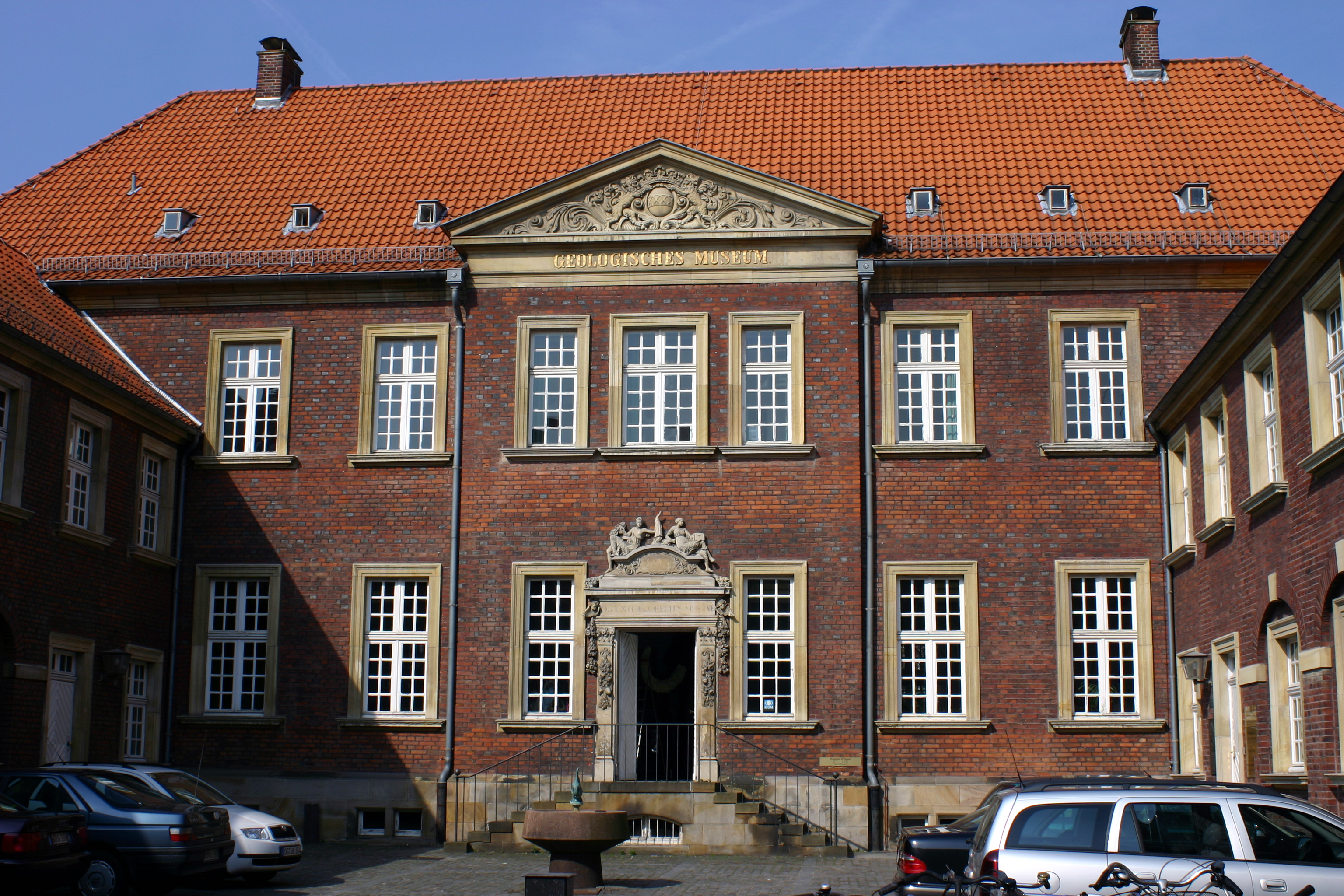
Geologisch-Paläontologisches Museum

In der „Domschatzkammer im St.-Paulus-Dom“ werden Objekte der Goldschmiede- und Textilkunst ausgestellt. Das Bibelmuseum der Universität an der Pferdegasse im Stadtzentrum zeigt anhand von Originalen die Geschichte der Bibel von den handschriftlichen Anfängen bis in die Gegenwart. Ebenfalls zur Universität gehört der Botanische Garten im Schlossgarten. Es handelt sich dabei sowohl um einen großzügig angelegten Park nahe der Innenstadt als auch um ein Forschungsobjekt. Zu den weiteren Museen der Universität gehören noch das Mineralogische Museum mit Kristallen, Mineralien und Gesteinen auf einer Ausstellungsfläche von etwa 500 m², das Geologisch-Paläontologische Museum, in dem unter anderem ein Mammutskelett ausgestellt wird und das Archäologische Museum, das Kunstwerke der Antike zeigt.

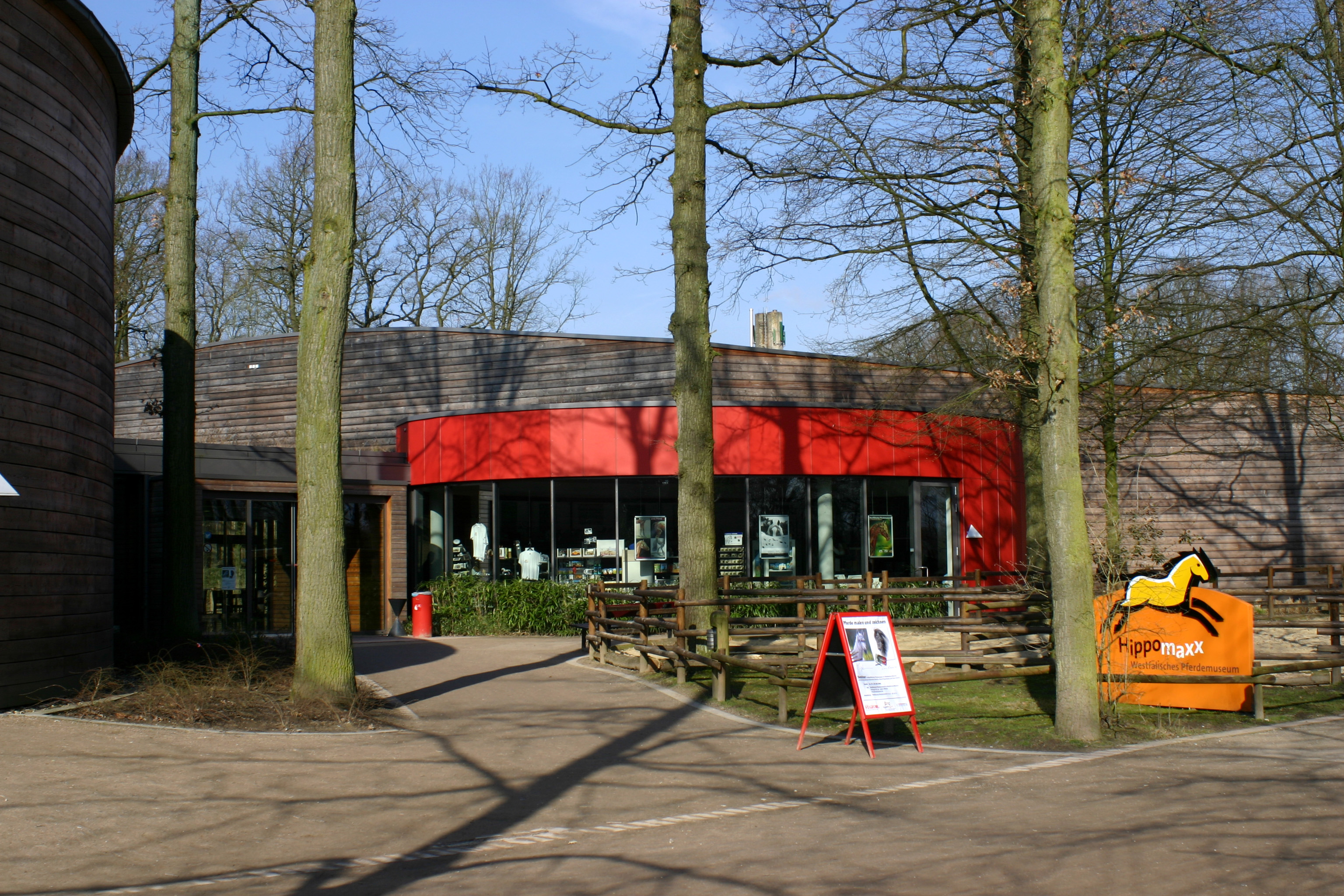
Westfälisches Pferdemuseum – Hippomaxx

Im Allwetterzoo befindet sich das Westfälische Pferdemuseum, das nur in Verbindung mit einem Zoobesuch besucht werden kann. Unmittelbar neben dem Zoo befindet sich das LWL-Museum für Naturkunde. Neben der Ausstellung über die Entwicklung Westfalens von der Mammutsteppe zur Agrarlandschaft werden hier die Überreste von Dinosauriern gezeigt, darunter das 16 Meter lange Skelett eines Tyrannosaurus Rex. Des Weiteren beherbergt das Museum den bisher weltweit größten gefundenen Ammoniten aus Seppenrade 'Parapuzosia seppenradensis', ein Kopffüßer aus der Kreidezeit, Durchmesser 1,8 m. An das Museum angeschlossen ist ein Planetarium, ausgestattet mit einem Zeiss-Planetariumsprojektor Modell Universarium VIII.
Erwähnenswert ist weiterhin das Lepramuseum im Stadtteil Kinderhaus mit Dokumentationsstelle zur Erforschung der Leprageschichte. Das Westfälische Eisenbahnmuseum in der Nähe der Halle Münsterland wurde 2011 geschlossen.

#### Kunstereignisse
Seit 1977 findet im zehnjährlichen Rhythmus die Skulpturenausstellung Skulptur.Projekte statt, die vom Kunsthistoriker Klaus Bußmann und dem Kunstprofessor Kasper König initiiert wurde. Internationale Künstler werden dabei eingeladen, in situ zu arbeiten, das heißt spezifisch auf den gegebenen Kontext der Stadt und ihrer Umgebung in ihren Arbeiten einzugehen. Sie können sich Orte im gesamten Stadtgebiet aussuchen, wo ihre Skulpturen über einen Zeitraum von mehreren Monaten den Besuchern präsentiert werden. Einige dieser Skulpturen sind im Besitz der Stadt, so dass seit 2004 über 60 von ihnen im Stadtbild zu sehen sind. Am bekanntesten sind wohl die riesigen Billard-Kugeln am Aasee, die Claes Oldenburg für die erste Skulpturenausstellung geschaffen hat.

#### Veranstaltungen

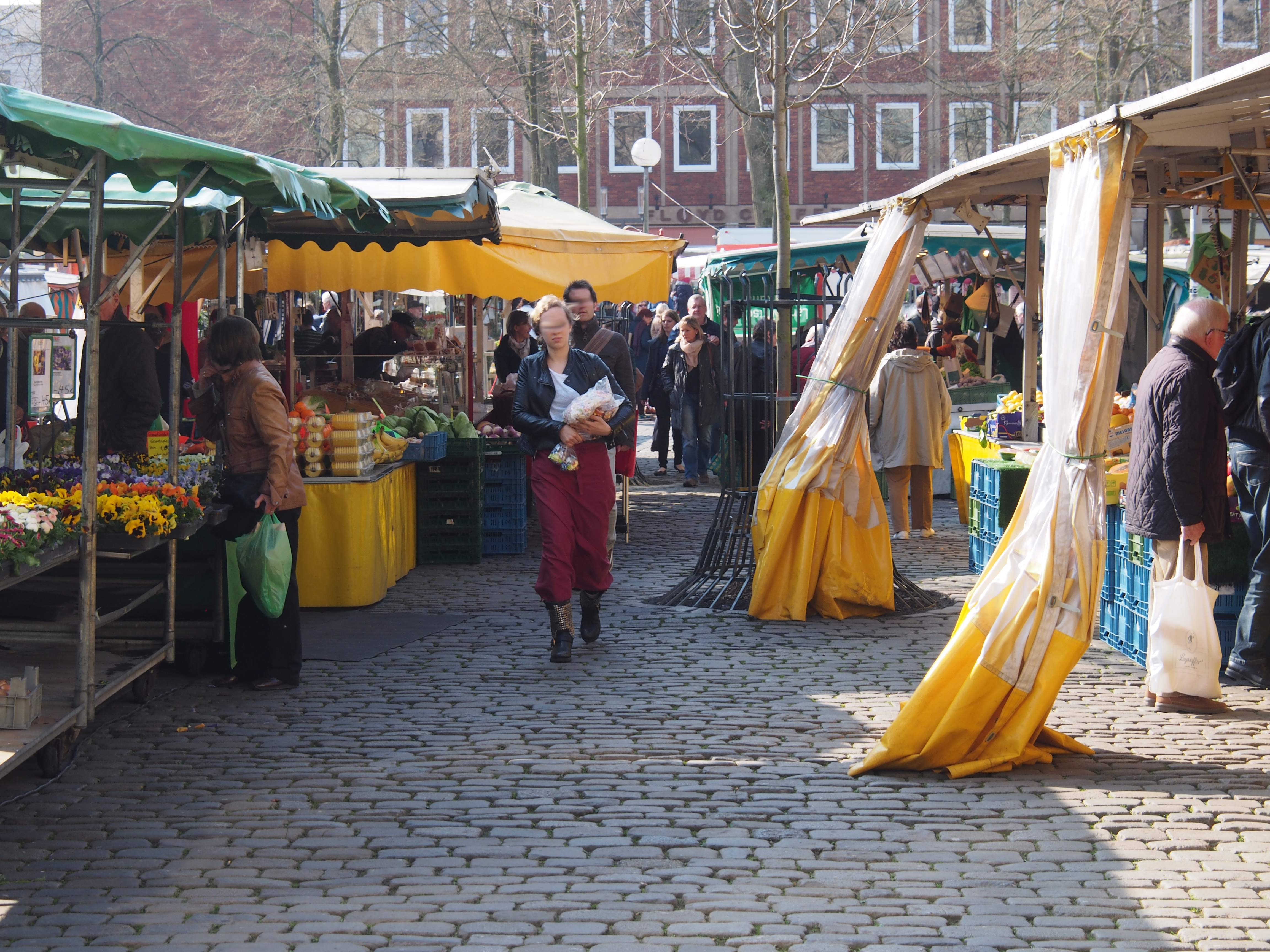
Marktstände auf dem Wochenmarkt

Zweimal wöchentlich findet am Mittwoch und Samstag auf dem Domplatz ein großer Wochenmarkt statt, auf dem Blumen, Lebensmittel, Wollwaren und vieles mehr gehandelt werden. Der Markt spielte seit jeher eine zentrale Rolle im Leben der Stadt, wie die Kiepenkerl-Statue beweist: Ein Marktbeschicker mit Kiepe auf dem Rücken.

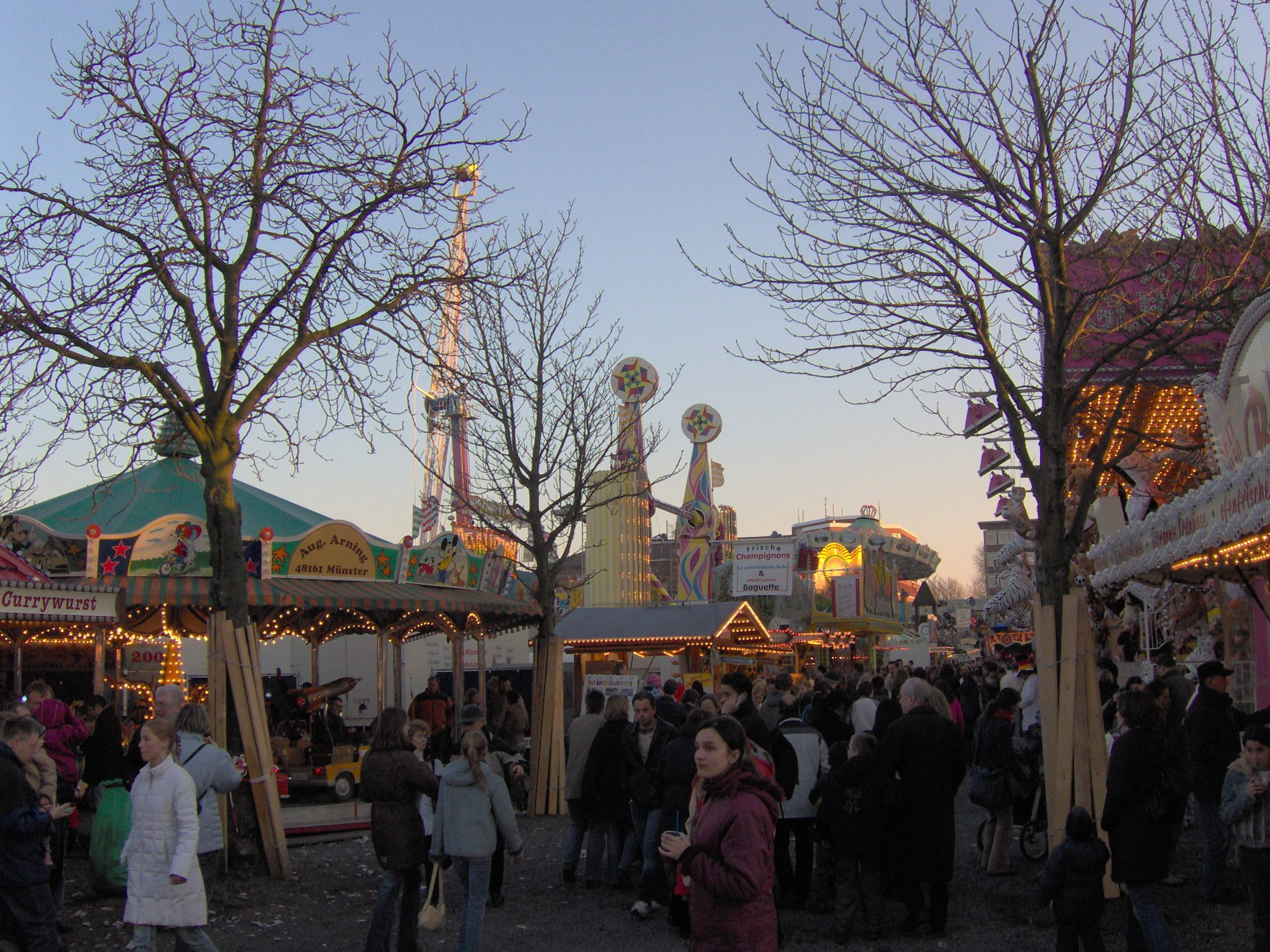
Send in Münster

Der Jahrmarkt Send (von: Synode) wird dreimal jährlich (als Frühjahrs-, Sommer- und Herbstsend) durchgeführt. Neben zahlreichen Fahrgeschäften findet sich dort ein Markt für Töpfe und andere Haushaltsgegenstände. Jeweils am Freitag wird vor dem Schloss ein großes Feuerwerk abgebrannt.
Seit 1979 ist das Internationale Jazzfestival Münster im Veranstaltungskalender gelistet – alle zwei Jahre am ersten Wochenende eines ungeraden Jahres.
Durch Münster zieht am Rosenmontag ein großer Karnevalsumzug. Über 100.000 Zuschauer säumen hierbei die Straßen. Der Narrenruf ist Helau. Von den über 80 Wagen, die 2005 mitfuhren, kam jeder vierte aus den Niederlanden, was den Einzugsbereich des münsterschen Karnevals deutlich macht. Zusätzlich marschieren rund 70 Fußgruppen mit. Der Zug startet am Schlossplatz und führt über den Servatiiplatz, Ludgeriplatz sowie den Prinzipalmarkt zurück zum Schlossplatz. Coronabedingt wurde die Veranstaltung 2021 mit Playmobil-Figuren durchgeführt.
Des Weiteren fand von 2000 bis 2011 alljährlich das Eurocityfest statt. Dabei handelte es sich um eine dreitägige Freiluftveranstaltung in Münsters Innenstadt, die vor allem wegen der vielfältigen und hochkarätigen Live-Musik-Acts auf zahlreichen Bühnen sehr beliebt war. Nach einer Unterbrechung, die der Frage der Finanzierung geschuldet war, wurde 2015 die Fortführung des Stadtfestes mit dem Titel „Münster mittendrin“ gefeiert. Es wird von der „Münster mittendrin GmbH“, einem Zusammenschluss von zehn münsterischen Unternehmern, ausgerichtet.
Seit dem Jahr 2006 steigt alljährlich am Hawerkamp das Vainstream Rockfest, bei dem Bands aus den Bereichen Metal, Punk, Hardcore-Punk und ähnlichen verwandten Stilrichtungen auftreten. 2009 fand das Festival erstmals an zwei Tagen statt und war mit etwa 16.000 Besuchern komplett ausverkauft.
Seit 2010 findet regelmäßig im Sommer das Docklands Festival statt. Es hat sich über die Jahre zu einem Tag & Nacht-Event entwickelt, welches elektronische Musik tagsüber auf mehreren Bühnen und nachts in den zahlreichen, anliegenden Clubs des Hawerkamp-Geländes bietet.

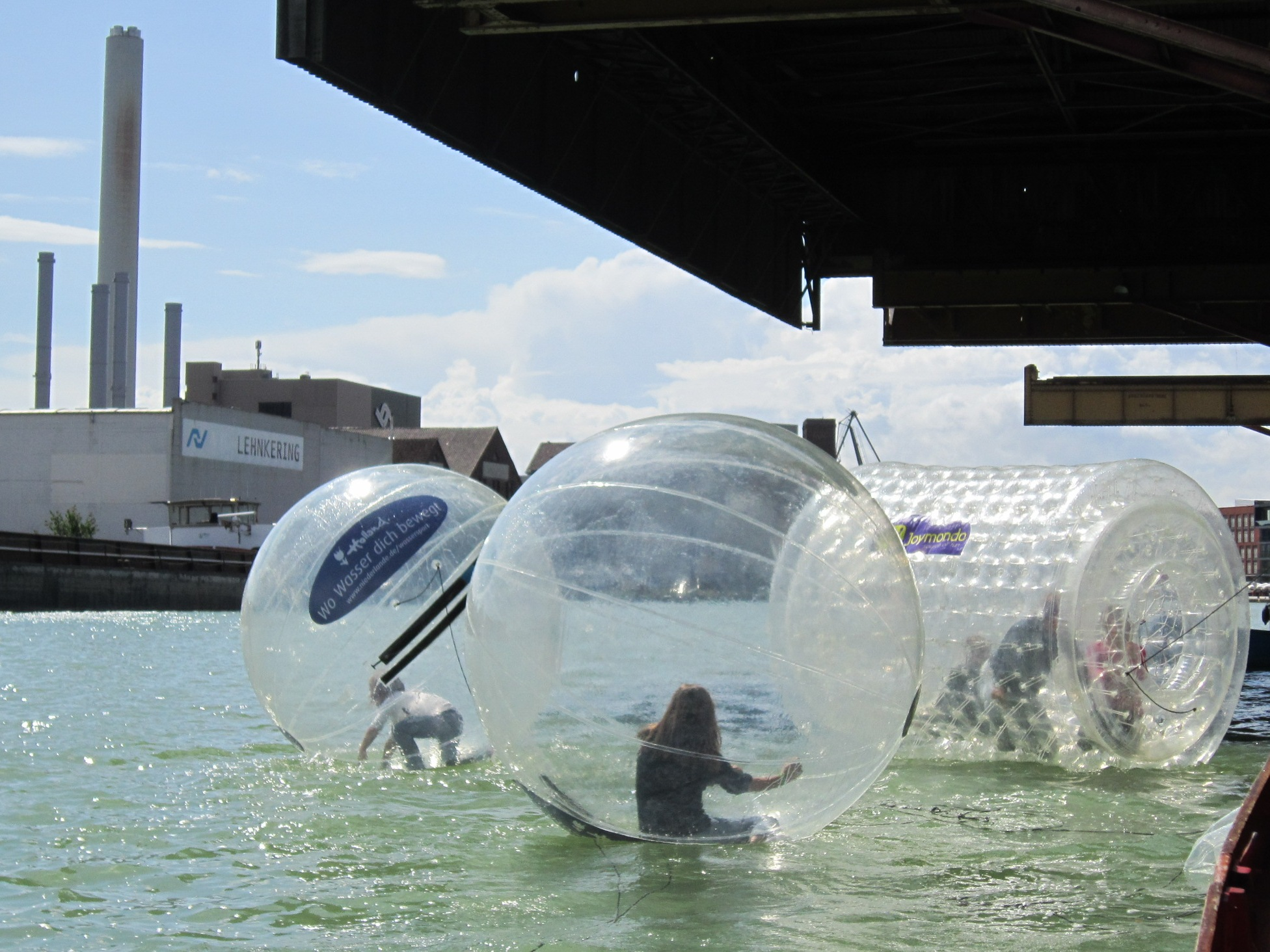
Hafenfest 2011

Zumeist im Juni findet alljährlich seit 2001 beim und im Stadthafen 1 das Hafenfest statt. Es wurde aufgrund mehrfacher Absagen, 2020 und 2021 z. B. aufgrund der Corona-Pandemie, im Dezember 2023 endgültig abgesagt und der Veranstalter MS Hafen e. V. löste sich auf.
Das JuWi-Fest ist ein seit 1975 im Juni veranstaltetes Open-Air-Musikfestival, das von Studenten der Westfälischen Wilhelms-Universität gegründet wurde. Auch dieses wird nach 48 Jahren nicht mehr stattfinden.
Seit 1979 veranstaltet der Literaturverein Münster in Kooperation mit dem Kulturamt der Stadt Münster im zweijährlichen Rhythmus das Internationale Lyrikertreffen Münster, in dessen Rahmen der Preis der Stadt Münster für Internationale Poesie (ehemals Europäische Poesie) verliehen wird. In unregelmäßigem, mehrjährlichem Turnus verleiht die Stadt gemeinsam mit der Universität den Historikerpreis der Stadt Münster an durch ihr Lebenswerk herausragende Geschichtswissenschaftler.
Alljährlich wird Anfang August das Turnier der Sieger durchgeführt, das vom Westfälischen Reiterverein von 1835 ausgetragen wird. Bei der zeitweise zur Riders Tour gehörenden internationalen Pferdesportveranstaltung treten die Sieger der nationalen Turniere im Spring- und im Dressurreiten nochmals gegeneinander an.
Anfang September jeden Jahres wird in der Innenstadt der so genannte Schauraum ausgerichtet. Dabei handelt es sich um Fest der Kunst und Kultur, in dessen Rahmen auch zur Nacht der Museen und Galerien eingeladen wird. Der Rathausinnenhof wird in der Zeit des Schauraums mit rotem Teppich, Mobiliar und elektronischer Musik als Open-Air-Lounge gestaltet.
Vom 4. bis 6. November 2005 fand in Münster erstmals der Elternalarm statt, ein Tag der offenen Tür an sämtlichen Hochschulen für die Eltern der 49.000 Studenten. Aufgrund der positiven Resonanz seitens der Eltern und Studenten sowie den Hochschulen fand diese Aktion bis zuletzt 2014 alljährlich im November statt.
In der Vorweihnachtszeit findet in Münsters Innenstadt ein Weihnachtsmarkt statt, der Besucher aus dem Umland bis hinein in die Niederlande anzieht. Deshalb werden sogar Polizisten aus dem Nachbarland nach Münster abgestellt, die mit deutschen Kollegen über die Plätze patrouillieren. Die zirka 300 Stände verteilen sich auf insgesamt fünf Standorte bzw. Plätze. Auf dem Platz des Westfälischen Friedens im Rathaus-Innenhof, der nahen Klemens- und Heinrich-Brüning-Straße findet der größte Markt statt. Die weiteren „traditionellen“ Weihnachtsmärkte befinden sich am Aegidiimarkt, an der Lambertikirche am Prinzipalmarkt und am Kiepenkerl im Kiepenkerl-Viertel. Seit 2009 gibt es auch einen Weihnachtsmarkt an der Überwasserkirche, nicht weit vom Dom entfernt.
In der Halle Münsterland finden regelmäßig Tagungen und Kongresse mit zum Teil internationaler Beteiligung satt.
Seit 2004 findet alljährlich die Benefiz-Veranstaltung Polopicknick im Stadtteil Handorf statt.

### Parks und Grünanlagen

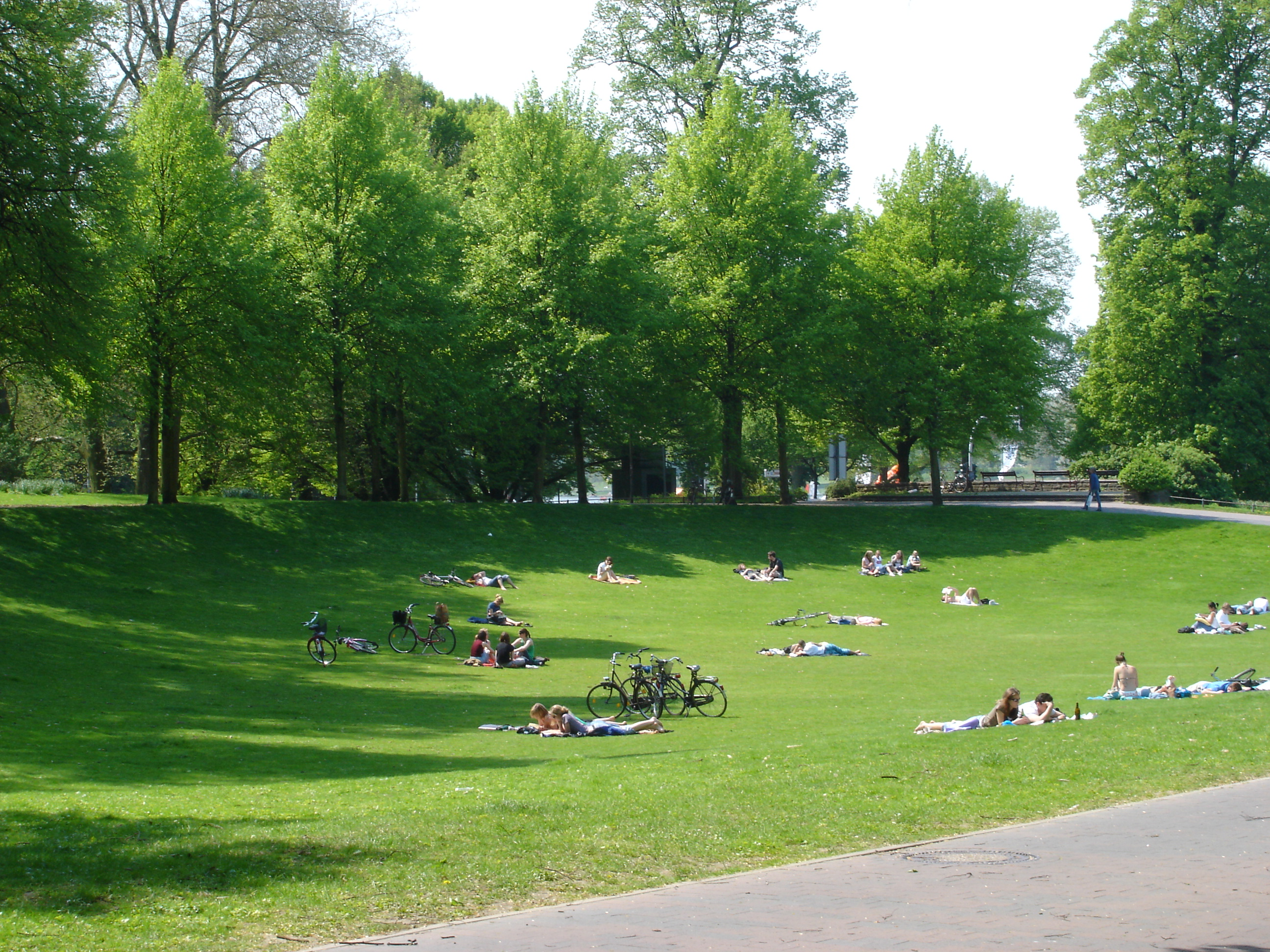
Blick von der Promenade über die Aegidiischanze in Richtung Aasee

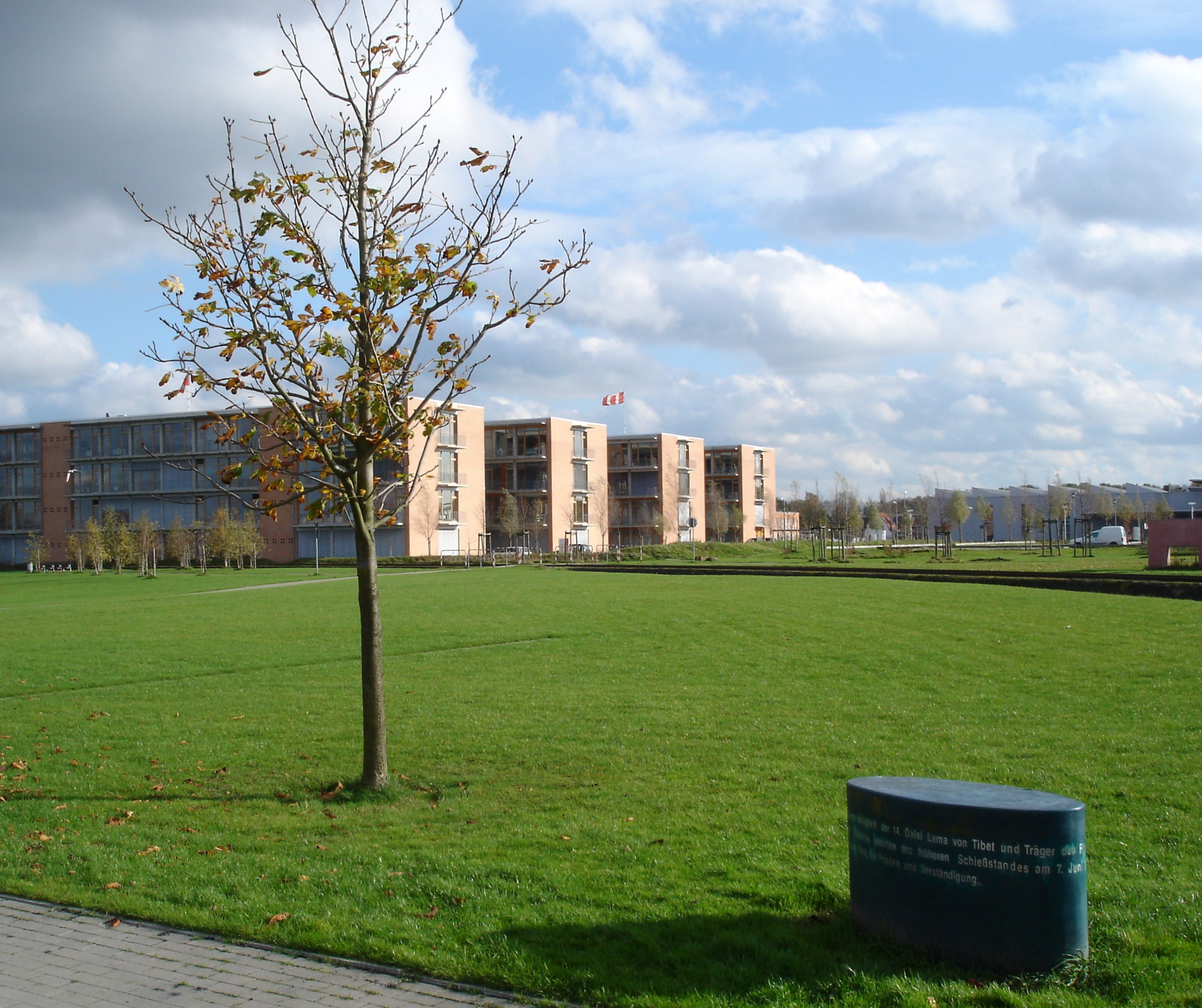
Die vom Dalai Lama gepflanzte Rosskastanie im Friedenspark

Innerhalb des Stadtgebietes von Münster sowie in der Peripherie gibt es mehrere Park- und Grünanlagen. Von besonderer Bedeutung für das Stadtzentrum sind dabei die Promenade sowie die ehemaligen Befestigungsanlagen, von denen einige nach deren Schleifung zu Grünanlagen umfunktioniert wurden. Hierbei handelt es sich insbesondere um die Aegidiischanze, die Engelenschanze, die Kreuzschanze, den Coerdeplatz sowie den Hörsterplatz. Daneben existieren noch diverse kleinere und größere Grünanlagen im Bereich der Promenade, die ebenfalls von der Bevölkerung zu Freizeit- und Erholungszwecken genutzt werden.
Etwa zwei Kilometer nördlich des Stadtzentrums befindet sich der 1986/87 entstandene Wienburgpark, der auch als Nordpark bezeichnet wird. Das 26 Hektar große Gebiet dient als Ort zur Erholung und bietet einen vielfältigen Lebensraum für Pflanzen und Tiere. Der Name des Parks bezieht sich auf das nördlich gelegene Haus Wienburg.
Auf der gegenüberliegenden Seite der Innenstadt in direkter Nähe der St.-Joseph-Kirche an der Hammer Straße liegt der Südpark. In der zwischen 1975 und 1979 auf dem Gelände einer ehemaligen Kaserne und Gewerbefläche entstandenen Anlage befinden sich Spielplätze und Rasenflächen.
Unweit vom Südpark liegt der Park Sentmaring im Geistviertel, mit Grünflächen, über einhundert Jahre alten Bäumen mit Naturdenkmal-Status, einer Gräfte, einem Friedhof und einem früheren Teich. Der ehemalige Klostergarten der Jesuiten ist eingerahmt von der Prinz-Eugen-Straße, dem Wohngebiet Haus Sentmaring und der Weseler Straße. Mittlerweile gehört der Park der Stadt Münster.
Im Westen der Stadt liegen neben dem Botanischen Garten im Schlossgarten mit über 8.000 verschiedenen Pflanzenarten gleich mehrere Parkanlagen. Nördlich davon liegt auf der anderen Seite des Schlossgrabens der ehemalige Friedhof der Gemeinde Liebfrauen-Überwasser. Nachdem die Verstorbenen ab 1887 auf dem Zentralfriedhof bestattet wurden, übernahm das Grünflächenamt der Stadt 1926 den bis dahin vernachlässigten Friedhof und verwandelte ihn in einen Stadtpark. Aufgrund seiner ehemaligen Funktion befinden sich dort noch zahlreiche Denkmäler sowie Grabdenkmäler von Persönlichkeiten, die auf dem Gelände ihre letzte Ruhe gefunden haben. Darunter sind beispielsweise die der Generäle Heinrich Wilhelm von Horn und Ludwig Roth von Schreckenstein, die schlichte Urne des protestantischen Philosophen Johann Georg Hamann oder das Ehrenmal für die Opfer des Deutsch-Französischen Krieges. Südlich des Botanischen Gartens befindet sich die Parkanlage auf dem Gelände des ehemaligen Zoos. Neben einigen Teichen und Überresten von Tiergehegen befinden sich hier die „Tuckesburg“, das ehemalige Wohnhaus von Hermann Landois, dem Gründer des Zoos, sowie das ehemalige Naturkundemuseum, in dem die städtische Musikschule untergebracht ist. Zusätzlich befinden sich im beziehungsweise in unmittelbarer Nähe des Parks die „Wasser-Plastik“ von Heinz Mack, die Bronzeskulptur „Wirbel“ von Henry Moore sowie weitere Skulpturen. Direkt an den Park schließen sich der in die Innenstadt hereinreichende Aasee mit seinen weitläufigen Grünanlagen sowie der Zentralfriedhof an. Ganz auf der gegenüberliegenden Seite von Münster, bereits auf dem Gebiet der Stadt Telgte, befindet sich mit dem zur Stadt Münster gehörenden Waldfriedhof Lauheide ein weitläufiger Waldfriedhof, der den Einwohnern zur Entspannung und als Rückzugsgebiet für bedrohte Tiere und Pflanzen dient.
Weitere Parks existieren östlich der Innenstadt im Erphoviertel mit dem ehemaligen „Hörster Friedhof“, der wie der Liebfrauen-Überwasser-Friedhof 1926 zu einer Parkanlage umgestaltet wurde, und dem Park des Vorsehungsklosters zwischen den Stadtteilen Coerde und Handorf. Mit dem Tiergarten im Stadtteil Wolbeck existiert ganz am östlichen Stadtrand von Münster ein Staatsforst, der von den Fürstbischöfen als Jagdrevier genutzt wurde und seit 2005 unter Naturschutz steht. Auf der Loddenheide, einem ehemaligen Flugplatz und Militäranlage, entstand ab Mitte der 1990er Jahre ein Gewerbegebiet mit einem integrierten „Friedenspark“, einer großzügig angelegten Parkanlage mit See, einem Kinderspielplatz sowie der „Friedenskapelle“. Inmitten des Parks befindet sich neben der Skulptur „Die alte Schießmauer“ eine am 7. Juni 1998 vom 14. Dalai Lama Tendzin Gyatsho gepflanzte Rosskastanie.

### Freizeit

Aasee mit Gastronomie an den „Aaseeterrassen“

Als Naherholungsgebiete in Münster dienen mehrere ausgedehnte Grünflächen, Parks und Wasseranlagen. Diese haben eine Gesamtfläche von 348 Hektar, wovon ein Viertel Naturschutzgebiete ausmachen. Eines der Naherholungsgebiete ist der nahe dem Stadtzentrum gelegene Aasee. Segeln oder Tretbootfahren ist auf dem See möglich. Ein weiteres Naherholungsgebiet sind die Rieselfelder. Diese etwa sechs km nördlich des Stadtzentrums von Münster gelegene ehemalige Verrieselungsfläche für das Abwasser der Stadt beherbergt ein Europäisches Vogelschutz- sowie Naturschutzgebiet. Neben diesen beiden großen Naherholungsgebieten existiert mit dem Hiltruper See ein weiteres mit einer relativ großen Wasseranlage ganz im Süden der Stadt südlich des Dortmund-Ems-Kanals und des Stadtteils Hiltrup.
In Münster gibt es den Allwetterzoo Münster sowie sieben Hallen- und vier Freibäder. Im Dortmund-Ems-Kanal und in der Werse kann auch gebadet werden. Am Aasee und am Hiltruper See herrschen Badeverbot.

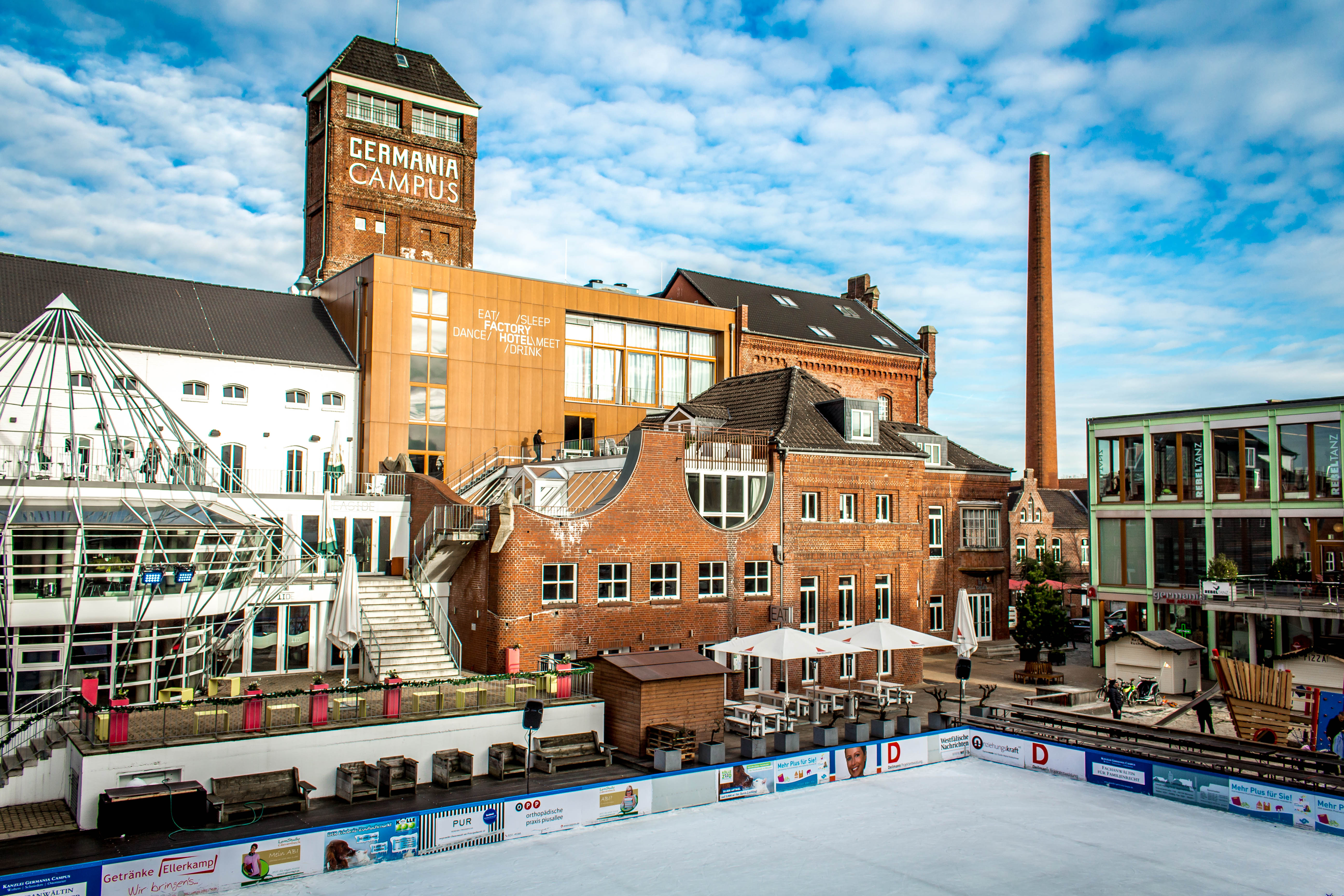
Der Germania Campus im Norden Münsters

### Sport

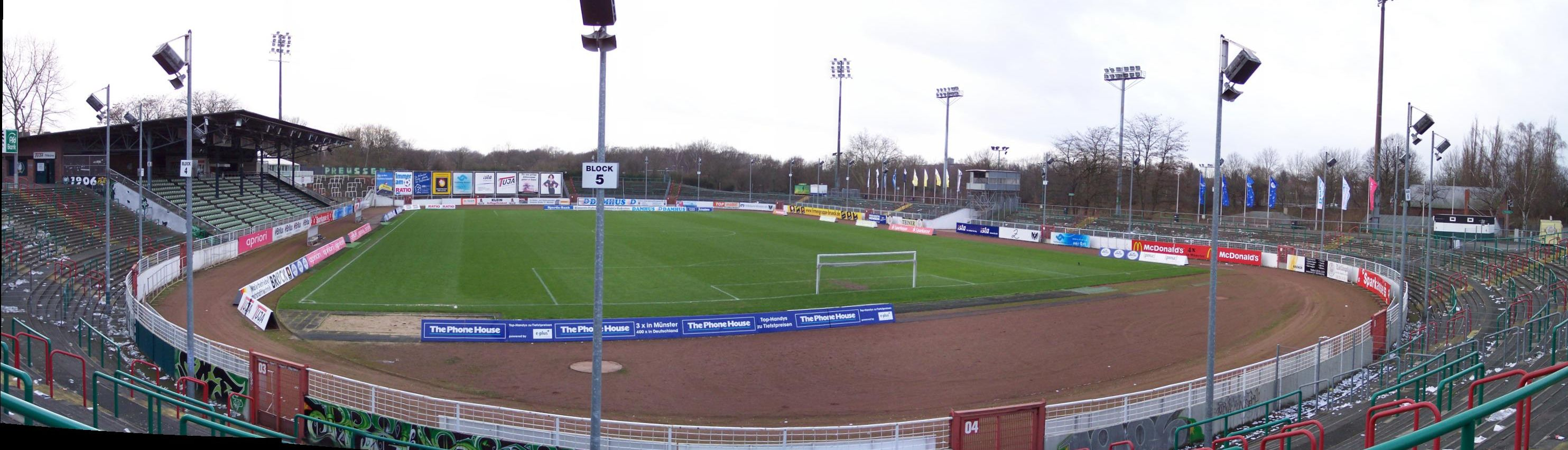
Blick ins Preußenstadion vor dem Neubau der Haupttribüne

#### Sportvereine, Sportstätten und Sportveranstaltungen

Übung des Segelclubs Hansa Münster bei gutem Wetter auf dem Aasee; rechts der Anleger, die Aaseetreppen und Gastronomie

Bundesweit ist vor allem der Fußballverein Preußen Münster bekannt, der seinen größten Erfolg 1951 mit der Deutschen Vizemeisterschaft feierte. Im Jahr 1963 war der Verein Gründungsmitglied der Bundesliga. Die Preußen, die ihre Heimspiele im 1926 erbauten Preußenstadion am Berg Fidel austragen, spielten 2023/24 in der 3. Liga und stiegen 2024 in die 2. Bundesliga auf. Die erfolgreichste Frauenmannschaft stellt DJK Wacker Mecklenbeck, die seit der Spielzeit 2024/2025 in der Regionalliga West, der dritthöchsten Spielklasse im Deutschen Frauenfußball, aktiv ist.
Überregional bekannt ist zudem der Volleyballverein USC Münster, dessen Damenmannschaft in der 1. Bundesliga spielt und deutscher Rekordmeister ist. Sie trägt ihre Spiele in der Halle am Berg Fidel aus.
Des Weiteren besitzt der Rudersport einen hohen Stellenwert in Münster. Mit dem ARC zu Münster, dem RV Münster sowie der ARV Westfalen Münster existieren drei Rudervereine, die allesamt ihren Sitz am Dortmund-Ems-Kanal haben. Aus diesen Vereinen nahmen Sportler an nationalen und internationalen Meisterschaften teil und gewannen Medaillen, so zum Beispiel der Olympia-Ruderer von 2004 Philipp Stüer, zwei Achter in der Ruder-Bundesliga sowie die Juniorsportler der Rudervereine, die 2011 mehrere deutsche Sprintmeistertitel und obere Platzierungen bei den Deutschen Jugendmeisterschaften gewinnen konnten.
Den Radsport vertritt mit dem Radsportverein Münster von 1895 e. V. einer der ältesten Sportvereine in Münster, dessen Vorläufer von A. Lilienbeck, Fr. Wagner und anderen als „Schwalbe 1895“ gegründet wurde. Heimrennen ist „66 mal rund um die Marktallee“ im Stadtteil Hiltrup. Schwerpunkte dieses Vereins sind neben dem Rennsport der Breitensport, die Jugendarbeit und Radball. Seit 1983 gibt es die Radsportfreunde Münster e. V., die vor allem Breitensport betreiben. Anfang 2011 wurde außerdem der Radclub Münster e. V. gegründet.
Daneben gibt es den lokalen American-Football-Verein, die „Münster Mammuts“, die 1983 gegründet wurden und in der Oberliga NRW spielen. Erfolgreichster Basketballverein ist der ehemalige Bundesligist UBC Münster, dessen Herrenmannschaft, die WWU Baskets, in der 2. Basketball-Bundesliga ProB (dritthöchste Spielklasse) spielt. Im Handballsport dominiert der Verein „SC Westfalia Kinderhaus 1920 e. V.“ Die Herren spielen in der Landesliga, die Damen in der Verbandsliga Westfalen. Die Laufsportfreunde Münster e. V. (LSF Münster) sind der größte Laufsportverein der Stadt. Der 1988 gegründete Verein organisiert im März den siena GARDEN Straßen- und Firmenlauf sowie im Juli den ZFS Münster-City-Run und den Internationalen LSF-Silvesterlauf. Das Allgemeine Bürgerschützen Corps der Stadt Münster von 1842 e. V. (ABC Münster) schießt mit der ersten Mannschaft in der Bundesliga des Deutschen Schützenbundes.
Die erste Tischtennismannschaft der DJK SV Borussia 07 Münster spielte in der Saison 2005/2006 in der 2. Bundesliga, stieg jedoch am Ende der Saison in die Regionalliga ab. Der Verein war mehrere Jahre Ausrichter der „Enzborn Open“ (ehemals „Münsterland Meisterschaften“), einem der bundesweit größten Tischtennisturniere mit bis zu 1000 Startern. Die 1. Damenmannschaft spielte zwischen den Saisons 2009/2010 und 2013/2014 in der Regionalliga. Im Jahr 2023 stellt der Verein allerdings nur noch eine Damen- sowie eine Herrenmannschaft, die jeweils in der niedrigsten Spielklasse starten. Der größte Tischtennis-Verein Münsters im Bereich Erwachsenensport ist der 1. TTC Münster von 1928 e. V., gefolgt von TG Münster und dem TuS Hiltrup. Die am höchsten spielende Damen-Mannschaft der Stadt stellt in der Saison 2023/24 der TuS Hiltrup (NRW-Liga), die stärksten Herren-Teams sind der 1. TTC Münster und SC Westfalia Kinderhaus (beide Verbandsliga).
Die Startgemeinschaft Schwimmen (SGS) Münster ist ein Zusammenschluss von drei Schwimmvereinen Münsters.
Seit November 2004 kann in Münster Unihockey beim „UHC Münster“ gespielt werden. Der Verein spielt in der Saison 2007/2008 seine vierte Spielzeit in der Regionalliga West in Nordrhein-Westfalen. Dabei handelt es sich um eine Kleinfeld-Liga, bei der sich die beiden Erstplatzierten für die deutsche Meisterschaft qualifizieren.
Eine große sportliche Veranstaltung in Münster ist der Münster-Marathon, der mit über 3000 Zielläufern zu den 50 größten Marathonläufen in der Bundesrepublik gehört. Er wird seit 2002 jährlich im September ausgetragen. Seit 2006 ist Münster der Zielort des zur UCI Europe Tour gehörenden Eintagesradrennen Sparkassen Münsterland GIRO.
Von 1981 bis 1998 in Münster, und von 1999 bis 2004 in Dortmund, fanden in der Halle Münsterland, bzw. der Dortmunder Westfalenhalle, die Skateboard-Weltmeisterschaften statt, der (Münster) Monster Mastership. Die Veranstaltung fand letztmalig 2005 in der Heimat in Münster statt. Die enge Verbindung zwischen den Skateboardsport und Münster begründet sich in Titus Dittmann, dem aus Münster stammenden, in der Szene bekannten Skateboardhersteller und Gründer der nach ihm benannten Titus Dittmann GmbH.
Im Sommer wird in Münster im Zwei-Wochen-Rhythmus die Inline-Skating-Tour Skatenight veranstaltet, bei der bis zu 7000 Teilnehmer über abgesperrte Straßen rollen. Am Aasee befinden sich unter anderem die Clubhäuser des Segel-Clubs Münster und des Segelclubs Hansa Münster. Münster gilt zudem als Hochburg des Speckbrett-Spiels, was die vier entsprechenden Vereine und öffentliche Speckbrett-Plätze erklärt.
Eine große Tradition in Münster besitzt der Boxsport. Schon seit 1923 gibt es den Boxsportclub Münster 23. Zudem hat der Telekom Post SV 1930 Münster seit 2007 eine Boxsportabteilung und verfügt seit 2013 mit seinem modernen Boxzentrum am Schifffahrter Damm über einen NRW-Leistungsstützpunkt und einen Bundesstützpunkt Nachwuchs.
Eine weitere Kampfsportart, die in Münster betrieben wird, ist das M-Kung-Fu. Der Sportverein Kampfkunst und Selbstverteidigung e. V. beherbergt das Kung Fu Center Münster, Hauptstelle des Deutschen Kung Fu Verbandes. Daneben existieren noch vier weitere Sportvereine, die Tang Lang Quan (Mantis-Kung-Fu) anbieten.
Beim größten Tanzsportverein in Münster, Die Residenz Münster e. V., gibt es neben Turniertanz und Tanz als Breitensport eine Rollstuhltanzgruppe.

#### Inklusion
2021 bewarb sich die Stadt als Host Town für die Gestaltung eines viertägigen Programms für eine internationale Delegation der Special Olympics World Summer Games 2023 in Berlin. 2022 wurde sie als Gastgeberin für Special Olympics Niederlande ausgewählt. Damit wurde sie Teil des größten kommunalen Inklusionsprojekts in der Geschichte der Bundesrepublik mit mehr als 200 Host Towns.

## Wirtschaftsstandort

### Struktur

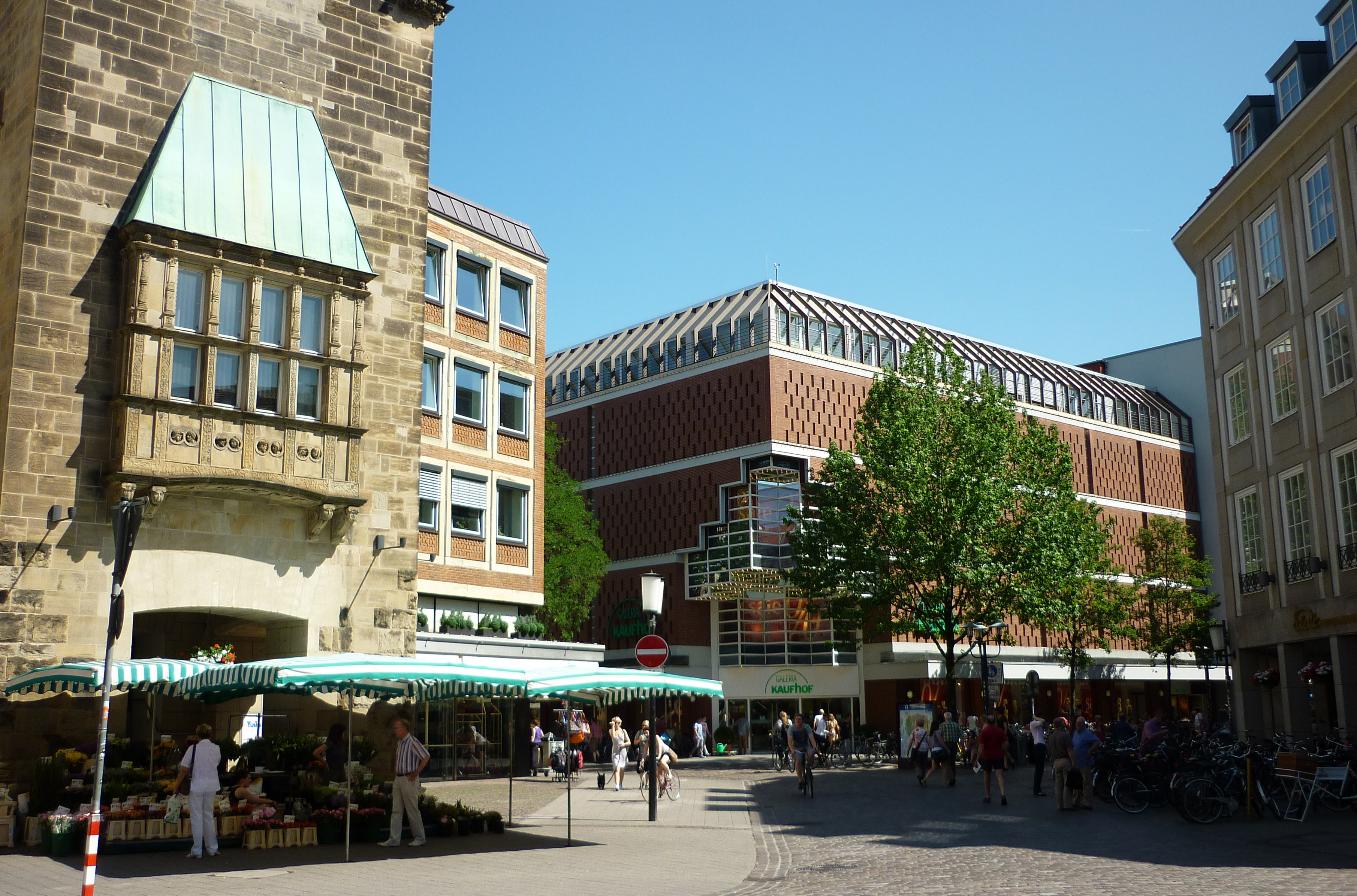
Beginn der Einkaufsmeile Ludgeristraße mit Warenhaus vom Prinzipalmarkt gesehen

Münsters größte Arbeitgeber waren von jeher die Bildungs- und Verwaltungseinrichtungen der Stadt, unter anderem die Universität, der Landschaftsverband Westfalen-Lippe und die Bezirksregierung. Münster ist als Handelsstadt bedeutsam. Daneben spielt die traditionelle Landwirtschaft – insbesondere in Randbereichen der eingemeindeten Orte – weiterhin eine wichtige Rolle.
Große Industrieunternehmen gibt es in Münster nicht, stattdessen sind nur einzelne mittelgroße sowie ansonsten kleine ansässig. Das größte ist die BASF Coatings GmbH, die Lacksparte von BASF, die im 1975 eingemeindeten Stadtteil Hiltrup etwa 2.300 Menschen beschäftigt. Erwähnenswert sind weiter die Brillux Lacke- und Farbenwerke, der Flüssiggas-Versorger (und Tankstellenbetreiber) Westfalen AG und die Hengst SE & Co. KG, ein Hersteller von Filtern und Filtersystemen für Autos. Mit der Agravis Raiffeisen ist Münster Sitz eines überregional bedeutenden Handelsunternehmens aus dem Bereich Landwirtschaft.

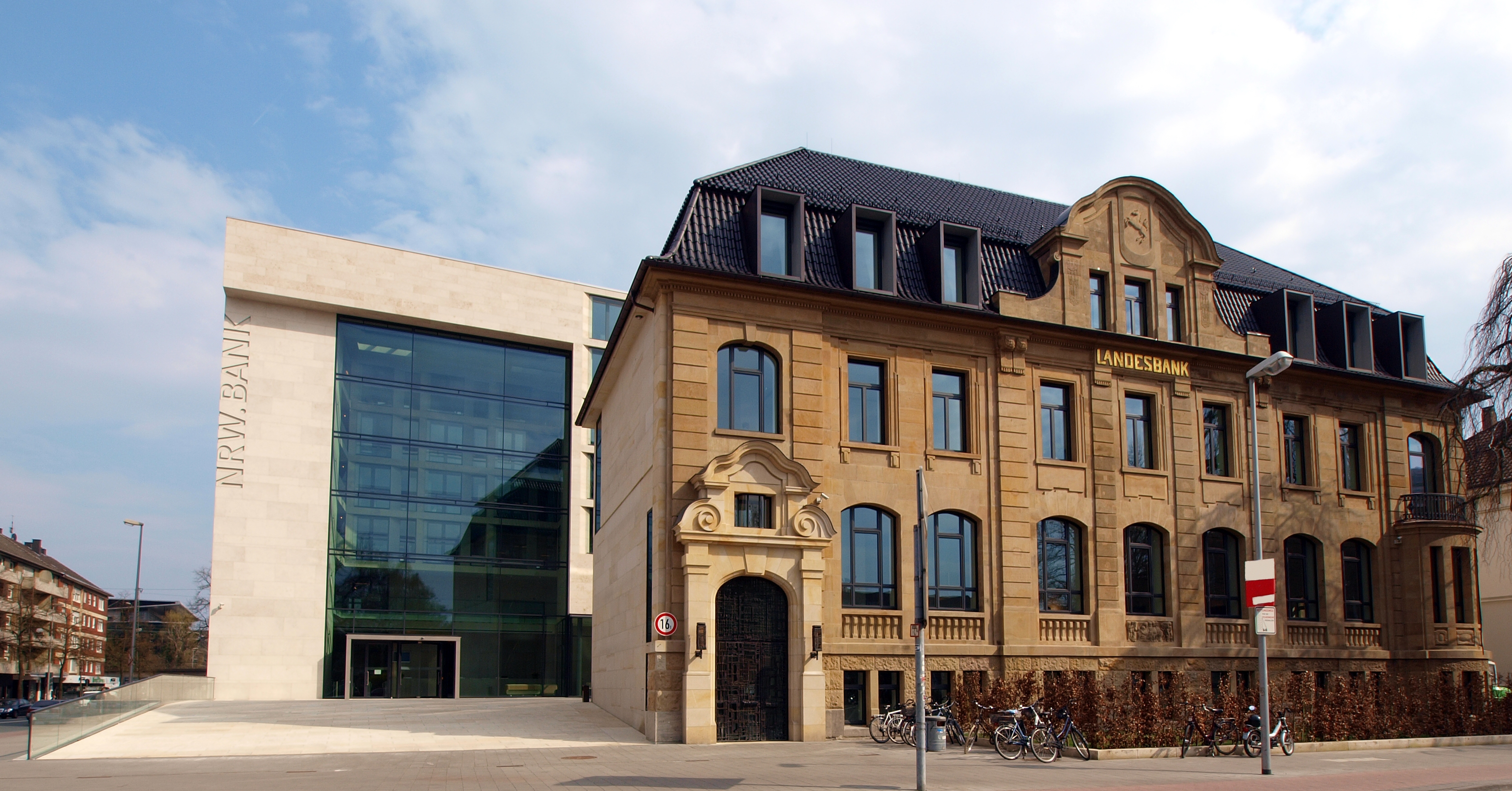
Sitz der NRW.Bank in Münster

Bedeutend ist in Münster der Sektor Finanzdienstleistungen und Versicherungen. So ist die Stadt Sitz der Provinzial NordWest Versicherungsgruppe, der LVM Versicherung (Landwirtschaftlicher Versicherungsverein Münster a. G.), der Sparkasse Münsterland Ost, der Westdeutschen Landesbausparkasse (LBS NordWest), der PSD Bank Westfalen-Lippe, der DZ Hyp (weiterer Hauptsitz ist Hamburg), der Vereinigten Volksbank Münster sowie (neben Düsseldorf) juristischer Sitz der NRW.Bank. Mit der Atruvia AG als Dienstleister für Informationstechnologie innerhalb der genossenschaftlichen Finanzgruppe und einer Niederlassung des Rechenzentrums der Sparkassen, die Finanz Informatik sind zwei große IT-Dienstleister in Münster vertreten. Zudem hat der FigiIm Stadtteil Kinderhaus befindet sich der Sitz des Sparkassenverbandes Westfalen-Lippe, der als Spitzenverband für die Sparkassen in Westfalen-Lippe zuständig ist. Darüber hinaus ist die Eucon Gruppe als Digitalisierung Pioneer der VHV Gruppe in Münster ansässig.
Weiterer Dienstleister mit Sitz in Münster ist die Westdeutsche Lotterie GmbH & Co. OHG. Mit nahezu 30 Callcentern ist Münster ein wichtiger Standort für Telefonmarketing und -umfragen. Zudem ist Münster Hauptsitz von The Phone House, einem Telekommunikationsdiensteanbieter mit insgesamt über 1000 Mitarbeitern. Der Archivierungs-Dienstleister für Patientenakten DMI GmbH & Co. KG mit etwa 650 Mitarbeitern hat seine Hauptverwaltung in Münster, die meisten Mitarbeiter sind jedoch bei der sächsischen Tochter in Leisnig beschäftigt.

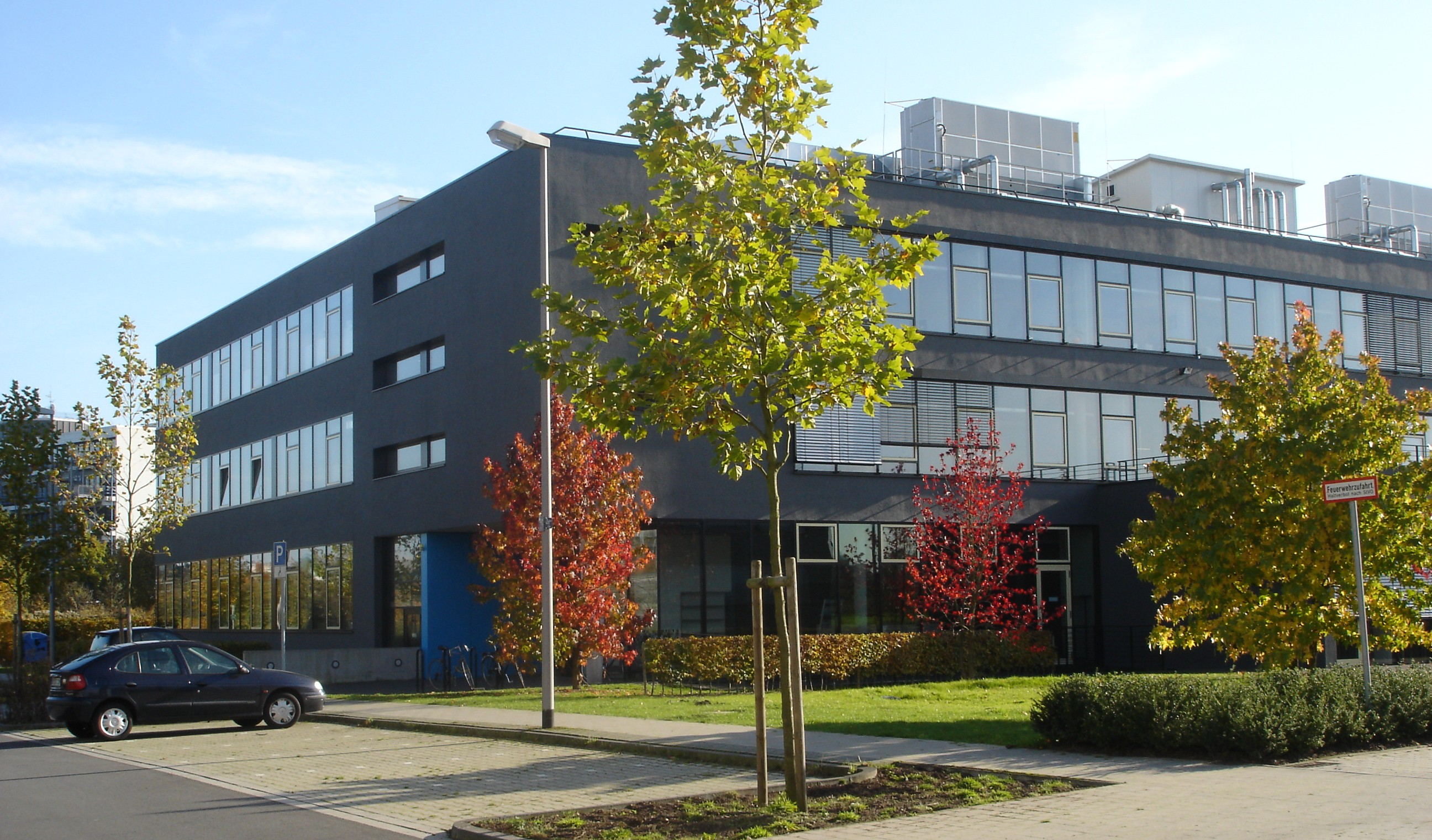
Das CeNTech im Technologiehof

In der Bio- und Nanotechnologie nimmt Münster eine wichtige Stellung ein. Der Grund hierfür sind unter anderem die enge Zusammenarbeit mit der Universität und die vielfältigen Möglichkeiten für Unternehmen, sich in Münster anzusiedeln. So gibt es neben dem Technologiehof mit 10.000 m² Nutzfläche das nördlich des Biotech-Campus der Westfälischen Wilhelms-Universität angesiedelte Centrum für Nanotechnologie, kurz CeNTech, das Startup-Unternehmen der Nanotechnologiebranche Büro- und Forschungsräume auf insgesamt 2400 m² zur Verfügung stellt. Im Januar 2012 wurde der als CeNTech II bezeichnete Anbau mit weiteren 1300 m² Büro- und Laborflächen eingeweiht. Das 2013 eröffnete Nano-Bioanalytik-Zentrum Münster (NBZ) ergänzt die am Nanobiotechnologie-Standort Münster vorhandene Grundlagenforschung um ein Zentrum für anwendungsorientierte Firmen. Alleine oder im Netzwerk ermöglichen sie die Lösung komplexer bioanalytischer Fragestellungen in Forschung und Entwicklung, Qualitätssicherung und Produktionsmanagement der Medizin-, Pharma- sowie Lebensmittel- und Umweltindustrie.
Beispiele für Nano- und Biotechnologiefirmen in Münster sind die General Electric Healthcare Technologies im Bereich Radiopharmazie für Positronen-Emissions-Tomographie oder die Cilian AG, eine Ausgründung der Zoologie der Universität, die sich mit Mikroorganismen beschäftigt, den Ciliaten. Covance Inc. ist als Auftragsforschungsinstitut eines der weltgrößten seiner Art zur Planung und Durchführung klinischer Prüfungen, ist jedoch wegen der dort durchgeführten Tierversuche umstritten. Zur weiteren Stärkung des in der Öffentlichkeit weitgehend unbekannten Sektors haben sich die Hochschulen, Transfereinrichtungen und Sponsoren, Unternehmen und Forschungszentren im Verein bioanalytik-muenster zusammengeschlossen. Jüngstes Projekt, um Hochtechnologieunternehmen aus den Bereichen Life Science, Nanotechnologie sowie Informations- und Kommunikationstechnik einen Anreiz zur Ansiedlung in Münster zu geben, ist der knapp 66.000 m² große Technologiepark im Nordwesten von Münster in unmittelbarer Nähe des Leonardo-Campus der Westfälischen Universität-Münster.
Insgesamt wurde in Münster 2018 ein Bruttoinlandsprodukt zu Marktpreisen von knapp 17,267 Milliarden Euro erwirtschaftet, was einen Anstieg von zirka 2,3 % gegenüber dem Vorjahr darstellt. Pro erwerbstätigem Einwohner liegt die Wirtschaftsleistung somit im Durchschnitt bei etwa 74.457 Euro. Münster ist damit einer der wirtschaftsstärksten Standorte in Nordrhein-Westfalen, was die im Vergleich zu anderen Städten geringe durchschnittliche Arbeitslosenquote von rund 5,2 % im Jahr 2020 erklärt.
Im Zukunftsatlas 2016 belegte die kreisfreie Stadt Münster Platz 41 von 402 Landkreisen und kreisfreien Städten in Deutschland und zählt damit zu den Orten mit „sehr hohen Zukunftschancen“. In der Ausgabe von 2019 lag sie auf Platz 25 von 401.

### Digitale Wirtschaft
Münster ist der wichtigste Standort der Informations- und Kommunikationstechnologie (IKT) in Nordwestfalen. Fast 50 Prozent der zirka 17.000 Branchenmitarbeiter dieser Region sind in Münster beschäftigt. In der Stadt liegt der Anteil an IKT-Beschäftigten bei 5,3 Prozent und ist damit im bundesweiten Vergleich sehr hoch. Einen Standortvorteil bei der Ansprache und Gewinnung von hochqualifizierten Fachkräften haben die Unternehmen in Münster durch die Nähe zur Universität Münster, Fachhochschule und weiteren Bildungsstätten.
Zur Stärkung der digitalen Wirtschaft in Münster und in der Region wurde Mitte 2016 der Verein „münsterLand.digital“ gegründet. Darüber sollen innovative Geschäftsprozesse und -modelle in Kooperation mit Wirtschaft und Wissenschaft vorangetrieben werden. Die Fäden laufen in einem so genannten „Digitalen Hub“ zusammen, das vom Land NRW gefördert wird. Das Kompetenzzentrum ist ein Baustein in der Gesamtstrategie zur Stärkung der Digitalen Wirtschaft in NRW. Die landesweite Einrichtung von sechs regionalen Hubs unterstützen Landesregierung und NRW.Bank bis 2020 mit zirka 42 Millionen Euro.

### Wirtschaftsinstitutionen und Initiativen
Die Apothekerkammer Westfalen-Lippe ist die berufliche Vertretung der westfälisch-lippischen Apotheker in NRW. Ihr gehören alle Apotheker an, die ihren Beruf in Westfalen-Lippe ausüben oder hier ihren gewöhnlichen Aufenthalt haben.
Die Ärztekammer Westfalen-Lippe (ÄKWL) vertritt rund 40.000 Ärzte in den nordrhein-westfälischen Regierungsbezirken Arnsberg, Detmold und Münster.
Die Deutsche Rentenversicherung Westfalen ist ein Träger der gesetzlichen Rentenversicherung.
Die Handwerkskammer Münster vertritt im Regierungsbezirk Münster die Interessen von zirka 27.400 Betrieben mit 178.000 Beschäftigten und 16.600 Lehrlingen.
Münster ist Sitz der Industrie- und Handelskammer Nord Westfalen mit zirka 170 hauptamtlichen Mitarbeitern. Sie gehört zu den zehn größten IHKs in Deutschland. Zentrales Ziel ist die bestmögliche wirtschaftliche Entwicklung der Region. Dazu zählen zirka 158.000 Mitgliedsunternehmen aus dem Münsterland und der Emscher-Lippe-Region.
Die Kassenzahnärztliche Vereinigung Westfalen-Lippe vertritt die Vertragszahnärzte in Westfalen-Lippe mit zirka 150 Mitarbeitern mit Sitz in Münster.
Die Kongressinitiative Münster will mehr Tagungen, Seminare und Kongresse an den Wirtschafts- und Wissenschaftsstandort Münster binden. Hierzu sind Mitglieder aus Dienstleistung, Hotellerie, Gastronomie, Wirtschaft und Wissenschaft zusammengeschlossen. Münsters Tradition als Kongressstandort reicht bis zum Westfälischen Frieden ins 17. Jahrhundert zurück. In einer Studie aus dem Jahr 2011 erhält der Kongressstandort Münster die Durchschnittsnote 1,9. Insgesamt empfehlen ihn 97 Prozent weiter. Der erstmals 2014 verliehene Kongresspreis Münster zeichnet Akteure aus, die herausragende Tagungen und Kongresse nach Münster geholt haben. Zugleich würdigt die Kongressinitiative ihren Verdienst als Botschafter der Stadt auf lokaler, nationaler und internationaler Ebene. Preisträger 2014 sind Christian Fischer, Vorstandsvorsitzender des Internationalen Zentrums für Begabtenforschung (ICBF) der Universität Münster, der Radboud University Nijmegen und der Universität Osnabrück, und Joachim Gardemann, Leiter des Kompetenzzentrums Humanitäre Hilfe an der FH Münster.
Der Landschaftsverband Westfalen-Lippe (LWL) nimmt soziale und kulturelle Aufgaben für den gesamten Landesteil Westfalen wahr.
Die Oberfinanzdirektion Nordrhein-Westfalen, Standort Münster, ist die größte Mittelbehörde im Bereich der Landesfinanzverwaltungen in NRW.
Die Technologieförderung Münster GmbH (TFM) ist auf die Technologie- und Innovationsförderung sowie auf die Beratung und Wachstumsbegleitung technologieorientierter Gründer und Unternehmen ausgerichtet. Der Fokus liegt auf Life Sciences, Nanotechnologie sowie Informations- und Kommunikationstechnologien. Start-ups stellt die TFM im Technologiehof Miet- und Gewerbeflächen, die Infrastruktur, Dienstleistungen und Angebote zur Kontaktvermittlung im Zuge intensiver Netzwerkarbeit zur Verfügung. Gesellschafter der TFM sind die Wirtschaftsförderung Münster GmbH, die Sparkasse Münsterland Ost und die Universität Münster.
Der Verein der Kaufmannschaft zu Münster von 1835 ist bestrebt, die kulturelle, politische und wirtschaftliche Qualität der Stadt Münster weiterzuentwickeln. Das vom Verein alljährlich ausgerichtete Kramermahl dient dem Dialog der Kaufleute mit der Wirtschaft, Verwaltung, Kultur und Wissenschaft. Festredner waren unter anderem Bundeskanzler Kurt Georg Kiesinger (1969), Bundestagspräsident Karl Carstens (1978), Berlins Bürgermeister Richard von Weizsäcker (1984), Bundesbank-Präsident Hans Tietmeyer (1997), CDU-Bundesvorsitzende Angela Merkel (2005) und Telekom-Chef René Obermann (2010).
Münster ist Sitz der Wirtschaftlichen Gesellschaft für Westfalen und Lippe (WWL). Sie verfolgt die Stärkung der Wirtschaftsregionen Münsterland, östliches Ruhrgebiet, Ostwestfalen, Sauerland und Lippe. Seit 1998 stiftet die Gesellschaft den Preis des Westfälischen Friedens.
Die Wirtschaftsförderung Münster GmbH (WFM) ist 2004 aus dem Amt für Wirtschaftsförderung der Stadt Münster hervorgegangen. Die WFM vermarktet die zahlreichen Gewerbeflächen der Stadt und unterstützt Unternehmen bei der Suche von Büro-, Einzelhandels- und Gewerbeimmobilien. Weitere Schwerpunkte sind die Beratung und Förderung von Existenzgründern und Jungunternehmern sowie die Vermittlung von Fördermitteln des Landes NRW und des Bundes für weiterbildungsinteressierte Arbeitnehmer und Arbeitgeber sowie Firmen mit Fördermittelbedarf. Die Stadt Münster ist mit 85 Prozent WFM-Hauptgesellschafter, 15 Prozent hält die Sparkasse Münsterland Ost.
Branchenübergreifend agiert die Wirtschaftsinitiative Münster (WIN) für die Unternehmen und die Weiterentwicklung des Wirtschaftsstandorts Münster. Sie hat über 200 Mitgliedsunternehmen und -institutionen. In der Initiative starke Innenstadt (ISI) engagieren sich Innenstadt-Kaufleute, Immobilien-Eigentümern, Dienstleister sowie Gastronomen und Hoteliers für die nachhaltige Aufwertung der Infrastruktur und des Handels im Zentrum.

### Märkte

#### Handel

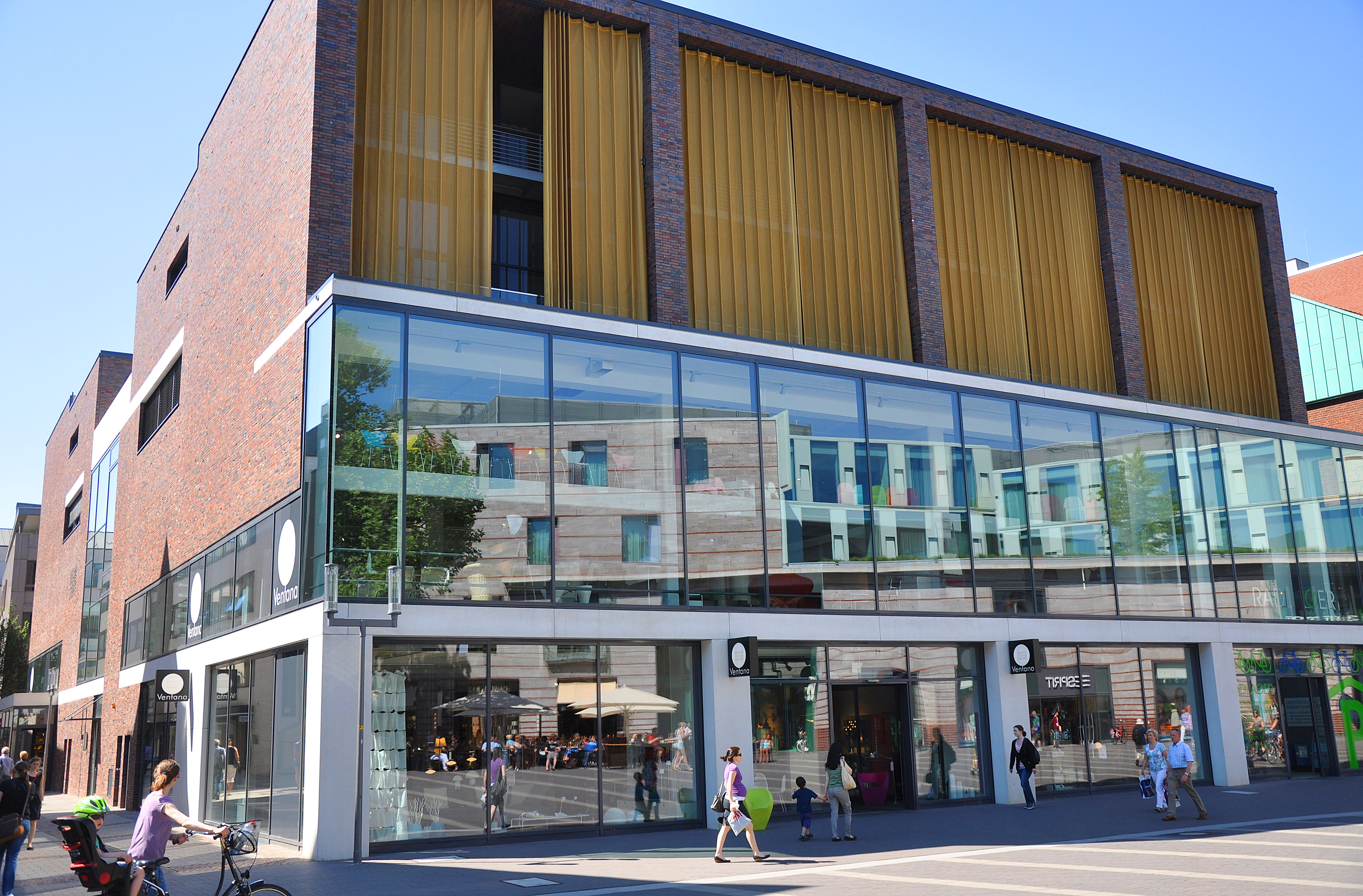
Handel, Wohnen, Fahrradstation: Das frühere Stubengassen-Parkhaus ist eines der markantesten Gebäude im Quartier Stubengasse/Hanse Carré.

Der Einzelhandel ist eine der tragenden Säulen der münsterischen Wirtschaft. Die westfälische Handelsstadt weist überdurchschnittliche, einzelhandelsrelevante Kaufkraft-, Zentralitäts- und Umsatzkennziffern aus, wodurch sie zu den stärksten Standorten in Deutschland zählt. Im gesamten Einzugsbereich Münsters leben zirka 1,5 Millionen Menschen, die jährlich für Umsätze in Millionenhöhe sorgen. Der Einzelhandelsumsatz im Jahr 2018 lag zum Beispiel bei rund 2,2 Milliarden Euro. Die Voraussetzung hierfür ist in der kontinuierlichen, städtebaulichen Entwicklung zu suchen, indem Shopping-Center und großflächige Einzelhandelsprojekte in die historische Altstadt integriert wurden. Die Baumaßnahmen haben das Erscheinungsbild der Innenstadt verändert und neue Wegebeziehungen hervorgebracht.
Den Veränderungsprozess in Gang setzten im Wesentlichen die im Jahr 2004 eröffneten Münster-Arkaden sowie das 2009 eingeweihte Handels-, Dienstleistungs-, Wohn- und Gastronomiequartier Hanse Carré/Stubengasse. Des Weiteren übt das umgestaltete Quartier Alter Fischmarkt seit 2013 eine hohe Anziehungskraft auf die Passanten aus. Inzwischen hat sich die Aufwertung der Innenstadt, wofür auch die umgebaute Dresdner Bank ein treffliches Beispiel ist, ein Netz aus vielen gut bis sehr gut besuchten Straßen herausgebildet. Bei der Passantenfrequenzmessung der Wirtschaftsförderung Münster GmbH liegen die Ludgeristraße mit einem hohen Filialisierungsgrad und der historische Prinzipalmarkt mit überwiegend inhabergeführtem Handel von Jahr zu Jahr vorne. Im Übrigen gibt es in Münster einen großen Versandhandel für Schachmaterialien, die Firma Niggemann. Diese ist um das Jahr 2020 von Heiden (Münsterland) nach hier umgezogen.

#### Immobilien

##### Gewerbeflächen
Die Stadt Münster weist insgesamt 43 Gewerbegebiete aus, wovon der Gewerbepark Münster-Loddenheide, der Hansa-Business-Park und das Gewerbegebiet Hessenweg zu den größten zählen. Insbesondere die seit 1998 von der Wirtschaftsförderung Münster GmbH vermarktete Loddenheide ist aufgrund der zentrumsnahen Lage ein von Industrie-, Handels- und Dienstleistungsunternehmen sowie Behörden bevorzugter Standort. Der 66 Hektar große Gewerbepark gilt zudem als beispielhaftes Konversionsprojekt. Der 54 Hektar große Hansa-Business-Park der Wirtschaftsförderung im Süden der Stadt richtet sich an Gewerbe- und Industrieunternehmen. Die Vermarktung startete 2009. Durch die Autobahn-Anschlussstelle Münster-Hiltrup/Amelsbüren liegt das Gewerbegebiet direkt an der als Hansalinie bezeichneten Nord-Süd-Verbindung A 1. Die zum Hansa-Business-Park gehörende Umschlagstelle für Schwergutschiffe am Dortmund-Ems-Kanal wurde im Juli 2012 in Betrieb genommen. Sie diente der Anlieferung von Material zum Bau der A 1-Anbindung. Das Industriegebiet Hessenweg bietet vor allem Großbetrieben und Betrieben mit erweiterten Anforderungen hinsichtlich der erforderlichen zulässigen Emissionen einen Standort. Der Technologiepark am nordwestlichen Stadtrand dient hauptsächlich technologieorientierten Unternehmen, welche die Nähe zu Hochschulen und umliegenden Forschungseinrichtungen suchen.

##### Handelsimmobilien
Der münsterische Handelsimmobilienmarkt hat eine Gesamtverkaufsfläche von fast 650.000 Quadratmetern. Die Nachfrage nach Handelsflächen ist größer als das Angebot. Leerstehende Objekte werden aufgrund des Nachfrageüberhangs relativ kurzfristig wieder belegt.
Die wichtigsten Einkaufsstraßen sind die Ludgeristraße, der Prinzipalmarkt, die Salzstraße und die Rothenburg. Auch die 2009 eröffnete Stubengasse hat sich als Einkaufsstraße etabliert. Das Handels-, Dienstleistungs- und Gastronomiequartier wurde bereits zweimal verkauft. Die Harpen Immobilien GmbH übergab das Objekt Anfang 2010 an die SEB Asset Management für 68 Millionen Euro. 2011 kaufte die Württembergische Lebensversicherung das Einkaufszentrum für 73 Millionen Euro.
Die Spitzenmiete am Handelsimmobilienmarkt Münster liegt bei 120 Euro/Quadratmeter. Sie wird sowohl am Prinzipalmarkt erzielt, wo überwiegend inhabergeführte Geschäfte ein hochwertiges Sortiment führen, als auch in Spitzenlagen der benachbarten Ludgeristraße. Bedingt unter anderem durch die Corona-Pandemie sanken die Spitzenmieten gegenüber den Vorjahren spürbar.

##### Büroimmobilien
Münster hat einen Büroimmobilienmarkt mit einem seit 2006 kontinuierlich wachsenden Flächenbestand. 2021 lag er bei 2,27 Millionen Quadratmetern, das Umsatzvolumen betrug 78.000 Quadratmeter. Unter anderem aufgrund der Corona-Pandemie entsprach dies einem Rückgang von 24 % gegenüber 2020. Dort wurde mit 102.000 Quadratmetern die bislang höchste Nachfrage registriert. Die höchsten Mieten liegen bei 15,50 Euro pro Quadratmeter monatlich. Sie werden am Kreativkai im Hafen, in der Innenstadt und im Technologiebereich Nord erzielt. Die Durchschnittsmiete beträgt 11,20 €/m².

#### Arbeit
Münster ist der wichtigste Arbeitsmarktstandort im Münsterland. Von 1995 bis 2021 hat sich die Anzahl der sozialversicherungspflichtig Beschäftigten in Münster um fast 63.000 auf knapp 180.000 erhöht und damit einen Zuwachs von zirka 54 Prozent erlebt.

##### Arbeitsmarktpolitische Institutionen
Maßgeblicher arbeitsmarktpolitischer Akteur in der Region Münster ist die Agentur für Arbeit Ahlen-Münster. Die regionale Behörde resultiert aus der Fusion der Arbeitsagenturen Münster und Ahlen am 1. Oktober 2012. Weitere tragende Säule des münsterischen Arbeitsmarkts ist das Jobcenter. Damit nimmt die Stadt Münster als so genannte Optionskommune die Grundsicherung für Arbeitsuchende in alleiniger kommunaler Trägerschaft wahr. Das Jobcenter besteht in seiner heutigen Form als Amt der Stadtverwaltung seit Januar 2012. Bis dahin wurde es von der Stadt Münster und der damaligen Agentur für Arbeit Münster als gemeinsame Einrichtung betrieben. Mit der Arbeitsagentur Ahlen-Münster und dem städtischen Jobcenter hat die Wirtschaftsförderung Münster GmbH Kooperationsvereinbarungen abgeschlossen. Durch die stärkere Verzahnung der Berührungspunkte zu Arbeitnehmern und Arbeitgebern soll die passgenaue Vermittlung qualifizierter Arbeitsuchender an Unternehmen optimiert werden.

##### Sozialversicherungspflichtig Beschäftigte
| Jahr | SVP-Beschäftigte * | Veränderung |
| ---- | ------------------ | ----------- |
| 1995 | 116.935            | –           |
| 1996 | 117.223            | +0,25 %     |
| 1997 | 118.065            | +0,72 %     |
| 1998 | 118.064            | +0,46 %     |
| 1999 | 122.051            | +2,91 %     |
| 2000 | 126.896            | +3,97 %     |
| 2001 | 129.587            | +2,12 %     |
| 2002 | 130.483            | +0,69 %     |
| 2003 | 128.916            | −1,20 %     |
| 2004 | 127.071            | −1,43 %     |
| 2005 | 128.333            | +0,99 %     |
| 2006 | 130.317            | +1,55 %     |
| 2007 | 133.399            | +2,37 %     |
| 2008 | 136.092            | +2,02 %     |
| 2009 | 136.767            | +0,50 %     |
| 2010 | 140.254            | +2,55 %     |
| 2011 | 143.743            | +2,49 %     |
| 2012 | 146.112            | +1,65 %     |
| 2013 | 148.554            | +1,67 %     |
| 2014 | 153.373            | +2,2 %      |
| 2015 | 156.962            | +2,3 %      |
| 2016 | 160.646            | +2,4 %      |
| 2017 | 164.707            | +2,5 %      |
| 2018 | 168.696            | +2,42 %     |
| 2019 | 172.362            | +2,17 %     |
| 2020 | 174.761            | +1,39 %     |
| 2021 | 179.671            | +2,81 %     |

### Wirtschaftspreis der Stadt Münster
Seit 1977 vergibt die Stadt Münster den Wirtschaftspreis an münsterische Wirtschaftsakteure, die einen wesentlichen Beitrag zum Aufbau und zur Sicherung des Wirtschaftsstandorts Münster leisten. Die Preisträger werden vom Aufsichtsrat der Wirtschaftsförderung Münster GmbH vorgeschlagen und per Ratsbeschluss benannt. Preisträger sind unter anderem Sandra Götting und Mario Joka, Geschäftsführer der Roestbar GmbH & Co. KG (2019), Hermann Brück, Geschäftsführender Gesellschafter der Firmengruppe Hermann Brück (2017), Clemens Große Frie, ehemaliger Vorstandsvorsitzender der Agravis Raiffeisen AG (2015), Wolfgang Fritsch-Albert, Vorstandsvorsitzender der Westfalen AG (2013), Barbara Müller und Hans Müller, Geschäftsführer der Altbierbrauerei Pinkus Müller (2011), Hildegard Göhde und Wolfgang Göhde, Gesellschafter des Medizintechnik- und Biotechnologieunternehmens Partec GmbH (2009), Ulrich Weimer, seinerzeit Präsident der damaligen Armacell International GmbH, und Hermann Wessels, Geschäftsführer der Armstrong Building Products GmbH (2005), Wolfgang Hölker, Verleger und Inhaber des Coppenrath-Verlags (2002), Titus Dittmann, Vorstandsvorsitzender des Skateboard-Unternehmens titus AG (2001) sowie Rudolf Baumheuer und Wilhelm Füting, Vorstandsmitglieder der GAD Gesellschaft für automatische Datenverarbeitung eG (1998), heute Atruvia AG.

### Betrieblicher Klimaschutz
Der Rat der Stadt Münster hat im März 2008 beschlossen, dass in Münster bis 2020 die CO2-Emissionen um 40 Prozent gesenkt und der Anteil der regenerativen Energieträger auf 20 Prozent erhöht werden sollen. Einen wesentlichen Beitrag hierzu leisten die in Münsters Allianz für Klimaschutz zusammengeschlossenen Akteure aus der Wirtschaft, Institutionen und Verbände. Sie erklärten sich bereit, durch konkrete Maßnahmen – soweit wirtschaftlich sinnvoll – an der Erreichung der im Klimaschutzkonzept definierten Vorgaben mitzuwirken. Mit der Zielsetzung, durch Maßnahmen im betrieblichen Umweltschutz Ressourcen und Betriebskosten zu sparen, wird das Beratungsprojekt Ökoprofit seit 2001 in Münster ausgerichtet. Die teilnehmenden Unternehmen werden bei ihrem Engagement von den Kooperationspartnern Effizienz-Agentur NRW, EnergieAgentur NRW, Handwerkskammer Münster und Wirtschaftsförderung Münster GmbH unterstützt.

## Bildung- und Wissenschaftsstandort

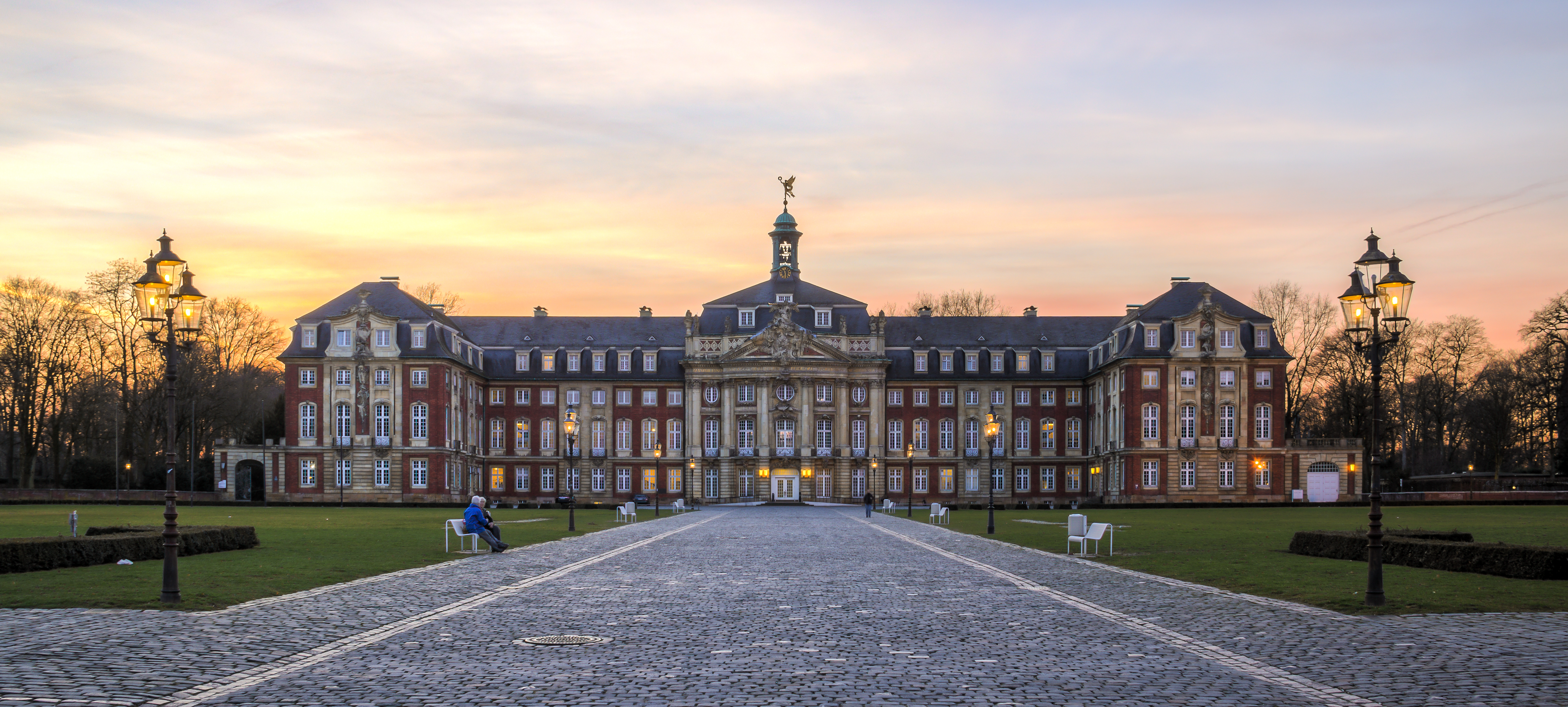
Das fürstbischöfliche Schloss, Sitz und Wahrzeichen der Universität Münster

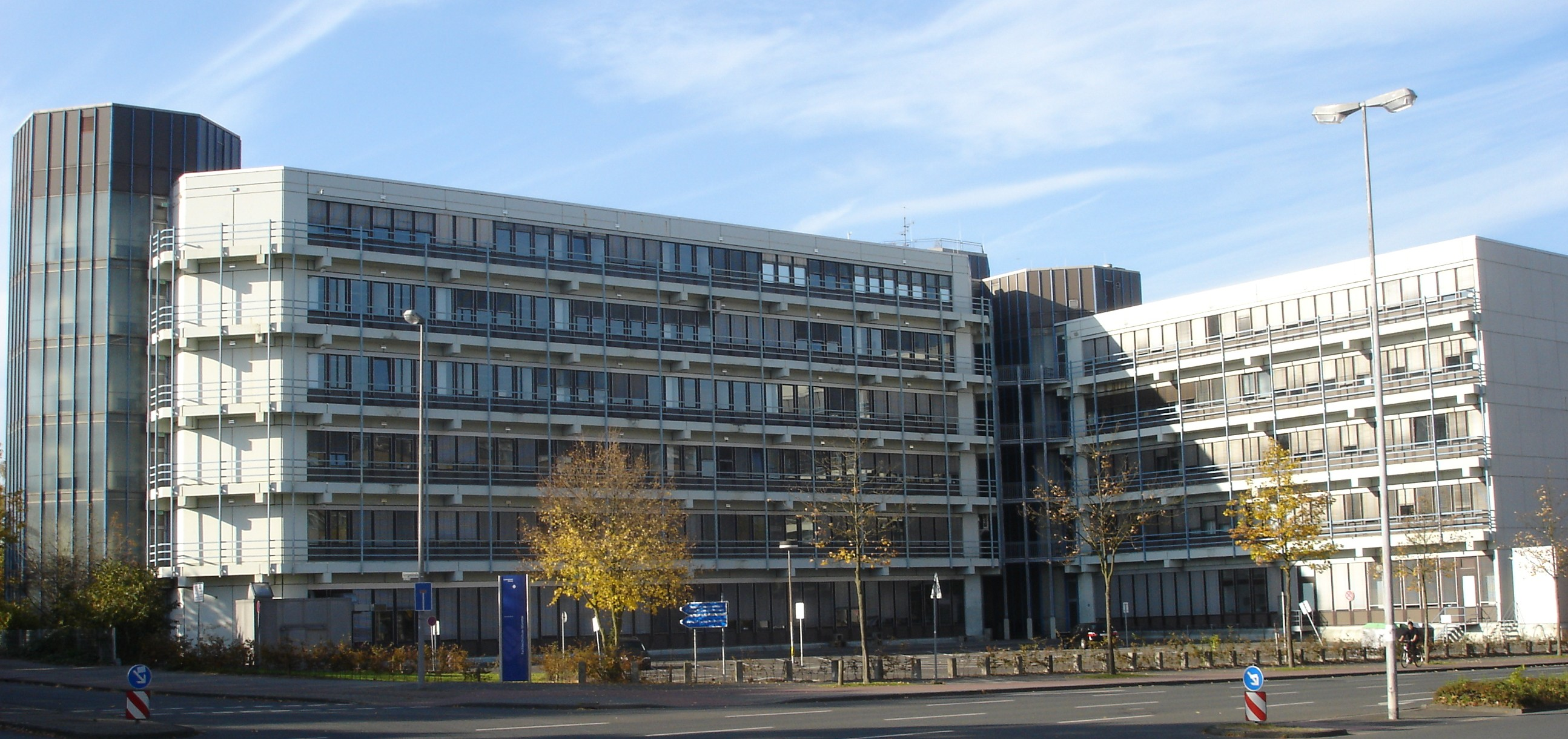
Fachhochschulzentrum Münster

### Struktur
Die Stadt Münster verfügt über eine differenzierte Schul- bzw. Bildungslandschaft mit Hochschulen, Berufsakademien, Berufsschulen und Berufsbildungszentren. Die Wissenschaft prägt seit jeher das Profil und auch das Bild der Stadt Münster. Als eine der größten Standorte in Deutschland zählt sie zirka 60.000 Studenten an neun Hochschulen. Darunter fallen die Universität Münster, Fachhochschule Münster, Hochschule des Bundes für öffentliche Verwaltung, Fachbereich Finanzen, Fachhochschule für öffentliche Verwaltung Nordrhein-Westfalen, Katholische Hochschule Nordrhein-Westfalen, Philosophisch-Theologische Hochschule Münster, Deutsche Hochschule der Polizei, Institut der Feuerwehr Nordrhein-Westfalen, Kunstakademie Münster und Musikhochschule Münster.

### Allianz für Wissenschaft Münster
Vor dem Hintergrund der nachhaltigen Profilbildung und Positionierung haben im Jahr 2007 die Universität Münster, die Fachhochschule Münster und die Stadt Münster mit der „Allianz für Wissenschaft Münster“ ein strategisches Bündnis geschaffen. Als Schwerpunktfelder, die in besonderer Weise für den Forschungs- und Wissenschaftsstandort Münster stehen, wurden die „Nanobioanalytik“, die „Medizinische Prävention“ und der „Westfälische Friede“ festgelegt. Auf diesen Gebieten, so die Begründung, verbinde sich wissenschaftliche Expertise und zielgerichtete Stadtentwicklung herausragend produktiv miteinander.
Die Wissenschaft wird in Münster als zentrales Merkmal der Stadtidentität mittels vieler Projekte und Veranstaltungen in die Öffentlichkeit transportiert. Beispiele sind der „Elternalarm“, der Hochschultag und „Alternativ – Wissen erleben“, eine Veranstaltung für Neugierige über 50. In Anlehnung an das Kulturformat „Schauraum“ wurde 2013 das Wissenschaftspendant „SCHLAUraum“ entwickelt, bei dem sich zehn Tage lang das Zusammenspiel von Wissenschaft, Wirtschaft und Stadt in Münster und der Region erleben ließ.

### Förderung
Anfang 2016 bezifferte das Land Nordrhein-Westfalen seine Investitionen von 2010 bis 2020 in den Hochschulbereich am Wissenschaftsstandort Münster mit 1,3 Milliarden Euro. Darüber hinaus stellte es durch das Hochschulbaukonsolidierungsprogramm (HKoP) und das Medizinische Modernisierungsprogramm (MedMop) Gelder in größerem Umfang zur Verfügung. Die Förderung durch das MedMoP-Programm gab das Land mit 500 Millionen Euro an.

#### Exzellenzcluster
Im Rahmen der Exzellenzinitiative des Bundes und der Länder hatte die Universität Münster die Cluster „Cells in Motion“ mit dem Schwerpunkt auf den Lebens- und Naturwissenschaften sowie „Religion und Politik“ (geistes- und sozialwissenschaftlicher Hintergrund) eingeworben. Sie umfassen nahezu das gesamte wissenschaftliche Spektrum der Hochschule. Der aktuelle Förderzeitraum für beide Exzellenzcluster endete 2018.

#### Stadt der Wissenschaft
Im Jahr 2012 hatte der Stifterverband für die Deutsche Wissenschaft die Stadt Münster für das Programmkonzept „Münsters Wissen schafft“ und „Münsters Originale“ als Preisträgerin im Wettbewerb „Stadt der Wissenschaft“ ausgezeichnet. Die Ehrung würdigte die Wissenschaftsstadt und nachhaltige Zusammenarbeit von Stadt, Hochschulen, Wirtschaft und Bürgerschaft. Sie beinhaltete auch eine Projektförderung in Höhe von 50.000 Euro.

### Gymnasien
In Münster gibt es 14 Gymnasien. Knapp 53 Prozent der Kinder wechselten 2018 auf ein Gymnasium. Die 2025 Abiturienten des Abschlussjahres 2017 hatten eine Durchschnittsnote von 2,28 – in Nordrhein-Westfalen der beste Wert. Auf jedem dritten in Münster ausgestellten Abiturzeugnis stand 2017 eine Eins vor dem Komma.

## Weitere Infrastruktur

### Gesundheitssystem

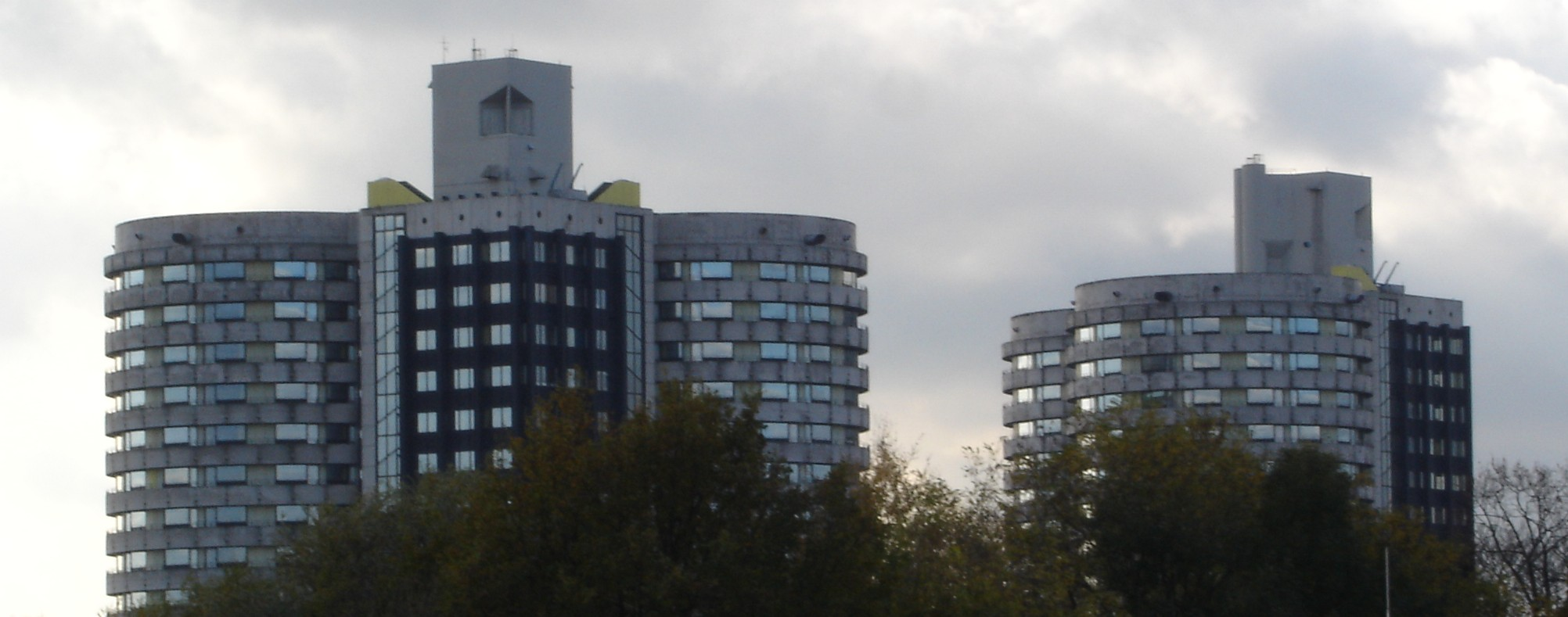
Das Wahrzeichen der Universitätsklinik: Die Türme des Zentralklinikums

In Münster gibt es neun Krankenhäuser. Vier von ihnen, das Clemenshospital, das Herz-Jesu-Krankenhaus, die Raphaelsklinik sowie das St.-Franziskus-Hospital, haben als Krankenhäuser der Schwerpunktversorgung Bedeutung über die Stadt hinaus.
Das größte und bedeutendste Krankenhaus ist das Universitätsklinikum Münster, ein Krankenhaus der Maximalversorgung, das in der Entzündungs- und Transplantationsmedizin, Herz- und Gefäßmedizin, Prä-, Perinatal- und Reproduktionsmedizin, Neuromedizin sowie Tumormedizin einen internationalen Ruf besitzt und jährlich über 50.000 Patienten stationär und 400.000 ambulant behandelt.
Zusätzlich existieren weitere Spezialkliniken mit der Fachklinik Hornheide im Bereich von Hauterkrankungen, im Bereich psychischer Erkrankungen die LWL-Klinik Münster und das Alexianer-Krankenhaus sowie weitere Spezialkliniken für diverse ambulante Eingriffe.
Neben den Krankenhäusern existieren im Stadtgebiet an die 35 ambulante Pflegeeinrichtungen, rund 43 Pflegeheime und nahezu 100 Apotheken. Darüber hinaus ergänzen zwei Hospizeinrichtungen das Versorgungsangebot: Das Johannes-Hospiz neben dem St.-Franziskus-Hospital und das Hospiz Lebenshaus in Münster-Handorf.

### Energieversorgung

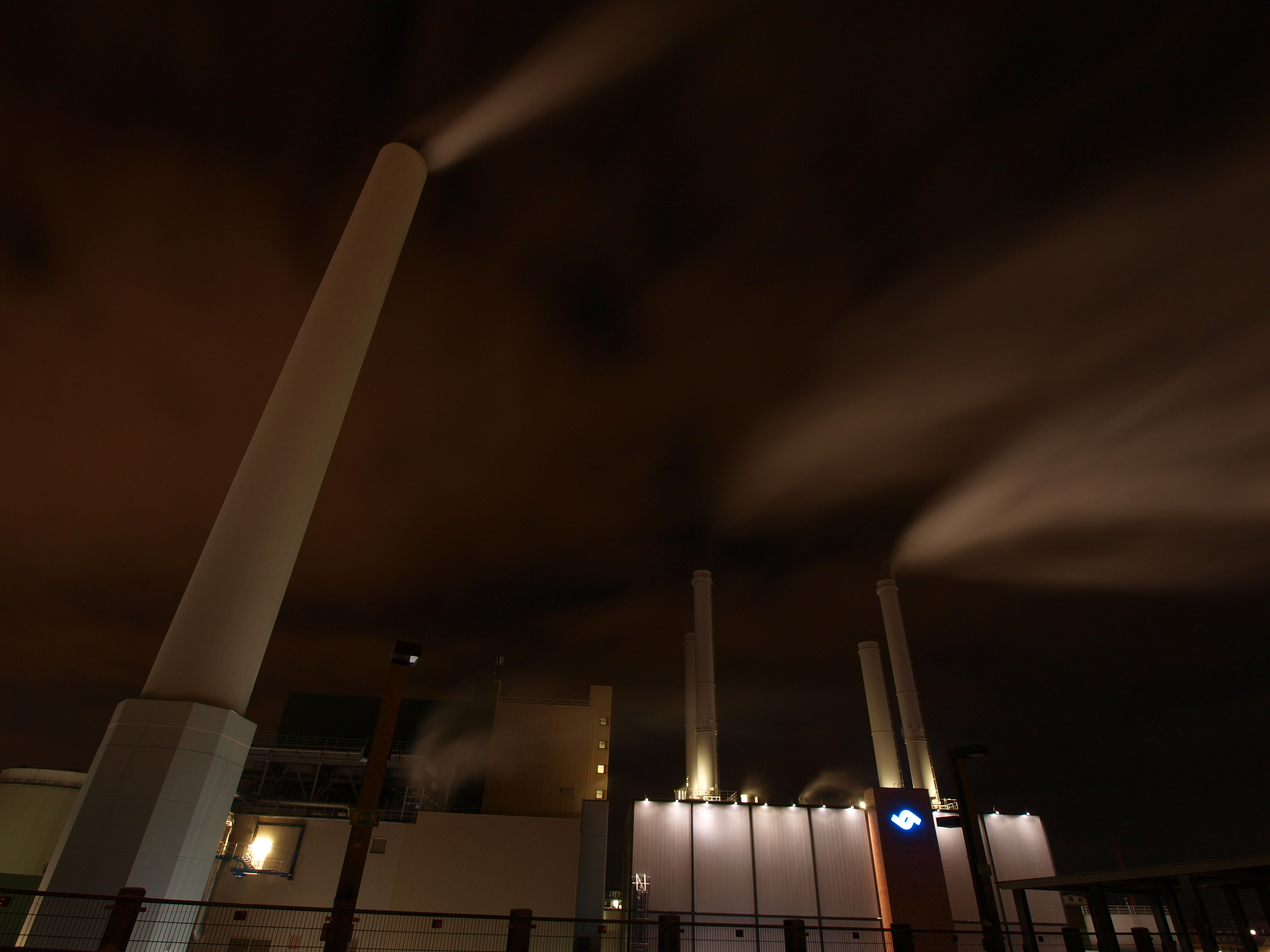
GuD-Kraftwerk der Stadtwerke

Grundversorger im Bereich Strom und Erdgas sowie als Versorger für Trinkwasser und Fernwärme sind die Stadtwerke Münster, die sich komplett im Besitz der Stadt befinden. Betreiber sämtlicher Versorgungsnetze in der Stadt ist die Stadtwerke Münster Netzgesellschaft, eine 100-prozentige Tochter der Stadtwerke.
Das GuD-Kraftwerk Münster Hafen ist der größte Energieerzeuger der Stadt; dort erzeugen die Stadtwerke rund 50 % des Stroms, den sie in Münster abgeben. Gleichzeitig wird dort rund 20 % der benötigten Wärme als Fernwärme ausgekoppelt. Im Rahmen eines Ratsbeschlusses zur Atomstromfreiheit Münsters planen die Stadtwerke, bis etwa 2020 genug Strom zu erzeugen, um ihre Stromabgabe komplett selbst decken zu können.
Rund zwei Drittel des benötigten Trinkwassers gewinnen die Stadtwerke in ihren vier münsterschen Wasserwerken Hohe Ward, Vennheide, Hornheide Haskenau und Kinderhaus. Der Rest stammt aus dem Wasserwerk Haltern.

### Digital
In der Stadt Münster haben 92 % der Haushalte bei den Internetzugängen eine Anschlussqualität von ≥ 50 Mbit/s. Die Stadtverwaltung verfolgt mit der Strategie „Digitale Stadt Münster – Strategie für weiteren Breitbandausbau im Stadtgebiet Münster“ das Ziel, bis zum Jahre 2025 100 % der Gebäude und Haushalte mit Gigabit-Anbindungen zu versorgen. Dies soll technisch über eine Glasfaser-Infrastruktur und über das vorhandene Kabelnetz (mit einer bis-zu-Gigabit-Bandreite im Download und einer geringeren Upload-Bandbreite) erfolgen.
An vielen Plätzen und Orten in Münster ist ein offenes WLAN Netz ohne Passwort über Freifunk verfügbar. Abgedeckt sind zum Beispiel der Bahnhofsvorplatz und der Domplatz. Zudem gibt es an vielen Standpunkten Zugang zu dem stadteigenen, offenen WLAN Netz "MS Public".

### Verkehr

#### Fußverkehr
In der Innenstadt innerhalb des Promenadenrings hat der Fußverkehr hohe Priorität. Dies gilt insbesondere für die ehemaligen Marktstraßen wie Prinzipalmarkt, Roggenmarkt, Salzstraße und Ludgeristraße. Sie dürfen teilweise nur unter bestimmten Voraussetzungen mit einem Kfz befahren werden, beispielsweise von Taxis oder dem Linienbusverkehr sowie zur Anlieferung. Die Haupteinkaufsstraßen der Innenstadt sind somit in erster Linie Fußgängerzonen. Die meisten anderen Straßen innerhalb des Stadtzentrums, die für den Individualverkehr freigegeben sind, unterliegen besonderen Einschränkungen wie Einbahnstraßenregelungen oder haben vorgegebene Fahrtrichtungen beim Abbiegen. Da sie zudem häufig mit Überquerungshilfen ausgestattet sind, ist der Fokus hier auch eindeutig.

#### Radverkehr

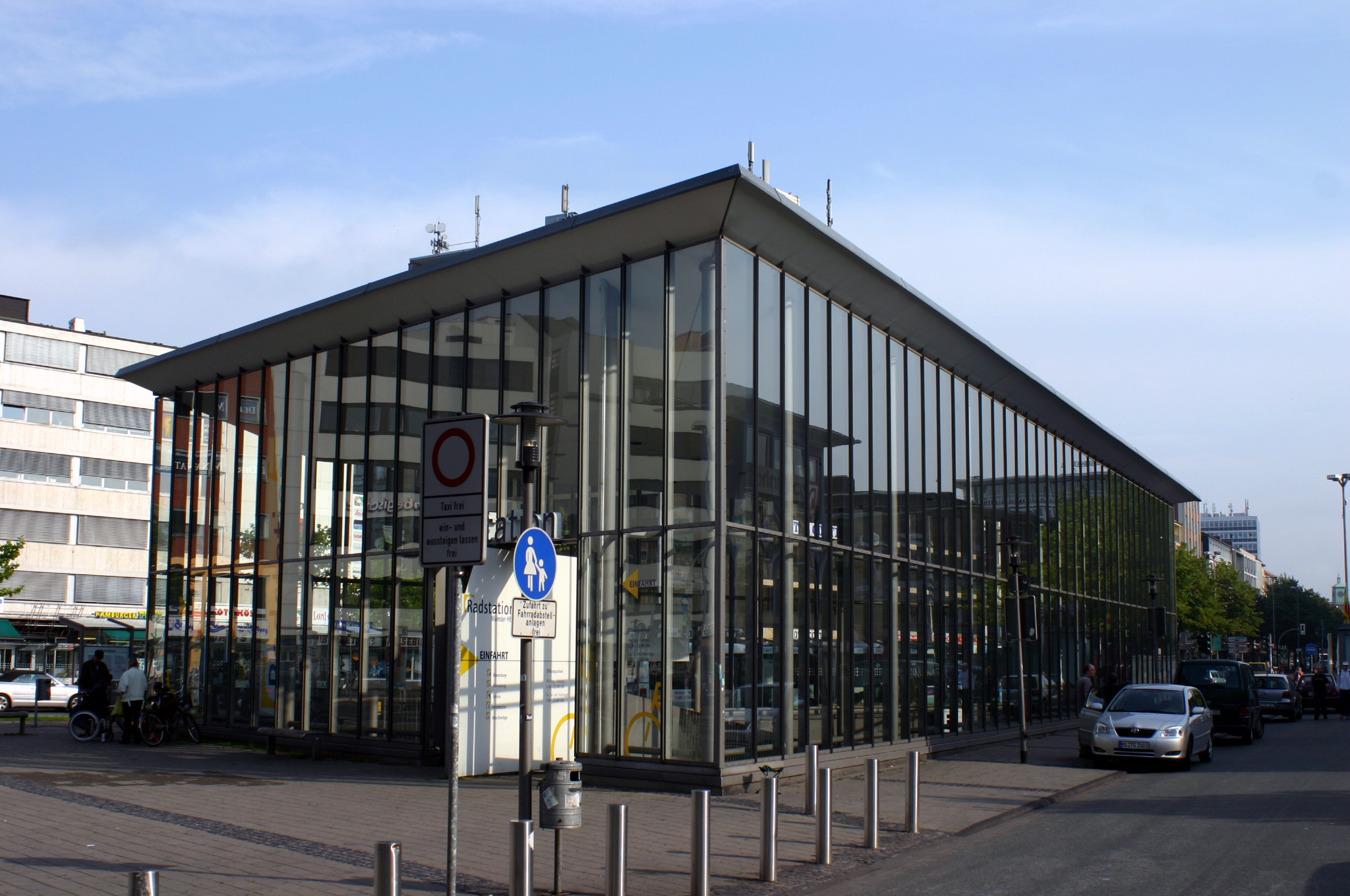
Radstation am Hauptbahnhof

Eine besondere Bedeutung hat im innerstädtischen Verkehr das Fahrrad (in Münster im Volksmund mit dem Begriff Leeze aus der Sondersprache Masematte bezeichnet), wofür ein auf etwa 480 km ausgebautes Netz von Radverkehrsanlagen (meist an Hauptstraßen sowie straßenunabhängig) besteht und am Bahnhof das Fahrradparkhaus Radstation Münster mit Fahrradwaschanlage errichtet wurde. Von den täglich etwa 1,3 Millionen Fahrten in der Stadt werden etwa 40 % per Fahrrad zurückgelegt – eine drei Mal höhere Quote als in vergleichbar großen Städten und zugleich der höchste Fahrradverkehrsanteil für große Städte in der gesamten Bundesrepublik Deutschland. (In kleineren Städten wie Oldenburg (Oldb), Bocholt und Greifswald werden Radverkehrsanteile bis 50 % aller Wege der Einwohner erreicht.) Gefördert wird der Radverkehr unter anderem durch die Promenade, eigene Abbiegestreifen für Radfahrer auf großen Kreuzungen, Ausnahmen von der vorgeschriebenen Fahrtrichtung an Kreuzungen und Einmündungen, die Einrichtung von so genannten „unechten“ Einbahnstraßen (Verbot der Einfahrt von einer Seite mit der Ausnahme von Radfahrern) und damit die Nutzungsmöglichkeit in beiden Fahrtrichtungen sowie die in der obigen Streckenlänge bereits enthaltenen 11,3 km Fahrradstraßen.
Münster wurde bereits mehrmals als fahrradfreundlichste Großstadt Deutschlands ausgezeichnet, sowohl vom ADFC wie auch vom ADAC. Infolge dieses Rufes kommen häufig Stadtplaner hierher, die ihre Städte fahrradfreundlicher gestalten wollen. Unter anderem gab es bereits Besuch aus Florenz, Kristiansand und Richfield (Minnesota).
Zugleich ist Münster die Stadt mit den meisten Fahrraddiebstählen im deutschsprachigen Raum.
Münster liegt am Europaradweg R1, der von Calais in Frankreich über Berlin nach Sankt Petersburg in Russland führt. Auf dem Stadtgebiet führt der Weg grob gesehen vom Horstmarer Landweg über Wilhelmstraße, Promenade, Warendorfer Straße, Zum Guten Hirten zur Pleistermühle.
Weitere europaweite Radfernwege führen durch das Stadtgebiet: Die Pilgerroute (D7), Teil der D-Netz-Route, führt über etwa 1.065 km als Radfernweg von Flensburg nach Aachen. Sie ist der deutsche Abschnitt der EuroVelo Pilgerroute (EV3). Die Dortmund-Ems-Kanal-Route ist rund 350 km lang und verbindet als nahezu steigungsfreier Radfernweg entlang der Ems und des Kanals das Ruhrgebiet mit der Nordseeküste. Die Friedensroute führt zur nördlichen Nachbarstadt Osnabrück. Für Touristen ist die bundesweit bekannte 100-Schlösser-Route besonders interessant. Die Deutsche Fußballroute NRW ist eine 850 km lange Erlebnis-Radroute zum Thema Fußball in Nordrhein-Westfalen.

#### Öffentlicher Personennahverkehr

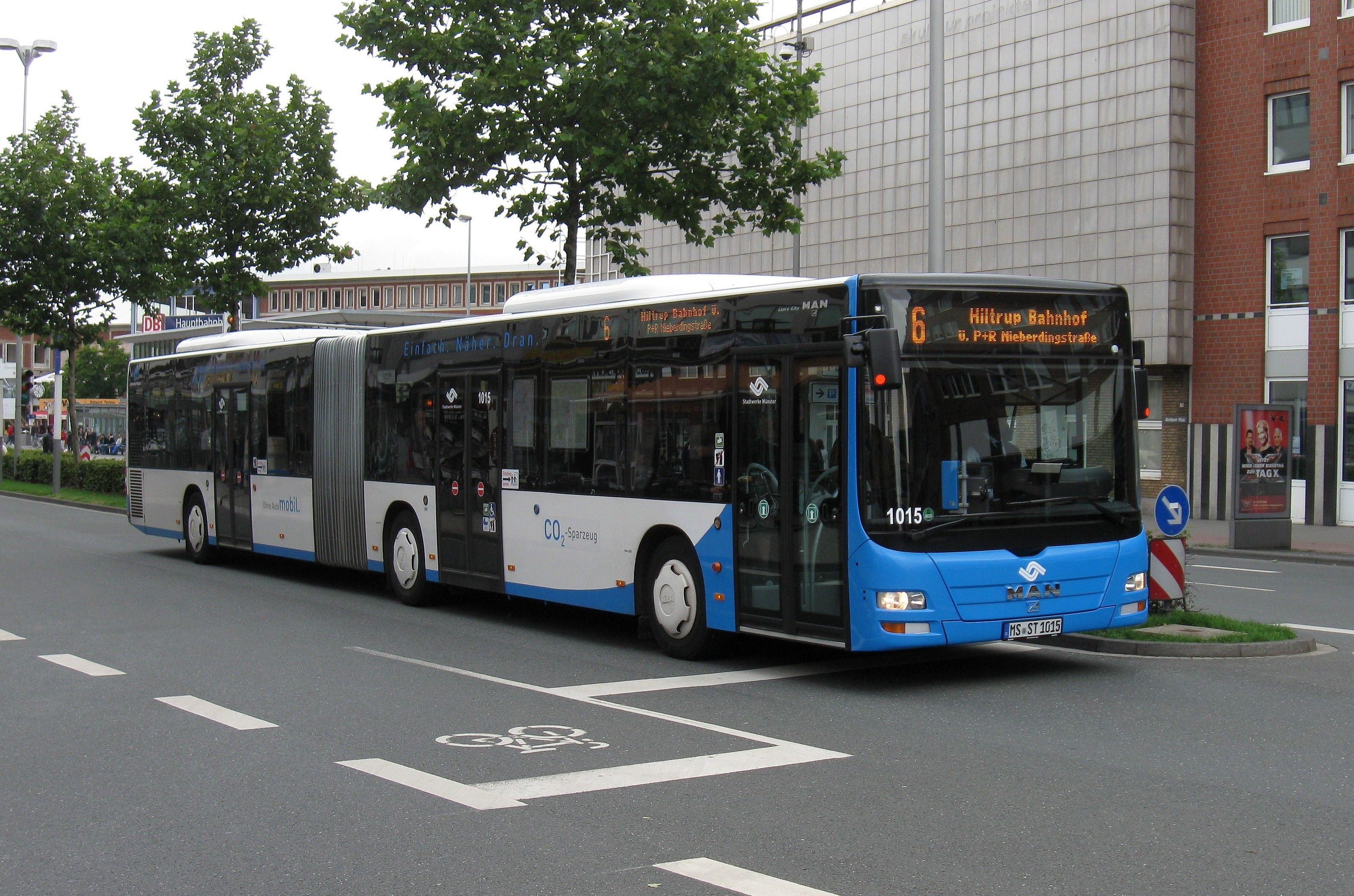
Ein Bus der Stadtwerke am Hauptbahnhof

Seit Stilllegung der Straßenbahn 1954 und des Trolleybusbetriebes 1968 wird der von den Stadtwerken Münster betriebene städtische öffentliche Personennahverkehr (ÖPNV) ausschließlich mit Omnibussen durchgeführt. Münster ist die größte deutsche Stadt ohne städtischen schienengebundenen Personennahverkehr. Die Stadt verfügt lediglich über mehrere Regionalbahnhöfe (der peripher gelegene Haltepunkt Münster Zentrum Nord sowie Stationen in Vororten). Der Busverkehr wird durch Ampel-Vorrangschaltungen und separate Busfahrspuren beschleunigt. Die Stadt gehört der Verkehrsgemeinschaft Münsterland an. Seit dem 1. August 2017 gilt im ÖPNV der Westfalentarif.
Der hohe Nutzungsgrad des Fahrrades in Münster trägt zwar dazu bei, dass die Nachfrage nach öffentlichen Verkehrsmitteln nicht so hoch ist wie in vergleichbaren anderen Städten. Von der kommunalen Verkehrspolitik wird gleichwohl davon ausgegangen, dass Münster als überregional bedeutender Standort für den Einzelhandel und für in Münster arbeitende Pendler ausreichende Parkmöglichkeiten bieten muss; die Anfahrt mit dem Auto ist erwünscht. Daher wird hier trotz seiner Umweltproblematik vorrangig der motorisierte Individualverkehr gefördert. Die Wiedereinführung eines schienengebundenen Stadtverkehrs ist in Münster, anders als in mehreren anderen größenmäßig vergleichbaren deutschen oder ausländischen Städten geschehen oder geplant, nicht vorgesehen. So liegt der am schnellsten wachsende Stadtteil Gievenbeck nicht an einer Eisenbahnstrecke und ist nur auf der Straße erreichbar. Allerdings sind im Rahmen der S-Bahn Münsterland auch neue Haltepunkte im Stadtgebiet vorgesehen, etwa am Preußenstadion und im Mauritzviertel.

#### Eisenbahn

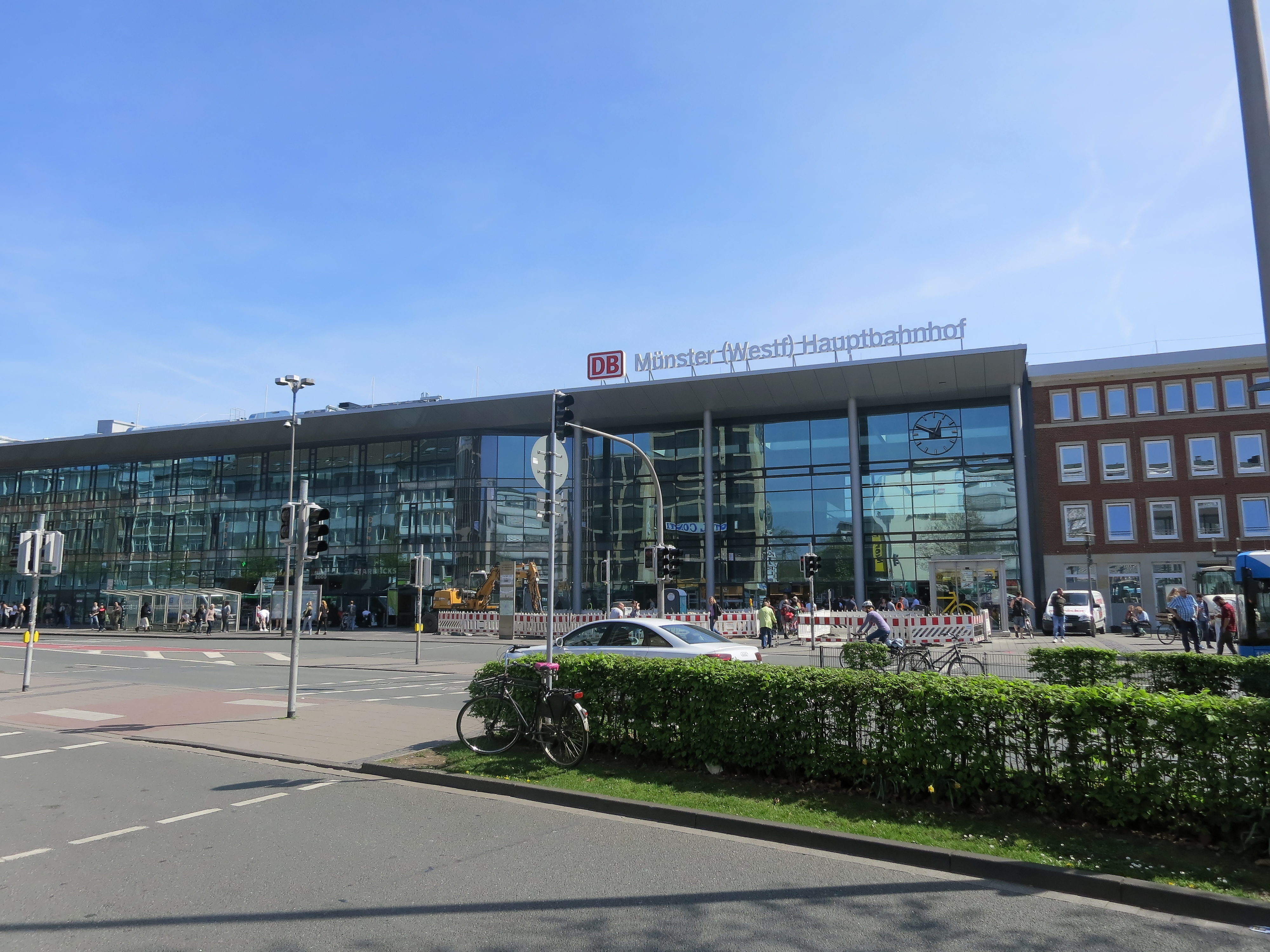
Das 2017 eingeweihte neue Empfangsgebäude des Münsteraner Hauptbahnhofes

Münster ist mittelgroßer Knotenpunkt des Eisenbahnpersonenverkehrs an der Hauptstrecke Hamburg – Bremen – Osnabrück – Münster – Lünen – Dortmund und weiter über Essen – Duisburg – Düsseldorf oder Hagen – Wuppertal nach Köln. Weitere Hauptstrecken bestehen nach Rheine – Emden, Hamm und Wanne-Eickel Hauptbahnhof – Essen/Oberhausen. Nebenstrecken führen nach Enschede, Coesfeld („Baumbergebahn“) und Rheda (– Bielefeld). Wesentliche Mängel des örtlichen Eisenbahnnetzes sind die zu langsamen Direktverbindungen in das benachbarte Oberzentrum Bielefeld und die Einschränkung der Leistungsfähigkeit der Hauptstrecke Hamburg – Dortmund durch ihren einspurigen Abschnitt Münster – Lünen. Entgegen früheren unterschiedlichen Ankündigungen ist die Beseitigung dieser Mängel mittelfristig nun doch vorgesehen. Vom zuletzt sehr marode gewordenen Hauptbahnhof wurden während der Jahre 2010 bis 2013 zunächst die Bahnsteiganlagen saniert. Der Umbau wurde seit Januar 2015 mit dem kompletten Abriss des aus den sechziger Jahren stammenden Empfangsgebäudes fortgesetzt. Der Neubau öffnete im Juni 2017.
Anders als in größenmäßig vergleichbaren Städten bestehen neben dem Hauptbahnhof im geschlossen bebauten Stadtgebiet keine Bahnhöfe mehr, sondern nur in den Vororten Nienberge (Ortsteil Häger), Sprakel, Hiltrup, Amelsbüren, Albachten, Roxel und Mecklenbeck. Ausnahme ist seit einigen Jahren der Dienstleistungsstandort Zentrum Nord.
Im Zuge der gestiegenen Nachfrage und besserer Vernetzung erfuhr der Bahnhof Münster Zentrum-Nord eine Aufwertung. So erfolgte mit dem Umbau des Seitenbahnsteigs und der Verlegung eines zusätzlichen Gleises der Bau eines Mittelbahnsteigs. Die Baumaßnahme begann 2015 und konnte im Sommer 2017 weitgehend abgeschlossen werden.
Der südlich des Hauptbahnhofes gelegene Güterbahnhof wurde als Knotenbahnhof 1994 stillgelegt und besitzt wegen der geringen und zurückgegangenen Bedeutung der Industrie in Münster sowie der Verkehrsverlagerung auf die Straße im Ortsverkehr nur noch einen Kunden (Firma Waggonbau Kiffe). Es werden ausschließlich dort zu wartende Leerwagen abgefertigt. Beladene Güterwagen können dagegen in Münster nicht mehr abgefertigt werden. Deshalb ist der Abbruch dieser Gleisanlagen im sogenannten „Flächennutzungsplan 2010“ angedacht. Südöstlich daran schließt sich ein Abstellbahnhof für Personenwagen an. Dieser ist nicht von dem geplanten eventuellen Abbruch betroffen.
Einen Rangierbahnhof hat es in Münster anders als in den meisten vergleichbaren Städten und Eisenbahnknoten nie gegeben, nachdem infolge der Hyperinflation Anfang der 1920er Jahre die bereits existierenden Pläne hierfür 1924 verworfen wurden. Es gibt bahnseitige Überlegungen, den noch mehrheitlich über Münster laufenden durchgehenden Eisenbahngüterverkehr zwischen den Nordseehäfen und dem Ruhrgebiet durch weitere Rationalisierungsmaßnahmen auf andere Strecken über Minden zu verlegen, wobei in diesem Zusammenhang die 1930 eröffnete, unvollständig gebliebene und ausbesserungsbedürftige Güterumgehungsbahn am östlichen und südlichen Stadtrand stillgelegt werden soll.
Die von der Westfälischen Landes-Eisenbahn (WLE) betriebene Bahnstrecke nach Neubeckum (– Beckum – Lippstadt – Warstein) wird seit 1975 nur noch für den Güterverkehr genutzt. Es ist geplant, den Personenverkehr auf der WLE-Strecke bis zur Stadt Sendenhorst im Jahr 2023 zu reaktivieren. Der Umbau der maroden Strecke scheiterte bisher an der Finanzierung. Zwischenzeitlich wurde die Planung aber europaweit ausgeschrieben und die notwendigen Unterlagen, bis zur sogenannten Leistungsphase 4 (Genehmigungsplanung), im Frühjahr 2017 vom Zweckverband Nahverkehr Westfalen-Lippe (NWL) an das Land NRW übergeben.
Am 2. Dezember 2019 stellten der Oberbürgermeister Münsters, Markus Lewe, sowie die Landräte im Münsterland das Projekt S-Bahn Münsterland vor. Ziel ist es, bis 2030 ein funktionierendes S-Bahn-Netz im Münsterland zu etablieren. Dafür sollen weitere Bahnhöfe gebaut werden, sowohl innerhalb Münsters als auch im Münsterland, und Regionallinien in S-Bahnlinien umgeändert werden. Die zukünftigen Linien sollen sich im Norden bis zum Osnabrücker Hauptbahnhof, im Osten bis zum Bielefelder Hauptbahnhof, im Süden bis nach Gelsenkirchen und im Westen bis nach Enschede erstrecken. Geplant sind neun S-Bahnlinien (S1-S9), sowie weitere Regionalbahnen und Regional-Expresse.

#### Straßenverkehr

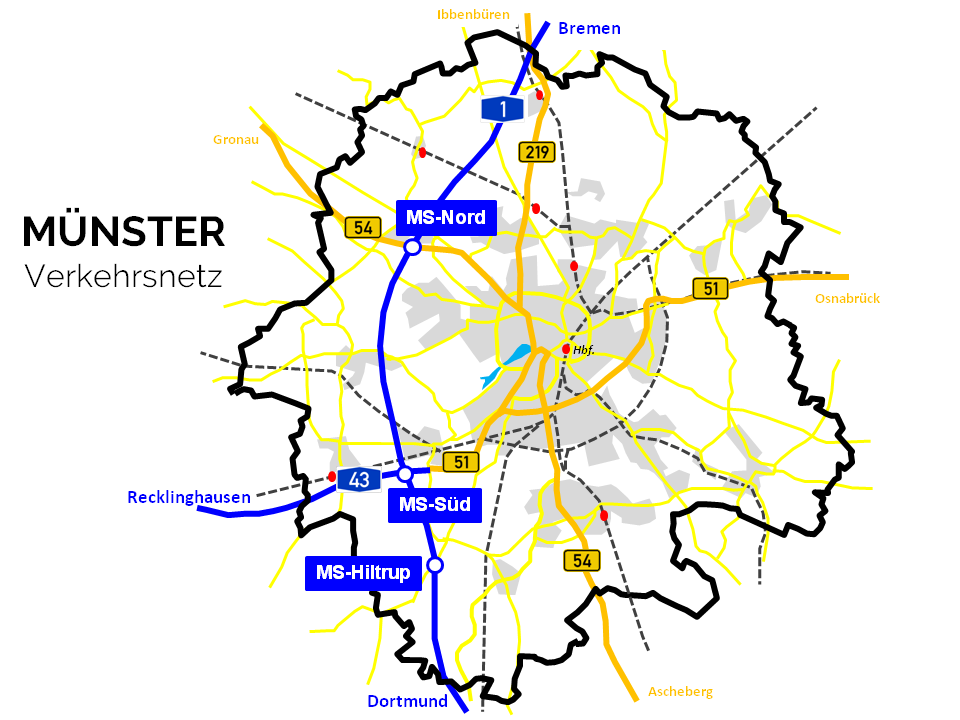
Münsters Verkehrsnetz

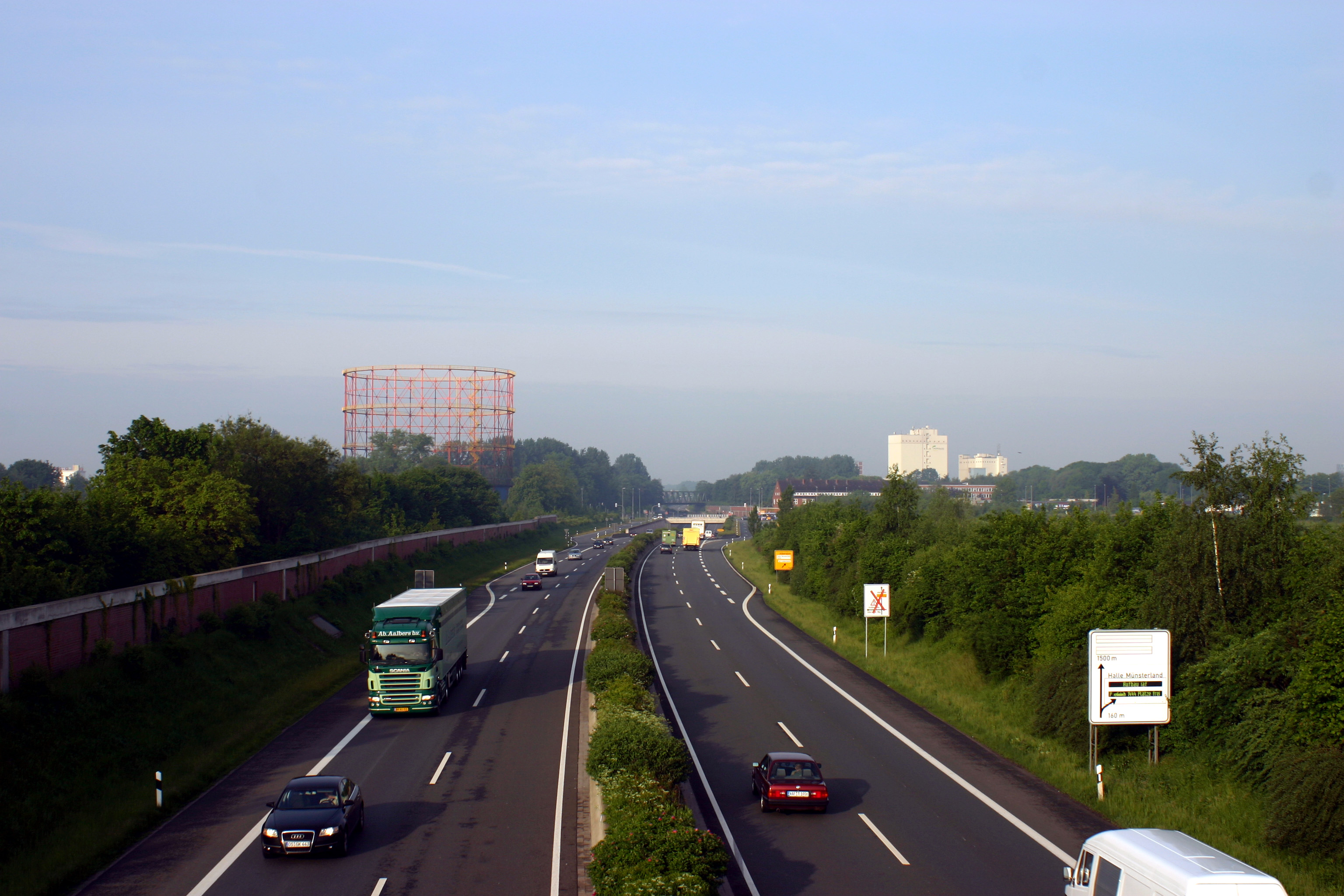
Blick auf die Umgehungsstraße B 51 mit der Kreuzung mit dem Albersloher Weg und dem Gasometer im Hintergrund

Durch das Stadtgebiet von Münster verläuft seit 1965 als eine wichtige Fernverkehrsstraße die Bundesautobahn A 1 in Nord-Süd-Richtung. Die hier als Hansalinie bezeichnete Trasse verläuft in einem weiten Bogen durch den Westen der Stadt und sorgt für eine räumliche Abtrennung der Stadtteile Nienberge und Roxel vom übrigen Stadtgebiet. Von der A 1 ist Münsters Zentrum über die Autobahnkreuze Münster-Nord und Münster-Süd sowie über die am Industrie- und Gewerbegebiet Hansa-BusinessPark gelegene Anschlussstelle Münster-Hiltrup/Amelsbüren zu erreichen. Sie wurde im Zuge des sechsspurigen Ausbaus der Hansalinie eingerichtet und im Oktober 2014 eröffnet.
Seit 1981 besteht ein Anschluss an die A 43, die von Wuppertal über Bochum und Recklinghausen kommend die A 1 am Autobahnkreuz Münster-Süd unterquert und wenige Kilometer weiter in die Bundesstraßen B 219 und B 51 übergeht.
Während die B 219 in nördlicher Richtung durch das Stadtgebiet nach Greven und Ibbenbüren führt, verläuft die B 51 in einem weiten Bogen in nordöstlicher Richtung als Umgehungsstraße um Münster herum über Georgsmarienhütte, Osnabrück und Diepholz nach Bremen. Als dritte übergeordnete Straße durchquert die Bundesstraße 54 in südöstlicher Richtung die Stadt. Dabei kreuzt sie am Autobahnkreuz Kreuz Münster-Nord die Autobahn A 1, vereint sich im Bereich des historischen Stadtkerns mit der Bundesstraße 219, um dann über den Ludgeriplatz und die Hammer Straße in Richtung Dortmund und im weiteren Verlauf in Richtung Wiesbaden weiterzuführen.
Neben diesen übergeordneten Straßen existieren noch weitere Hauptachsen des Straßenverkehrs. So führen mehrere wichtige Einfallstraßen sternförmig in die Stadt. Dabei handelt es sich neben den bereits erwähnten Bundesstraßen noch um den Schifffahrter Damm, die Wolbecker Straße, den Albersloher Weg und die Weseler Straße. Innerhalb der Stadt wird die Hauptlast des Verkehrs über zwei Ringstraßen geführt. Der innere Ring verläuft rund um den historischen Stadtkern. Im Norden durch die Münzstraße und im Westen durch die Straßen Schlossplatz und Am Stadtgraben verläuft sie innerhalb des Promenadenrings, im Osten und Süden verläuft sie unweit außerhalb des Promenadenrings. Der äußere Ring, von Münsters Bürger oft einfach nur als Der Ring bezeichnet, verläuft in einem Abstand von rund einem Kilometer um den inneren Ring. Allerdings ist dieser nicht komplett vollendet worden, so dass der südliche Abschnitt zwischen der Weseler Straße und dem Hauptbahnhof fehlt und der Verkehr über den inneren Ring und den Ludgeriplatz geführt wird.
Neben den beiden Ringstraßen bestehen Pläne für den Bau eines dritten, äußeren Rings. Die sprachgebräuchlich auch als Umgehungsstraße bezeichnete B 51, als Teil hiervon, ist im Süden und Osten bereits fertiggestellt, bevor sie in die Warendorfer Straße einmündet. Die Verlängerung in Richtung Norden (ab hier als B481n bezeichnet) zum Schifffahrter Damm auf Höhe der Schleuse am Dortmund-Ems-Kanal bei Coerde ist bereits genehmigt und die notwendigen Vorarbeiten hierzu haben bereits teilweise begonnen. In diesem Zusammenhang wird die bislang ab Höhe des Albersloher Weg zweispurige Straße seit 2016 vierspurig ausgebaut. Weitere Überlegungen existieren für den Bau des noch fehlenden nördlichen Abschnitts zur Steinfurter Straße und der Autobahn 1 als westliche Tangente.
Umweltsituation
Wegen der hohen Feinstaubbelastung im Stadtzentrum wurde von der Bezirksregierung Münster ein Luftqualitätsplan mit dem Ziel aufgestellt, die Schadstoffemissionen zu reduzieren. In diesem Zusammenhang wurde ab 1. Januar 2010 in Münster eine Umweltzone eingerichtet, die nur von Fahrzeugen der Schadstoffgruppen 3 und 4 befahren werden darf. Die Umweltzone reicht von der Münzstraße und Breul im Norden bis zur Moltke- und Hafenstraße im Süden. In Ost-West-Richtung erstreckt sie sich von der Bahnhof- und Eisenbahnstraße bis zum Schlossplatz und Am Stadtgraben sowie den weiteren Verläufen der genannten Straßen. Die Umweltzone umfasst damit ungefähr das Gebiet innerhalb des Promenadenrings. Um die Hauptlärmquelle in Münster – der Straßenverkehrslärm – zu reduzieren, traten am 1. Februar 2019 auf neun Straßenabschnitten zusätzliche Tempo-30-Zonen in Kraft.

#### Luftverkehr

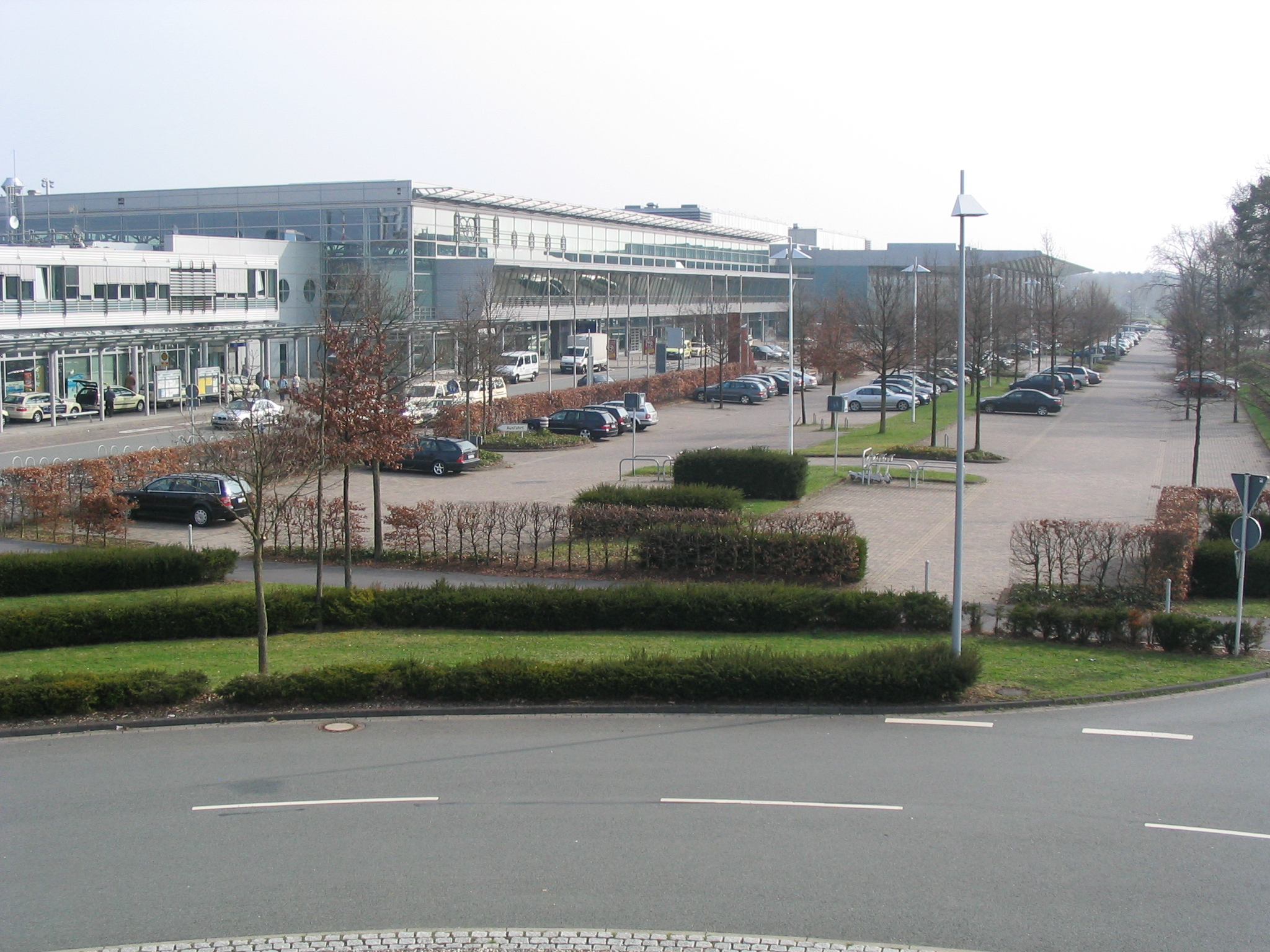
Blick auf die beiden Terminals des Flughafens Münster/Osnabrück

Auf dem Gebiet der benachbarten Stadt Greven befindet sich der internationale Flughafen Münster/Osnabrück, von dem aus neben Linienflugverbindungen innerhalb Deutschlands sowie in einige europäische Länder vor allem Charterflugverbindungen in verschiedene Urlaubsgebiete bestehen. 2019 wurden 983.901 Passagiere verzeichnet.
Ein weiterer Flugplatz besteht mit dem als Verkehrslandeplatz eingestuften Flugplatz Münster-Telgte auf dem Gebiet der Stadt Telgte, nordöstlich des Stadtteils Münster-Wolbeck. Neben dem regulären privaten und geschäftlichen Flugverkehr dient er drei Flugvereinen aus Münster als Basis.

#### Schifffahrt

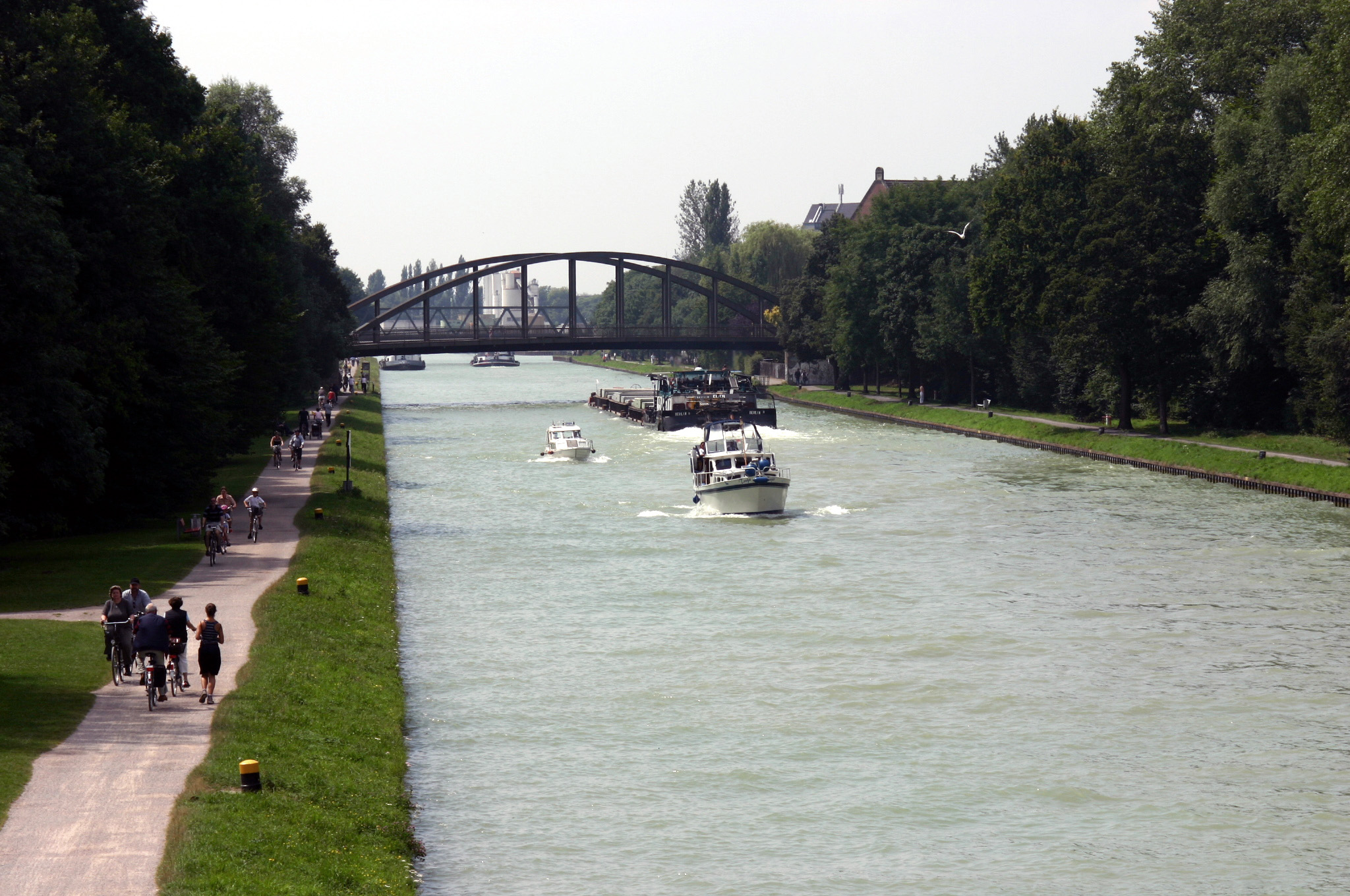
Dortmund-Ems-Kanal

Bereits 1724 wurde in Münster mit dem Bau eines Kanals begonnen. Der so genannte Münstersche Kanal sollte das niederländische Wasserstraßennetz und die Nordsee erreichen. Der Kanal wurde jedoch nur bis Clemenshafen (Neuenkirchen) und später bis Maxhafen (Wettringen) gebaut und war bis 1840 in Betrieb. Die Überreste sind als technisches Bodendenkmal geschützt und unter der Bezeichnung Max-Clemens-Kanal bekannt.
Durch Münster verläuft der Dortmund-Ems-Kanal (DEK), der den Nordseehafen Emden mit dem großen Binnenhafen Dortmund verbindet. Der Kanal durchquert das Stadtgebiet auf einer Länge von 26,0 km. Im Gegensatz zum Güterverkehr ist der Kanal im Personenverkehr, abgesehen von den Ausflüglern, bedeutungslos.
Am nordöstlichen Stadtrand, bei DEK km 71,495, befindet sich die Schleuse Münster. Die Anlage gleicht ein Gefälle von 6,2 m aus. Sie besteht aus drei Schleusenkammern. Von 2004 bis 2014 wurde die Anlage für 140 Millionen Euro erneuert. Die ältesten Schleusenkammern I (von 1898) & II (von 1913) wurden dabei gegen zwei leistungsfähigere Modelle ausgetauscht. Die Schleusenkammer III aus dem Jahr 1926 blieb bestehen.
2018 passierten 11.523 beladene und 2.618 unbeladene Güterschiffe die Schleuse in Münster. Berg- und Talfahrt der Schiffe hielten sich in etwa die Waage.
Der Binnenhafen in Münster ist aufgrund seiner inzwischen geringen Bedeutung in großen Teilen stillgelegt worden. Er wurde 2010 nur noch von 71 Frachtschiffen angelaufen; seit 1990 (662 Güterschiffe) entspricht dies einem Rückgang von fast 90 %. Viele Flächen mit Gebäuden ehemals dort ansässiger Betriebe wurden einer neuen Nutzung zugeführt. Dabei wird besonderer Wert darauf gelegt, Künstler anzusiedeln und durch die stark zunehmende Gastronomie ein neues Freizeitgebiet zu schaffen. Während diese Umstrukturierung nördlich des Hafens am Kreativkai bereits weitgehend abgeschlossen ist, ist der südliche Teil noch industriell geprägt. Mittelfristig soll der Hafen selbst zu einer Marina umgebaut werden.
Mit der Solaaris wird auf dem städtischen Aasee ein Linienverkehr zum Allwetterzoo unterhalten.

### Medien

#### Zeitungen

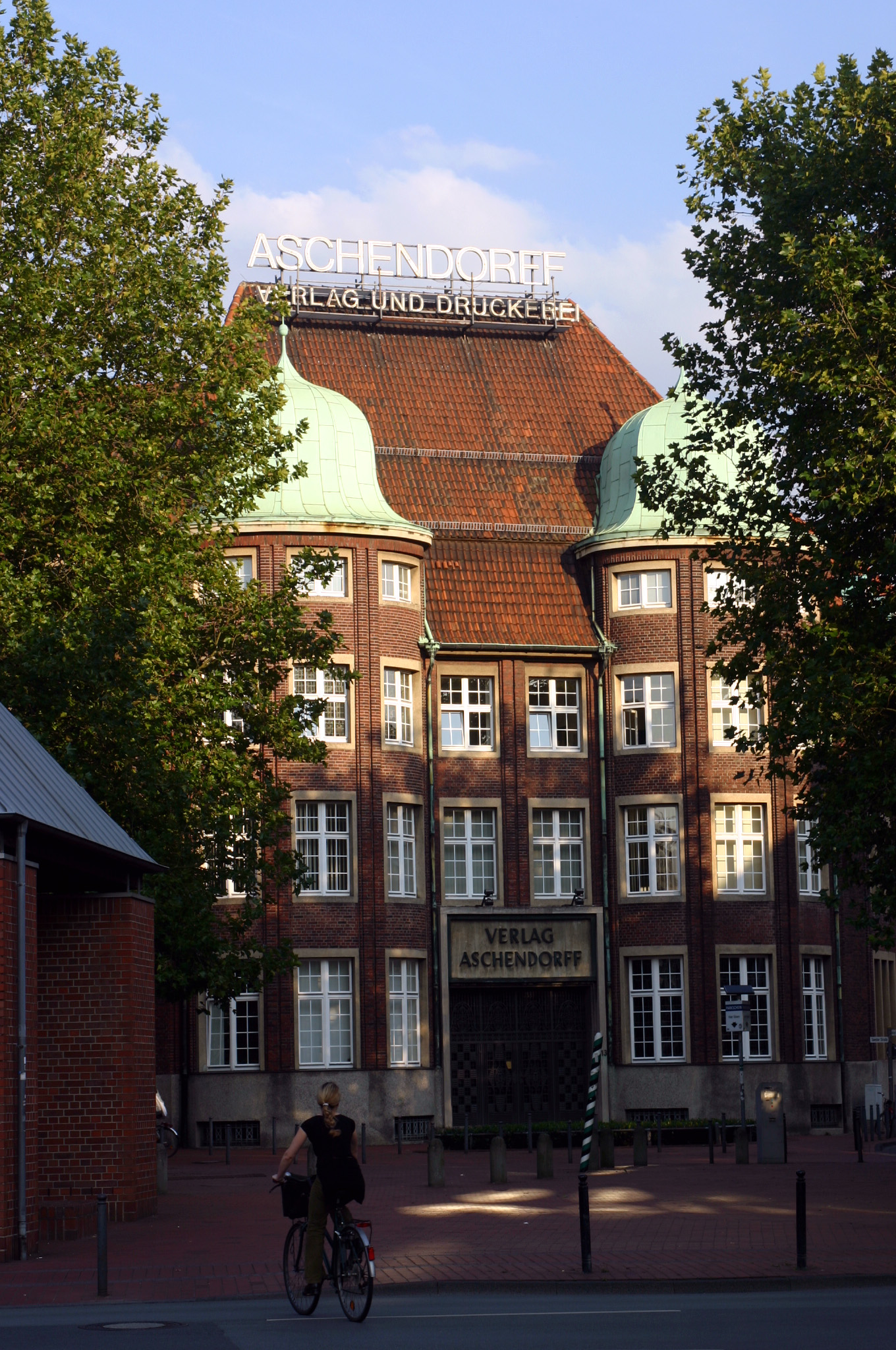
Verlagshaus Aschendorff, Stammsitz bis 2008, heute Sitz des Buchverlages

In Münster erscheinen zwei Tageszeitungen, die Westfälischen Nachrichten (WN) und die Münstersche Zeitung (MZ). Im Zuge einer vom Bundeskartellamt genehmigten Sanierungsfusion hat der Münstersche Aschendorff-Verlag (Westfälische Nachrichten) die Münstersche Zeitung aus dem Dortmunder Medienhaus Lensing in der zweiten Jahreshälfte 2014 übernommen. Die MZ-Ausgabe vom 15. November wurde letztmals von einem eigenen Redaktionsteam produziert. Seitdem kommen die lokalen Inhalte aus der WN-Redaktion, während der Mantel vom Medienhaus Lensing bezogen wird.
Daneben verteilte der Aschendorff-Verlag die wöchentlich erscheinende Gratiszeitung Hallo Münster, welche im Jahr 2023 eingestellt wurde.
Seit November 2014 verlegt die Unternehmensgruppe Aschendorff eine Wirtschaftszeitung mit dem Titel „Die Wirtschaft Münster|Münsterland“. Das Produkt richtet sich insbesondere an Spitzenkräfte und Unternehmer der regionalen Wirtschaft in Münster sowie in den Münsterlandkreisen Borken, Steinfurt, Warendorf und Coesfeld.

#### Zeitschriften und Stadtmagazine
Des Weiteren erscheinen mit lokalem Bezug die beiden wöchentlichen Terminkalender na dann … sowie das 14-tägliche Stadtmagazin ultimo, die kostenlos verteilt werden, die Obdachlosenzeitung draußen!, das dreimonatlich kostenlos erscheinende Arbeitslosenmagazin Sperre – Münsters Magazin für Arbeit, Soziales & Kultur, das zweimonatlich kostenlos erscheinende, regionale Interviewmagazin Stadtgeflüster Münster sowie die regionale Kulturzeitschrift Westfalenspiegel. Viermal im Jahr erscheinen alternierend noch die kostenlosen Übersichten „Münster kauft ein“ und „Münster geht aus“. Seit März 2012 erscheint elf Mal jährlich das vom ehemaligen Bild-Journalisten Christoph Wüllner herausgegebene Münster-Magazin.
Seit 1999 hat auch die Redaktion der gewaltfrei-anarchistischen Monatszeitung Graswurzelrevolution ihren Sitz in Münster. Die Bewegungszeitung ist die älteste noch existierende anarchistische Zeitung Deutschlands.

#### Fernsehen
Der WDR betreibt im Osten Münsters ein Lokalstudio, in dem unter anderem die werktägliche regionale Magazinsendung Lokalzeit Münsterland für das WDR-Fernsehen produziert wird.
Seit 2002 sendet der WDR die in Münster angesiedelte Tatort-Reihe mit Hauptkommissar Frank Thiel und Rechtsmediziner Karl-Friedrich Boerne, die Fernsehserie mit den höchsten Einschaltquoten in Deutschland. Axel Prahl und Jan Josef Liefers spielen die Hauptrollen. Das ZDF produziert in Münster die seit 1995 laufende Krimireihe Wilsberg mit Leonard Lansink als Privatdetektiv in der Titelrolle.
Filme und Serien, welche in Münster gedreht wurden, finden sich in der Liste von Filmen mit Drehort Münster und Münsterland.

#### Hörfunk
Der Westdeutsche Rundfunk (WDR) ist mit seinen fünf Spartensendern im gesamten Stadtgebiet zu empfangen. Im Münsteraner Lokalstudio des WDR werden die Lokalnachrichten für das Münsterland (Nachrichten aus dem Münsterland) für den Sender WDR 2 (94,1 MHz) produziert.
Ebenfalls ansässig in Münster ist der private Radiosender Antenne Münster. Er wird von der Lokalradio Münster Betriebsgesellschaft mbH betrieben und sendet außerhalb der lokalen Option das Rahmenprogramm von Radio NRW. Im Stadtgebiet kann er auf UKW 95,4 MHz empfangen werden, die Kabelfrequenz beträgt 91,2 MHz.
Als dritter Sender in Münster wird das Hochschulradio Radio Q vom Hochschulrundfunk Münster e. V. betrieben und kann auf UKW 90,9 MHz im Stadtgebiet empfangen werden, die Kabelfrequenz beträgt 105,3 MHz.
Münster verfügt darüber hinaus über vier durch die Landesanstalt für Medien Nordrhein-Westfalen anerkannte Radiowerkstätten, in denen Bürgergruppen Beiträge für den Bürgerfunk, der über Antenne Münster ausgestrahlt wird, herstellen können. Diese Radiowerkstätten werden von dem Verein medienforum münster e. V., der Volkshochschule Münster, dem Offenen Bürgerkanal Münster e. V. sowie der katholisch-sozialen Akademie Franz-Hitze-Haus unterhalten.

#### Verlage
Neben den Zeitungsverlagen sitzen traditionelle Buchverleger in Münster. Unter diesen befinden sich der Aschendorff Verlag mit den Schwerpunkten Theologie, Regional- und Kulturgeschichte, der Fachbuchverlag Klemm & Oelschläger, der Kinderbuchverlag Coppenrath, der Daedalus Verlag, der regionale Ardey-Verlag sowie der OWC-Verlag für Außenwirtschaft und der Lit Verlag für hauptsächlich sozial- und geisteswissenschaftliche Literatur und der Philippka-Sportverlag.

## Tourismus

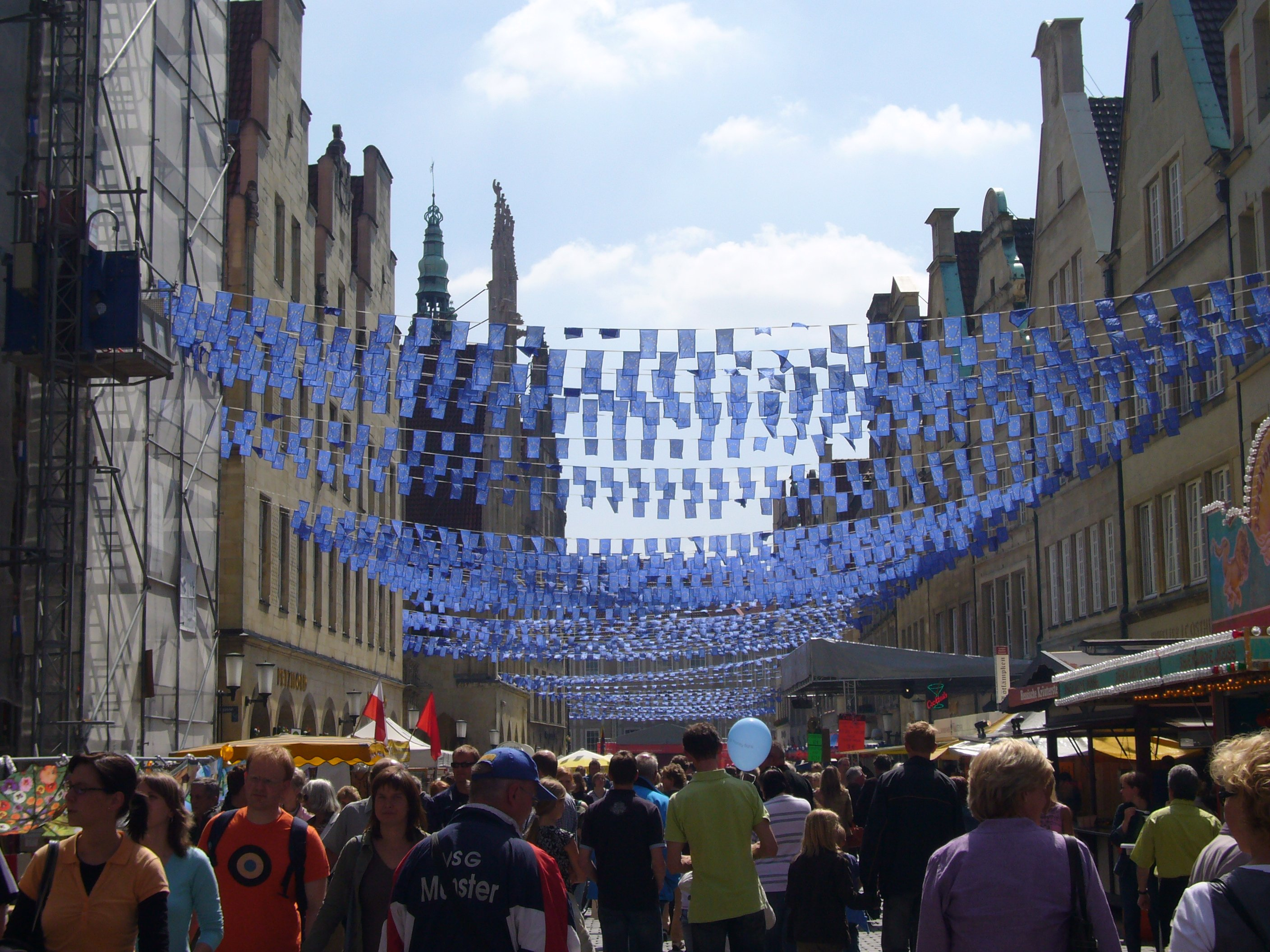
Prinzipalmarkt während des Eurocityfestes

Jährlich kommen rund 19,5 Millionen Tagesgäste nach Münster. Ungefähr 637.000 Gäste, davon etwa 66.000 aus dem Ausland, bleiben über Nacht und buchen im Durchschnitt zwei Übernachtungen. Insgesamt kam es so beispielsweise 2024 zu 1,93 Millionen Übernachtungen. Dafür stehen 80 Beherbergungsbetriebe innerhalb der Stadtgrenzen mit ungefähr 8200 Betten zur Verfügung.
Besonders für Eintagesgäste ist Münster als Einkaufsstadt beliebt. Die regionalen Feste wie das Eurocityfest, der Weihnachtsmarkt und der Jahrmarkt Send sowie die Ende August stattfindende Montgolfiade mit Ballonglühen am Aaseeufer ziehen viele auswärtige Gäste an. Zur besseren Verständigung mit niederländischen Gästen werden bei großen Veranstaltungen auch niederländische Polizisten in Münster eingesetzt. Eine Unternehmensberatung ermittelte 2006, dass der Tourismus jährlich rund 850 Millionen Euro nach Münster brachte.
Die Stadt Münster bietet über den Verein StadtLupe Münster e. V. Rundgänge an, zum Beispiel eine Altstadt-Tour und eine „ArchitekTour“. Der gemeinnützige Verein StattReisen Münster bietet Rundgänge an als Mitglied im Forum Neue Städtetouren; es gibt auch „Stadtrundgänge zur Frauengeschichte in Münster“. Die in Münster gegründeten k3 stadtführungen bieten unter anderem Stadtrundgänge zum Westfälischen Frieden sowie zu Drehorten beliebter Krimiserien wie Tatort oder Wilsberg an.
Seit dem Gewinn des LivCom-Awards wirbt Münster mit dem Titel lebenswerteste Stadt der Welt. Unter anderem wurden Plakate mit dem Satz „Münster ist die lebenswerteste Stadt der Welt“ und Szenen aus dem Stadtleben verteilt. Jeder münstersche Haushalt bekam außerdem zwei Postkarten mit Werbung für die Stadt. 2005 startete die Stadt die Image-Kampagne geheimtipp-muenster. 2009 wurde der Aasee-Park als „Schönster Park Europas“ ausgezeichnet, nachdem er bereits 2008 zu „Deutschlands schönstem Park“ gewählt worden war.

## Auszeichnungen und Preise

### Deutscher Nachhaltigkeitspreis
Am 7. Dezember 2018 erhielt Münster den Deutschen Nachhaltigkeitspreis für Städte und Gemeinden 2019 in der Kategorie „Großstadt“.

### Entente Florale
Beim bundesweiten Wettbewerb „Entente Florale Deutschland“ des Jahres 2006 wurde Münster am 8. August 2006 in Mainz mit der Goldmedaille ausgezeichnet und setzte sich gegen 14 weitere Städte auf Bundesebene durch, um Deutschland beim Europawettbewerb der Entente Florale Europe 2007 zu vertreten. Entscheidenden Anteil zur Wahl hatte die seit dem Jahr 1770 das Stadtzentrum umgebende Promenade sowie die nachhaltige Gestaltung der städtischen Grünflächen unter Mitwirkung der münsterschen Bürger. Im Wettbewerb setzte sich die einzige deutsche Stadt 2007 gegen Städte aus elf weiteren Nationen durch und wurde am 21. September 2007 in Harrogate mit Gold ausgezeichnet.

### Europaaktive Kommune
Münster hat 2014 beim Wettbewerb „Europaaktive Kommune in Nordrhein-Westfalen“ den Sonderpreis in der Kategorie „Organisieren“ erhalten. Damit würdigte die NRW-Landesregierung den beispielhaften Aktionsplan der Stadtverwaltung zum Ausbau der Europaarbeit. Darin geht es um die Koordinierung der vielfältigen Europa-Aktivitäten und die Herstellung von Kontakten zwischen den Akteuren.

### European Energy Award in Gold
Mit dem am 3. November 2005 an Münster als erste deutsche Großstadt verliehenen „European Energy Award Gold“ reiht sich ein weiterer Preis in lange Liste der Auszeichnungen ein. Das goldene Zertifikat wird vom Forum European Energy Award (EEA) an europäische Städte und Kommunen verliehen, die sich erfolgreich an einem Qualitätsmanagement- und Zertifizierungsverfahren zum schonenden Einsatz von Energie beteiligt haben. Münster, das 80 Prozent der möglichen Punkte erreichte, erhielt diese Auszeichnung insbesondere für ein Konzept der Altbausanierung, bei dem zwischen 1997 und 2005 insgesamt 1050 Wohnungen für 35,1 Millionen Euro energetisch saniert wurden. Ein weiterer Aspekt war das neue GuD-Kraftwerk Münster Hafen der Stadtwerke Münster mit einer Leistung von 570.000 Megawattstunden pro Jahr, mit der rund die Hälfte des Energiebedarfs der Stadt gedeckt werden kann. Bei der turnusmäßigen Rezertifizierung am 5. November 2009 in Paris erreichte die Stadt schon 84 Prozent der möglichen Punkte im EEA-Ranking – dies war auf Bundesebene erneut das beste Ergebnis. Am 26. November 2012 nahm Münster in Brüssel zum dritten Mal den „European Energy Award Gold“ entgegen. Münster holte 90 Prozent aller Punkte und erzielte von 25 prämierten Kommunen das beste Ergebnis. Grundlage für den Erfolg bildete eine detaillierte Ist-Analyse und ein energiepolitisches Arbeitsprogramm aus dem Energieteam der Stadtverwaltung. Es beinhaltete zahlreiche Projekte aus den Bereichen Entwicklungsplanung, Raumordnung, kommunale Gebäude, Versorgung, Entsorgung, Mobilität sowie Kommunikation und Öffentlichkeitsarbeit. Am 3. November 2015 hat die Stadt Münster in Leipzig erneut den European Energy Award in Gold erhalten (EEA). 89 Prozent der möglichen Punkte führte erneut zum Spitzenplatz unter den 33 prämierten europäischen Goldkommunen.
Mit dem regionalen Label des European Energy Award (EEA) ist 2015 die Stadtregion Münster als erste Region in Deutschland für ihre Klimaschutzaktivitäten ausgezeichnet worden. Hierzu zählen die Städte und Gemeinden Altenberge, Ascheberg, Drensteinfurt, Everswinkel, Greven, Havixbeck, Münster, Nottuln, Ostbevern, Senden, Sendenhorst und Telgte. Sie streben bis 2050 die CO2-neutrale Region an. Der Titel gilt bis 2018 und muss dann bestätigt werden.

### Fahrradfreundlichste Stadt

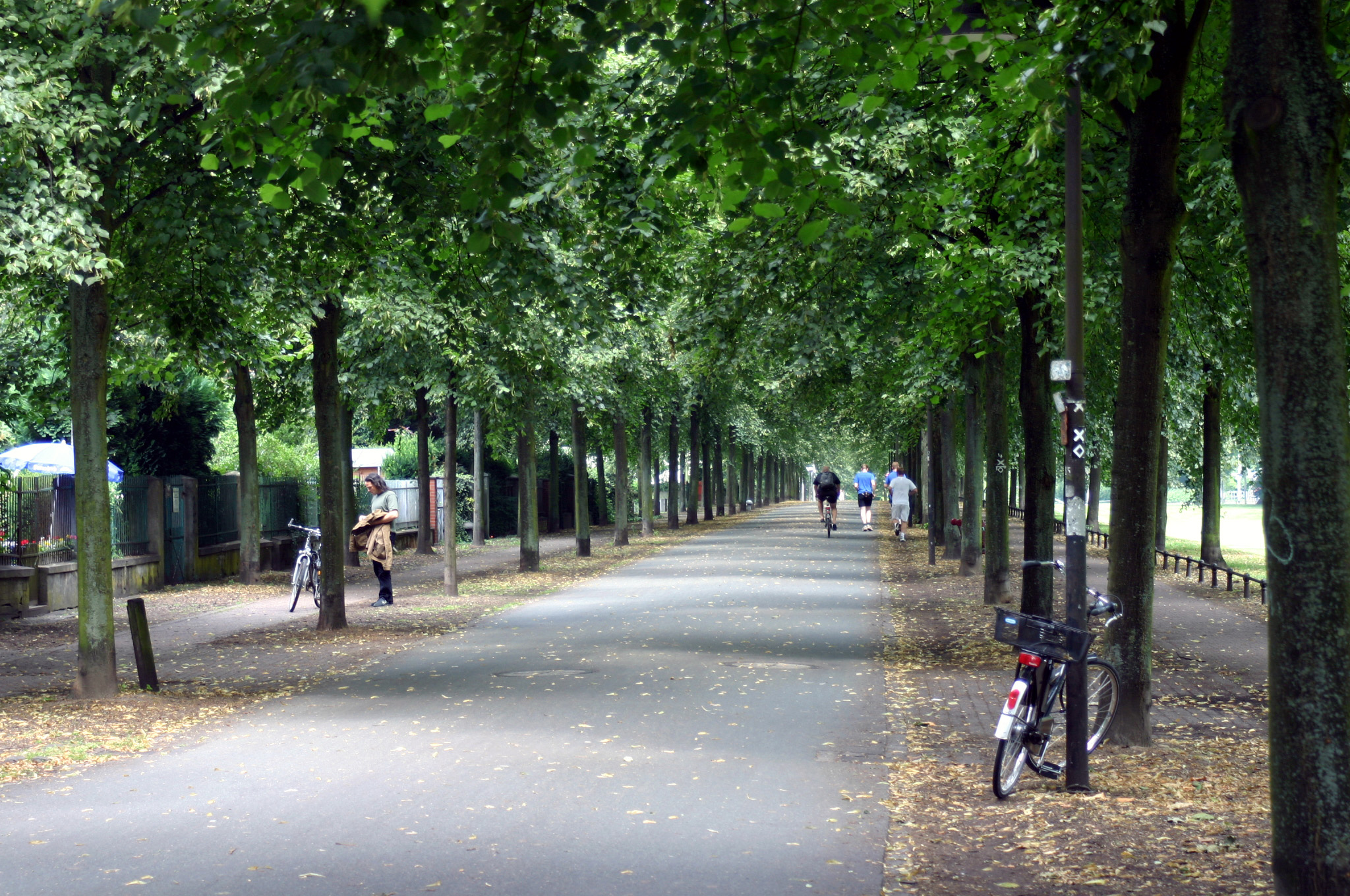
Die Promenade: Grüner Ring um die Innenstadt und zugleich „Fahrradautobahn“

Der Bund für Umwelt und Naturschutz und der Allgemeine Deutsche Fahrrad-Club (ADFC) veranstalten seit 1998 den so genannten Fahrradklimatest. Bei der Umfrage von 2024 wurde Münster zur fahrradfreundlichsten Stadt Deutschlands zwischen 200.000 und 500.000 Einwohnern gekürt. Auch in den Jahren 2001, 2003, 2005 und 2012 hatte Münster den ersten Platz belegt.

### LivCom-Award
Einen besonderen Titel hat Münster Ende 2004 erworben. Beim LivCom-Award 2004 in Niagara (Kanada) setzte sich Münster – als einzige deutsche Großstadt im Finale – in der Klasse der Städte mit 200.000 bis 750.000 Einwohnern durch. Der LivCom-Award wird vom Umweltprogramm der Vereinten Nationen (UNEP) und der Internationalen Vereinigung der Gartenbauamtsleiter (IFPRA) getragen. Münster darf sich mit der gewonnenen Goldmedaille daher mit dem Titel „Lebenswerteste Stadt der Welt“ schmücken. Der zehnminütige Trailer, den Oberbürgermeister Tillmann in Niagara präsentiert hat, lässt sich von der Homepage der Stadt herunterladen (siehe Weblinks).

### Masterplan-Kommune 100% Klimaschutz
Mitte Juli 2016 ist Münster vom Bundesumweltministerium für seine Klimaschutzaktivitäten und -ziele als „Masterplan-Kommune“ ausgezeichnet worden. Für die künftige Entwicklung erhält die Stadt bis 2020 umfangreiche Fördermittel. Angestrebt wird eine Reduzierung der Treibhausgas-Emissionen bis 2050 um mindestens 95 Prozent gegenüber 1990, zugleich soll der Endenergieverbrauch halbiert werden.

### Papieratlas
Beim bundesweiten Städtewettbewerb „Papieratlas 2013“ hat es die Stadt Münster von 90 Teilnehmern auf den dritten Platz geschafft. Ausgezeichnet wurde die nachhaltige Papierbeschaffung, die den Recyclingpapiereinsatz zur Einsparung von Kohlendioxid, Wasser und Energie als wichtigen Teil des Klimaschutzkonzeptes der Stadt betrachtet. Der Papieratlas-Städtewettbewerb wurde 2008 von der Initiative Pro Recyclingpapier mit Unterstützung des Bundesumweltministeriums und des Deutschen Städtetags ins Leben gerufen. Weitere Partner sind das Umweltbundesamt und der Deutsche Städte- und Gemeindebund.

### Stadt der Wissenschaft
Am 4. Juni 2012 erhielt die Stadt Münster, die acht Hochschulen und 49.000 Studenten beheimatet, vom Stifterverband für die Deutsche Wissenschaft den Titel „Stadt der Wissenschaft“ im Lübecker Rathaus verliehen. Seit 2004 wird dieser Preis zur Förderung im Bereich Wissenschaft sowie zur Anbindung der Wissenschaft an Wirtschaft und Kultur vergeben.

### Sonstige Auszeichnungen
2004 wurde Münster von der Initiative „Ein Herz für Kinder“ als kinderfreundlichste Stadt Deutschlands ausgezeichnet, die „Initiative Neue Soziale Marktwirtschaft und WirtschaftsWoche“ vergab einen Top-Ten-Platz an Münster als eine der „reformfreudigsten Städte Deutschlands“. Im selben Jahr bekam Münster für den Betrieb von Solaranlagen an Schulen den „Climate Star“ verliehen, eine europäische Auszeichnung für lokale Klimaschutz-Aktivitäten.
Beim ADAC-Städtewettbewerb „Erreichbarkeit von Zentren und Innenstädten“ im Aktionsfeld „Neue Ansätze, Visionen, Konzepte“ belegte Münster 2001 den ersten Platz und wurde somit Bundessieger. Bereits 1997 wurde Münster von der Deutschen Umwelthilfe zur Klimahauptstadt Deutschlands gekürt. Diese Auszeichnung konnte die Stadt 2006 erneut in Empfang nehmen.
Bei der Initiative „Neue Soziale Marktwirtschaft“ der Wirtschaftswoche erreichte Münster 2011 sowie 2012 den dritten Platz, jeweils hinter München und Stuttgart.
Münster wurde als „leiseste Großstadt Deutschlands“ ausgezeichnet. Nach Einstufung der Weltgesundheitsorganisation WHO platzierte sich Münster hingegen aufgrund der hohen Feinstaubbelastung unter den letzten zehn Städten Deutschlands.

## Persönlichkeiten

### Söhne und Töchter der Stadt
- vor 1295 Johann III. von Deckenbrock; † 1349, Ritter, Droste des Domkapitels, Ratsherr, Stadtrichter, Bürgermeister der Stadt Münster und Gutsbesitzer
- vor 1381 Johann IV. Droste zu Hülshoff; † 1446, Ritter, Ratsherr, Bürgermeister der Stadt Münster, Gutsbesitzer
- 1498/99, Johann Brabender; † 1561/62 in Münster, Bildhauer
- 1519 Johannes Holthues; † 1585 in Münster, Stiftsdechant am Alten Dom in Münster
- 16. Jahrhundert Jacob Voss; † 1581, Generalvikar in Münster
- vor 1600 Johannes Vagedes, † 1663 in Münster, Generalvikar
- 1600, 11. August, Nikolaus Drachter, † 20. August 1664, Stadtsyndikus und Gesandter zu den Verhandlungen zum Westfälischen Frieden
- 1604, Johann Bockhorst, auch Jan Boeckhorst, genannt Langer Jan; † 21. April 1668 in Antwerpen, deutscher Maler der Barockzeit
- 1650, Johannes Caspar Bordewick; † 1721 in Münster, römisch-katholischer Theologe, Geistlicher, Generalvikar und Offizial
- 1732, 20. Oktober, Kaspar Zumkley; † 17. November 1794, Jesuit und Mathematiker
- 1759, 6. April, Johann Gerhard Druffel; † 1. Juli 1836, Beamter und Berater des münsterischen Fürstbischofs Maximilian Franz
- 1760, 30. Juni, Johann Georg Heinrich von Ammon; † 8. April 1836, Kriegs- und Domänenrat
- 1761, 13. Dezember, Johann Georg Ferdinand von Ammon, † 11. September 1814, Kriegs- und Domänenrat
- 1766, Joseph Niesert; † 1841 in Velen, katholischer Geistlicher, Historiker und Numismatiker
- 1779, Maximilian Frederik Hendrik von Korff gen. Schmising; † 2. Februar 1849, Amtsdroste
- 1779, 25. September, Maximilian von Ketteler; † 30. Juli 1832, preußischer Landrat
- 1782, 15. April, Wilhelm von und zu Westerholt und Gysenberg; † 19. Februar 1852 auf Schloss Westerholt, Landrat des Kreises Recklinghausen 1816–1829
- 1786, 6. Dezember, Anton Wilhelm Hüffer; † 17. April 1868 in Eupen, Unternehmer der Textil- und Montanindustrie, Ehrenbürger der Stadt Eupen
- 1787, 11. August, Franz Joseph Herold; † 16. Mai 1862 in Mannheim, erster Bischöflicher Offizial zu Vechta
- 1790, 1. Februar, Franz Joseph Aloys Antony; 7. Januar 1837 in Münster, römisch-katholischer Geistlicher, Kirchenmusiker, Pädagoge und Musikschriftsteller
- 1795, 2. Juni, Jenny von Droste zu Hülshoff; † 29. Dezember 1859 in Münster, ältere Schwester und wichtigste Vertraute der Dichterin Annette von Droste-Hülshoff
- 1799, 15. August, Wilhelm Achtermann; † 26. Mai 1884 in Rom, Bildhauer, Ehrenbürger der Stadt Münster
- 1799, 14. Juli Gebhard Blücher von Wahlstatt; † 8. März 1875 auf Schloss Raduň, preußischer Großgrundbesitzer und erbliches Mitglied des Preußischen Herrenhauses.
- 1801, 8. August Anton Karl Welter; † 15. Juni 1878 in Paderborn, Jurist und Politiker
- 1806, 22. Mai Ludwig von Beughem; † 21. Juli 1886 in Koblenz, Jurist, Politiker und Reichstagsabgeordneter
- 1807, 29. Mai, Matthias Johannes Franciscus Aulike; † 22. Oktober 1865, Beamter und Politiker, Abgeordneter in der Frankfurter Nationalversammlung
- 1811, 25. Dezember, Wilhelm Emmanuel von Ketteler; † 13. Juli 1877 in Burghausen, Bischof von Mainz („Arbeiterbischof“), Mitbegründer der Zentrumspartei, MdR
- 1815, 4. April, Caspar Melchior Kersting; † 1879, Orgelbauer
- 1815, 27. Juli, Friedrich Michelis, † 28. Mai 1886 in Freiburg im Breisgau, deutscher Philosoph und katholischer Theologe
- 1821, 18. Mai, Eduard von Pestel; † 24. März 1908 in Wiesbaden, preußischer Offizier, Ehrenbürger von Saarbrücken; galt bei der Stadtbevölkerung als „Held von Saarbrücken“ im Deutsch-Französischen Krieg
- 1831, 24. Juli, Johannes Erpenbeck; † 17. Januar 1912 in Borken, Geistlicher und päpstlicher Ehrenkämmerer
- 1832, 28. Dezember, Melchior zur Strassen; † 27. Februar 1896 in Leipzig, Bildhauer und Kunstakademie-Direktor
- 1833, 26. Januar, Elisabeth Ney; † 29. Juni 1907 in Austin, Texas, USA, Bildhauerin
- 1835, 19. April, Hermann Landois † 29. Januar 1905 in Münster, kath. Priester, Zoologie-Professor, Gründer des Naturkunde-Museums und des Zoos, Münsteraner Original
- 1837, 1. Dezember, Leonard Landois; † 17. November 1902 in Greifswald, Bruder von Hermann Landois, Mediziner und Physiologie-Professor
- 1839, 18. Januar, Franz von Schwartz; † 28. März 1907 in Konstanz, Regierungspräsident der Hohenzollernschen Lande
- 1839, 22. Januar, Florens von Heydwolff, † 28. Januar 1919 in Germershausen, preußischer Generalleutnant
- 1839, 25. Oktober, Ferdinand Rintelen; † 2. Dezember 1930 in Bad Godesberg, Landrat in Daun und Bernkastel
- 1847, 8. Dezember, Hermann Jürgens; † 28. September 1916 in Bombay; Jesuit und Erzbischof von Bombay
- 1852, 21. Mai, Franz Ludorff; † 31. Mai 1896 in Münster; Pädagoge und Schriftsteller
- 1857, 8. September Friedrich Westhoff, † 12. November 1896 in Münster 'Dr. Longinus', Zoologe, Geograf, Schriftsteller, Gründer des Baumberge-Vereins
- 1858, 22. Januar, August Schlüter; † 19. Dezember 1928 in Düsseldorf, Maler
- 1863, 8. September, Maria Droste zu Vischering; † 8. Juni 1899 in Porto, Portugal; Nonne, wurde 1975 von der katholischen Kirche seliggesprochen. Maria vom Göttlichen Herzen, Gräfin Droste zu Vischering

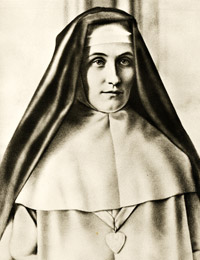
Maria vom Göttlichen Herzen, Gräfin Droste zu Vischering

- 1864, 19. Juni, Fritz Grotemeyer; † 28. Juli 1947 in Witten,[255] Illustrator, Porträt-, Historien- und Kriegsmaler
- 1867, 5. August 1867, Hans Buntkirchen; † unbekannt, Post- und Ministerialbeamter
- 1868, 19. Dezember, Friedrich von Laer; † 12. Januar 1951 in Warendorf, Landrat in Paderborn
- 1878, 1. April, Alfred Flechtheim; † 9. März 1937 in London, Kunsthändler, Kunstsammler, Publizist, Verleger und einer der wichtigsten Förderer avantgardistischer Kunst in der Weimarer Republik
- 1885, 26. November, Heinrich Brüning; † 30. März 1970 in Norwich/Vermont (USA), Reichskanzler 1930–1932
- 1887, 21. Juli, Otto Fontane; † 18. Juni 1958 in Hamburg, Kapitän zur See d. R. der Kriegsmarine
- 1889, 3. Mai, Felix Sümmermann; † 14. April 1970 in Ahaus, Jurist und Widerstandskämpfer des 20. Juli 1944
- 1890, 12. August, Emil Neugebauer; † 3. Oktober 1939 in Witten, Landrat mehrerer Landkreise
- 1892, 30. Januar, Wilhelm-Hunold von Stockhausen; † 22. Mai 1954 in Koblenz, Generalleutnant im Zweiten Weltkrieg
- 1892, 28. Juli, Peter Paul Althaus; † 16. September 1965 in München, deutscher Schriftsteller und Kabarettist
- 1893, 15. Dezember, Christian Kerstiens; † 25. Januar 1942, Politiker, Vertreter des Regierungspräsidenten
- 1894, 10. Mai, Friedrich Karl Drescher-Kaden; † 30. März 1988 in Bonn, Mineraloge und Petrologe
- 1894, 5. Oktober, Friedrich-Carl Rabe von Pappenheim; † 9. Juni 1977 in Uentrop, Generalleutnant im Zweiten Weltkrieg, später Diplomat der Bundesrepublik Deutschland
- 1894, 28. Oktober, Karl Friedrich Stellbrink; † 10. November 1943 in Hamburg, evangelisch-lutherischer Pastor in Lübeck, hingerichtet im Widerstand gegen den Nationalsozialismus, einer der vier Lübecker Märtyrer
- 1895, 14. September, Georg Mackensen; † 24. Februar 1965 in Braunschweig, Verleger
- 1899, 26. Januar, Gottfried Krüger; † unbekannt, Kapitän zur See der Kriegsmarine
- 1901, 1. Februar, Georg Waue; † 8. Mai 1945 in Pola, Konteradmiral
- 1905, 31. Oktober, Albert Ohlmeyer; † 5. Dezember 1998, Benediktinerpater, Abt von Neuburg
- 1906, 11. Juni, Leo Steinweg; † 1945 im KZ Flossenbürg, Motorradrennfahrer
- 1908, 25. August, Wilfried von Rosenthal, † 6. Juni 1975 in Freiburg, Brigadegeneral des Heeres der Bundeswehr
- 1913, 27. April, Werner Sanß; † 5. Mai 2004 in Selm, erster Träger des Aachener Friedenspreises
- 1916, 29. Juni, Paul Stecken; † 15. September 2016, Reitlehrer
- 1920, 10. Dezember, Alfred Dregger; † 29. Juni 2002 in Fulda, Politiker, Vorsitzender der CDU/CSU-Bundestagsfraktion 1982–1991
- 1927, 16. September, Walther Hakenberg, Geschäftsführer der Klöckner Durlitt GmbH und der Klöckner Ferroform GmbH in Osnabrück sowie der Dolomitwerk Salzhemmendorf GmbH in Salzhemmendorf[256]
- 1930, 14. Oktober, Rudolfine von Oer; † 31. Mai 2019 in Legden, Historikerin und Hochschullehrerin
- 1931, 30. Mai Günther Gottmann; † 4. Februar 2018 in Berlin, Priester und Museumsdirektor
- 1933, 7. Februar, Wilhelm Sandmann; † 13. März 2018, Verleger
- 1935, 3. September, Dietz Bering, Historiker und Sprachwissenschaftler
- 1938, 7. Januar, Roland Issen, Vorsitzender der Deutschen Angestellten-Gewerkschaft (DAG)
- 1940, Ingrid Fröhlich, † 30. Juli 2021, Schauspielerin und Unternehmerin
- 1941, 12. Juni, Ulrich Koch, † 13. Juli 2021, HNO-Arzt und Hochschullehrer
- 1946, 21. Mai, Erwin Kostedde, Fußball-Nationalspieler, bis 1967 bei Preußen Münster
- 1947, 27. November, Dieter Lenzen, Erziehungswissenschaftler und seit dem 1. März 2010 Präsident der Universität Hamburg
- 1948, Julia Bolles-Wilson, Architektin, Präsidentin der Nordrhein-Westfälischen Akademie der Wissenschaften und der Künste
- 1949, 12. Oktober, Arnulf Kutsch, deutscher Kommunikationswissenschaftler
- 1949, 22. Oktober, Norbert Golluch, Autor
- 1950, 22. Oktober, Bernd-Ulrich Hergemöller, Historiker
- 1951, 5. Oktober, Detlev Jöcker, Sänger, Komponist und Verleger
- 1953, 3. Januar, Hans-Dieter Hillmoth; † 23. März 2023, Journalist und Rundfunkmanager
- 1955, 27. Juli, Uwe Wolff, Kulturwissenschaftler und Theologe
- 1956, 3. Februar, Rainer Wittkamp; † 29. Dezember 2020, Schriftsteller und Regisseur
- 1956, 13. Juli, Günther Jauch, Fernsehshowmaster und -journalist
- 1957, Dieter Kiessling, Bildender Künstler
- 1957, 12. Juli, Götz Alsmann, Musiker und Unterhaltungskünstler
- 1958, 2. September, Michael Jeismann, Historiker und Journalist
- 1960, 11. Mai, Franz-Josef Arlinghaus, Historiker
- 1961, 28. September, Matthias W. Birkwald, * in Münster (Westfalen), MdB aus Köln
- 1962, 9. Januar, Monika Grütters, Kulturpolitikerin der Christlich Demokratischen Union
- 1963, Uwe Gaul, Verwaltungsbeamter und Politiker
- 1963, 22. Januar, Sebastian Altekamp, Jazzmusiker
- 1963, 4. Juli, Ute Lemper, Schauspielerin und Sängerin
- 1964, 11. Juni, Andreas von Holst, Gitarrist und Songwriter der Band Die Toten Hosen
- 1964, 19. Juni, Andreas Lütkefels; † 9. Mai 2022, deutscher Ruderer
- 1965, 4. März, Westbam, bürgerlicher Name Maximilian Lenz, DJ
- 1965, 11. Mai, Guido Maria Kretschmer, Mode-Designer
- 1965, 14. Juli, Birgitta Wolff, Wirtschaftswissenschaftlerin, Politikerin und Universitätspräsidentin
- 1965, Mathis Feldhoff, Journalist und Autor
- 1965, Ulla Wessels, Philosophin
- 1967, 24. Februar, Olaf Arlinghaus, Autor
- 1967, 20. März, Wulf Schmiese, Historiker, Journalist und Moderator
- 1967, Bernd Stegemann, Dramaturg und Sachbuchautor
- 1969, 18. Juni, Andreas Ewels, Journalist und Regisseur (ZDF)
- 1969, 12. August, Tanita Tikaram, britische Musikerin
- 1970, 18. April, Martin Rackwitz, Historiker
- 1970, 15. Juli 1970, Frank Uekötter, Historiker
- 1973, 10. März, Christoph Röckerath, Journalist des ZDF
- 1973, 2. April, Jan Vahrenhold, deutscher Informatiker
- 1974, 22. Juli, Franka Potente, Schauspielerin
- 1975, Christian Marien, Jazz- und Improvisationsmusiker
- 1976, 1. Juni: Marc Henrichmann, Rechtsanwalt und Politiker (CDU)
- 1977, 19. Juli: Michael Bröcker, Journalist
- 1979, Magda Mayas, Pianistin
- 1979, 21. Februar, Juliane Möcklinghoff, Journalistin
- 1980, 20. Juni, Fabian Wegmann, Radrennfahrer
- 1982, 16. September, Linus Gerdemann, Radrennfahrer

→ mehr …

### Mit Münster verbunden

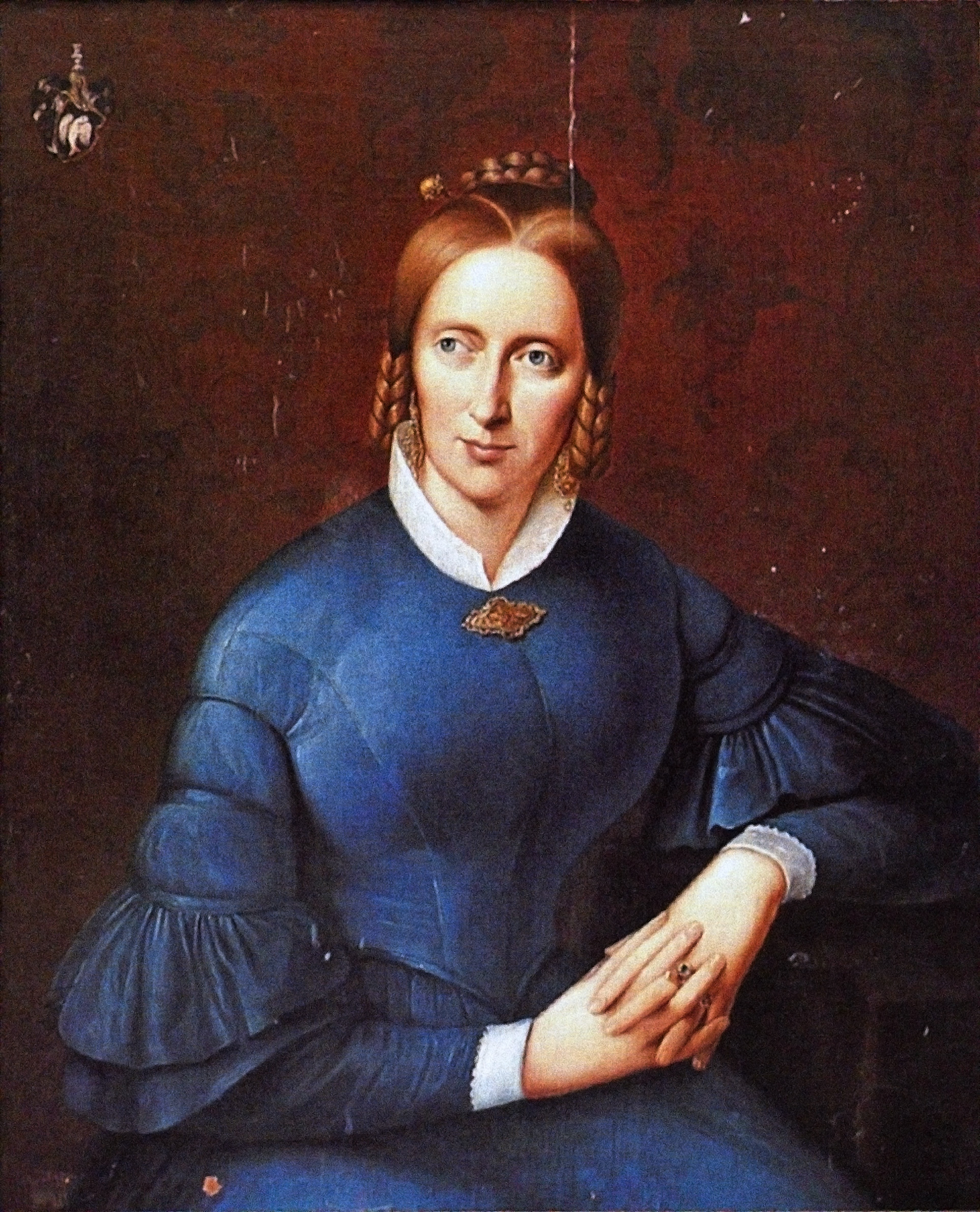
Annette von Droste-Hülshoff, Gemälde von Johann Joseph Sprick (1838)
Droste-Hülshoffs Unterschrift:

Mit Münster in Verbindung stehen unter anderem:
- Engelbert von Deckenbrock, * um 1266 in Everswinkel, Burgmann in Ahaus, Droste des Domkapitels Münster
- Hermann von Münster, * um 1330 in Münsterland; † März 1392 in Metz, gotischer Glasmaler.
- Johann Conrad Schlaun, * 5. Juni 1695 in Nörde bei Warburg; † 21. Oktober 1773 in Münster, Baumeister und General
- Franz Freiherr von Fürstenberg, * 7. August 1729 in Schloss Herdringen, Arnsberg; † 16. September 1810 in Münster, Staatsmann im Hochstift Münster
- Annette von Droste-Hülshoff, * 10. Januar 1797 auf Burg Hülshoff bei Münster; † 24. Mai 1848 in Meersburg am Bodensee, Dichterin und Komponistin
- Johann Wilhelm Hittorf, * 27. März 1824 in Bonn; † 28. November 1914 in Münster, Physiker
- Max von Spießen, * 22. Juni 1852 in Dülmen; † 5. November 1921 in Münster, Dichter, Genealoge und Heraldiker
- Friedrich Wilhelm Kirchner, * 2. September 1861 in Holleben; † 3. Mai 1921 in Münster, Oberpräsidialrat in Westfalen
- Clemens August Graf von Galen, * 16. März 1878 in Dinklage; † 22. März 1946 in Münster, Kardinal und Gegner des NS-Regimes, am 9. Oktober 2005 in Rom seliggesprochen
- Curt Höppner, * 10. März 1887 in Oschatz; † 19. Mai 1966 in Bad Reichenhall, deutscher Bauingenieur, Architekt und Direktor der Baugewerkschule Münster
- Edith Stein, * 12. Oktober 1891 in Breslau; † 9. August 1942 im KZ Auschwitz-Birkenau, deutsche Philosophin jüdischer Herkunft, Atheistin, später Karmeliterin, Märtyrerin, Heilige, lehrte in Münster
- Euthymia, eigentlich Emma Üffing, * 8. April 1914 in Hopsten-Halverde; † 9. September 1955 in Münster, Clemensschwester, am 7. Oktober 2001 in Rom seliggesprochen
- Heinz Stoob, * 3. Dezember 1919 in Hamburg; † 13. März 1997 in Münster, Historiker, Direktor des Historischen Seminars und der Abteilung für Westfälische Landesgeschichte an der Westfälischen Wilhelms-Universität in Münster
- Jürgen Möllemann, * 15. Juli 1945 in Augsburg; † 5. Juni 2003 in Marl-Loemühle, Politiker (FDP)
- mehr …

## Sonstiges

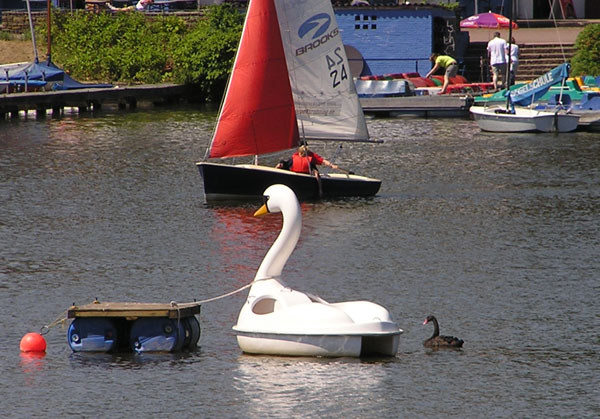
Petra und ihr Tretboot im Sommer 2006

Nach der Stadt benannt wurde 2004 eine an der Universität Münster entdeckte Meerschweinchen-Art als Münstersches Meerschweinchen (Galea monasteriensis) beschrieben, die mittlerweile allerdings als Synonym zu einer bereits beschriebenen Art eingeordnet wird. Ebenfalls nach ihr benannt ist die texanische Stadt Muenster.
Weltweite Schlagzeilen machte 2006 der Schwarzschwan „Petra“, der sich in ein Tretboot in Form eines übergroßen Schwans verliebte. Das weibliche Tier wich seinem „Artgenossen“ auf dem Aasee den ganzen Sommer nicht von der Seite, im November wurden die beiden in den Allwetterzoo umgesiedelt. Dabei wurde festgestellt, dass es sich um ein Weibchen handelt. Der bereits zuvor vergebene Name „Peter“ musste angepasst werden und der Schwan wurde in „Petra“ umbenannt. Neben deutschen Medien wie Spiegel und Stern berichteten unter anderem Fernsehteams aus den USA, Japan, Indien und aus der arabischen Welt. Ende 2009 verschwand Petra für eine gewisse Zeit spurlos, bis sie im Frühjahr 2013 im benachbarten Osnabrück mit „neuer Liebe“ wiederentdeckt wurde, wo sie noch immer lebt.
Mit Münster assoziiert wird die Internet-Top-Level-Domain .ms, die eigentlich für die karibische Insel Montserrat steht. Die Einwohnerzahl Montserrats ist dabei (Stand 2022) etwa um den Faktor 6 kleiner als jene von Münster. Flächenmäßig ist Münster immerhin noch rund dreimal größer als Montserrat.

## Filme
- Bilderbuch Deutschland: Münster. Dokumentationen, jeweils 45 Minuten. Ein Porträt des WDR von Elisabeth Monet und Uwe Pohlig, Erstsendung: 4. Oktober 1998; nochmals aktualisierte Fassung von Martina Müller, Produktion: WDR, Erstsendung: 12. November 2006.
- Münster zwischen den Kriegen – Filmaufnahmen von den 1920er Jahren bis zur Zerstörung. Dokumentation des LWL-Medienzentrums für Westfalen, Deutschland 2006, ca. 45 Minuten.
- Münster 1968 – Vom Krieg der Väter zum Protest der Söhne. Drei Filme, drei Perspektiven. Dokumentation des LWL-Medienzentrums für Westfalen, Deutschland 2011, ca. 110 Minuten.
- Das neue alte Münster. Die Nachkriegszeit in Filmdokumenten. Dokumentation des LWL-Medienzentrums für Westfalen, Deutschland 2017. Regie: Markus Schröder, ca. 120 Minuten.
- Münster Above. Luftbildaufnahmen mit Kameradrohnen, die mit Hintergrund Informationen zu einem Film zusammen geschnitten wurden, Deutschland 2018. Regie: Stefan Albers; ca. 98 Minuten.